# Titien
Ne doit pas être confondu avec Titien (prénom).
Tiziano Vecellio, Tiziano Vecelli ou Tiziano da Cador, plus communément appelé Titien ou le Titien en français, né vers 1488 à Pieve di Cadore (république de Venise) et mort le 27 août 1576 à Venise, est un peintre et graveur italien (vénitien) de l'école vénitienne, auteur d'une importante œuvre picturale. Il est considéré comme un des plus grands portraitistes de cette époque, notamment grâce à son habileté à faire ressortir les traits de caractère des personnages.
« Il libère aussi la peinture des contraintes de la ligne et de la forme où elle était emprisonnée depuis le Moyen Âge finissant, et cela pour donner tout pouvoir à la « couleur » (au sens de colorito). »

## Biographie
Le Titien est né à Pieve di Cadore, une petite ville des Dolomites en Vénétie entre 1488 et 1490, dans une riche famille locale. Son père, Gregorio Vecellio, occupait diverses charges, dont celles de capitaine de la milice et d'inspecteur des mines.
On ne sait pas quelle éducation il a reçue : il ne connaissait probablement pas le latin, langue très importante à l'époque, et la majeure partie des lettres qui nous sont parvenues ont été écrites pour son compte par d'autres personnes. Tiziano s'est initié à la peinture en même temps que son frère Francesco. Les deux sont envoyés à Venise, vers l'âge de 9 ou 10 ans, pour étudier l'art. Ils commencent dans l'atelier de Sebastiano Zuccato, un artiste en mosaïque. Après quatre ou cinq ans, Titien entre dans l'atelier du peintre Gentile Bellini, puis de son frère Giovanni Bellini, à cette époque l'artiste le plus réputé de Venise. C'est là qu'il fait la connaissance de Giorgio da Castelfranco, connu sous le nom de Giorgione. Ils deviennent amis et associés, et en 1508 travaillent ensemble aux fresques extérieures du Fontego dei Tedeschi.
Deux ans plus tard, Giorgione meurt de la peste et il est probable que de nombreux tableaux de Giorgione, inachevés, aient été terminés par Titien. De 1508 à 1568, Titien pratique aussi la gravure sur bois. Certains ont même pensé qu'il a participé à l'élaboration de la Fabrica, un gros volume in-folio de 663 pages, qui contient plus de 300 figures anatomiques, gravées sur bois. Mais rien n'a jamais été prouvé.
Titien peint trois fresques pour la Scuola di Sant'Antonio à Padoue, ville où il se rend en 1511. En 1516, à la mort de Giovanni Bellini, il est nommé à sa suite peintre officiel de la république de Venise et établit un atelier sur le Grand Canal à San Samuele. De nombreux artistes contemporains y passèrent, dont Tintoret et Le Greco.
Dans L'Assomption de la Vierge, commandée pour le maître-autel de l'église Santa Maria Gloriosa dei Frari en 1516 et installée en 1518, Titien élimine toutes les traditionnelles références iconographiques à la mort et invente la glorieuse montée au ciel de Marie dans le sillage de la théologie franciscaine contemporaine. Cette solution deviendra dès lors la composition de référence dans tout le monde chrétien. En 1520, il exécute une importante commande pour la décoration du palais des Doges, La Bataille de Cadore (grande fresque qui sera d'ailleurs détruite lors d'un incendie un an après sa mort) et trois peintures de scènes mythologiques pour Alphonse Ier d'Este. Il est également chargé de faire tous les portraits des doges successifs, jusqu'en 1555 où la tâche incombe au Tintoret. Il a également de nombreuses commandes pour les notables vénitiens et les églises de la cité.
Trois ans plus tard, pendant un voyage à Ferrare, il fait la connaissance de Frédéric II Gonzague, marquis de Mantoue dont il fait le portrait et pour qui il travaille durant plus de 10 ans, décorant le château de Ferrare de fresques mythologiques. Fin 1522, il se rend à Mantoue, où il rencontre le marquis Federico Gonzaga qui lui commande près d'une quarantaine de tableaux, et se lie d'amitié avec l'Arétin et Sansovino, réfugiés à Venise après le sac de Rome.
En 1525, il épouse Cecilia Soldano, fille d'un barbier, avec qui il a déjà eu deux fils : Pomponio en 1523 et Orazio, juste avant le mariage. En 1530, sa femme met au monde une fille (Lavinia) et meurt quelques mois plus tard. On ne sait s'il se remaria, mais en tout cas les années 1530 sont pour Titien celles d'un nouveau canon féminin, plus menu comme dans La Bella (Florence, palais Pitti), Marie Madeleine (v. 1533) (Florence, palais Pitti) ou La Vénus d'Urbin (Florence, musée de la Galerie des Offices). Cette dernière œuvre, réalisée pour Guidobaldo della Rovere en 1538 s'inspire de la Vénus endormie de Giorgione en représentant une femme nue (Vénus ? une courtisane ? une jeune épouse ?) sur un lit dans une pièce et éveillée. Œuvre emblématique de sa carrière, elle est le prototype du nu féminin couché en intérieur pour la peinture européenne dont Édouard Manet s'inspirera pour son Olympia.
Dans cette même année 1530, il rencontre Charles Quint à l'occasion d'un voyage de l'empereur en Italie, par l'intermédiaire du marquis de Mantoue. Trois ans plus tard, Charles V lui accorde le titre de Conte Palatino et Cavaliere dello Sperone d'Oro, un honneur sans précédent pour un peintre. Il peindra une série de portraits des proches de l'empereur.
En 1545, il se rend à Rome à l'invitation du pape Paul III. Le 16 mars, il obtient la citoyenneté romaine et rentre à Venise. La confrontation directe avec les œuvres de Michel-Ange influe énormément sur sa carrière, qui connaît alors une « crise maniériste », marquée par des compositions plus hardies et un coloris aux forts effets de contraste.
En 1548, il se rend à Augsbourg où se tient la Diète du Saint-Empire, présidée par Charles Quint, occasion pour lui de peindre de nombreux portraits de notables et de l'empereur lui-même. C'est alors un peintre exceptionnellement riche. Puis il commence à travailler à la série des Poésies pour le roi Philippe II. Ces peintures représentent des nus féminins mythologiques, telles Danaé, Vénus et Adonis ou Diane et Actéon, et elles inaugurent la dernière phase de Titien, caractérisée par une touche beaucoup moins graphique et plus libre, où les toiles achevées laissent même voir l'action du pinceau sur la toile ; on dit même que Titien aurait peint avec ses doigts certains de ses tableaux à la fin de sa vie.
Il est élu avec Andrea Palladio et Jacopo Tintoretto à l'Académie du dessin de Florence en 1566. Son dernier tableau connu est une Pietà, qu'il destinait à orner son tombeau : inachevée à sa mort, l'œuvre sera terminée par Palma il Giovane.
Il meurt le 27 août 1576, peut-être de la peste, plus probablement de vieillesse. Il est enterré dans l'église Santa Maria dei Frari à Venise.

La Femme au miroir, 1515
Musée du Louvre.

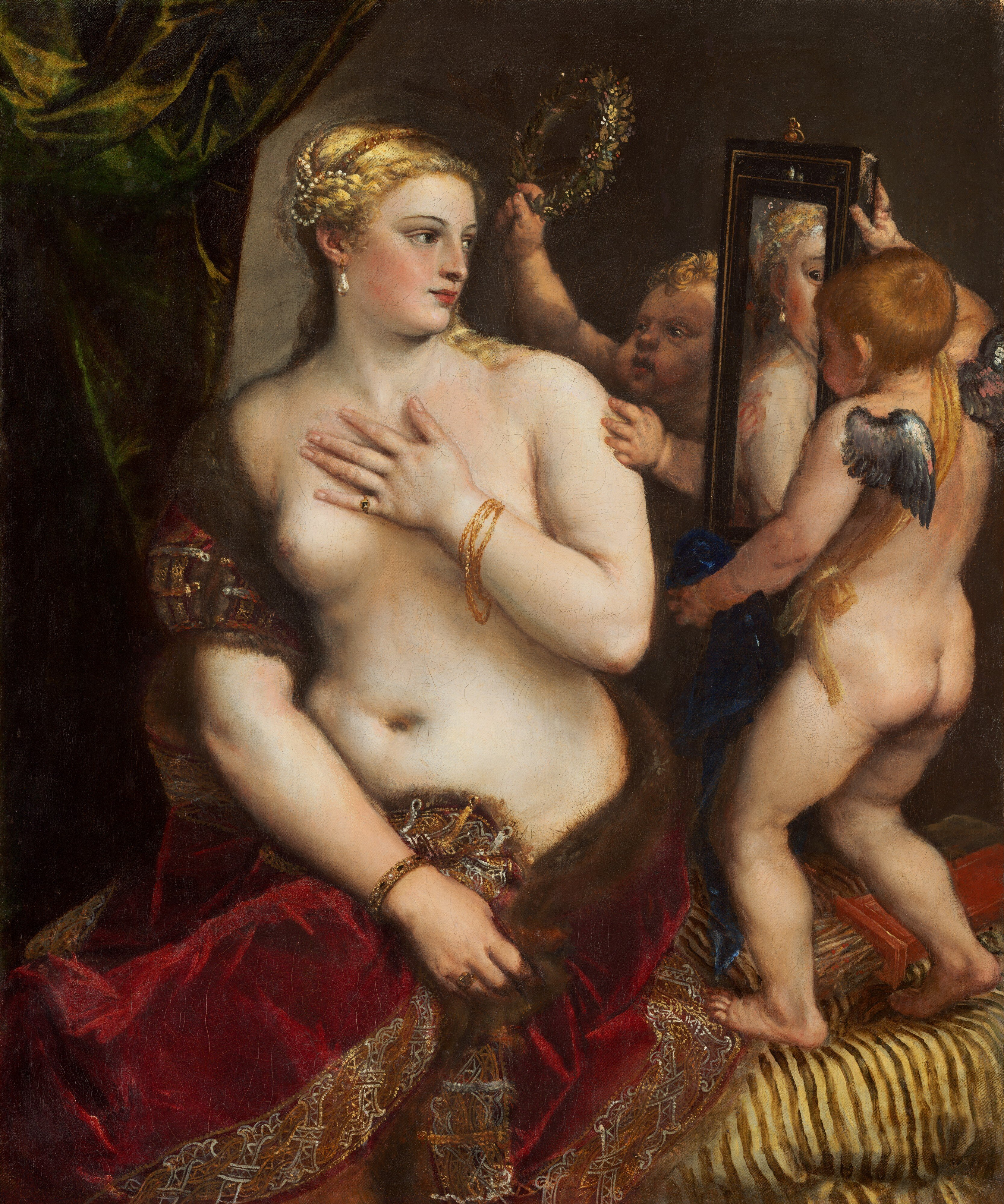
Vénus au miroir, 1554-1555
National Gallery of Art, Washington.

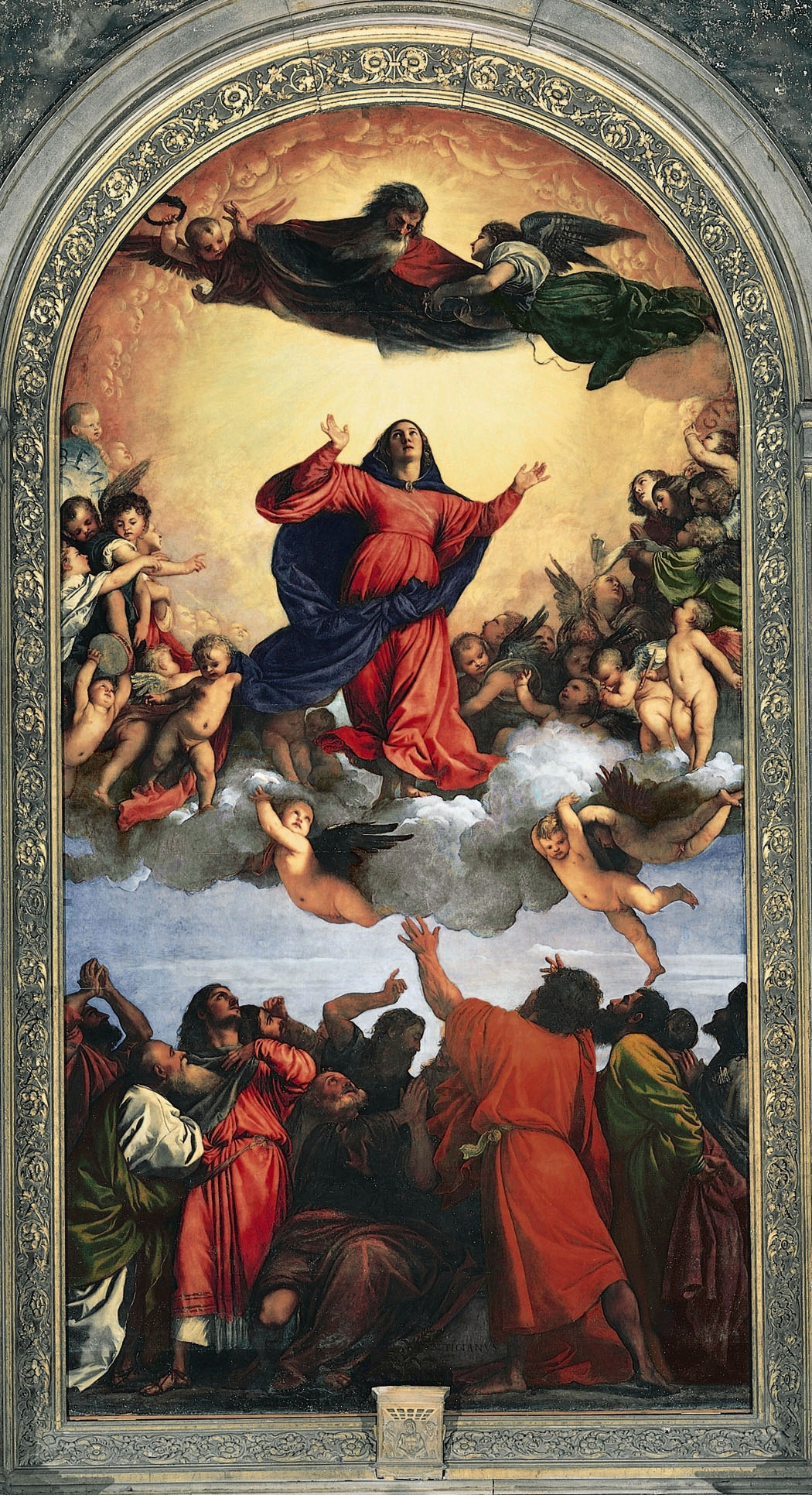
L'Assomption de la Vierge, 1516-18
Église Santa Maria Gloriosa dei Frari.

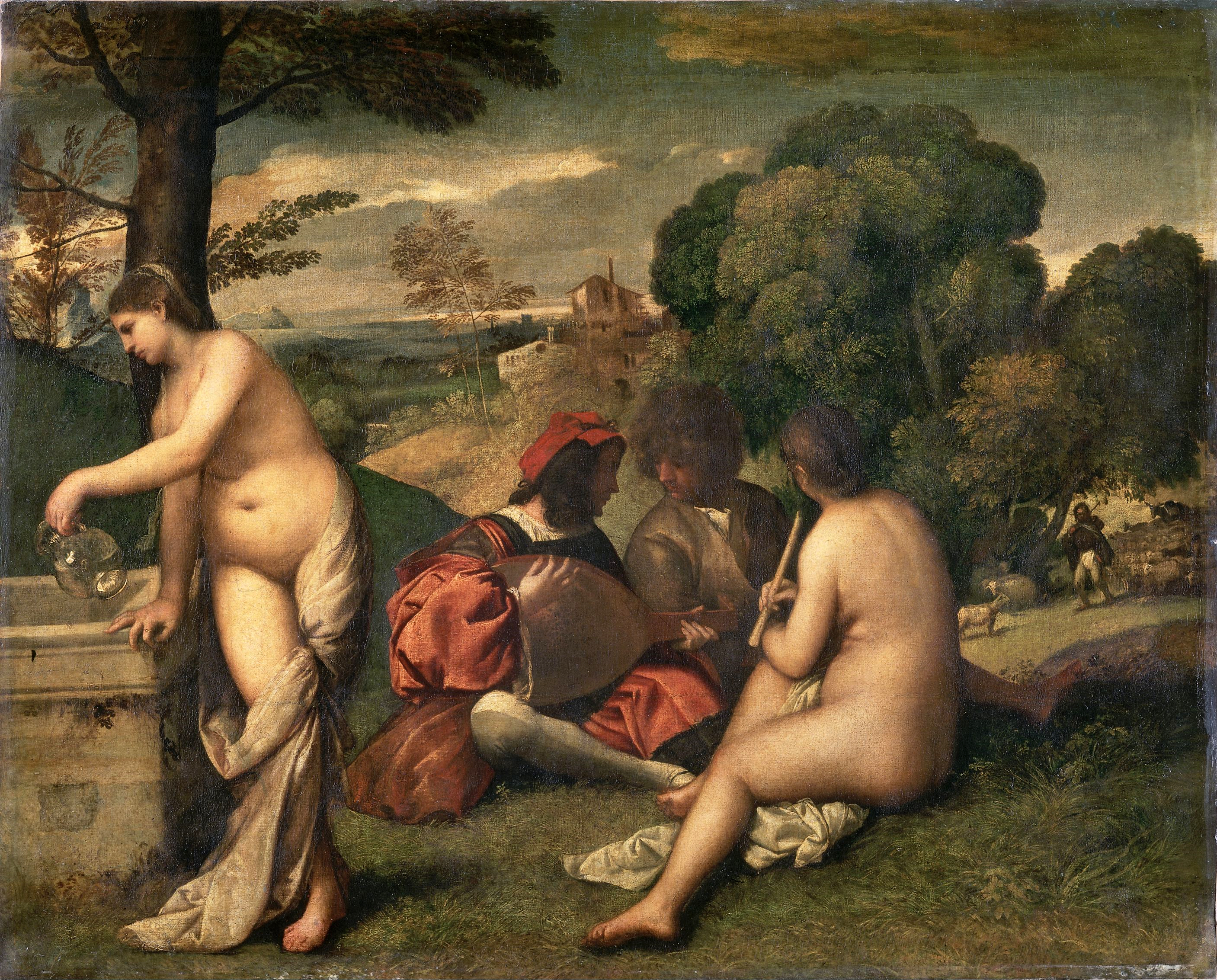
Le Concert champêtre,
musée du Louvre.

### L'héritage de Giorgione
Bien que Titien ait commencé son apprentissage chez Sebastiano Zuccato et chez les Bellini, il a ensuite effectué un séjour dans l'atelier de Giorgione. Vasari écrit : « À ses débuts, quand il commença à peindre dans la manière de Giorgione, à dix-huit ans à peine, il fit le portrait d'un gentilhomme de la famille Barbarigo, son ami... on le jugea si bien peint et avec tant d'habileté que, si Titien n'y avait mis son nom dans une ombre, on l'aurait pris pour une œuvre de Giorgione. » En 1508, il peint la décoration à fresque du Fondaco dei Tedeschi avec Giorgione. Son style dramatique, semble déjà se distinguer consciemment du maître. Dans le cycle des fresques de la Scuola del Santo de Padoue peint en 1510 et 1511, On retrouve cependant l'aspect fondu de Giorgione et du Corrège sur les chairs délicates et sans contours et les paysages vaporeux avec lesquels elles fusionnent volontiers, ainsi que dans les matières veloutées. Les nus, si on les compare avec ceux de Giorgione, sont quand même plus francs car privés du halo mystérieux qui enveloppe les figures de ce peintre. Chez Titien, la lumière sert à intensifier les couleurs qui, elles, sont chargées de fondre personnage et environnement, typique du tonalisme vénitien.
Après la mort de Giorgione en 1510, des témoignages de contemporains laissent entendre une intervention de Titien dans l'achèvement de La Vénus endormie. Certains critiques pensent qu'il est aussi intervenu dans Le Concert champêtre. Ce concert musical est un thème venu de l'humanisme de la première Renaissance ; la musique est assimilée à l'harmonie universelle. L'Homme n'y joue que sa propre partition, au milieu de la nature exubérante. La composition est assez mystérieuse : une femme à gauche puise de l'eau dans une carafe en verre, deux hommes se concertent, l'un jouant de la mandoline, une femme nue de dos souffle dans une tige percée. Derrière, un berger s'occupe de ses moutons, dans un plan encore davantage reculé se tient une bâtisse, et au loin, des montagnes reprennent l'idée d'une représentation de la totalité du monde en perspective atmosphérique telle que La Vierge aux rochers (1483) de Léonard de Vinci.
Toujours est-il que dans ses premières années, Titien est énormément influencé par le pouvoir d'évocation de Giorgione. Goethe dit de lui quand il évoque son travail sur les fresques de l’école de Saint-Antoine de Padoue où il réalise ses premières œuvres indépendantes : « Il y a là, écrit le poète, une vérité surprenante, capable de tout exprimer ». Le Portrait de L'Arioste  (National Gallery), par l'emploi du petit parapet pour placer le personnage dans le tableau, la douceur du modelé, la lumière enveloppante et l'impression d'espace autour du modèle, dérive de Giorgione.

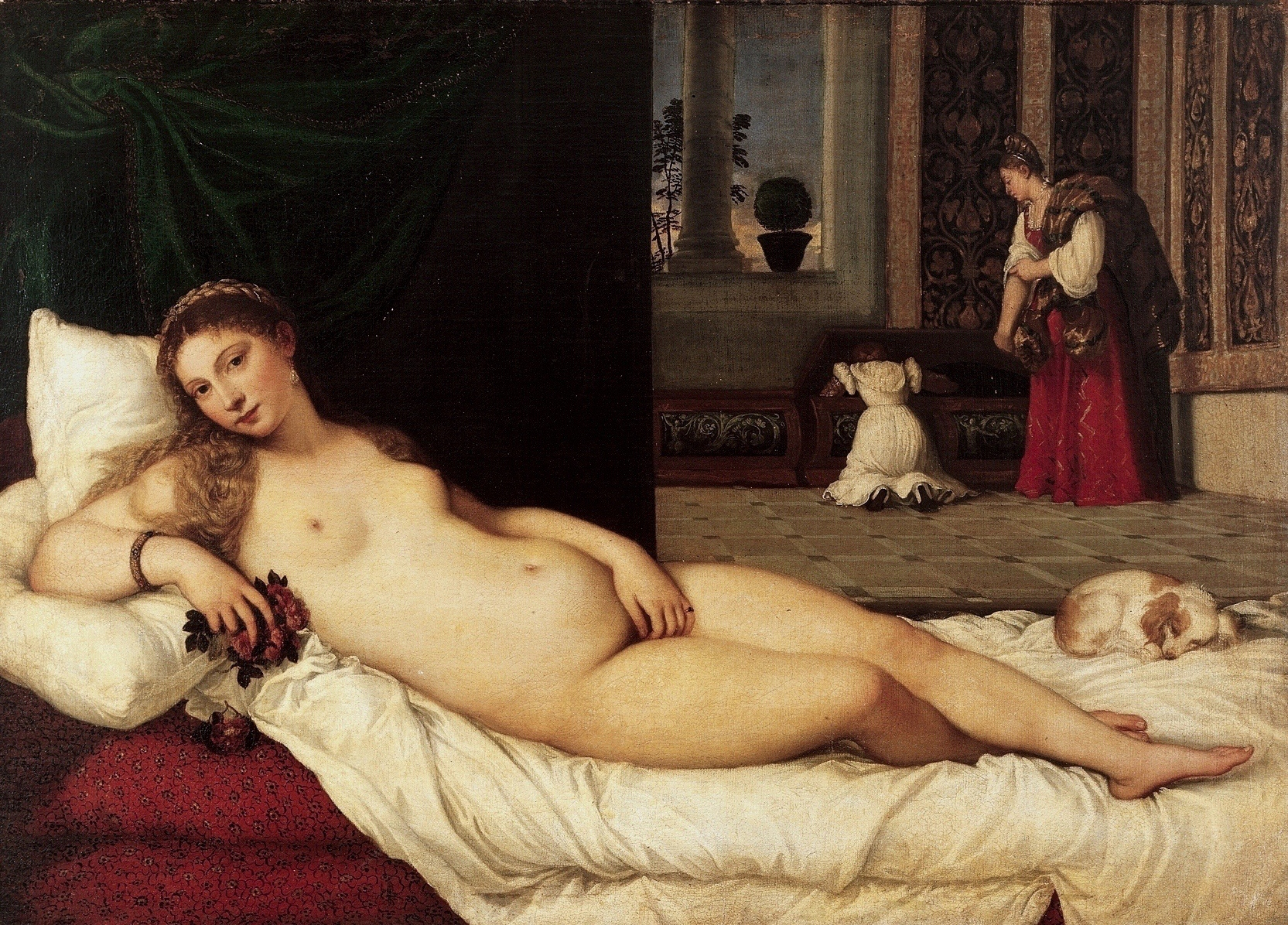
La Vénus d'Urbin, 1538
Musée des Offices, Florence.

Titien entame ensuite une période de peinture mythologique. Pour le cabinet de travail d'Alphonse Ier d'Este il réalise Offrande à Vénus, Bacchanale du Prado et Bacchus et Ariane. Le peintre y prouve sa capacité à faire revivre les mythes antiques et d'y adhérer en imagination. Il utilise comme sources littéraires Philostrate, Ovide, Catulle, ne recherchant, cependant, nullement l'érudition humaniste, mais plutôt le moyen d'évoquer le monde antique selon une tonalité plus dionysiaque. En 1526, il traite de manière triomphaliste un thème religieux la Pala Pesaro. La Vierge se trouve déplacée à droite. Cette manière grandiose n'empêche pas l'artiste de peindre dans le même temps des tableaux plus intimistes comme la Vierge au Lapin ou la Déposition. La Vénus d'Urbin de 1538 révèle encore une fois au spectateur la capacité de Titien à représenter une réalité concrète, un moment et un climat particuliers. Avec une série de portraits, la Vénus d'Urbin marque la fin du naturel « olympien ».

### La période maniériste

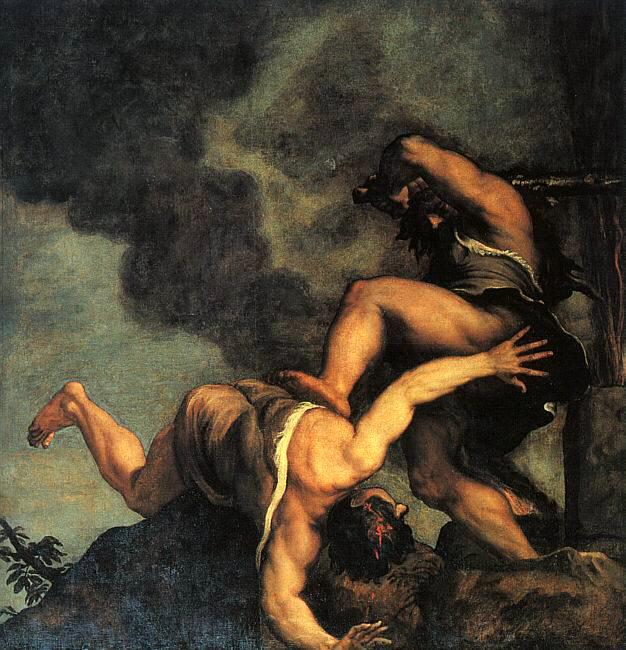
Caïn et Abel, 1542-1544
Basilique Santa Maria della Salute.

En 1527, l'Arétin et Sansovino s'établissent à Venise. Titien contracte avec eux des liens d'amitié qui l'aident sans doute à suivre les développements du maniérisme, très en vogue en Italie centrale. Les Portraits des Césars sont exécutés à cette époque pour le palais ducal de Mantoue. Même s'ils sont aujourd'hui perdus, ils sont connus par des copies ou des estampes. Ils permettent de comprendre la nouveauté du style de Titien, sous l'influence du maniérisme de Giulio Romano. Il peint ensuite les plafonds de la basilique Santa Maria della Salute de Venise. Les personnages sont reliés entre eux par des mouvements violents et baignent dans une lumière chaude et mobile.
La critique moderne donne une grande importance au travail maniériste de Titien. Il y quitte la vision sereine, naturaliste de son œuvre de jeunesse, pour inaugurer des procédés plus libres dans l'imagination des figures, la création d'un climat dramatique, avec un chromatisme plus expressif. Alors qu'il séjourne à Rome (1545-1546), les intrigues de pouvoir de la cour pontificale lui inspirent un autre chef-d'œuvre, le Portrait de Paul III avec ses petits-fils. Le portrait de groupe qui permet à Titien de chercher à rivaliser avec Raphaël, est inachevé sans qu'on sache vraiment très bien pourquoi. Le pape est assis, vieilli. Titien cherche plus à montrer le caractère du vieillard qu'à montrer la majesté de sa fonction pontificale. Son neveu, le cardinal Alexandre Farnese est assis à l'arrière plan et semble le principal instigateur des décisions de son oncle. À droite, Horace Farnese s'incline devant son oncle, lui faisant une demande. Dans Charles Quint à cheval à Mühlberg peint en 1548, Titien transforme son sujet en un symbole héraldique, mais il le montre aussi comme un despote usé. Cette toile, réalisée peu avant l'abdication de Charles Quint témoigne d’un sens aigu de l'analyse.
Le tableau, Caïn et Abel, porte sur un sujet biblique : le meurtre d’Abel par son frère Caïn. Œuvre de la pleine maturité de Titien il a été peint après son retour de Rome, où il a été influencé par Michel-Ange pour les formes, l’impétuosité des mouvements, la force des couleurs. Il montre dans le même temps une sensibilité complètement autonome pour l'espace, loin de la conception du maniérisme toscano-romain.
Au premier plan Abel, personnage biblique et fils d’Adam et Ève, est renversé par son frère, la tête ensanglantée. Son bras droit est légèrement fléchi, comme pour parer sa chute inévitable. De sa main gauche il semble implorer son meurtrier de l’épargner tout en cherchant désespérément à se raccrocher à la vie. Son simple vêtement de peau de bête dévoile sa musculature impressionnante.
Le second plan nous fait découvrir le meurtrier, tendu par la violence de son geste, brandissant un bâton au-dessus de sa tête pour en frapper son frère. Tandis que sa jambe gauche est solidement campée sur le sol, son autre pied repousse brutalement sa victime, révélant aussi des muscles saillants.
Le dernier plan représente le ciel, tourmenté, aux nuées noires menaçantes.
L’endroit où se dirige naturellement notre regard se trouve au centre même de la composition. C’est le pied de Caïn qui repousse son frère. Ce point de lutte est marqué par des diagonales, la « géométrie secrète », qui se dessine respectivement : 
- du coin haut-gauche, se prolonge dans les nuages et s’achève par la jambe droite de Caïn
- débute par l’épaule de Caïn, suit le mouvement de son pied, puis la forme des rochers.

Cette intersection marque l’élément clé de l’œuvre, à savoir la violence de l’acte et sa cruauté.
La lumière du tableau est aussi un élément très intéressant pour cette scène. Effectivement la source lumineuse, qui provient du milieu du côté droit de la composition, n’éclaire que partiellement l’action, puisque seul Abel se trouve en lumière.
Nous pouvons y voir un procédé adroit du peintre pour désigner Caïn comme un être sombre et mauvais ; et par conséquent pour mettre aussi en lumière les vertus de son frère, à qui Dieu « porta un regard favorable » (Livre des Origines : Caïn et Abel, Genèse 4,4).
Le visage de l’assassin est par ailleurs dans l’ombre, pour renforcer encore cet effet de personnification de la lutte entre le Bien et le Mal.
En outre les colonnes de nuées en arrière-plan semblent confirmer cette hypothèse puisqu’elles donnent l’impression de sortir du corps même de Caïn, représentation symbolique du caractère mauvais du personnage.
	 Pour finir, les formes nous donnent des indices supplémentaires pour mieux analyser le tableau.
Caïn est dressé, imposant, ses formes de corps sont dessinées par des droites qui se veulent le moins courbes possible, tout en gardant une impression de réalisme.
A contrario, la position de la jambe d’Abel, ses bras, ses hanches, recherchent un dessin plus souple et arrondi.
Ce jeu des courbes et des droites confère à Abel une attitude adoucie, alors que son frère nous parait plus rude et dur.
La scène, caractérisée par une forte tension émotive qui se dégage des corps dans des poses nettement en perspective, représente une des phases du conflit intérieur.
La nuit est définie par une interaction complexe de lumières et de reflets qui donnent un ton dramatique à la composition.

### La dernière période

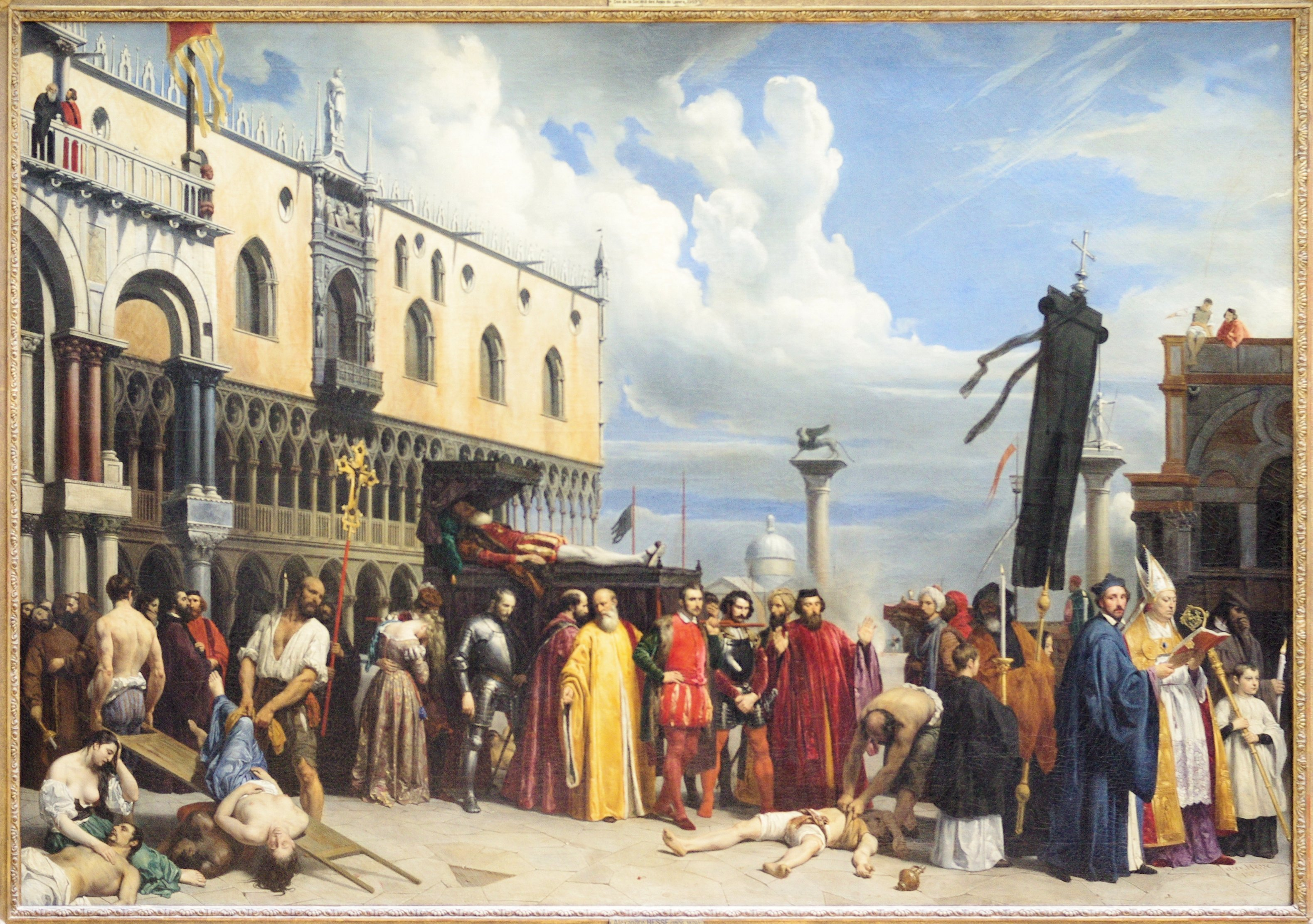
Funérailles du Titien en pleine épidémie de peste.

En 1551, à plus de soixante ans, Titien se fixe définitivement à Venise. Son temps est entièrement occupé à réaliser les commandes des princes, travaillant à de nouvelles formes d'expression. Même dans les thèmes profanes, la construction dramatique est plus intense. Il meurt avant d'avoir terminé sa dernière œuvre, une Pietà destinée à son tombeau au Frari, c'est Palma le Jeune qui l'achèvera.

## Le processus pictural

### Dessins

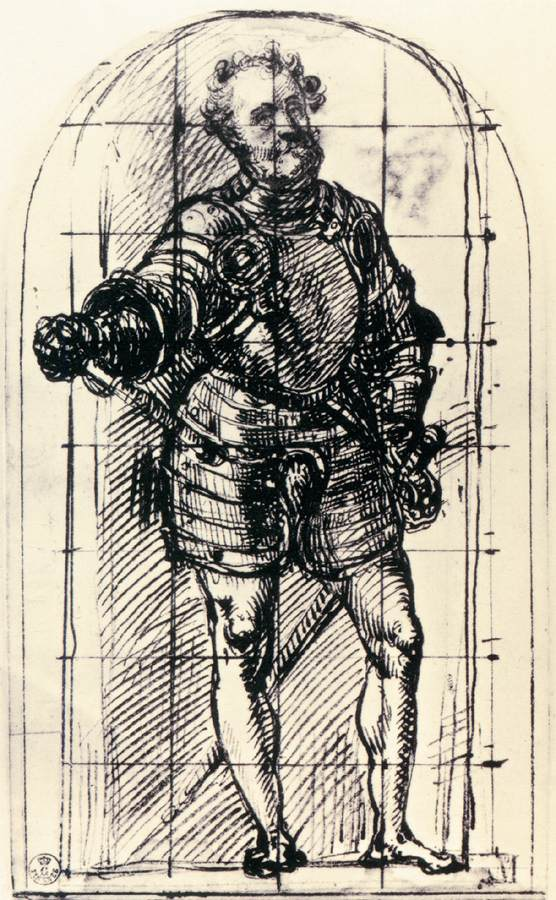
Étude pour le portrait du duc d'Urbino. vers 1536. Plume et encre noire / papier blanc coloré en jaune. 23 × 14 cm. Galerie des Offices.
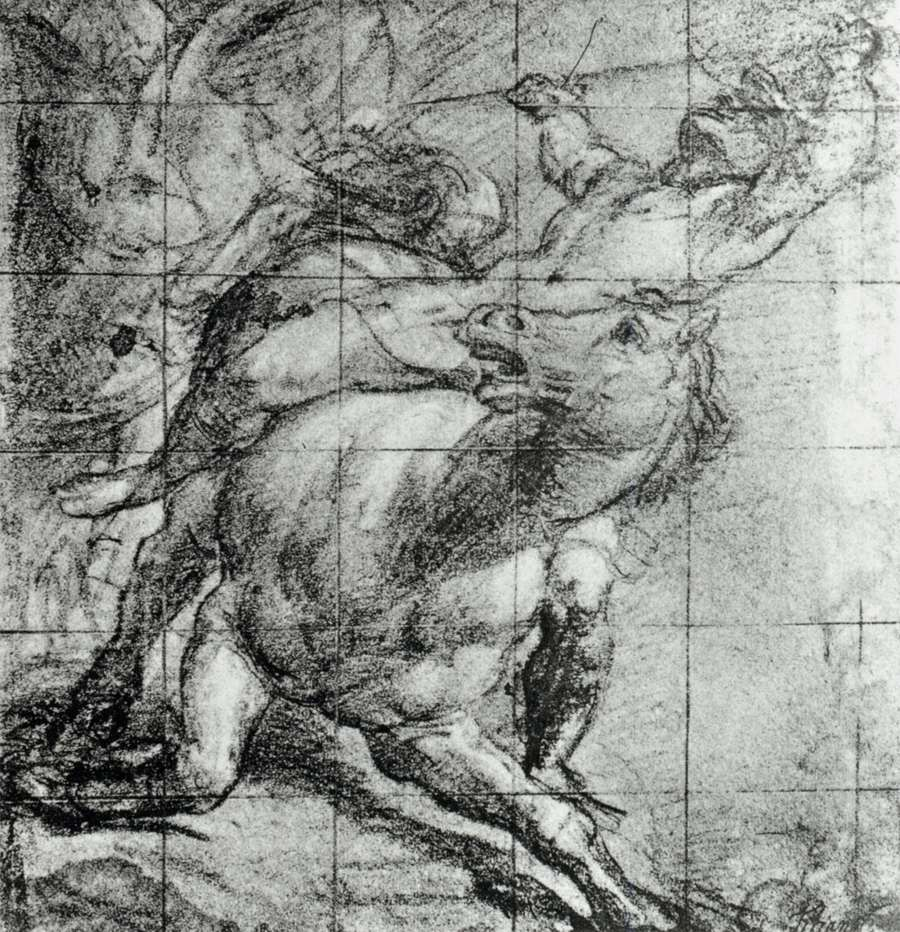
Étude de cheval et de son cavalier. Vers 1537. Craie noire sur papier bleu. 27 × 26 cm. Ashmolean Museum.
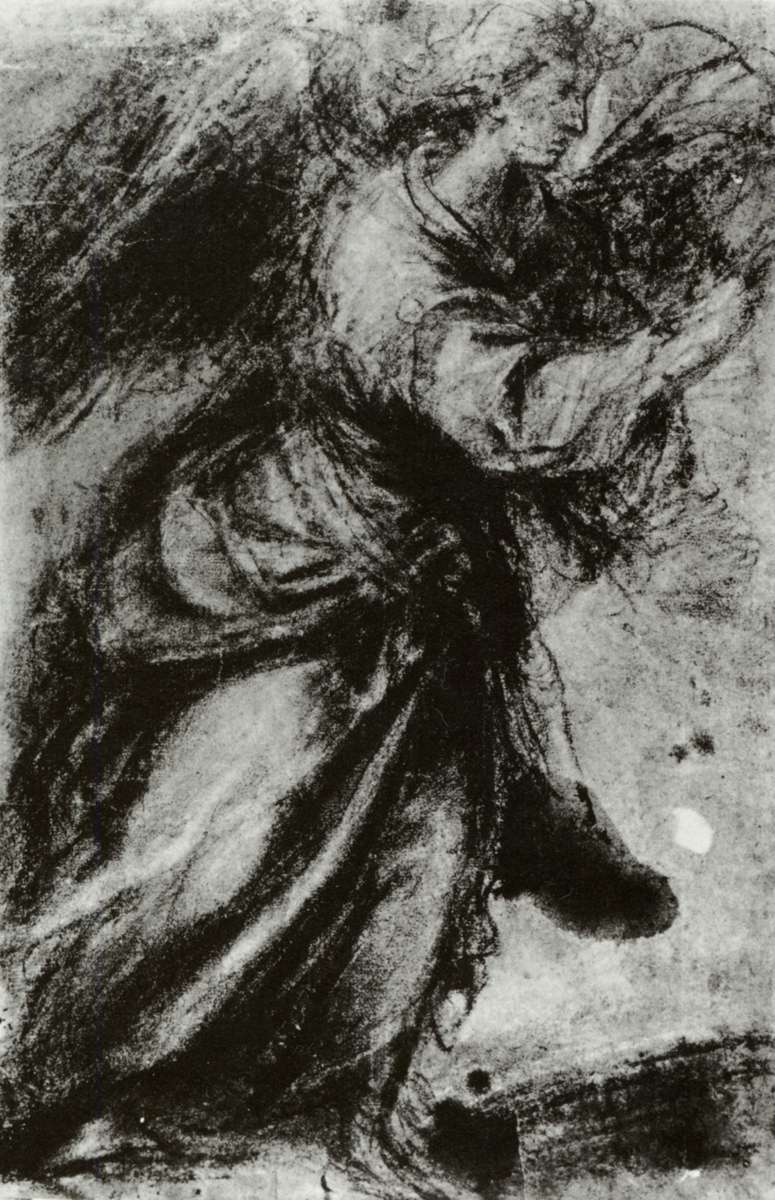
Étude pour l'ange de l'Annonciation. Vers 1560. Crayon noir et fusain, rehauts de crayon blanc. 42 × 27 cm. Galerie des Offices.

Plusieurs études scientifiques des peintures, radiographie (en 1932), réflectographie infrarouge (1989) et plus récemment (2003), ont permis de mieux connaître le travail du peintre lors de sa réalisation de la Vierge et l'Enfant (La Bohémienne), vers 1511. La radiographie a décelé une première version : ainsi Titien n'exécutait pas un dessin préétabli définitivement et en l'occurrence il pouvait s'inspirer, après coup, d'un travail antérieur (daté de 1509). La réflectographie infrarouge a révélé des fragments d'un dessin sous-jacent pour la tête et la main droite de la Vierge, le peintre ne s'interdisait donc pas d'utiliser le dessin ponctuellement. L'étude de 2003 a révélé un autre type de dessin sous-jacent, exécuté avec une assez grosse brosse et à coups rapides pour la construction du corps de l'Enfant et des draperies. De légers lavis ont été appliqués afin de composer les volumes du visage et du cou de la Vierge. Tous ces tracés initiaux participent de l'élaboration de la première version du tableau. Le paysage, pour lequel il n'y a pas eu de dessin sous-jacent, a été modifié en cours de réalisation. L'usage d'un stéréomicroscope a confirmé que Titien avait une méthode qui reposait beaucoup moins que ses prédécesseurs sur les contours d'un éventuel dessin sous-jacent. Ceux-ci construisent les formes principales et servent simplement de guide au travail à la brosse. Cependant certaines « premières pensées » de Titien, ou bien des éléments de réflexion dessinés au fusain et évoquant l'ombre et la lumière à grands traits, ont été conservés, dans des collections privées et aujourd'hui dans quelques musées. Tandis que de Raphaël on possède de nombreux dessins et un petit tableau auquel correspond le dessin : un petit carton au tracé détaillé, précis, qui est tout le contraire des dessins de Titien. On peut y voir les contours perforés qui indiquent un report par le procédé du poncif : le dessin était définitif, après avoir été reporté sur le panneau, il ne restait plus qu'à exécuter la peinture sans déborder des contours. La méthode de Titien est donc tout à fait différente.

### Lecoloritocomme processus pictural
« Les Vénitiens n'utilisent pas le terme colore ; ils lui préfèrent celui de colorito ou de colorire » (une forme du verbe) : « Le colorito est en fait un processus additif, construisant progressivement le tableau, depuis la toile qui sert de fond, préparée en sombre, jusqu'aux modifications finales, obtenues par les glacis ». Ce concept n'envisage pas la couleur « qui sort du tube », mais le processus qui met en œuvre, par le jeu des pinceaux, et autres outils de peintre, des matières picturales plus ou moins colorées, opaques ou transparentes.

### Peinture
« L'empâtement, la tache (pittura di macchia, une peinture de taches), le style (maniera) et la touche vigoureuse (il colpo sprezzante) font partie des composantes du colorito alla veneziana ». Et Palma le Jeune, qui a pu voir Titien au travail, le décrit ainsi : (après avoir cherché puis mis au point son tableau, avec de nombreuses variantes dans les formes et les couleurs)… « pour les dernières touches, il estompait les transitions entre les lumières et les demi-teintes avec ses doigts, mêlant une nuance à l'autre, […]. Dans les derniers stades, il peignait davantage avec ses doigts qu'avec le pinceau. » Et quand on lui demandait pourquoi il utilisait un pinceau aussi gros qu'un balai, il répondit qu'il voulait peindre autrement que Raphaël et Michel-Ange, car il ne pouvait se contenter d'être un simple suiveur, un imitateur sans originalité. Tout son style est dans son pinceau, dans ses doigts. Le coup de ce pinceau, la trace de son doigt sont autant de traces de sa présence dans l'œuvre, et qui le distinguent de tout autre. Ce sont les traces de sa personnalité que l'on peut trouver au plus près du tableau. Devant les détails de la peinture posée sur la toile.

### Couleurs opaques / suppressions et retouches / exploration créatrice

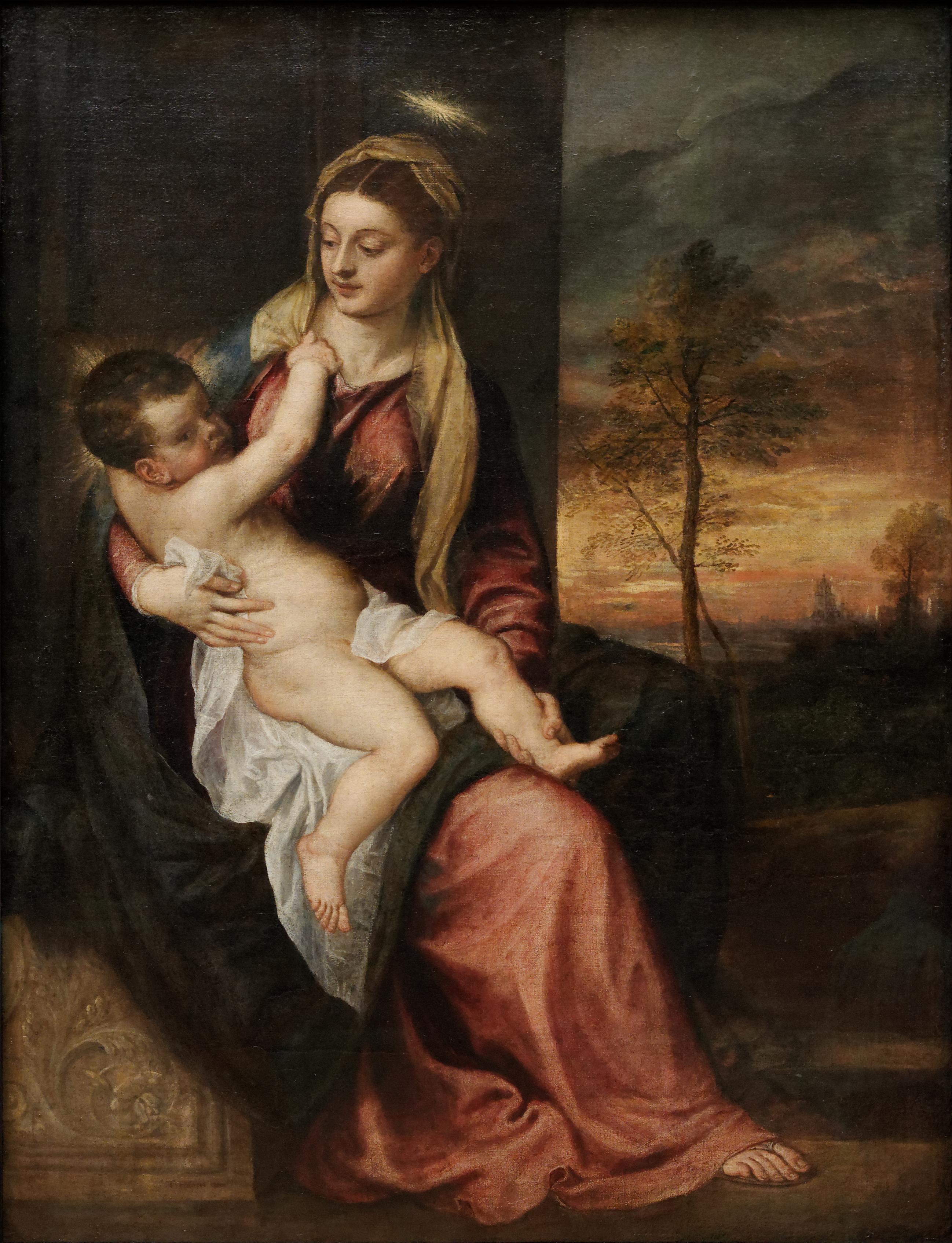
Vierge et l'Enfant dans un paysage du soir. Titien, vers 1560-1565

Dans la peinture de Giovanni Bellini, le maître de Giorgione et de Titien, la matière de la peinture était placée avec précision, soigneusement fondue ou déposée en fines couches transparentes (les glacis ) sur un panneau de bois ou une toile fine et dont les enduits blancs avaient été soigneusement poncés pour offrir le moins de résistance au passage du pinceau : ainsi était préservée la « lumière » qui venait du fond de la toile ou du panneau blanc. Giorgione et Titien travaillent sur des toiles grossières, souvent enduites en sombre. Leur travail met en œuvre des matières plus ou moins opaques qui se superposent tout au long d'un processus où les formes ne sont pas fixes, elles peuvent se déplacer, se transformer et, éventuellement, être effacées dans cette peinture opaque et reconstruites ailleurs dans le tableau sous une autre forme. « La réalisation même du tableau, désormais plus évolutive, autorisant les suppressions et les retouches, devient une opération de recherche et d'exploration créatrice (qui intègre la couleur : colorito) autant que d'exécution. »

### Textures et travail progressif
Comme Giorgione, dès ses débuts Titien exploite la texture de la peinture. Tout d'abord la toile est le plus souvent épaisse, dans un tissage au grain bien visible, parfois en chevrons. La préparation est souvent sombre. La peinture étant très souvent apposée par empâtements ou larges frottis du pinceau (« taches » plus ou moins opaques) (éventuellement avec les doigts) qui se superposent sur la peinture sèche qui est en dessous. Ceci nécessite un travail sur une très longue durée puisque chaque couche doit être sèche pour éviter tout craquèlement ensuite. De ce fait Titien retourne ses tableaux en cours de réalisation contre le mur.
Or en les redécouvrant, bien longtemps après, il les voit autrement que s'il avait travaillé sans s'arrêter. Le dessin de contour et son esquisse préalable sur papier ne sont plus nécessaires, ils seraient gênants, ils disparaissent dans la peinture. Le « dessin », aux contours estompés, se construit donc « dans » la peinture, progressivement. Les couleurs et la matière permettent d'évoquer les formes dans ce travail progressif par couches successives, et souvent de l'ombre (premières couches, dessous) à la lumière (en surface). Cependant un visiteur  dans l'atelier de Titien vieux a pu le constater, le résultat est spectaculaire et totalement nouveau : la fusion des couleurs s'effectue dans l'œil du spectateur, il n'y a aucun détail représenté avec précision dans le tableau vu de près mais, de loin, on peut le percevoir dans son ensemble et le compléter par le travail de l'œil et de l'imagination.
Tout le travail du peintre en train de tester la place et la forme des composantes de son tableau est masqué par le résultat final. Tandis que l'impression de contours flous persiste jusque dans cette forme finale. Giorgio Vasari (1511-1574), dans Les Vies des meilleurs peintres, sculpteurs et architectes (1550 et 1568), reconnait qu'« il faut s'éloigner pour (voir les toiles) dans leur perfection ». « Il est facile de voir qu'elles ont été reprises, Titien est revenu dessus avec les couleurs si souvent qu'on y décèle le travail. Ce style […] donne la vie aux peintures et leur confère la grandeur de l'art sans la trace du travail », puisque le travail (de recherche — de « dessin ») est enfoui dans l'épaisseur de la peinture.

## Divers

### Influences
Titien eut comme élève Paris Bordone ou Lambert Sustris. Paris Bordone le quitte très vite, déçu du peu d'intérêt qu'il porte à ses élèves. Titien a aussi influencé le peintre Lorenzo Lotto, d'un tempérament pourtant bien différent, Palma le Vieux dont le fils devient le collaborateur du maitre à la fin de sa vie, Pierre Paul Rubens (surtout pour les couleurs).
Les œuvres de Titien sont admirées dans toute l'Europe : Van Dyck, Nicolas Poussin, Antoine Watteau, Diego Vélasquez, Murillo, Rembrandt, Joshua Reynolds, Eugène Delacroix sont aussi les héritiers de Titien, aussi bien que Tintoret, Paul Véronèse et Giambattista Tiepolo.

### La recherche de nouveaux tableaux du Titien
- Le 17 juillet 2007, une Anglaise met en vente aux enchères dans le village de Market Harborough (Leicestershire) un portrait masculin acheté un jour pour une petite somme au cours d'une liquidation d'héritage et qui était depuis trente-trois ans dans son vestibule. À sa grande surprise, deux courtiers viennent de Londres et se disputent la toile qui est finalement adjugée 200 000 livres. L'explication en est que cette toile serait de Titien. Si elle était confirmée comme authentique, elle atteindrait une cote très élevée, beaucoup plus que l'achat dans cette salle des ventes[36].
- C'est dans l'atelier du Titien que la plupart des gravures de la Fabrica de Vésale auraient été gravées, la plupart par Calcar, l'un des élèves du maître. D'autres gravures, en particulier vingt-cinq planches hors texte de la Fabrica, seraient du Titien lui-même.

### L'art du portrait et de la figure
Titien et Van Dyck élaborent séparément le prototype du portrait officiel de la période moderne.
Durant la seconde moitié du XVe siècle, la technique de la peinture à l'huile est adoptée par des artistes italiens. C'est certainement Antonello de Messine qui l'importe à Venise en 1475. La technique est ensuite adoptée par Giovanni Bellini qui la fit sienne à peu près à cette époque. Giorgione expérimente certaines caractéristiques de la peinture à l'huile, comme sa texture, grasse et souple, et son opacité potentielle. Les artistes commencent à travailler en couches successives, d'abord un fond teinté, ombré ensuite en monochrome, donnant le modelé, puis recouvert de plusieurs couches de glacis autant de plans qui accrochent la lumière, le tout rehaussé en finition pour les détails par d'autres glacis localisés, « Des glacis... trente ou quarante ! ». Les peintres vénitiens sculptent progressivement la matière picturale et se mettent à dissoudre le contour des formes. Ils finissent par minimiser l'importance du dessin préparatoire. C'est l'origine de la controverse théorique entre l'école florentine qui prône la supériorité de la ligne et du dessin et l'école vénitienne qui lui oppose la touche et le coloris. Le succès de Titien réside dans son ingéniosité à marier ces deux innovations techniques. Tout au long de sa carrière, on assiste dans ses œuvres à une transformation progressive de sa touche picturale, de plus en plus éclatée et de plus en plus vibrante.
Si le dessin est moins précis, c'est que les portraits de Titien atteignent très souvent le mètre, contre une trentaine de centimètres de côté en moyenne au XVe siècle. Le portrait en buste est de plus en plus délaissé au profit du portrait à mi-corps. Le portrait en pied fait alors son apparition dans la peinture italienne. Ces œuvres plus grandes ne demandent pas à être vues d'aussi près que les petits panneaux du siècle précédent et le recul nécessaire à leur observation rend superflus les détails pointilleux. À la différence de ses aînés, Titien cherche à caractériser ses modèles en saisissant à la fois leur aspect physique et moral. Il cherche aussi à leur insuffler la vie en travaillant sur la justesse de leur regard et de leur expression. France Borel, historienne de l'art, relève que « Le Titien excelle dans l'incarnat à un point tel que ses contemporains se demandaient ce qu'il pouvait bien glisser dans ses pigments pour obtenir des épidermes si vivants ; et l'on spéculait en songeant au sang ou au sperme… »
Pour le Portrait de Charles V en pied, il utilise une œuvre de Jakob Seisenegger, Titien atténue les disgrâces physiques de l'empereur notamment le menton prognathe des Habsbourg et donne à son modèle une vitalité que ne possède pas l'œuvre copiée sur la nature visible du modèle.

## Œuvre

### L'héritage deGiorgione
- Portrait d'homme, 1500-1525, huile sur toile, 118 × 96 cm, musée du Louvre, Paris
- Jacopo Pesaro présentant le pape Alexandre VI à saint Pierre, 1503-1506; huile sur toile, 145 × 183 cm, musée royal des Beaux-Arts d'Anvers.
- La Naissance d'Adonis, 1505-1510, huile sur panneau, 35 × 162 cm, Musée civique (it), Padoue[42]
- Le Christ portant sa croix, 1506-1507, toile, 70 × 100 cm, Scuola Grande de San Rocco, Venise[43]
- Portrait d'homme, 1508-1510, huile sur toile, musée d'art d'Indianapolis
- Portrait d’homme au chapeau rouge, v. 1510, huile sur toile, 82 × 71 cm, Frick Collection, New York
- Portrait de Nicolas Perrenot de Granvelle, XVIe siècle, huile sur panneau, 106 × 90 cm, musée du Temps, Besançon
- L'Archange Raphaël et Tobie, 1507-1508, huile sur bois, 170 × 146 cm, galeries de l'Académie de Venise
- Idylle rustique, 1507-1508, huile sur panneau, 46 × 144 cm, Fogg Art Museum, Cambridge
- Le concert champêtre, 1509, toile, 105 × 137 cm, musée du Louvre, Paris

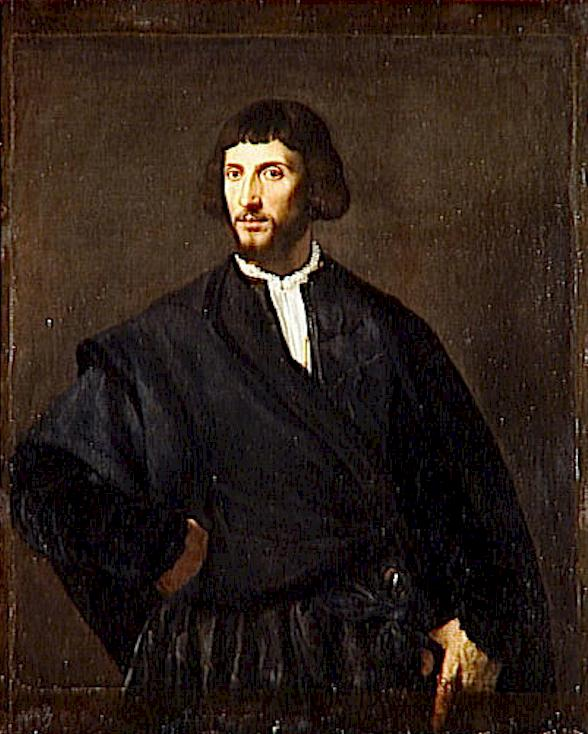
Portrait d'homme 1500-1525, Louvre
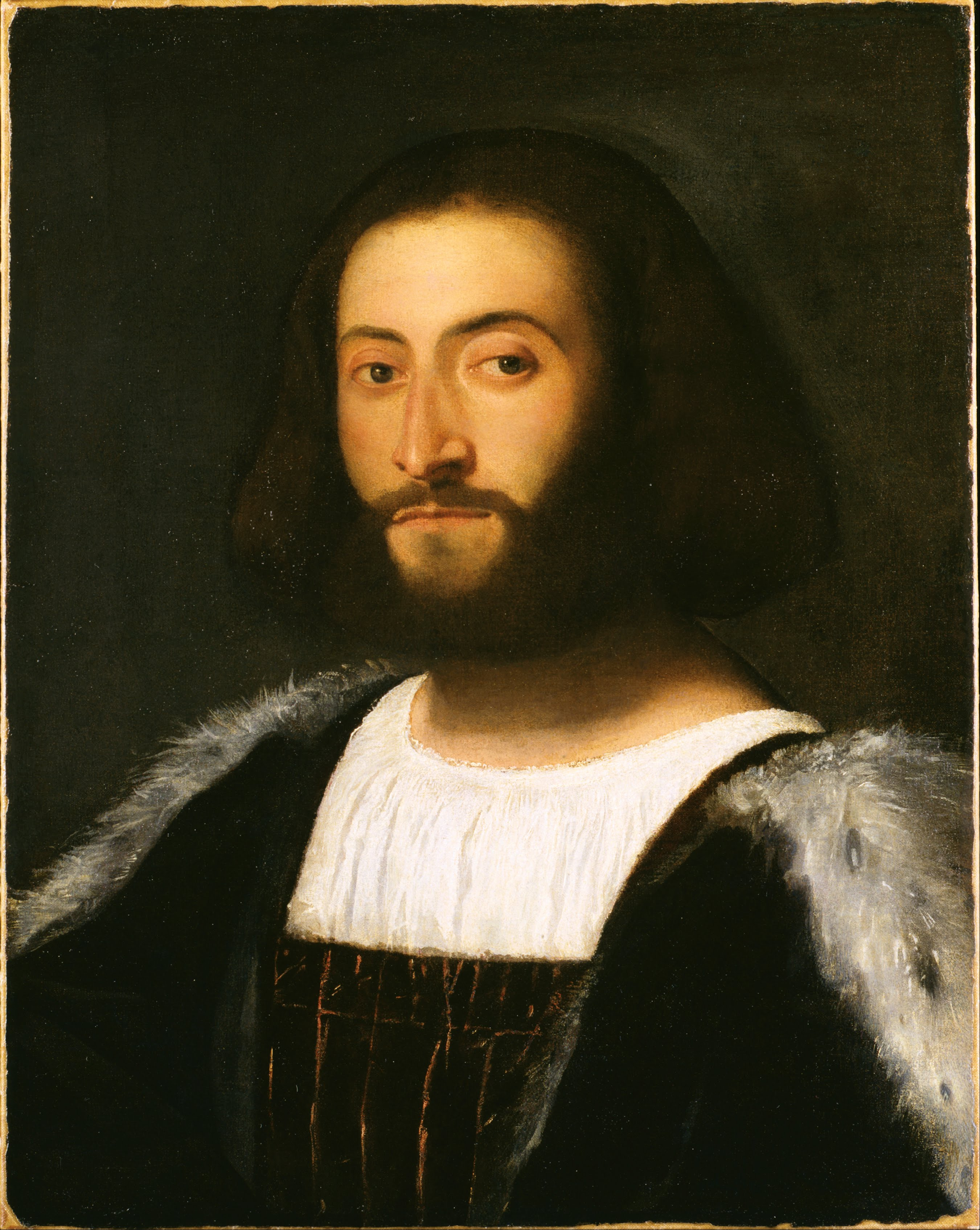
Portrait d'homme 1508-1510, Indianapolis
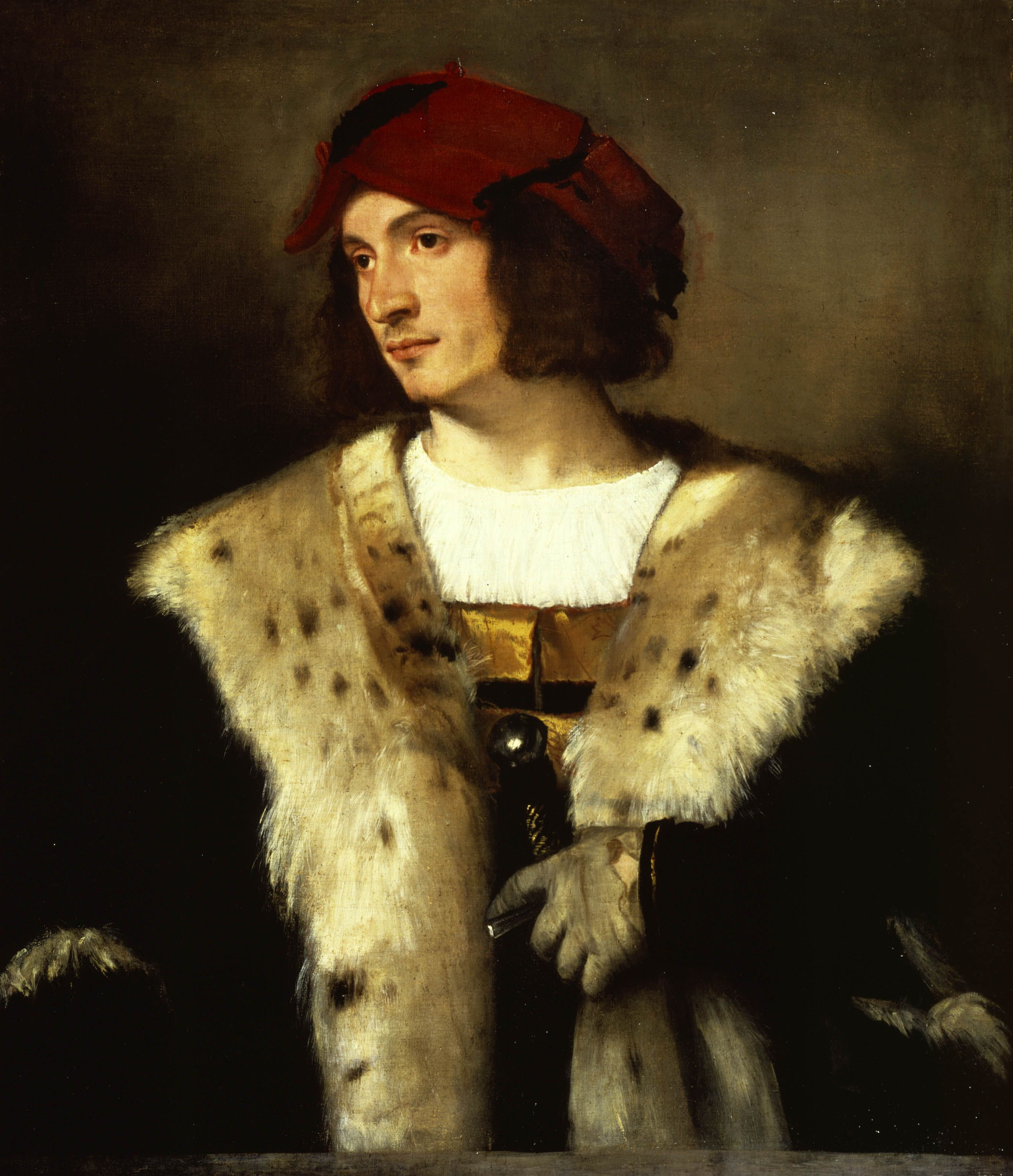
Homme au chapeau rouge v. 1510, Frick Collection
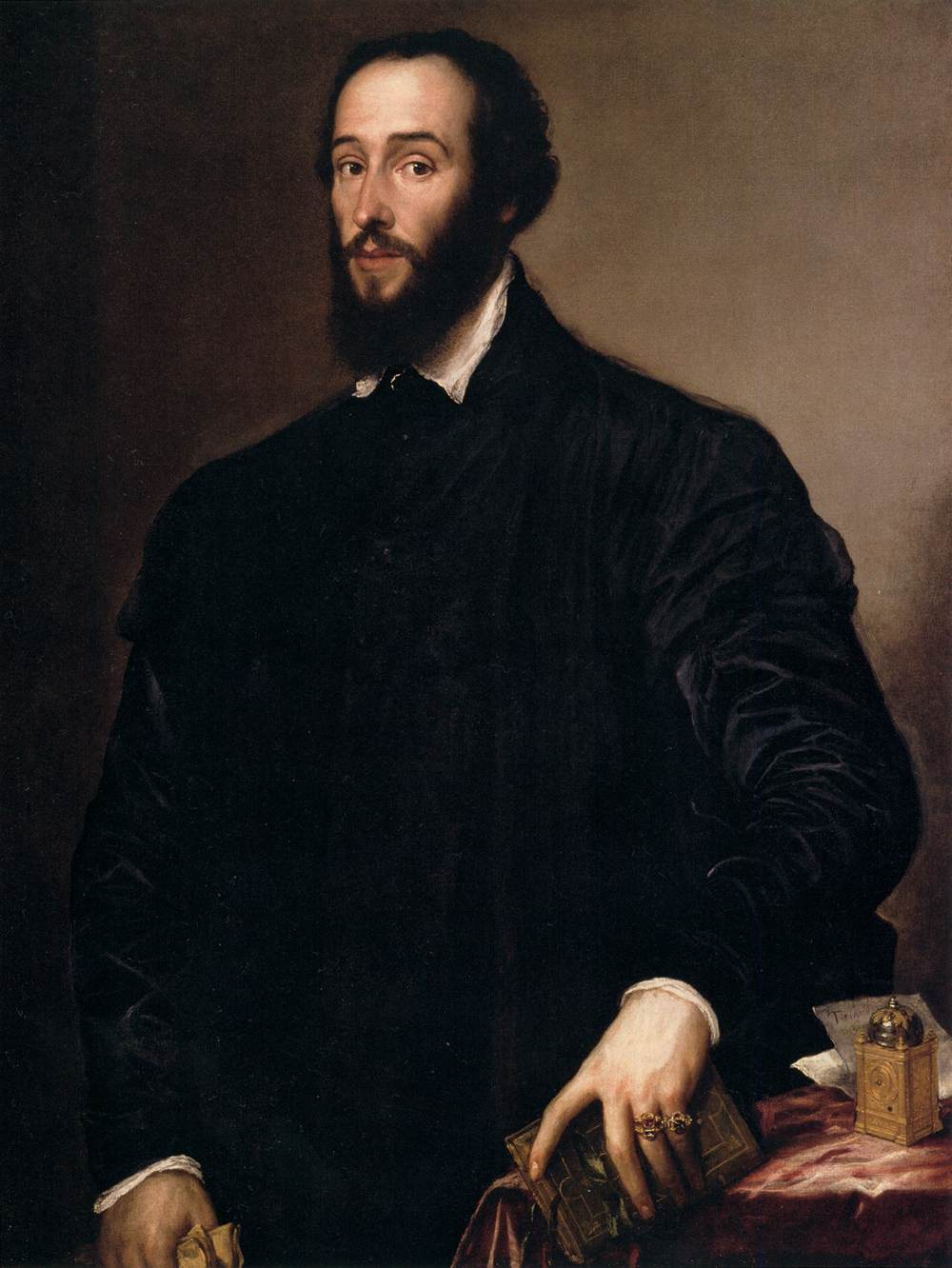
Antoine Perrenot de Granvelle
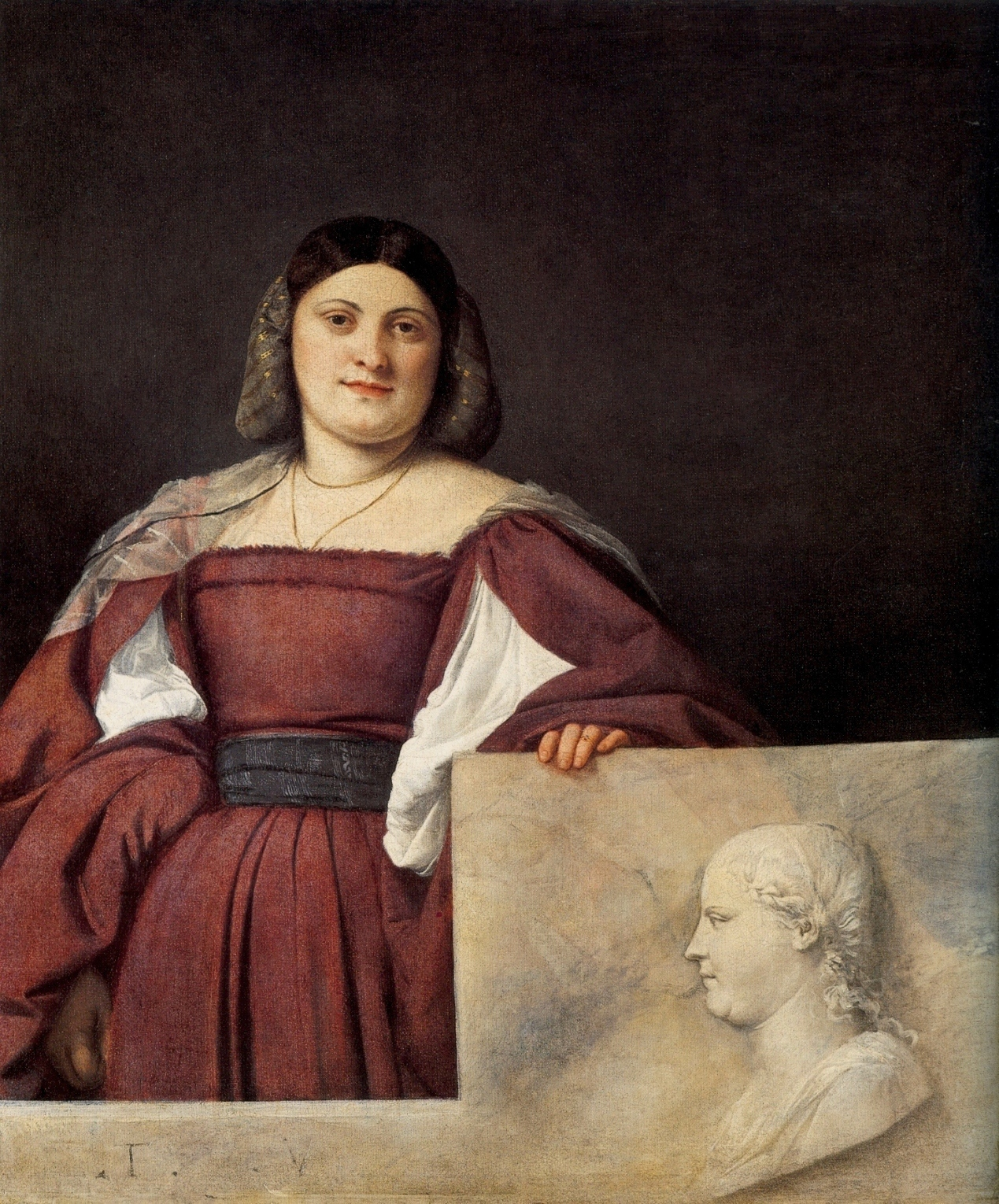
La Schiavona 1510-1512, Londres
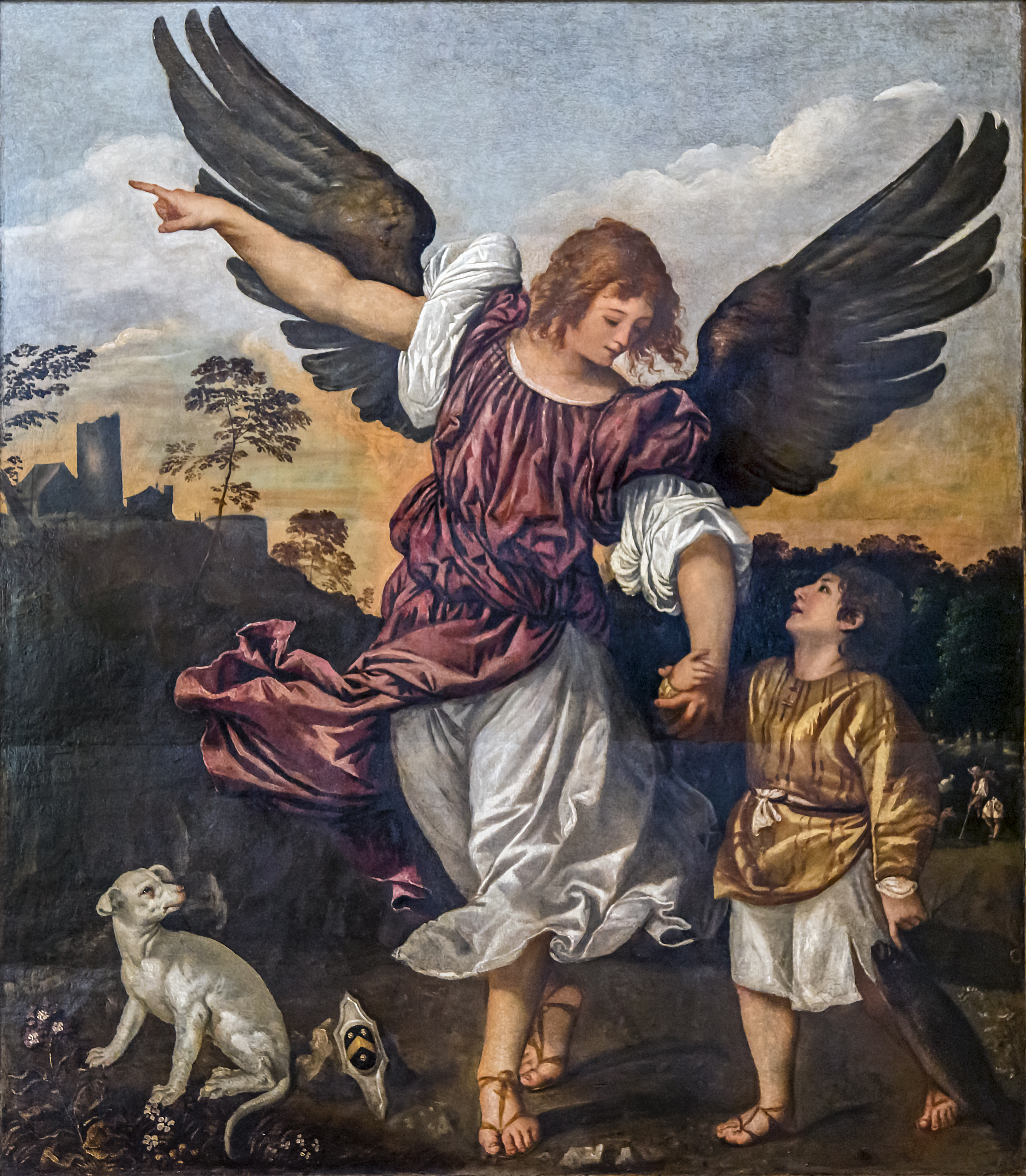
Raphaël et Tobie 1507-1508, Venise
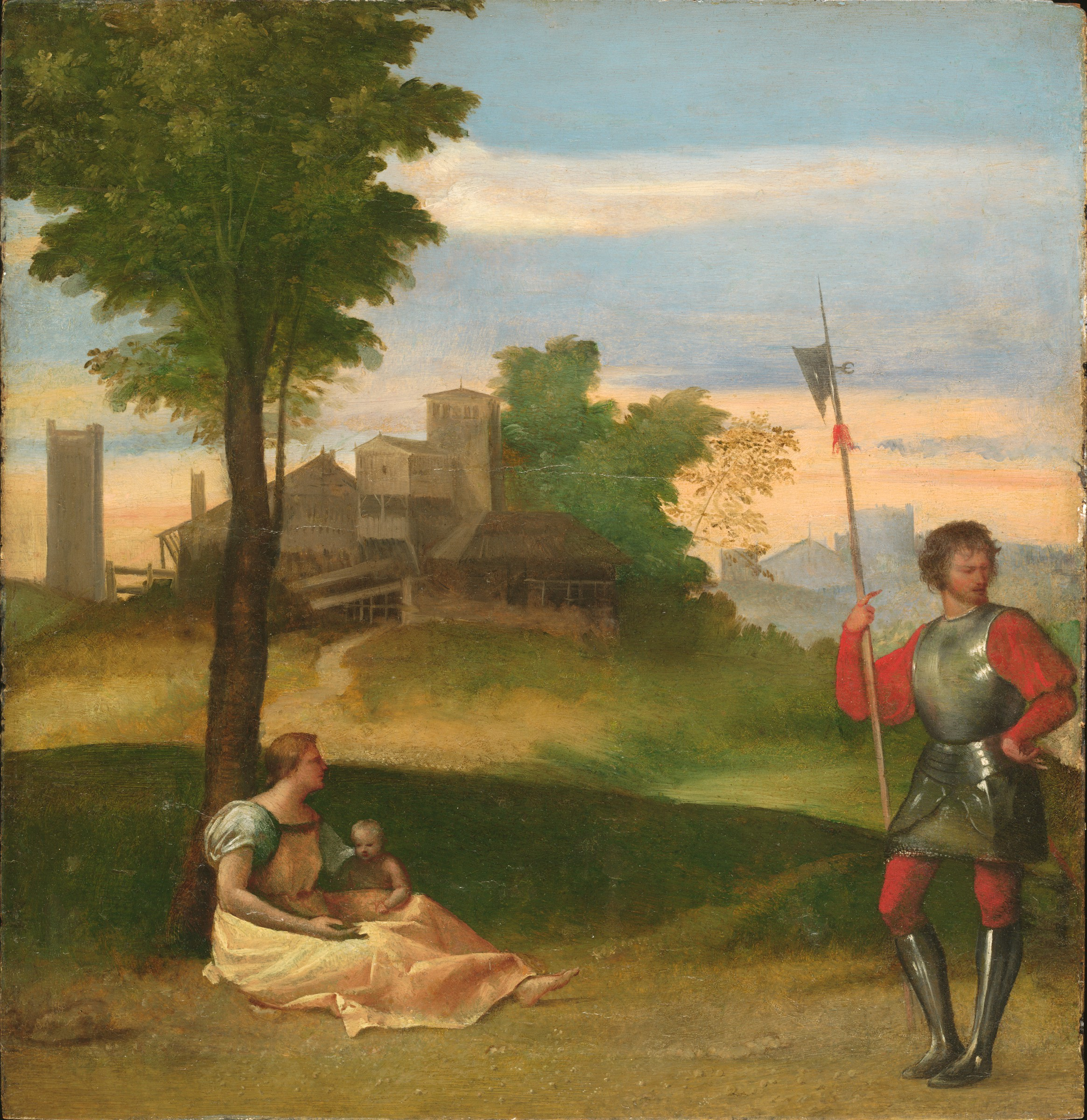
Idylle rustique 1507-1508, Cambridge

- Le Cardinal Georges d'Armagnac ambassadeur à Venise et son secrétaire G. Philandrier, XVIe siècle, huile sur toile, musée du Louvre, Paris
- Orphée et Eurydice, v. 1508, huile sur panneau, 70 × 100 cm, Académie Carrara, Bergame
- La Vierge à l'Enfant entre saint Antoine de Padoue et saint Roch, v. 1510, huile sur toile, 92 × 133 cm, musée du Prado, Madrid
- Saint Marc en majesté entouré des saints Cosme et Damien, de saint Roch et de saint Sébastien (retable de saint Marc), v. 1510, bois, 218 × 149 cm, Basilique Santa Maria della Salute de Venise. Provient de l'église de Santo Spirito in Isola et était destinée à conjurer la peste[43]
- La Femme au miroir, vers 1515, 99 × 76 cm, musée du Louvre, Paris
- La Vierge en Égypte, v. 1510-1511, panneau, 65 × 83 cm, musée d'histoire de l'art de Vienne
- La Sainte Famille, v. 1510, huile sur toile, 99 × 139 cm, National Gallery, Londres
- Portrait de dame dit La Schiavona, 1510-1512, huile sur toile, 119 × 96 cm, National Gallery, Londres

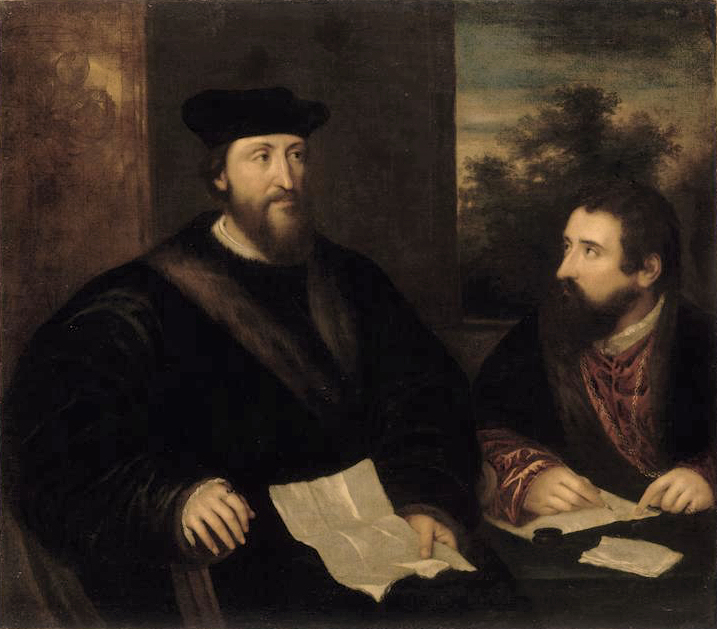
Georges d'Armagnac Louvre
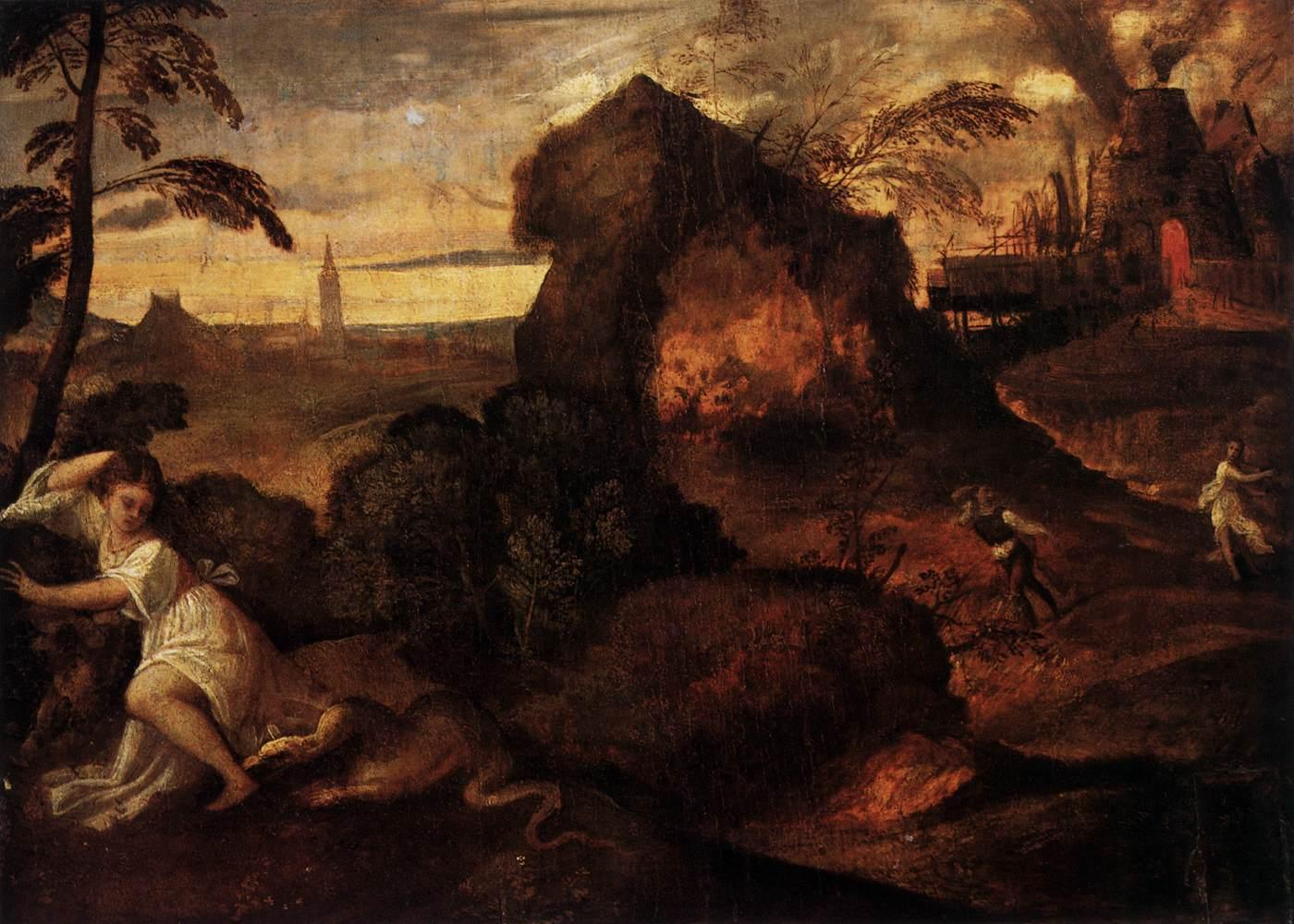
Orphée et Eurydice v. 1508, Bergame
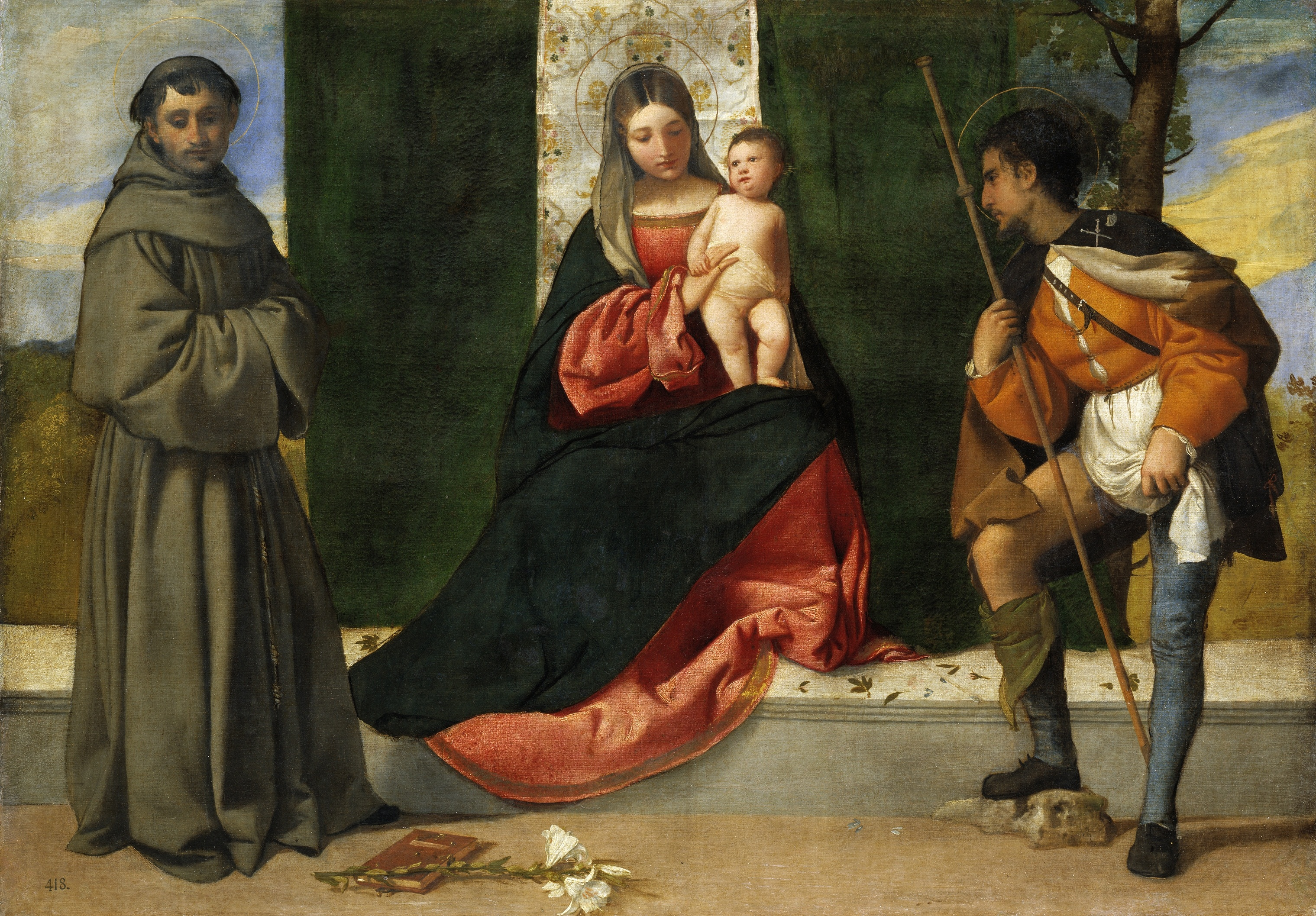
La Vierge et les saints Antoine et Roch v. 1510, Prado
La Vierge en Égypte 1510-1511, Vienne
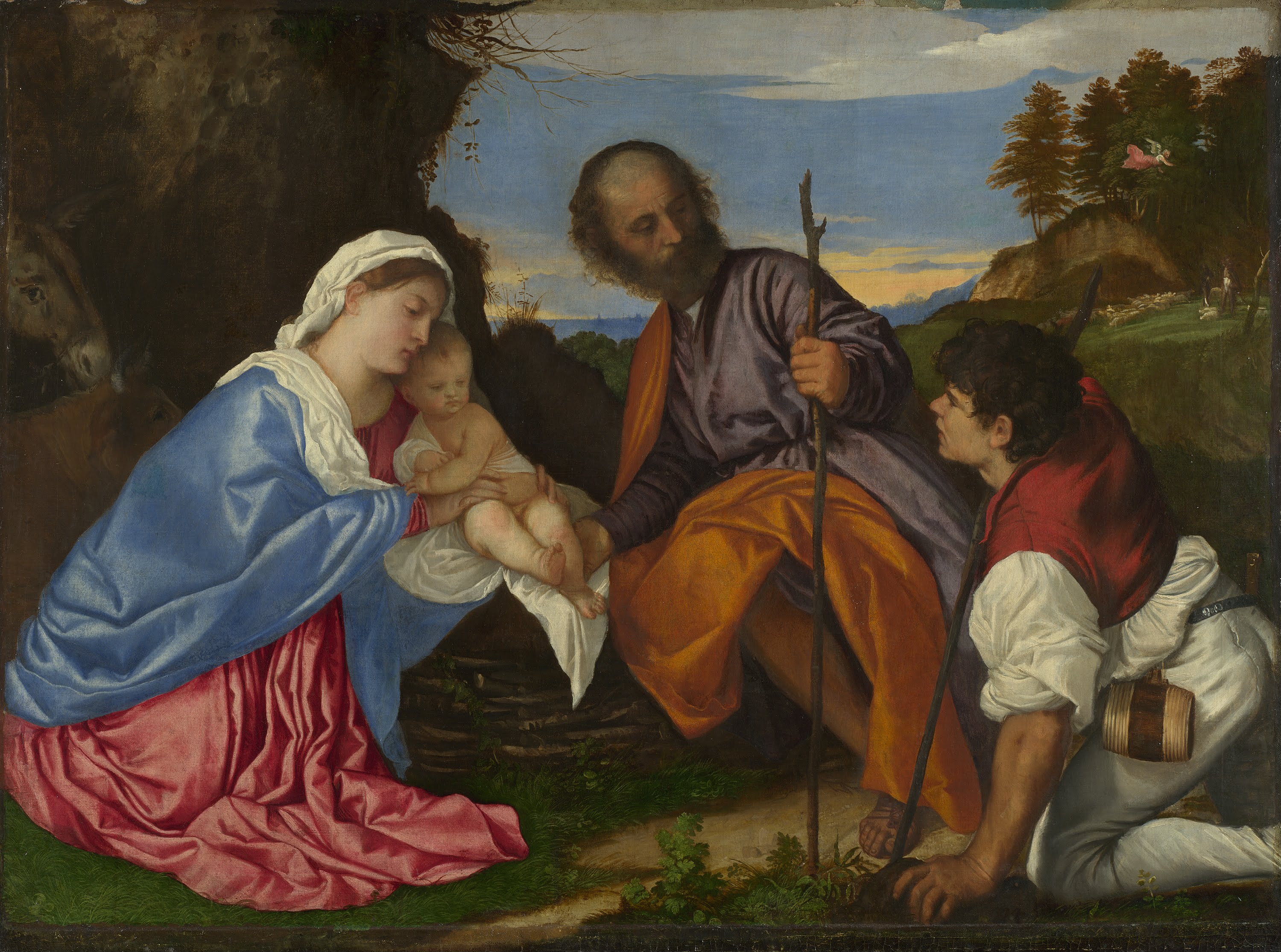
Sainte Famille v. 1510, Londres

- Noli me tangere, vers 1514, huile sur toile, 109 × 91 cm, National Gallery, Londres
- Portrait d'un peintre vénitien (Giovanni Bellini (?)), 1511-1512, huile sur toile, 80 × 66 cm, Statens Museum for Kunst, Copenhague
- Portrait de Pierre l'Arétin, premier portrait, 1512, huile sur toile, Galerie Palatine, palais Pitti, Florence
- Portrait d'homme dit l'Arioste, v. 1512, huile sur toile, 81 × 66 cm, National Gallery, Londres
- Les Trois Âges de l'homme, v. 1512-1514, huile sur toile, 90 × 151 cm, Galerie nationale d'Écosse, Édimbourg[44]
- Le Concert, 1512-1513, huile sur toile, 86 × 123 cm, Galerie Palatine, palais Pitti, Florence[45]
- Portrait d'homme, v. 1512-1513, huile sur toile, Alte Pinakothek, Munich
- Jeune homme avec un chapeau, 1512-1515, huile sur toile, 100 × 84 cm, National Gallery, Londres
- Portrait de Jacopo Sannazaro (voir Jacopo Sannazaro), 1514-1518, huile sur toile, Royal Collection, Royaume-Uni[46]
- Portrait du médecin Gian Giacomo Bartolotti da Parma, v. 1515, huile sur toile, 88 × 76 cm, musée d'histoire de l'art de Vienne

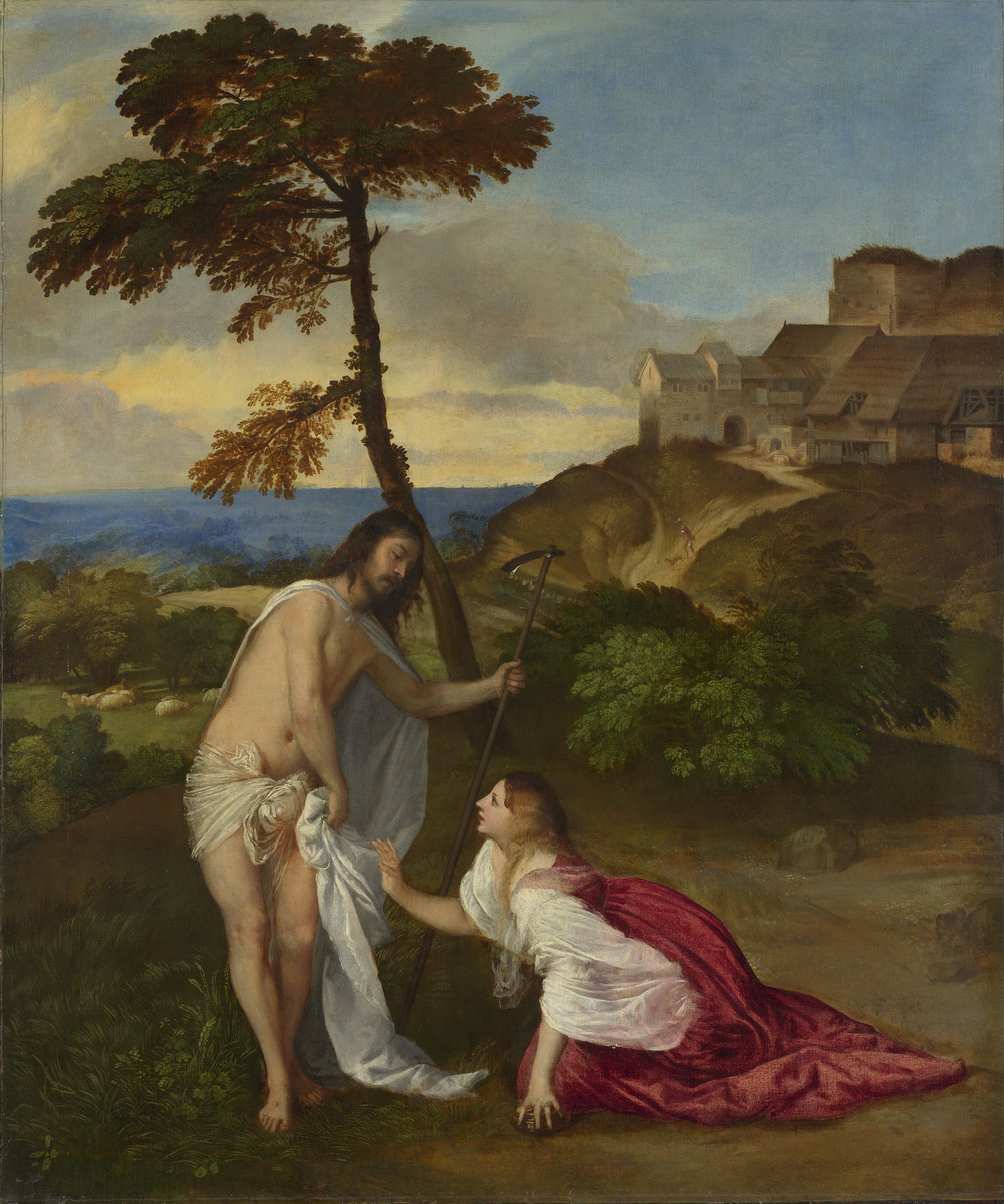
Noli me tangere 1510-1515, Londres
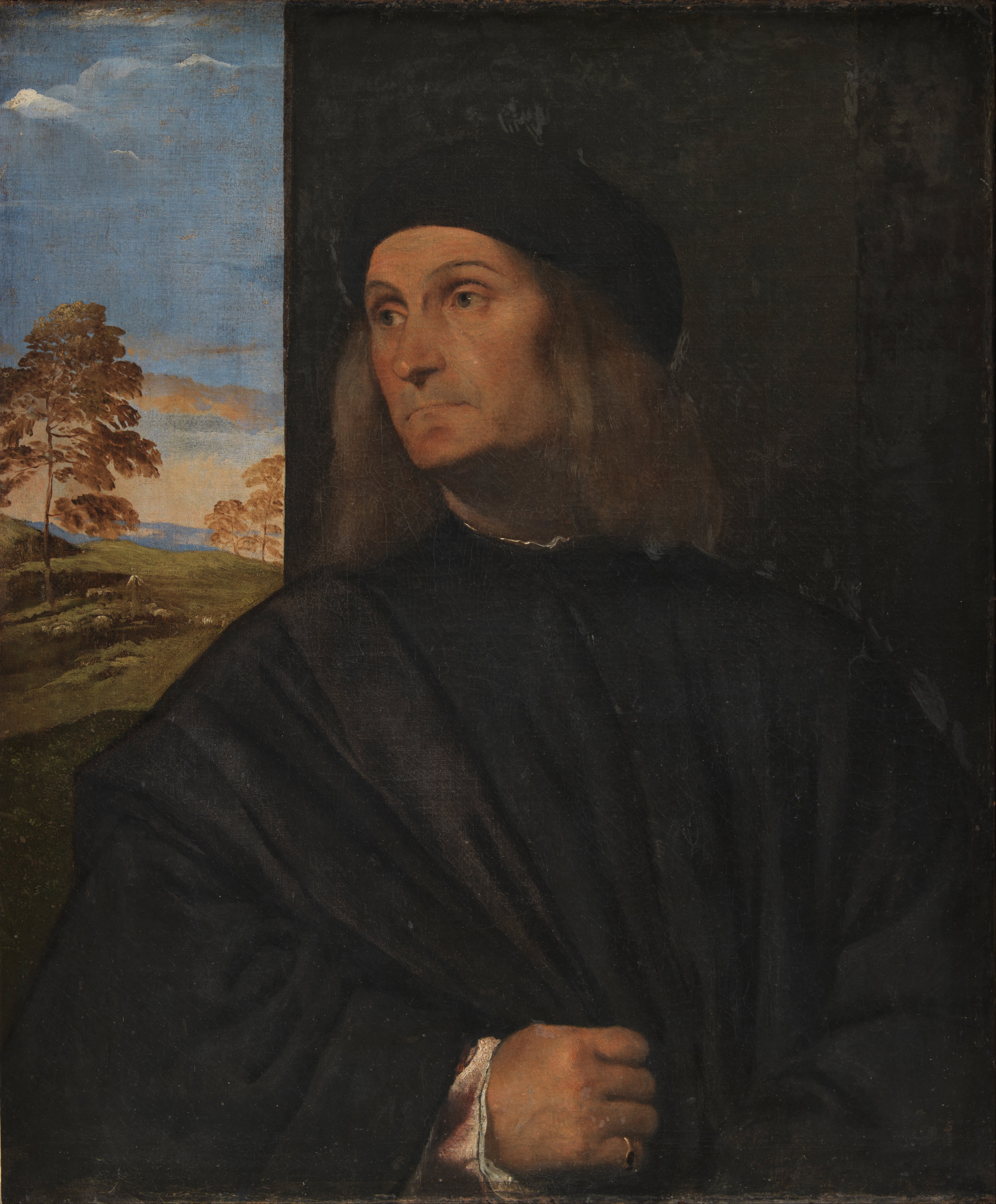
Peintre Vénitien 1511-1512, Copenhague
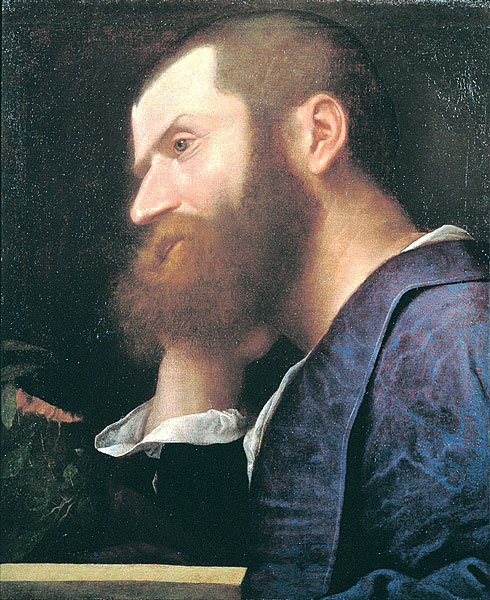
L'Aretin 1512, palais Pitti
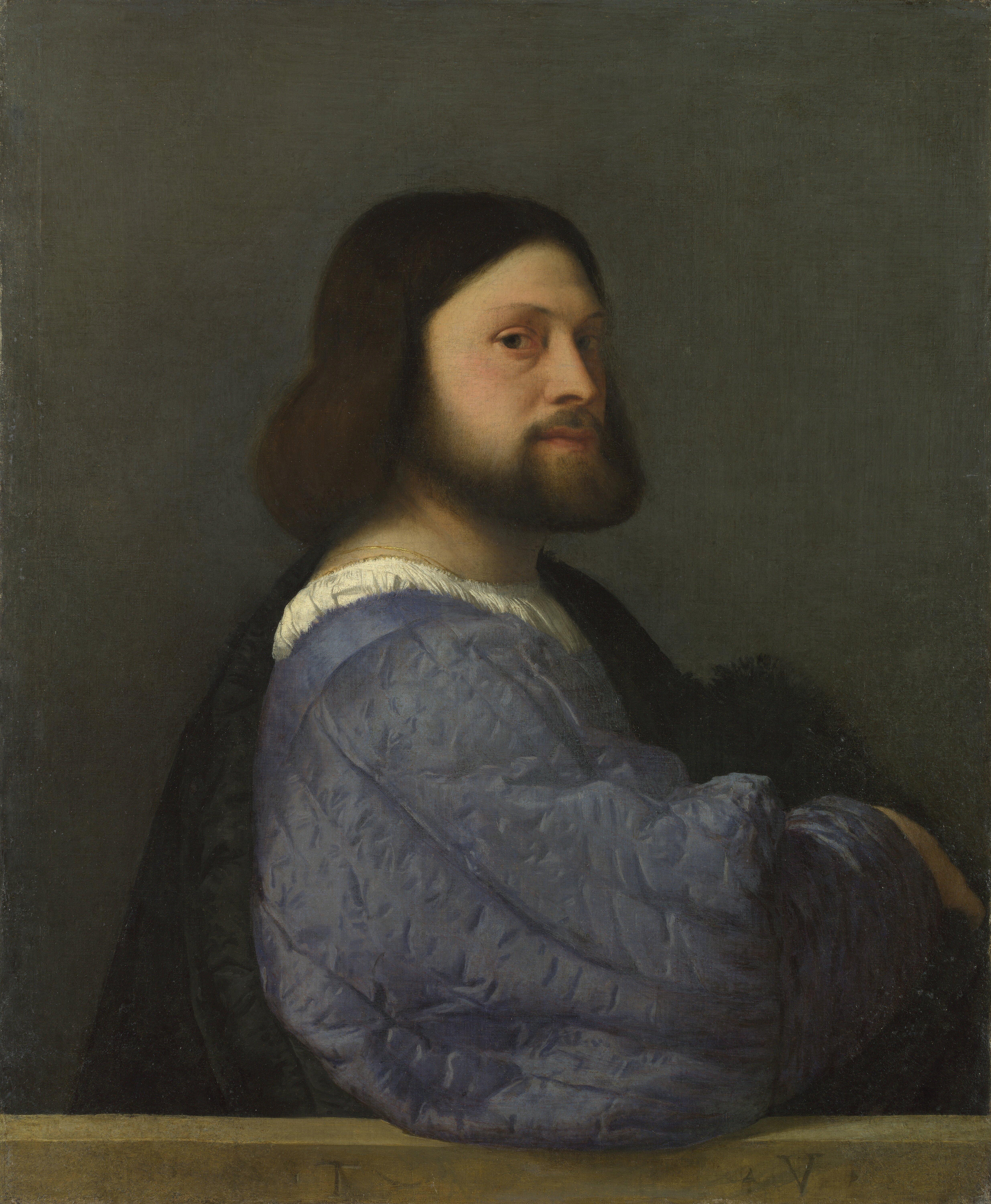
Portrait d'homme dit l'Arioste v. 1512, Londres
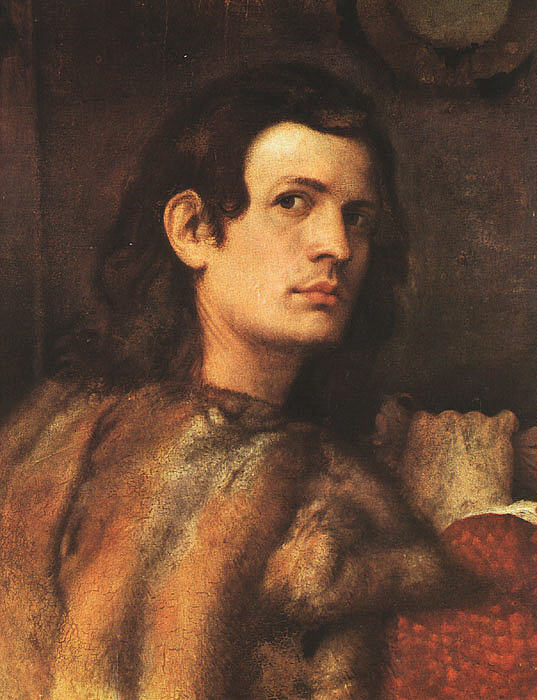
Portrait d'homme 1512-1513, Munich
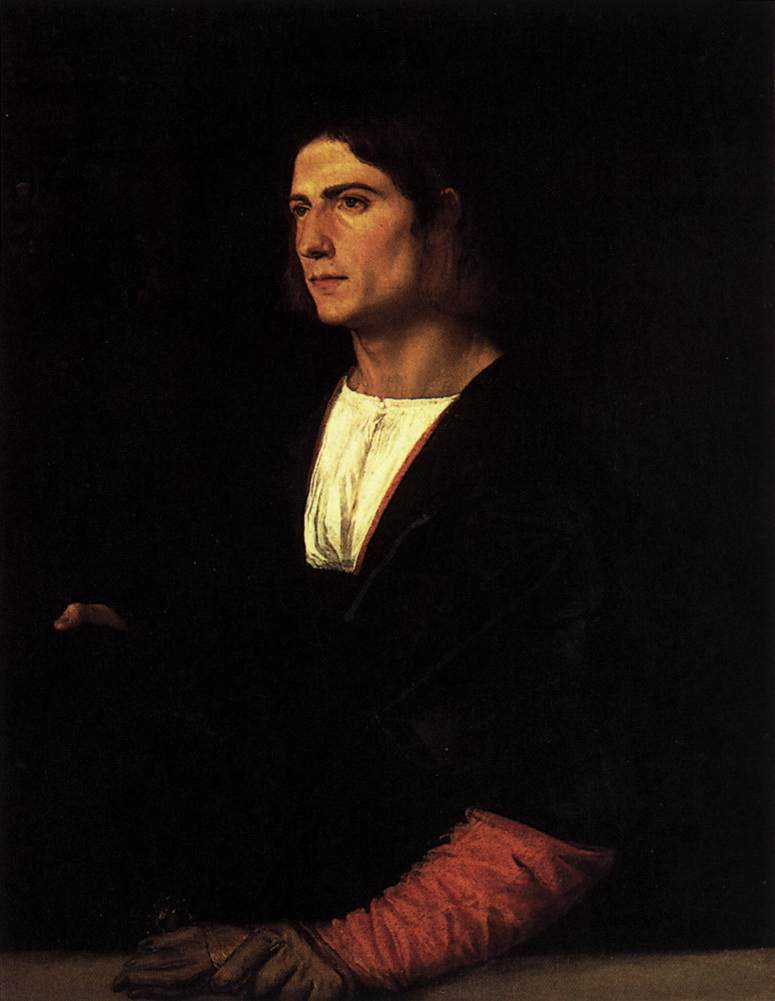
Jeune Homme avec un chapeau 1512-1515, Londres
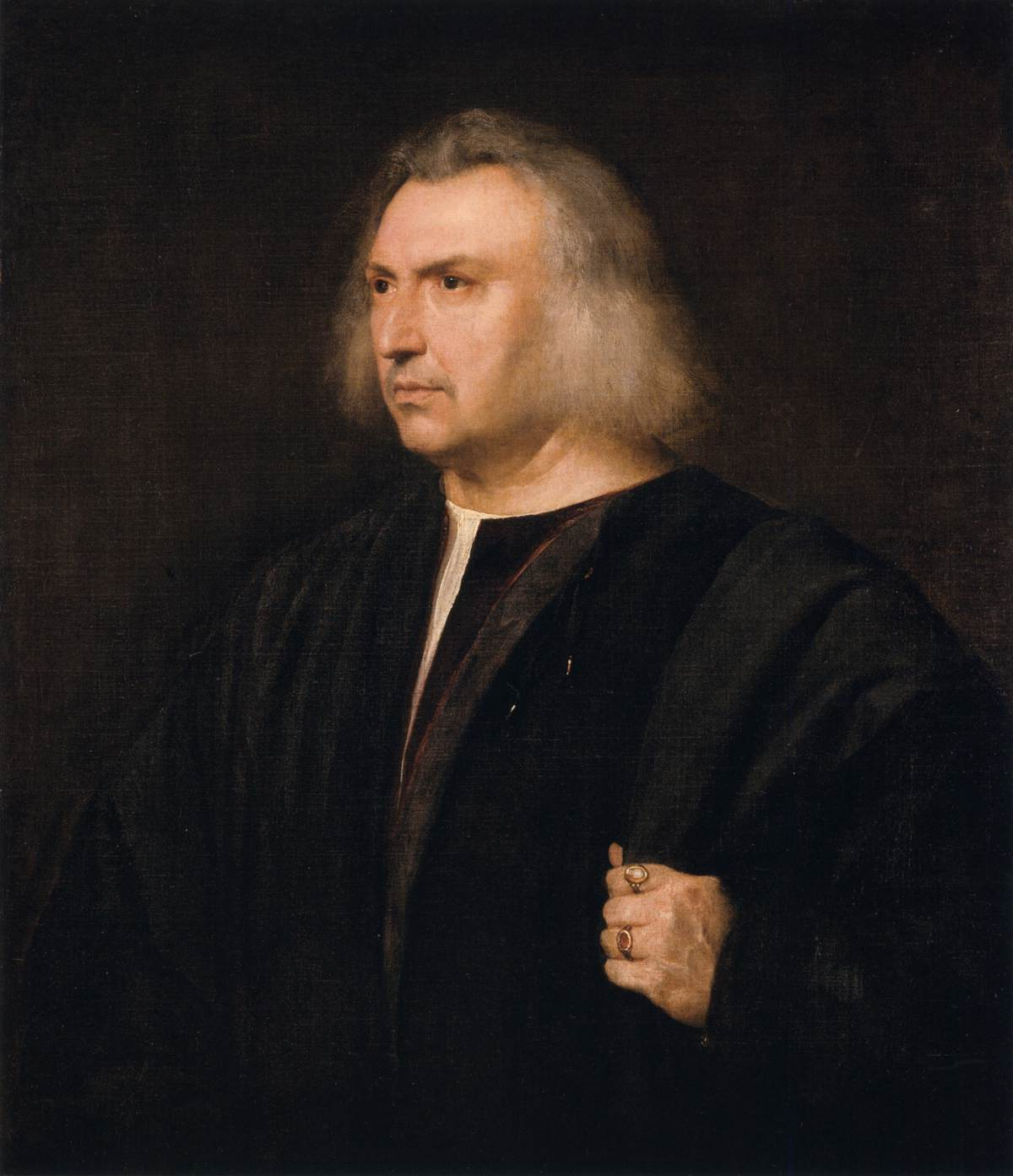
Le Médecin Bartolotti di Parma v. 1515, Vienne

- Le Christ et la femme adultère, 1512-1515, toile, 82 × 136 cm, musée d'histoire de l'art de Vienne
- Amour sacré, Amour profane, 1514, huile sur toile, 118 × 279 cm, Galerie Borghèse, Rome[47]
- Flore, 1514, huile sur toile, 80 × 63 cm, Galerie des Offices, Florence[45]
- Le Festin des Dieux, 1514-1529, avec Giovanni Bellini, huile sur toile, 170 × 188 cm, National Gallery of Art, Washington[48]
- Vierge des cerises, v.1515, huile sur bois transférée sur toile 81 × 100 cm, musée d'histoire de l'art de Vienne
- Judith avec la tête d'Holopherne, ou Salomé, v. 1515, huile sur toile, 89 × 73 cm, Galerie Doria-Pamphilj, Rome
- Vénus et Cupidon, v. 1515, huile sur toile, 111 × 139 cm, Wallace Collection, Londres
- Vierge à l'Enfant avec des saints (Conversation sacrée), 1515-1518, huile sur bois, Gemäldegalerie Alte Meister, Dresde
- Vierge à l'Enfant avec saints, v. 1520, peuplier, 92 × 138 cm, musée d'histoire de l'art de Vienne
- La Vierge à l'Enfant avec saint Étienne, saint Jérôme et saint Maurice, v. 1520, huile sur toile, 108 × 132 cm, musée du Louvre, Paris

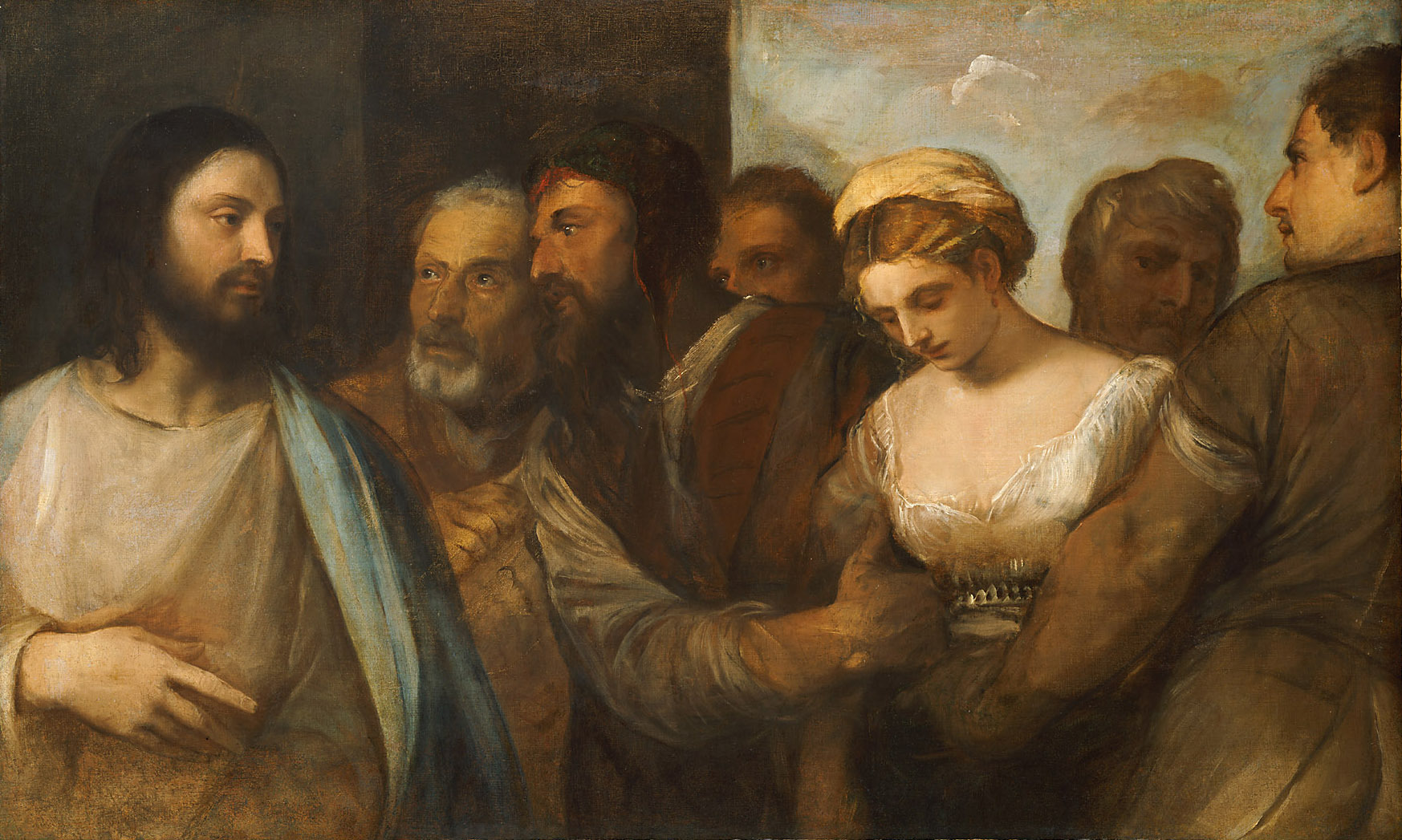
La Femme adultère 1512-1515, Vienne
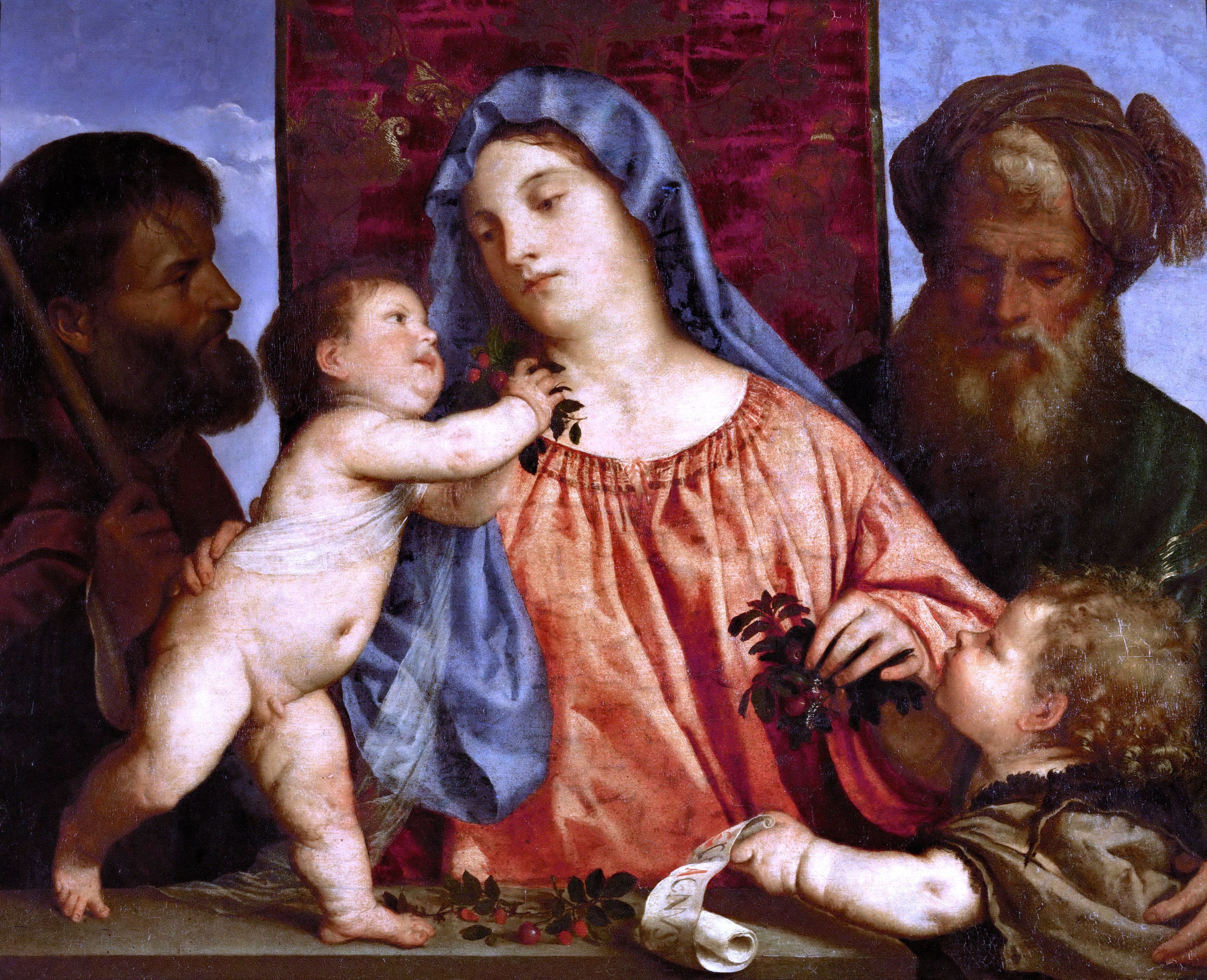
La Vierge des cerises v. 1515, Vienne
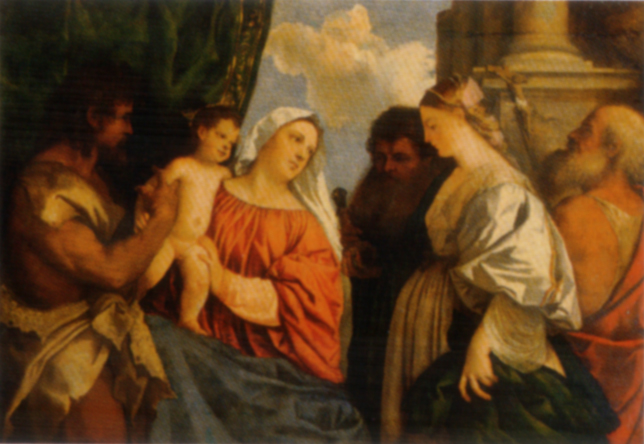
Conversation sacrée 1515-1518, Dresde
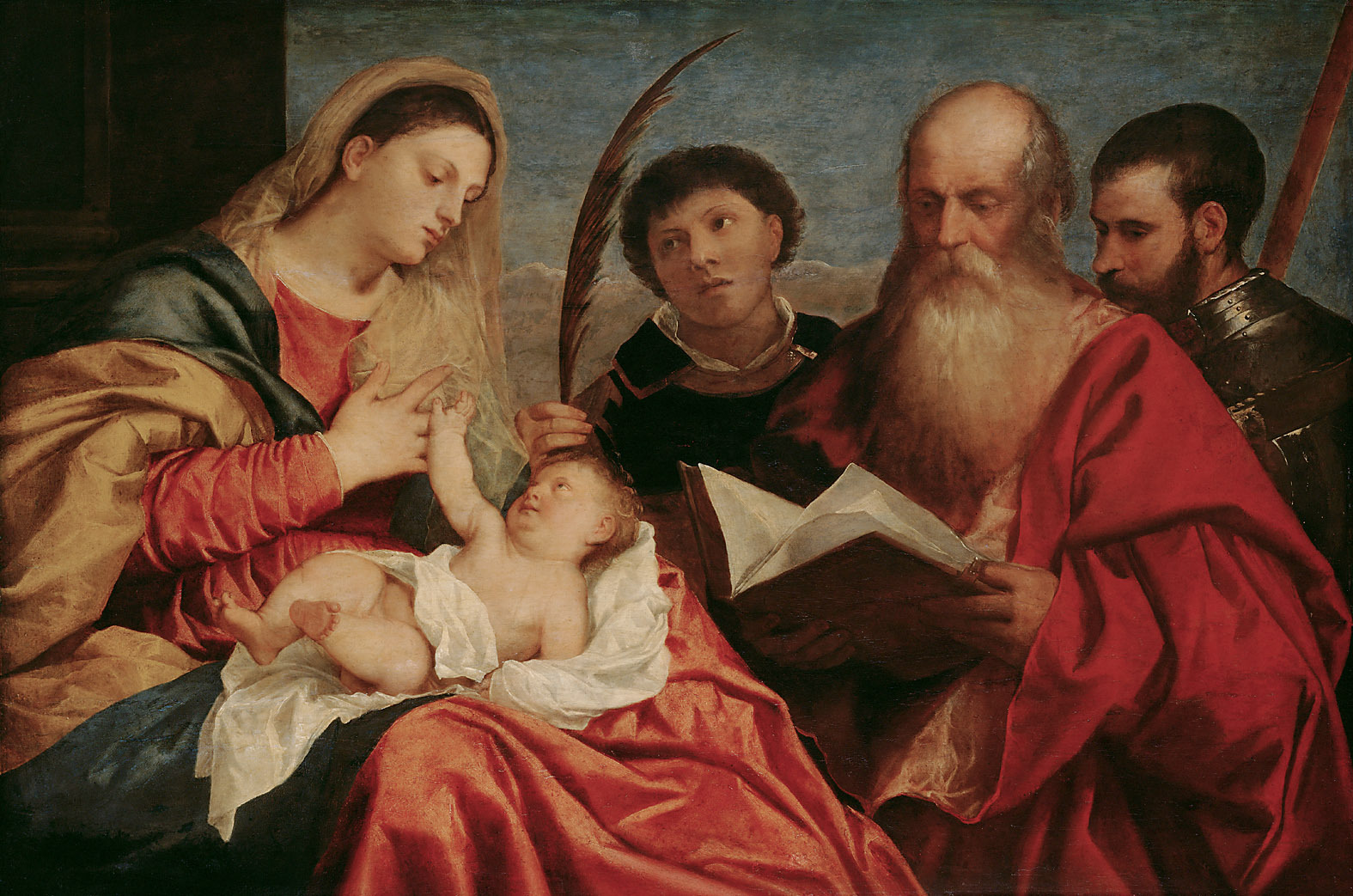
Vierge et l'Enfant avec des saints v. 1520, Vienne
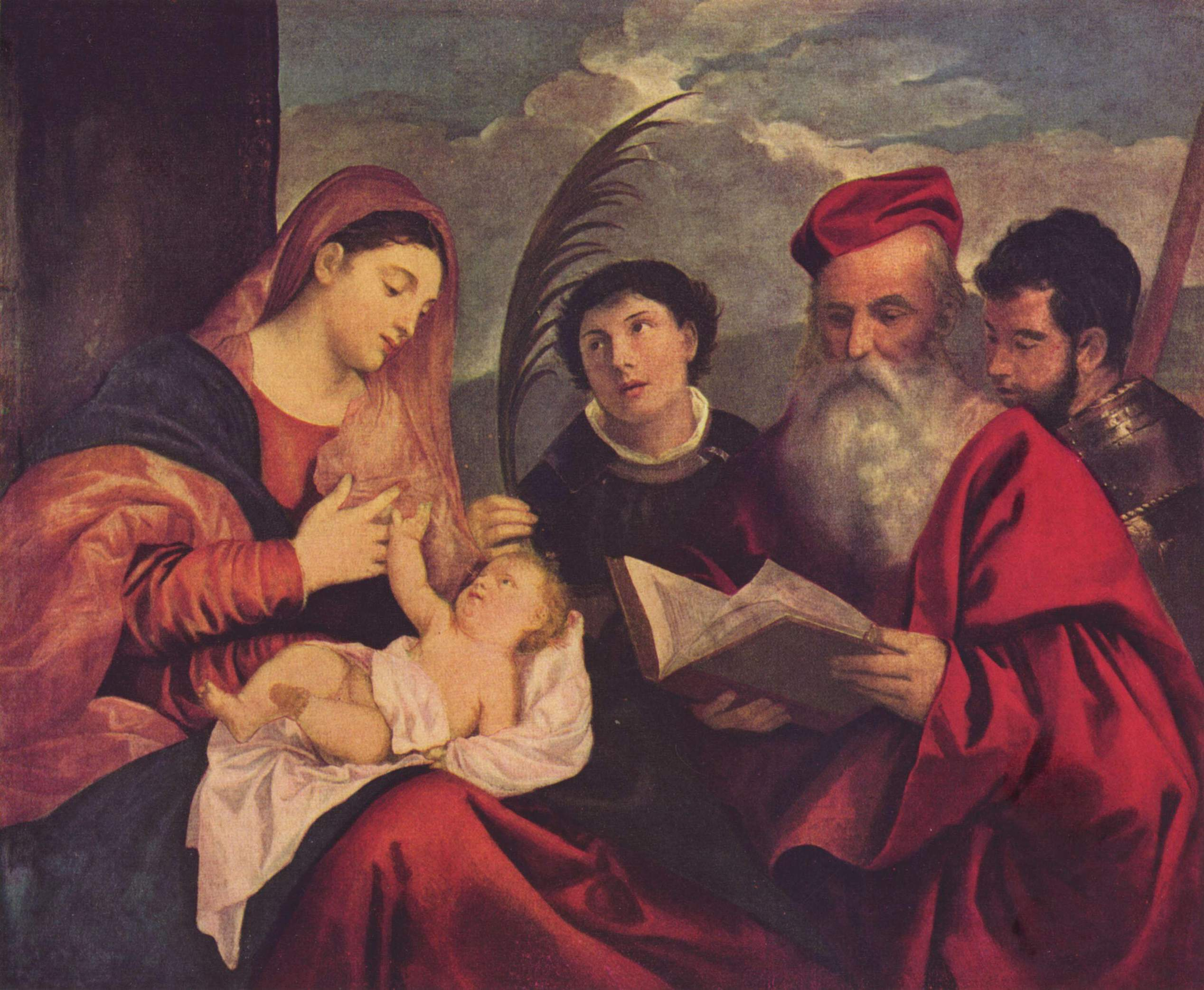
La Vierge à l'Enfant avec les saints Étienne, Jérôme et Maurice v. 1520, Louvre

- Jeune Femme en robe noire, v. 1515, musée d'histoire de l'art de Vienne[49]
- Flora, 1515-1517, huile sur toile, 79 × 63 cm, musée des Offices, Florence
- Violante (La Bella Gatta), 1515-1518, huile sur toile, 65 × 51 cm, musée d'histoire de l'art de Vienne
- L'Assomption de la Vierge, 1516, bois, 690 × 360 cm, Église Santa Maria Gloriosa dei Frari, Venise.
- L'Argent du Tribut, v. 1516, 75 × 56 cm, Gemäldegalerie Alte Meister, Dresde
- Portrait d'homme au chapeau rouge, v. 1516, huile sur toile, 82 × 71 cm, Frick Collection, New York[50]
- Tarquin et Lucrèce, 1516-1517, huile sur peuplier, 82 × 68 cm, musée d'histoire de l'art de Vienne
- Portrait de gentilhomme (Tommaso Mosti), 1516-1518, huile sur toile, 85 × 67 cm, Galerie Palatine, palais Pitti, Florence[45]
- Vénus Anadyomène, 1520, huile sur toile, 76 × 58 cm, Galerie nationale d'Écosse, Édimbourg
- Le Bravo, 1520, toile, 75 × 67 cm, musée d'histoire de l'art, Vienne. Longtemps attribué à Giorgione
- L'Homme au gant, v. 1520, toile, 100 × 89 cm, musée du Louvre, Paris

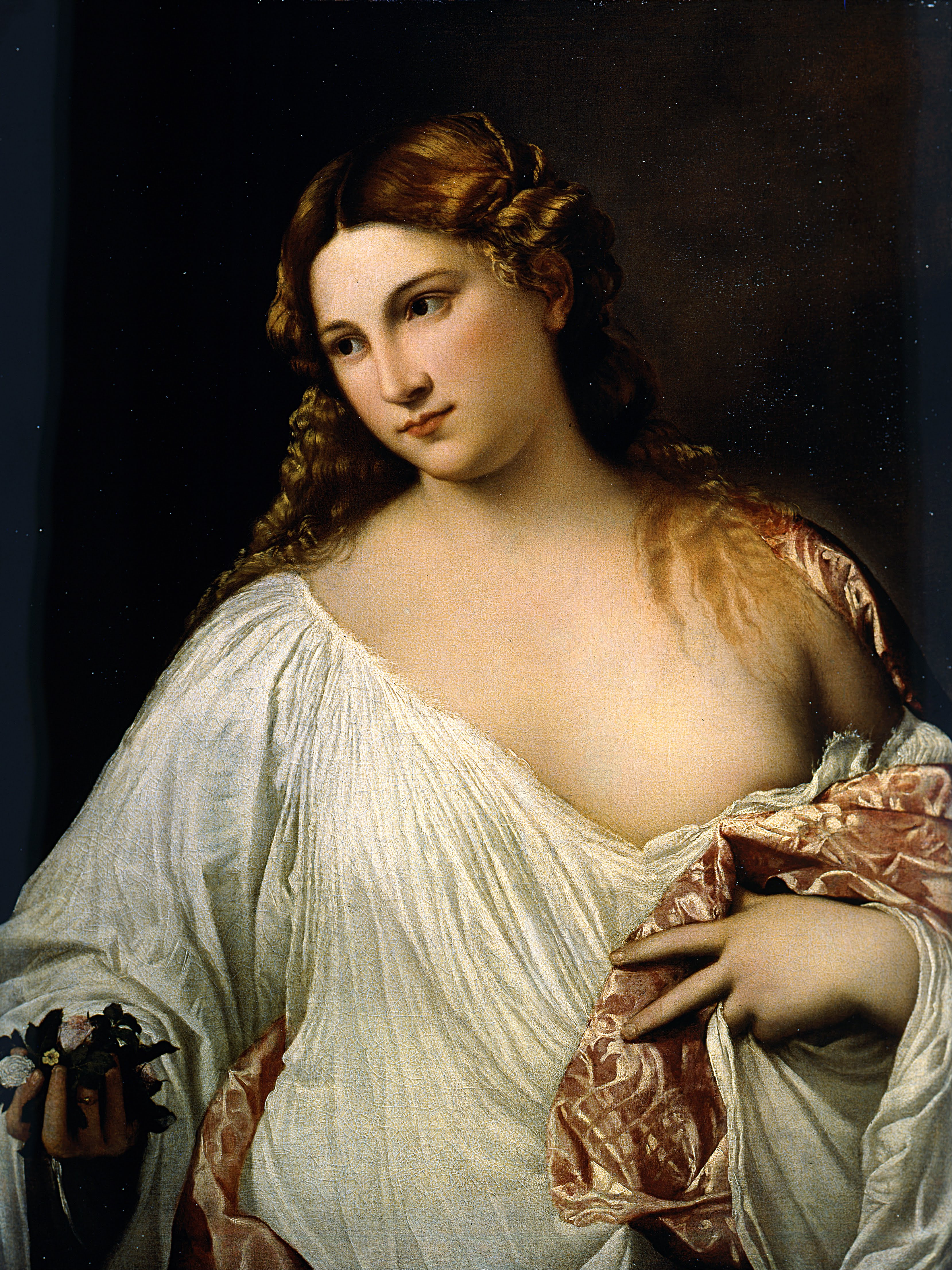
Flora,1515-1517 Offices
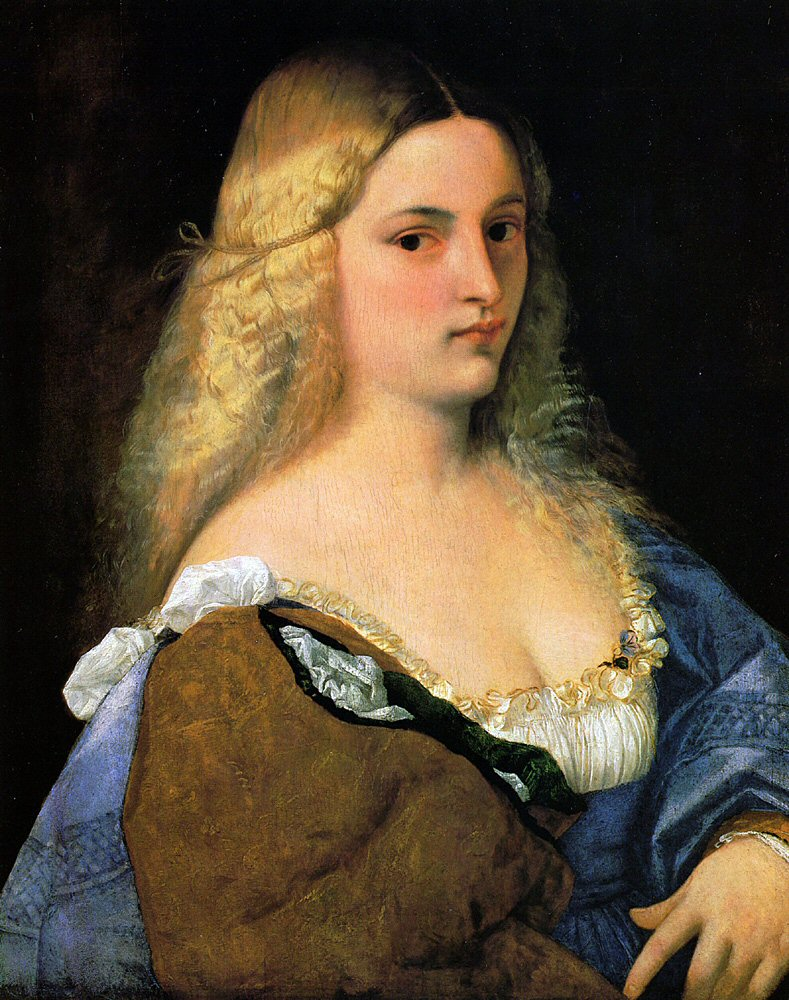
Violante, 1515-1518 Vienne
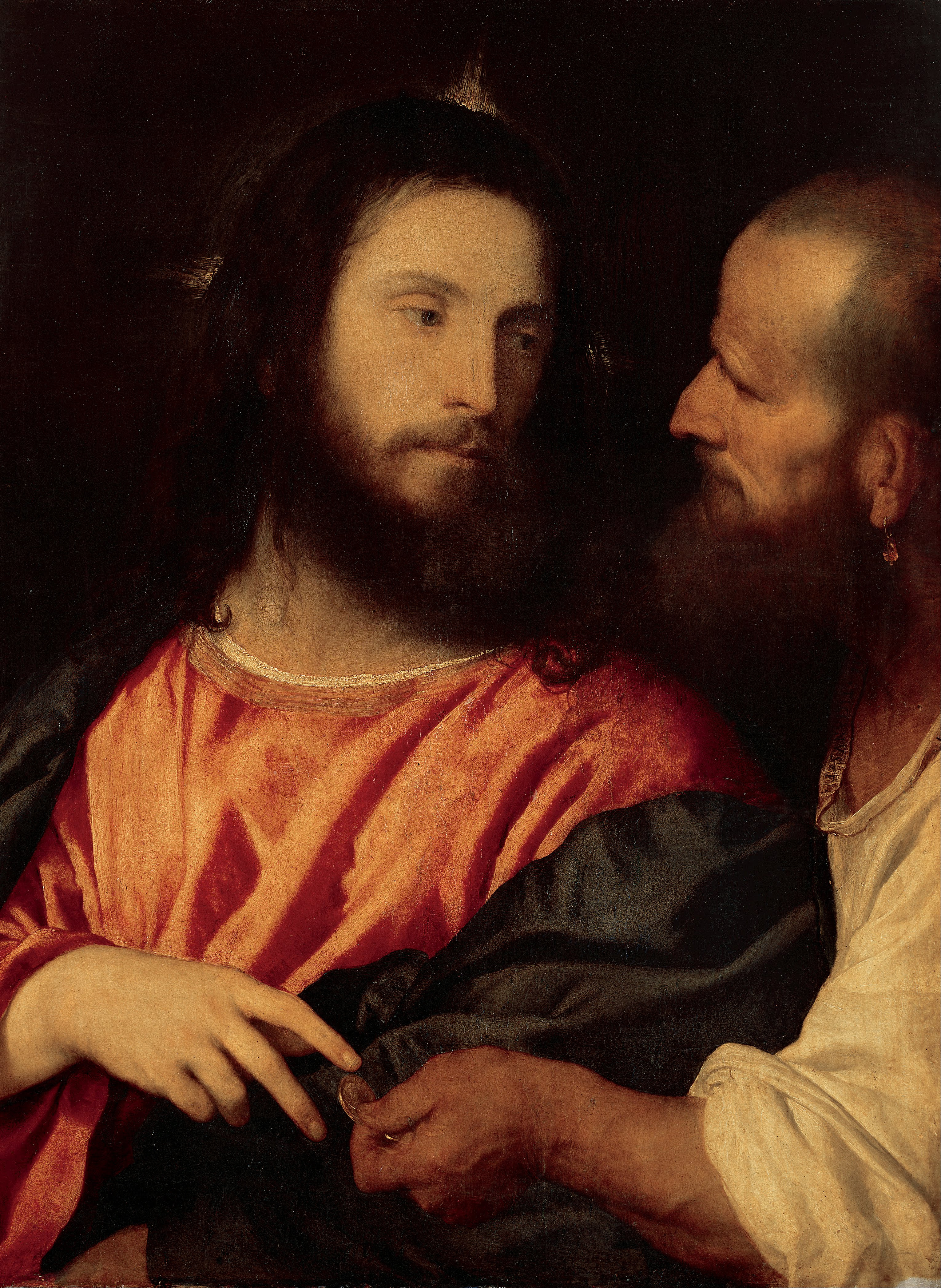
L'Argent du Tribut v. 1516, Dresde
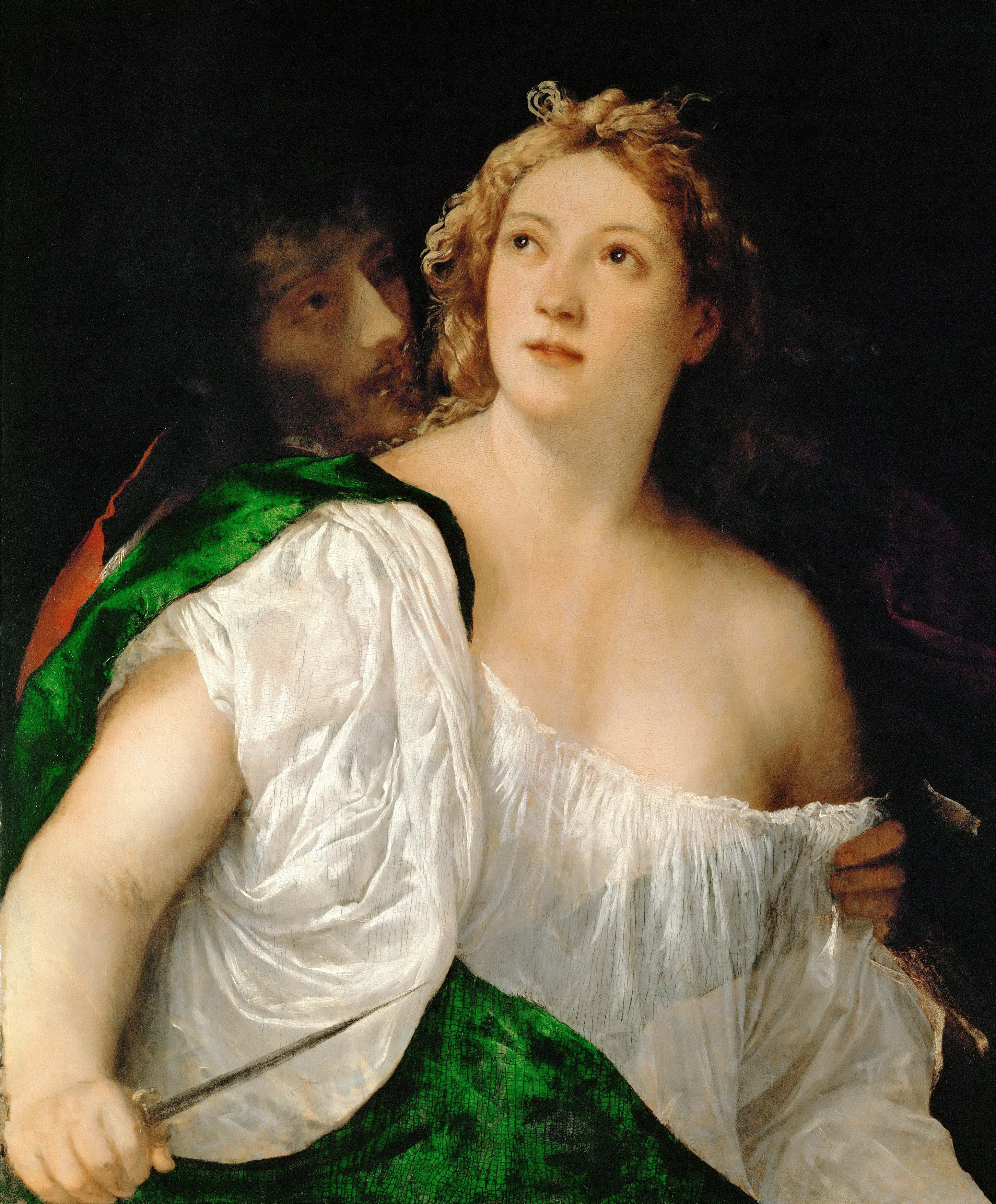
Tarquin et Lucrèce 1515-1516, Vienne
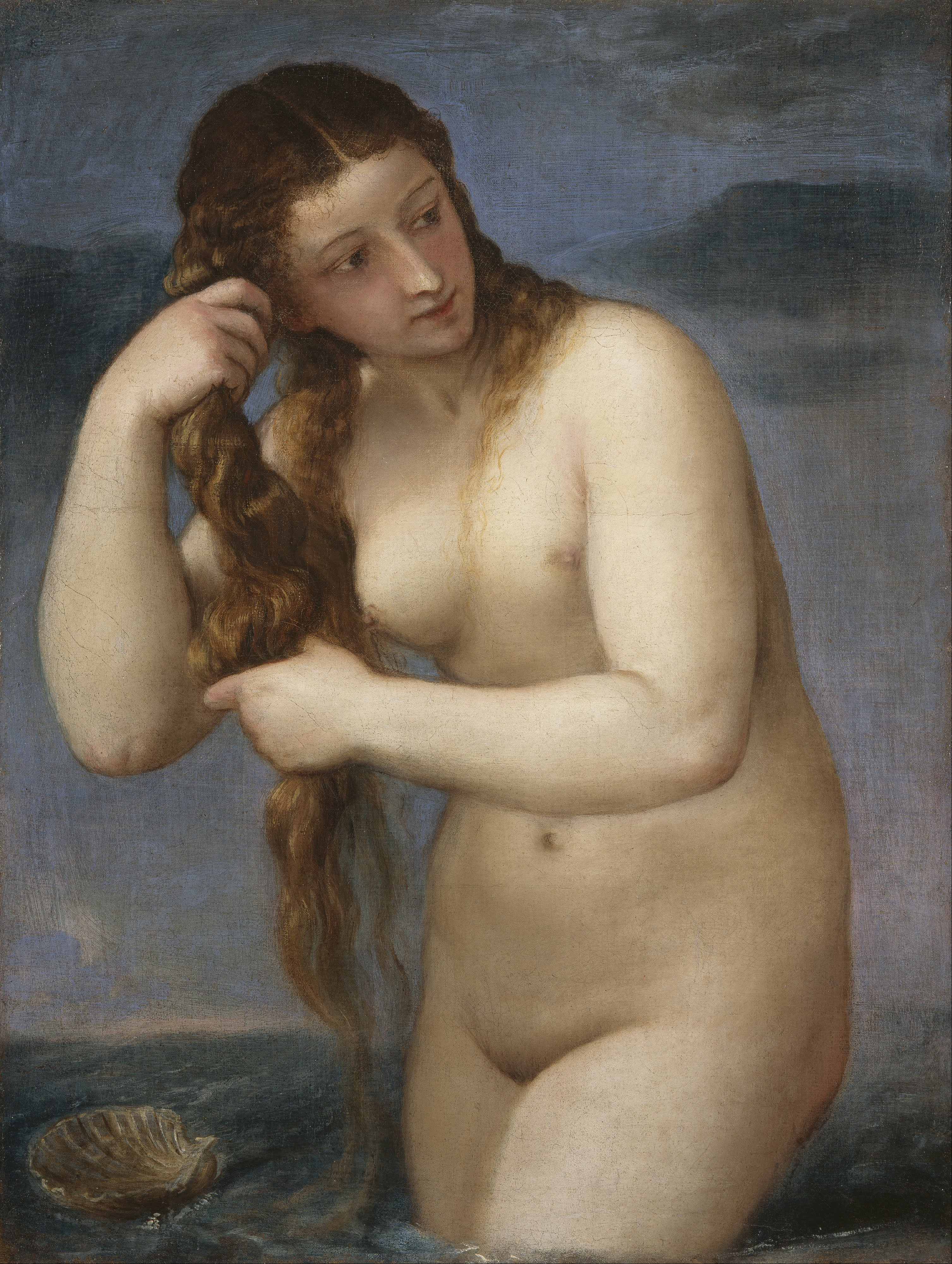
Venus Anadyomène 1520, Édimbourg
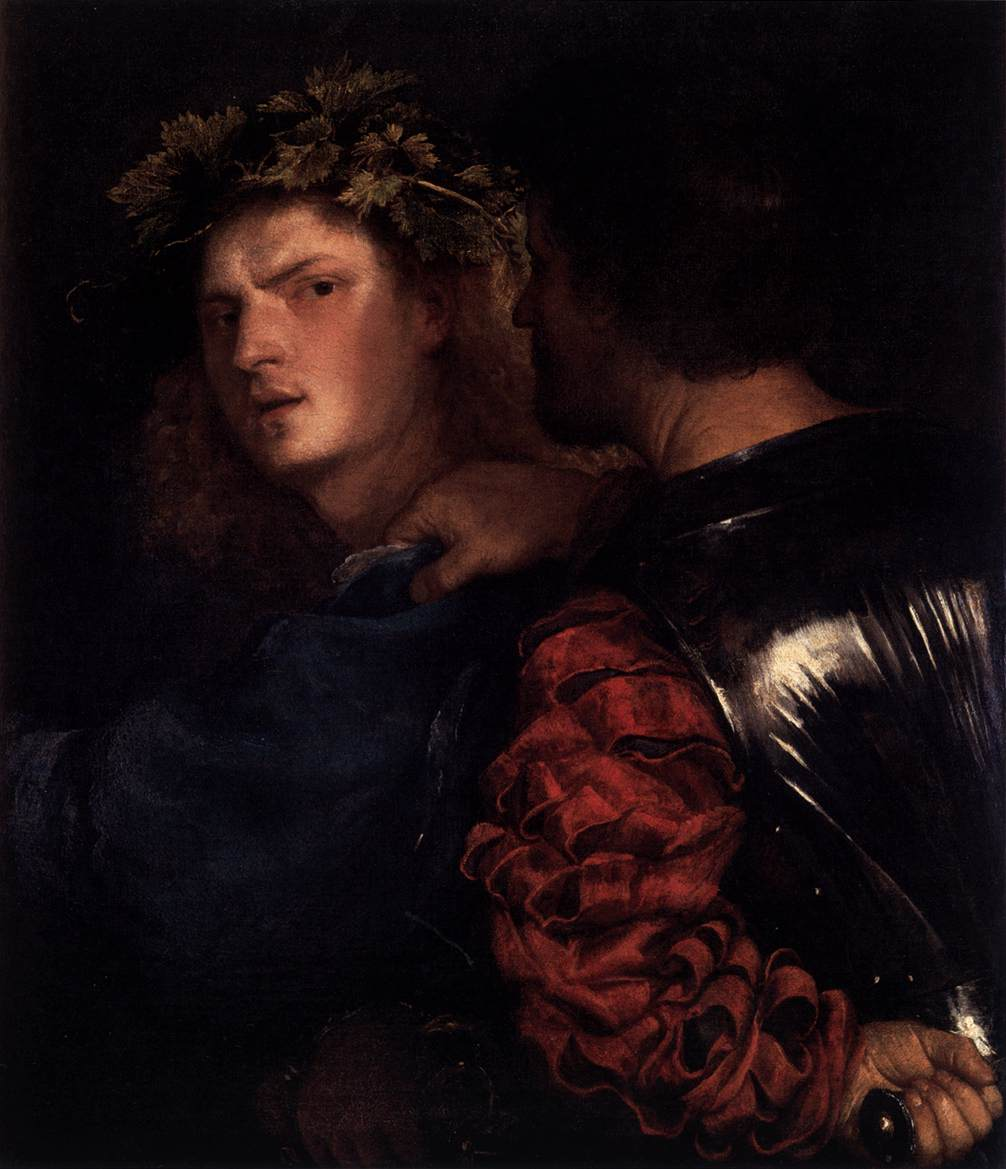
Le Bravo 1520, Vienne
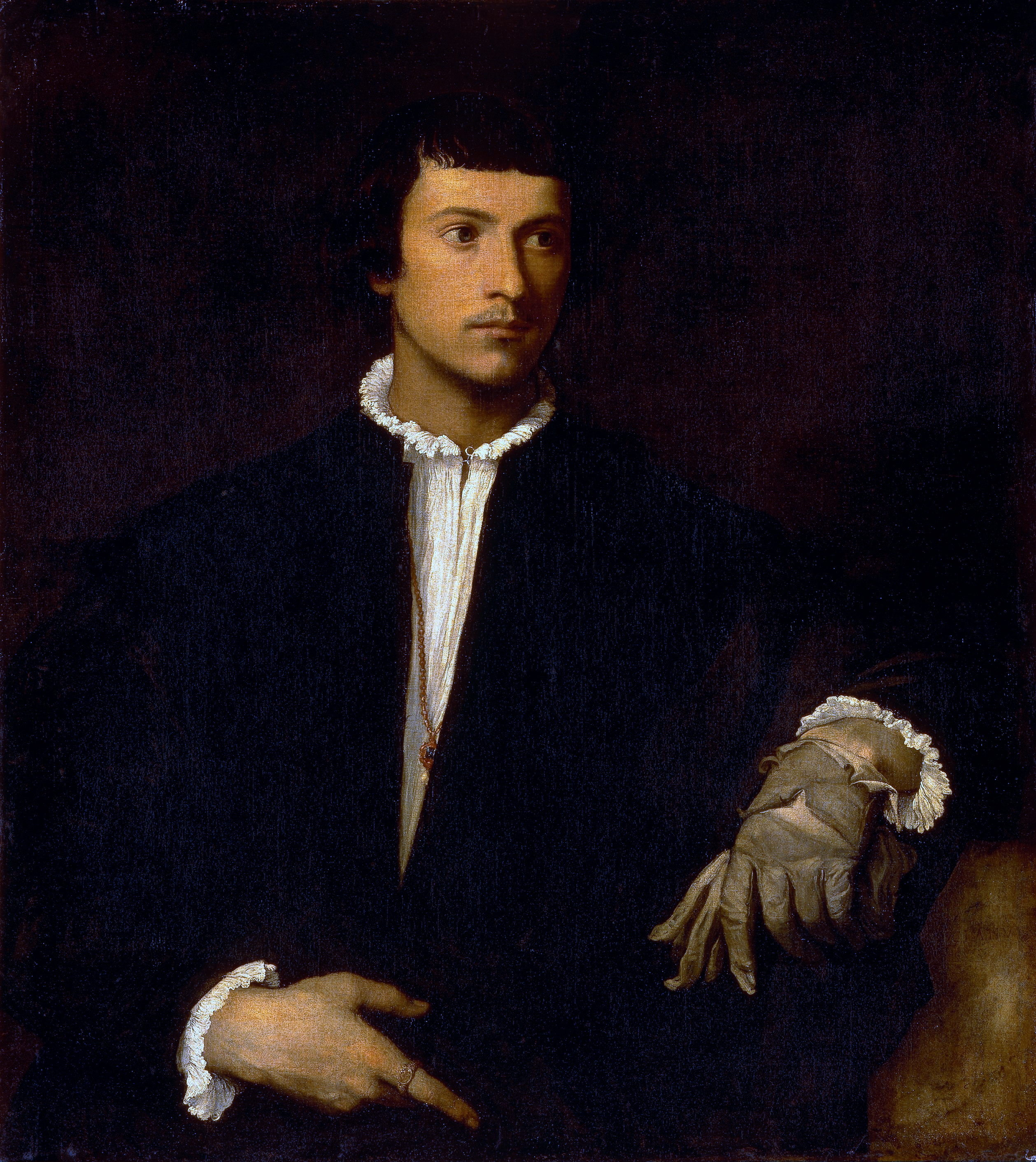
L'Homme au gant v. 1520, Louvre

- Pour l'une des chambres d'albâtre d'Alphonse d'Este, 1518-1519, conservées au musée du Prado, Madrid :
  - La Bacchanale des Andriens, Peinture sur toile, 175 × 193 cm
  - L'Offrande à Vénus, Huile sur toile, 172 × 175 cm
- Madonna di Ca' Pesaro ou Retable des Pesaro, 1519-1526, toile, 478 × 266 cm, église Santa Maria Gloriosa dei Frari, Venise[43]
- Bacchus et Ariane, vers 1520-23, huile sur toile, 175 × 190 cm, National Gallery, Londres
- Saint Christophe, 1523-1524, fresque, 310 × 186 cm, Palais des Doges, Venise[43]
- Portrait d'Alphonse d'Este, 1523-1524, Metropolitan Museum of Art, New York[37]
- La mise au tombeau[51], vers 1525, huile sur toile, 148 × 212 cm, musée du Louvre, Paris
- La Vierge au lapin, 1525-1530, huile sur toile, 71 × 87 cm, musée du Louvre, Paris

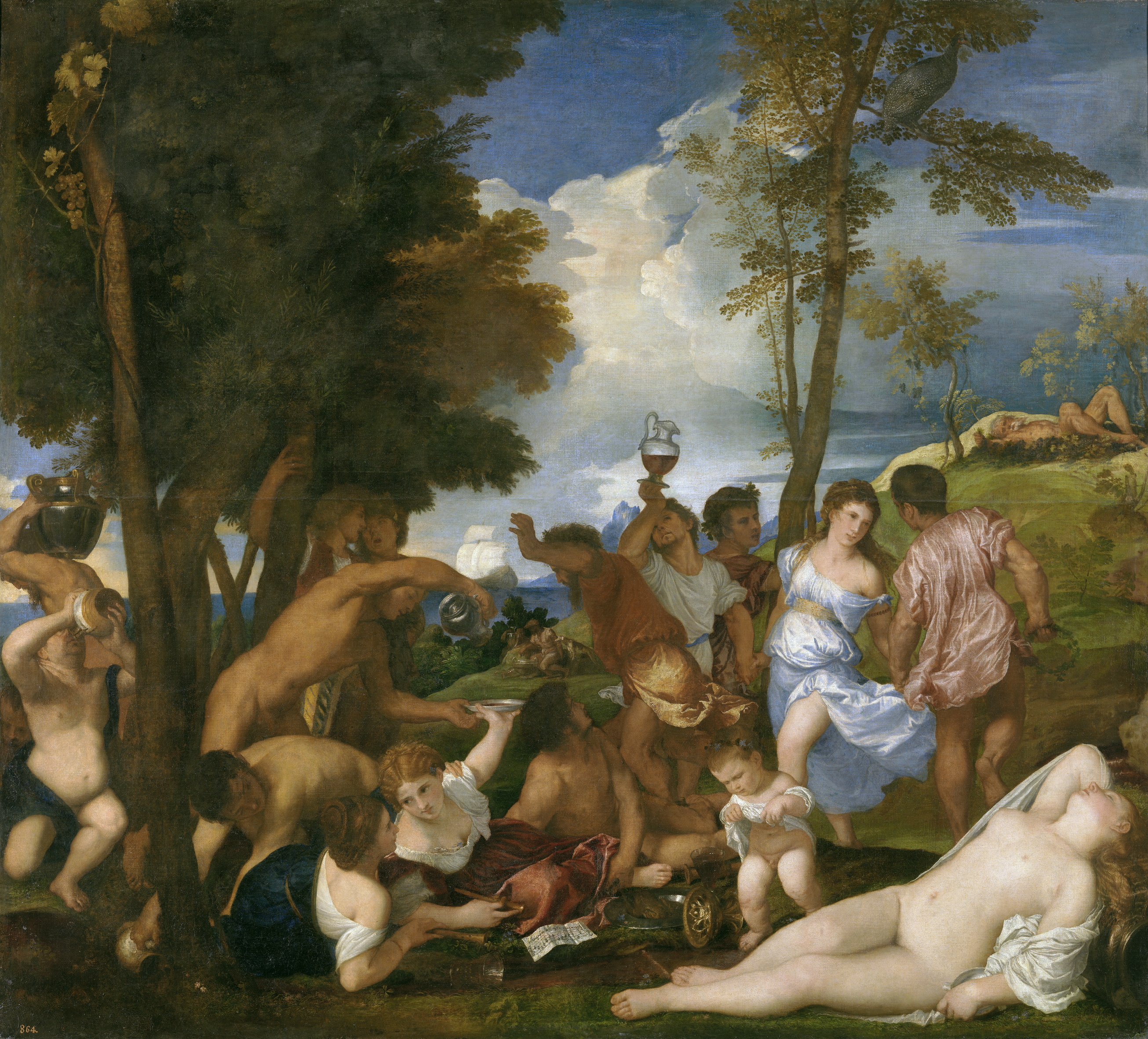
La Bacchanale des Andriens 1518-1519, Prado
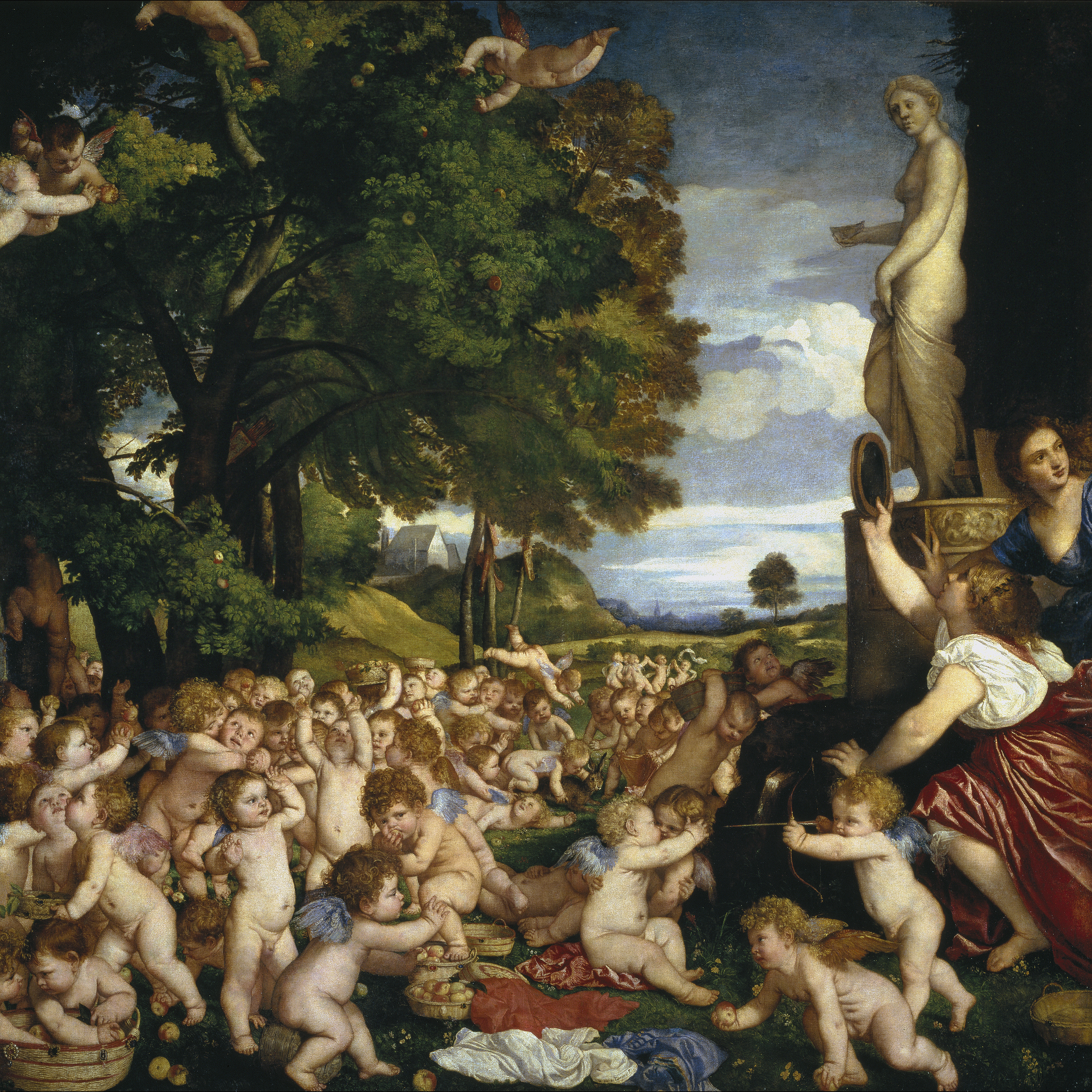
Offrande à Vénus 1518-1519, Prado
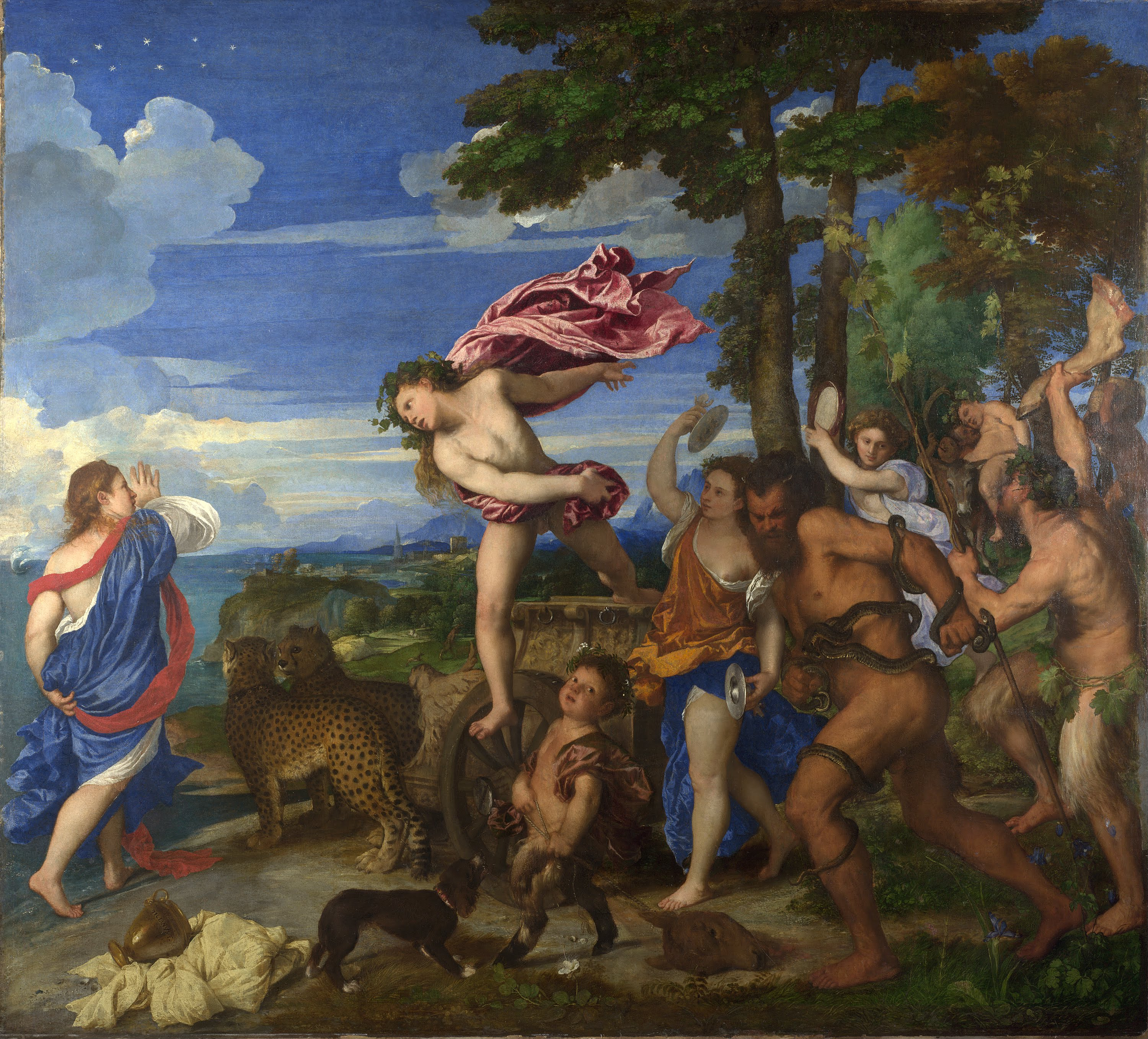
Bacchus et Ariane 1520-1523, Londres
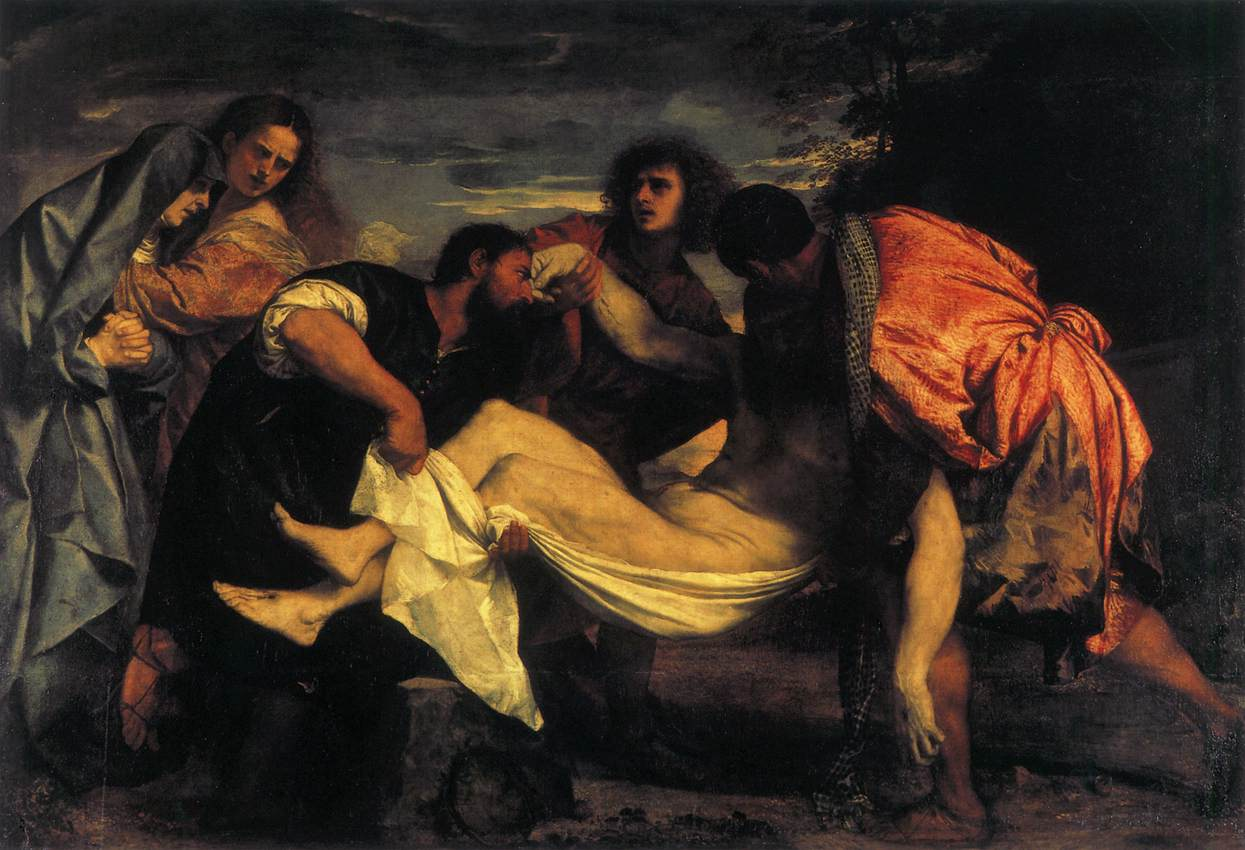
La mise au tombeau v. 1525, Louvre
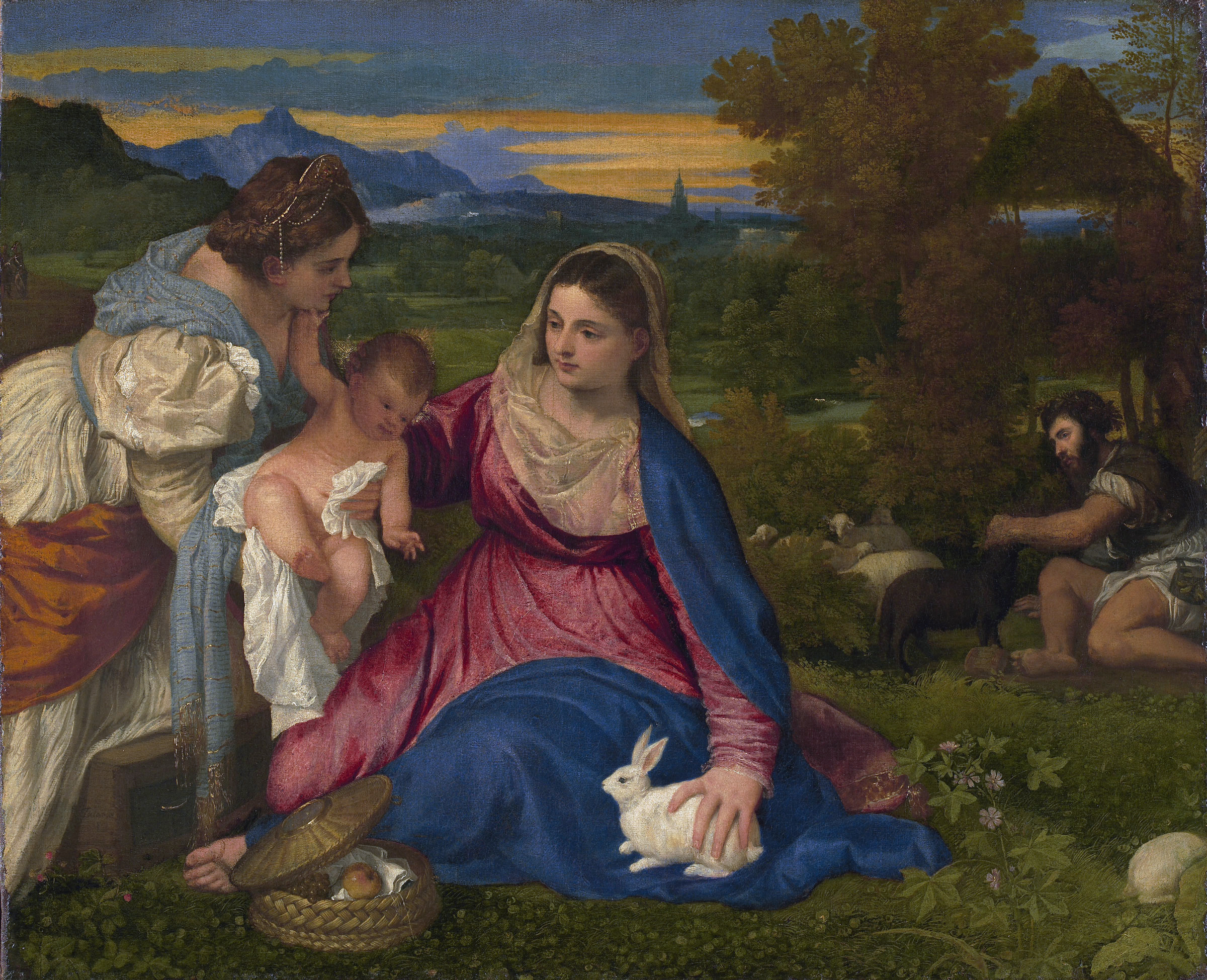
La Vierge au lapin 1525-1530, Louvre

### La période maniériste
- Portrait de Federico II Gonzaga, v. 1525, huile sur toile, 125 × 99 cm, musée du Prado, Madrid[52]
- Portrait de Frédéric de Gonzague, 1525-1528, Kunsthistorisches Museum, Vienne[37]
- Portrait d'homme au faucon, v. 1525, huile sur toile 109 × 94 cm, Joslyn Art Museum, Omaha (Nebraska)[53]
- La Madona di Ca'Pesaro, 1526, Basilique Santa Maria Gloriosa dei Frari, Venise
- Portrait de Vincenzo Mosti, v. 1526, huile sur panneau transféré sur toile, 85 × 66 cm, Galerie Palatine, Palais Pitti, Florence
- Portrait de Girolamo Fracastoro, v. 1528, huile sur toile, 84 × 73 cm, National Gallery, Londres[54]
- Portrait de Laura Eustochia, v. 1529, huile sur toile, 118 × 93 cm, collection particulière
- Portrait de Jacopo (Giacomo) Dolfin, v. 1532, huile sur toile, musée d'art du comté de Los Angeles
- Charles V et son chien, 1533, huile sur toile, 194 × 113 cm, musée du Prado, Madrid
- Portrait d'Alfonso d'Avalos, 1533, huile sur toile, 110 × 80 cm, J. Paul Getty Museum, Los Angeles
- Portrait d'Isabelle d'Este, 1534-1536, huile sur toile, 102 × 64 cm, musée d'histoire de l'art de Vienne
- Portrait d'Éléonore de Gonzague, duchesse d'Urbin, 1537, huile sur toile, 114 × 103 cm, Galerie des Offices, Florence

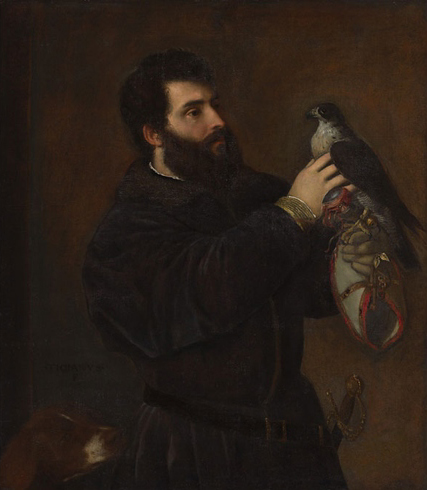
Portrait d'homme au faucon v. 1525, Joslyn Art Museum
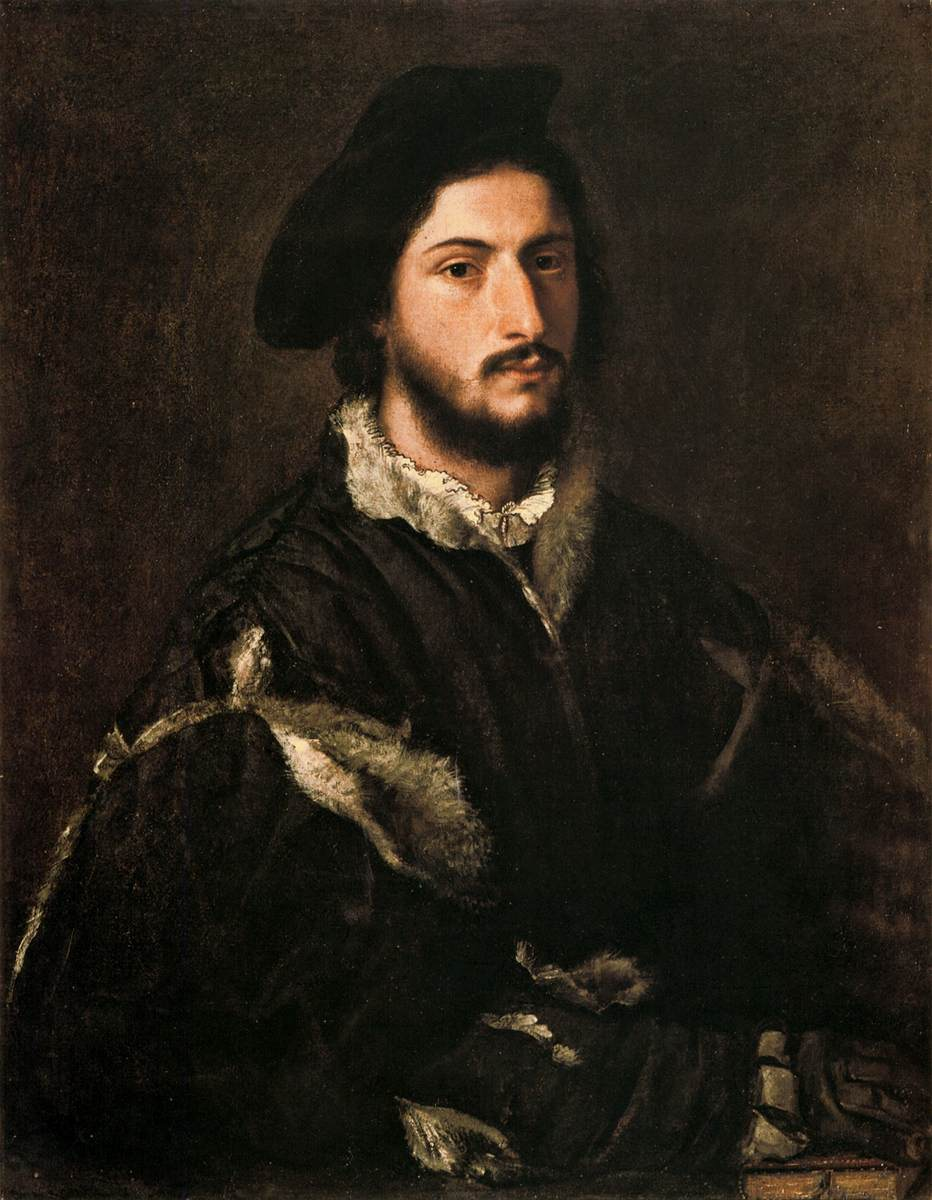
Vincenzo Mosti v. 1526, palais Pitti
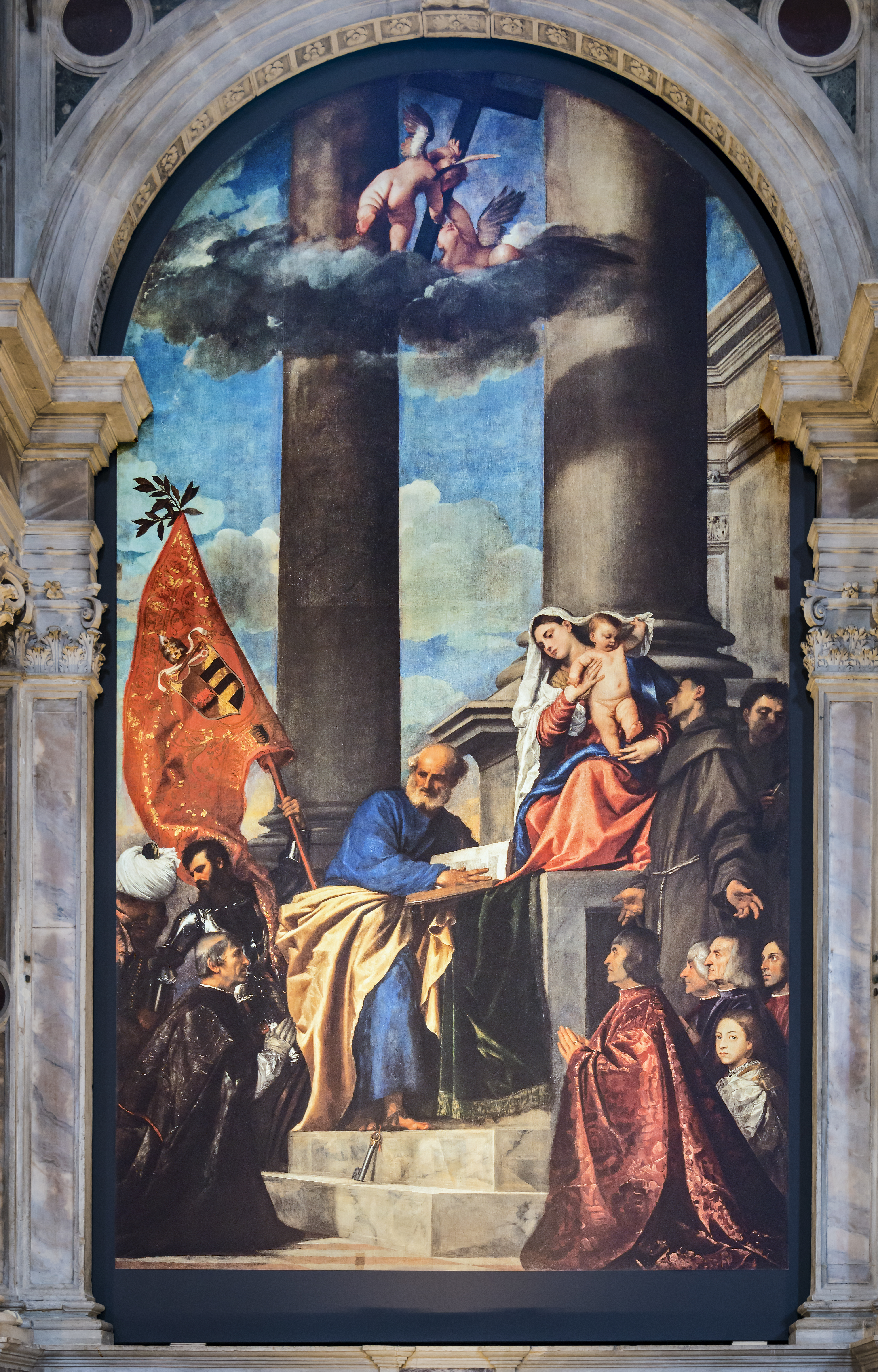
Madona di Ca'Pesaro 1526, Basilique Santa Maria Gloriosa dei Frari, Venise
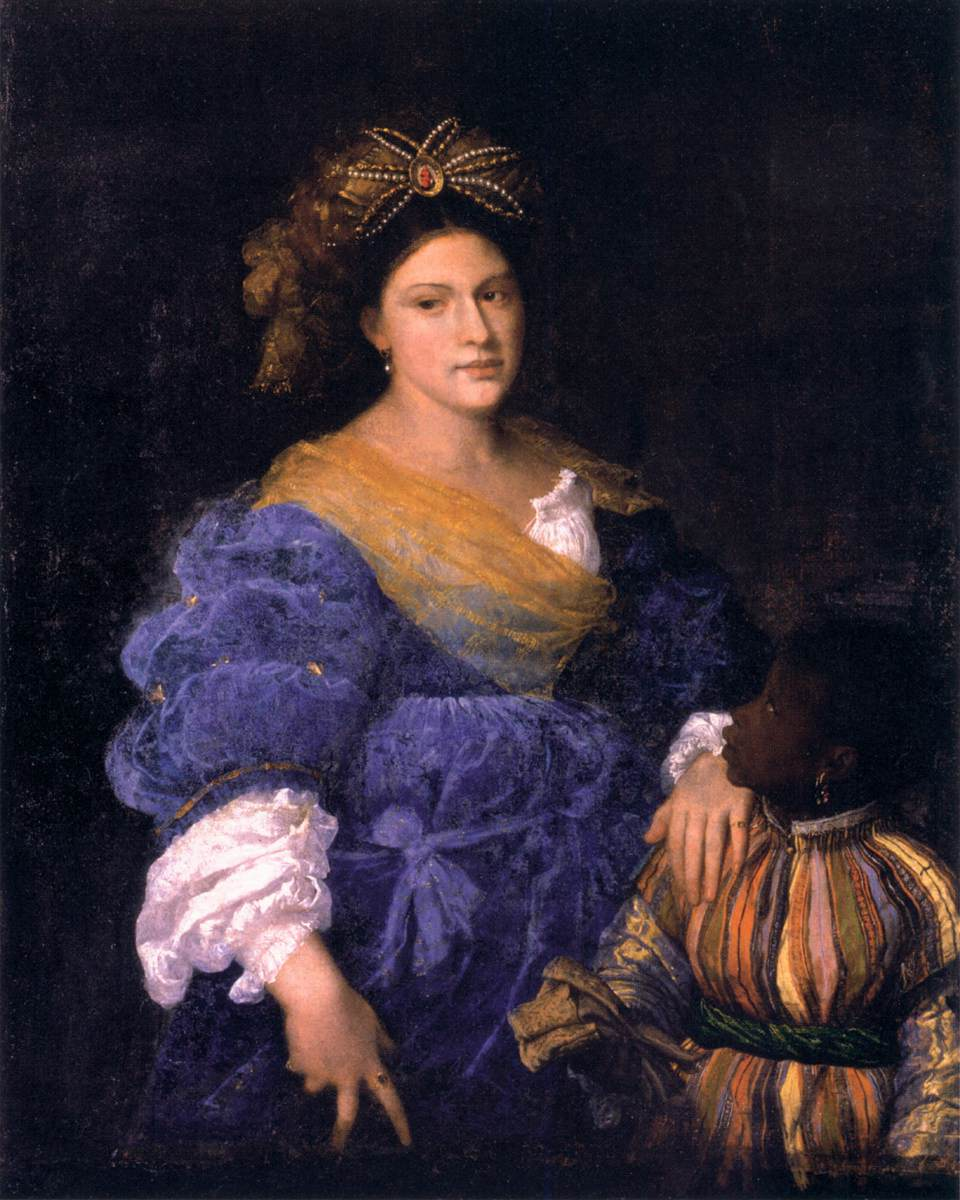
Laura Eustochia v. 1529, Coll. particulière
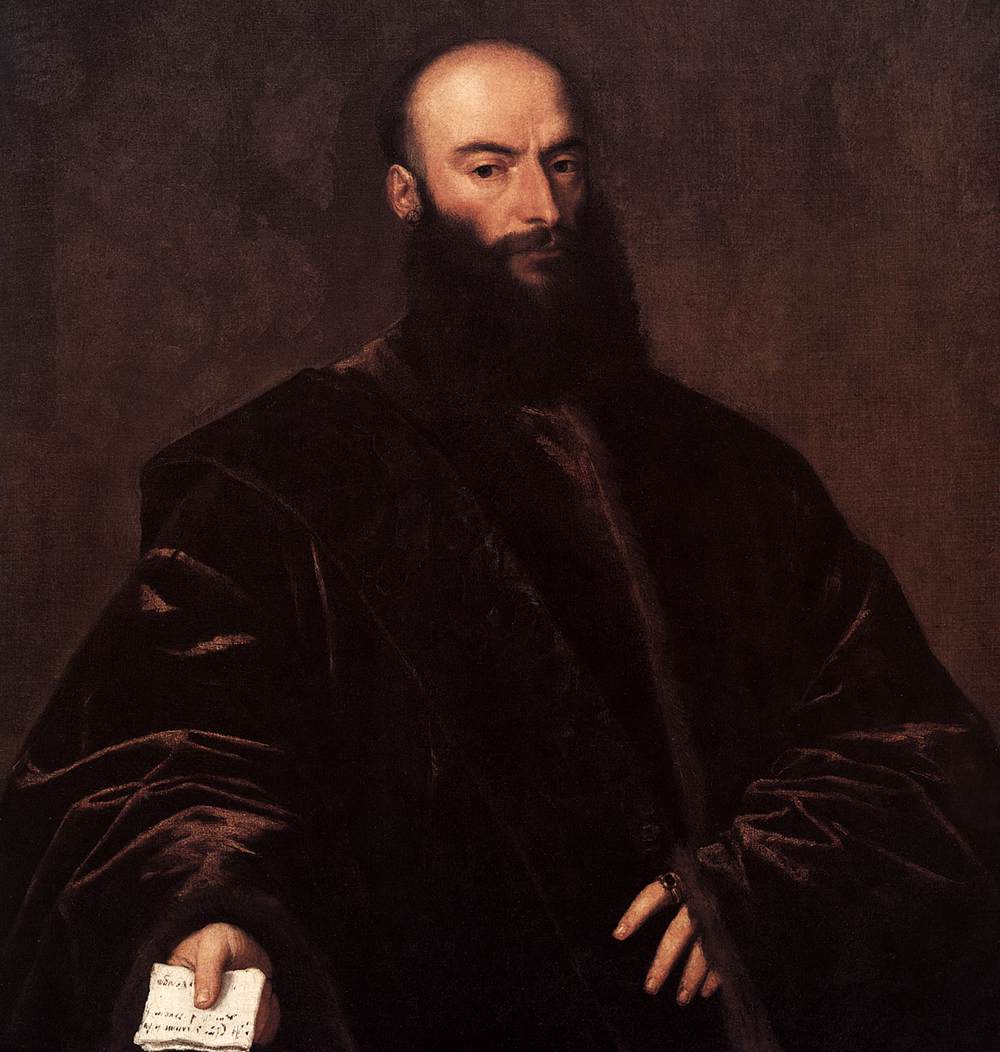
Jacopo Dolfin v. 1532, Los Angeles
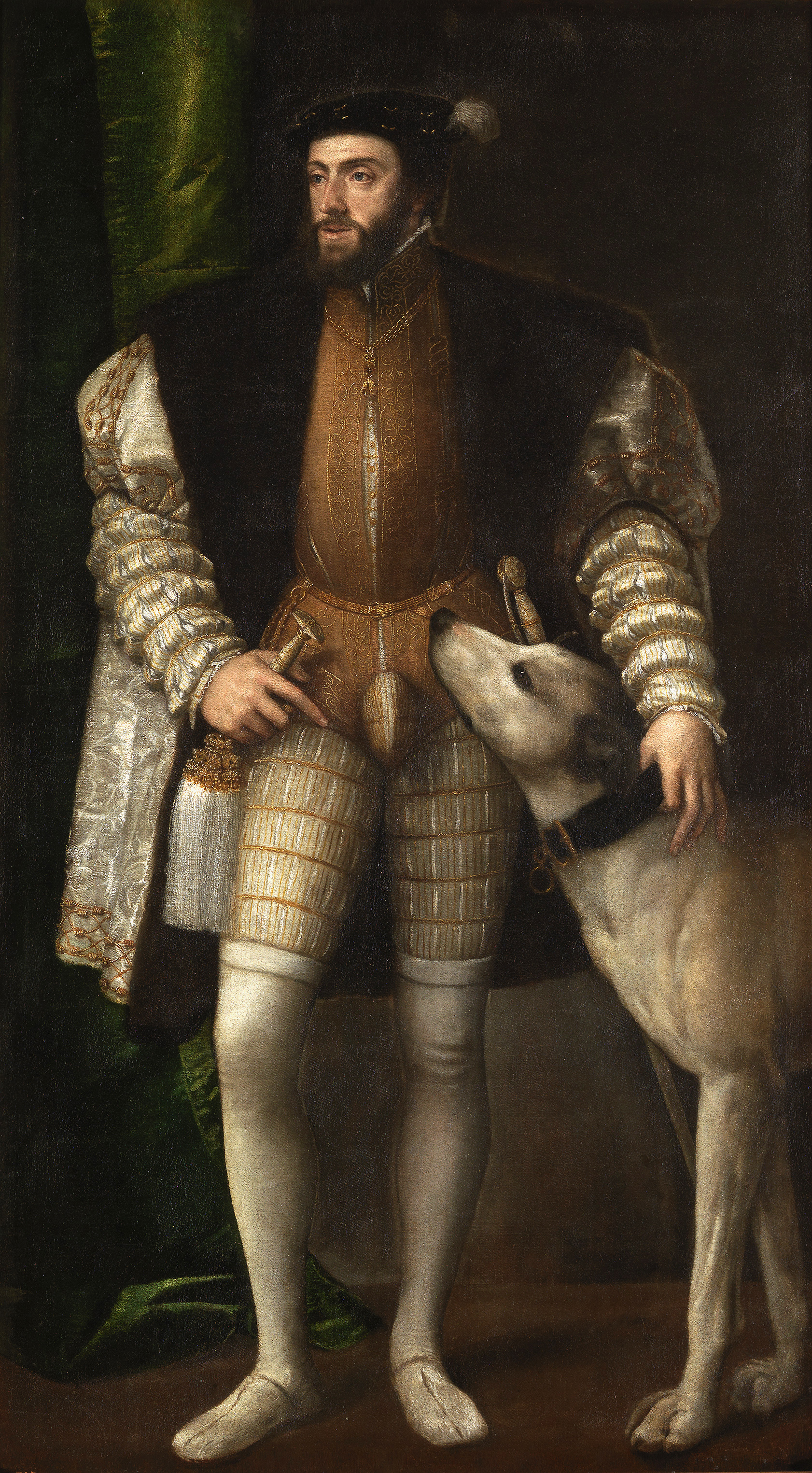
Charles V et son chien 1533, Prado
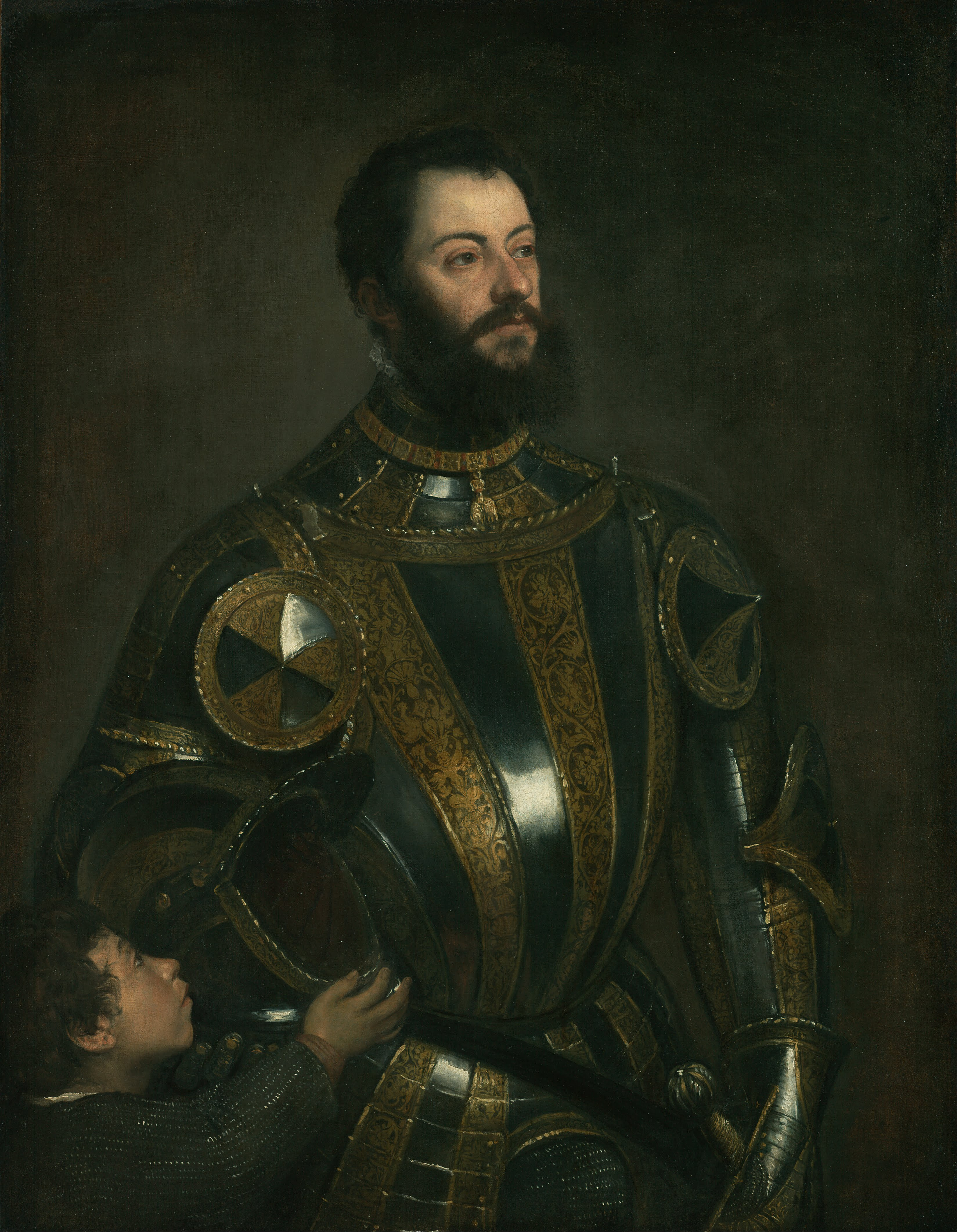
Alphonse d'Avalos 1533, J.P. Getty Museum
Isabelle d'Este 1534-1536, Vienne
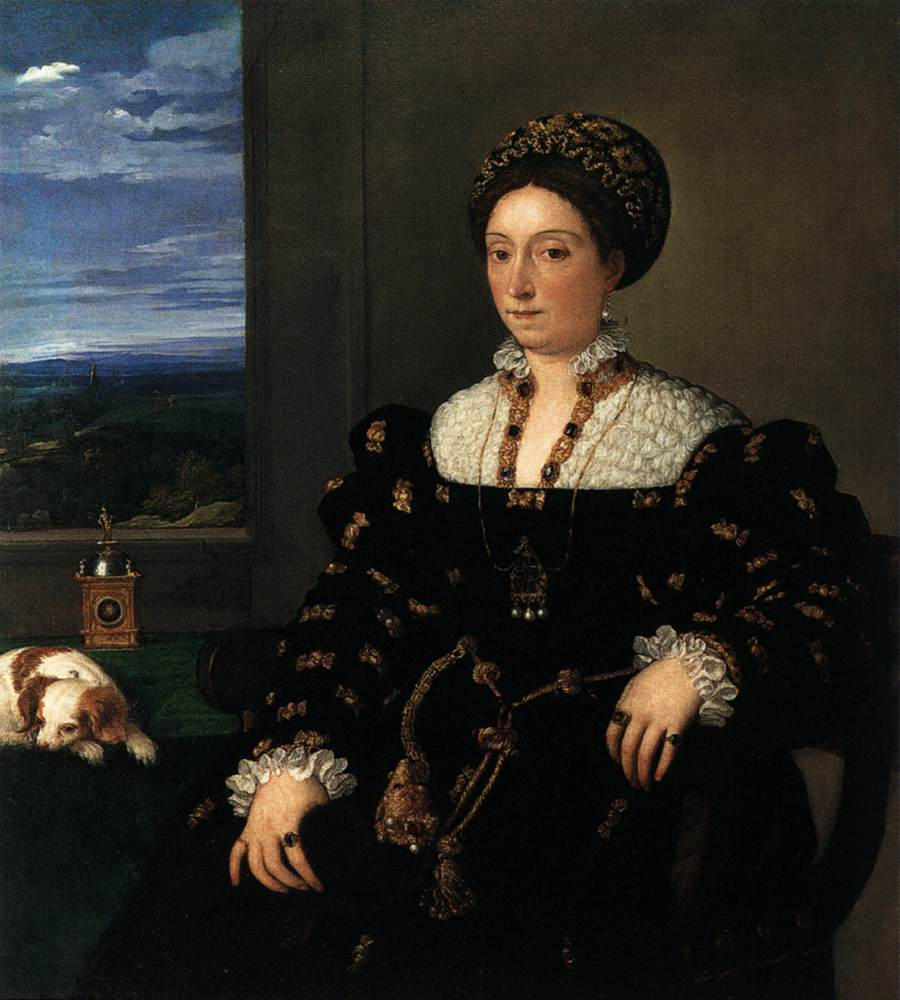
Éléonore de Gonzague 1537, Offices

- Les Pèlerins d'Emmaüs, 1530, musée du Louvre, Paris
- Allégorie conjugale, (dite à tort Allégorie d'Alphonse d'Avalos), v. 1530, huile sur toile, 123 × 107 cm, musée du Louvre, Paris
- Portrait d'une jeune femme, années 1530, huile sur toile, 96 × 75 cm, musée de l'Ermitage, Saint-Pétersbourg[55]
- Mars, Vénus et Amour, v. 1530, huile sur toile, 97 × 109 cm, musée d'histoire de l'art de Vienne
- Madone Aldobrandini, v. 1532, huile sur toile, 101 × 142 cm, National Gallery, Londres
- Madeleine pénitente, 1533-1535, huile sur bois, 84 × 69 cm, Galerie Palatine, palais Pitti, Florence
- Jupiter et Antiope (La Vénus du Pardo), 1535-1540, retouché v. 1560, huile sur toile, 196 × 385 cm, musée du Louvre, Paris

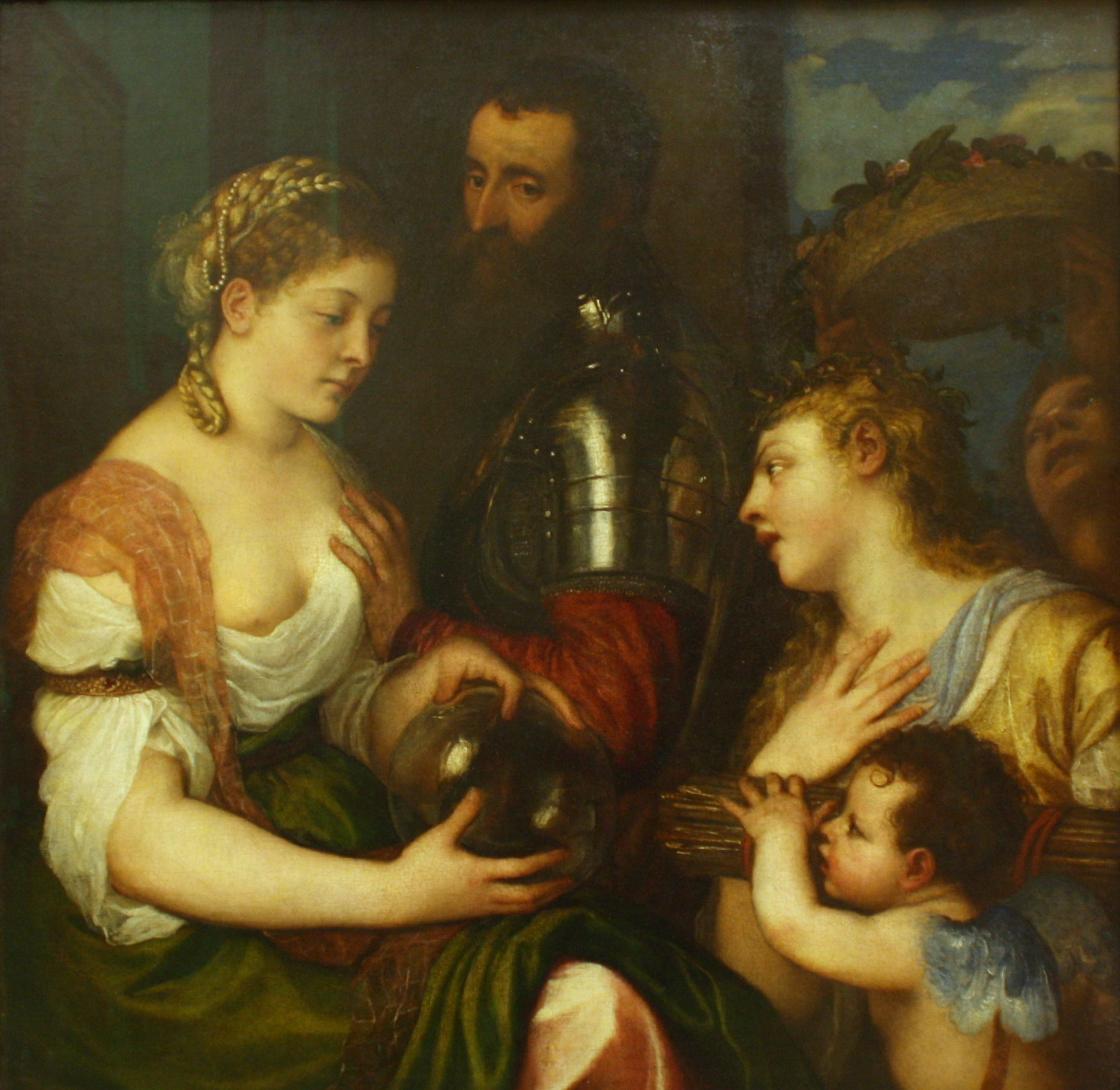
Allégorie conjugale v. 1530, Louvre
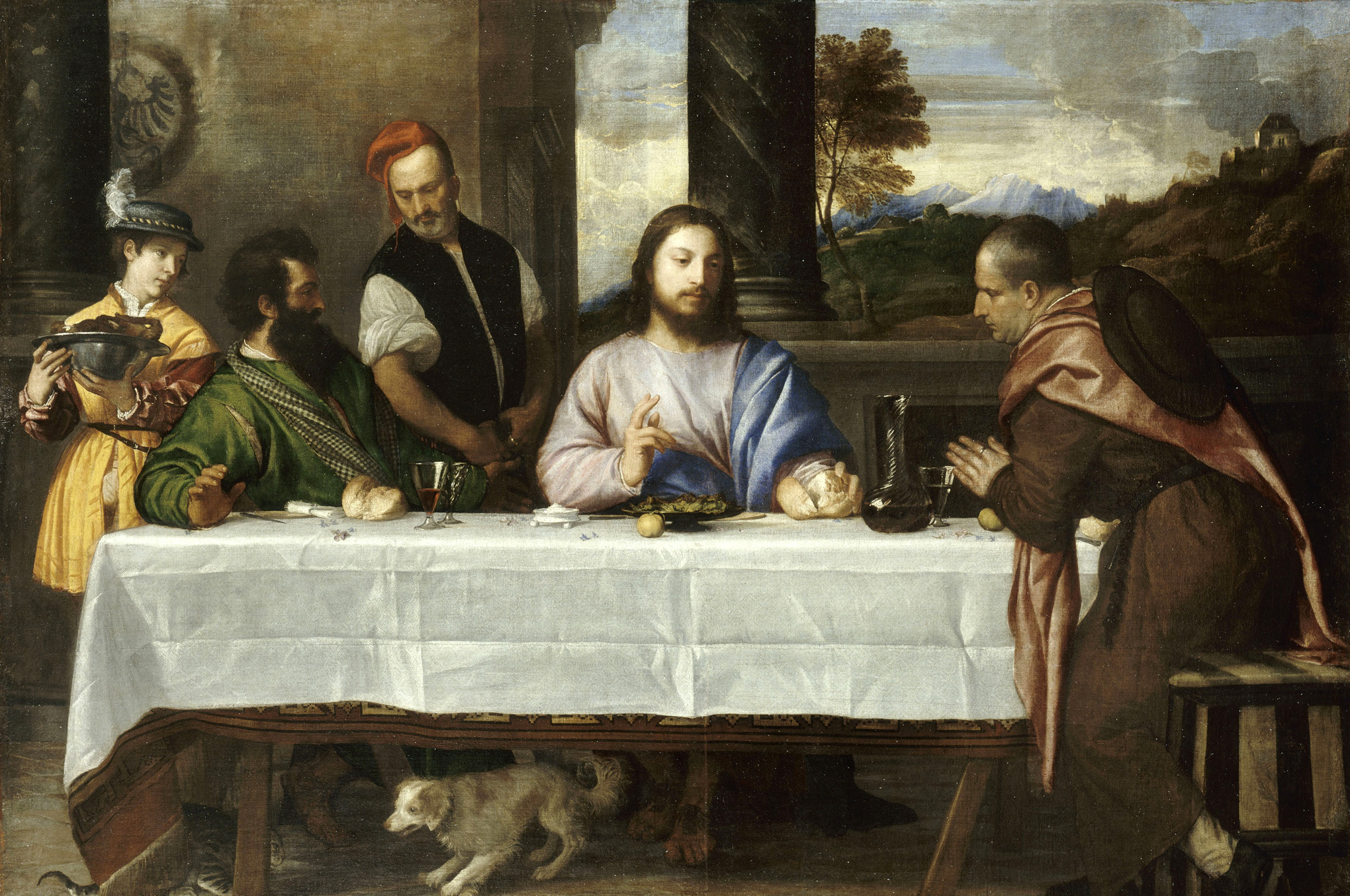
Les Pèlerins d'Emmaus 1530, Louvre
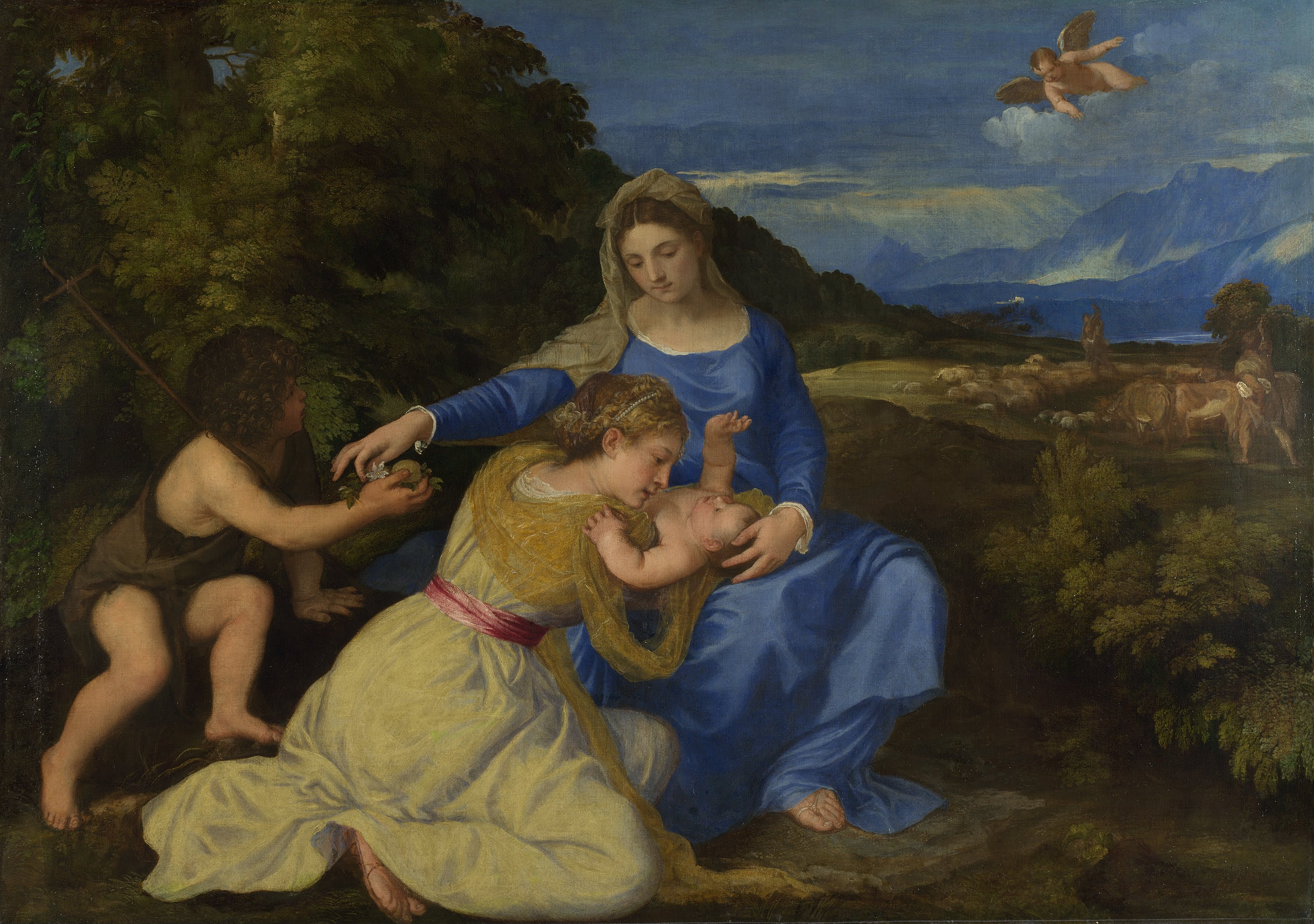
Madone Aldobrandini v. 1532, Londres
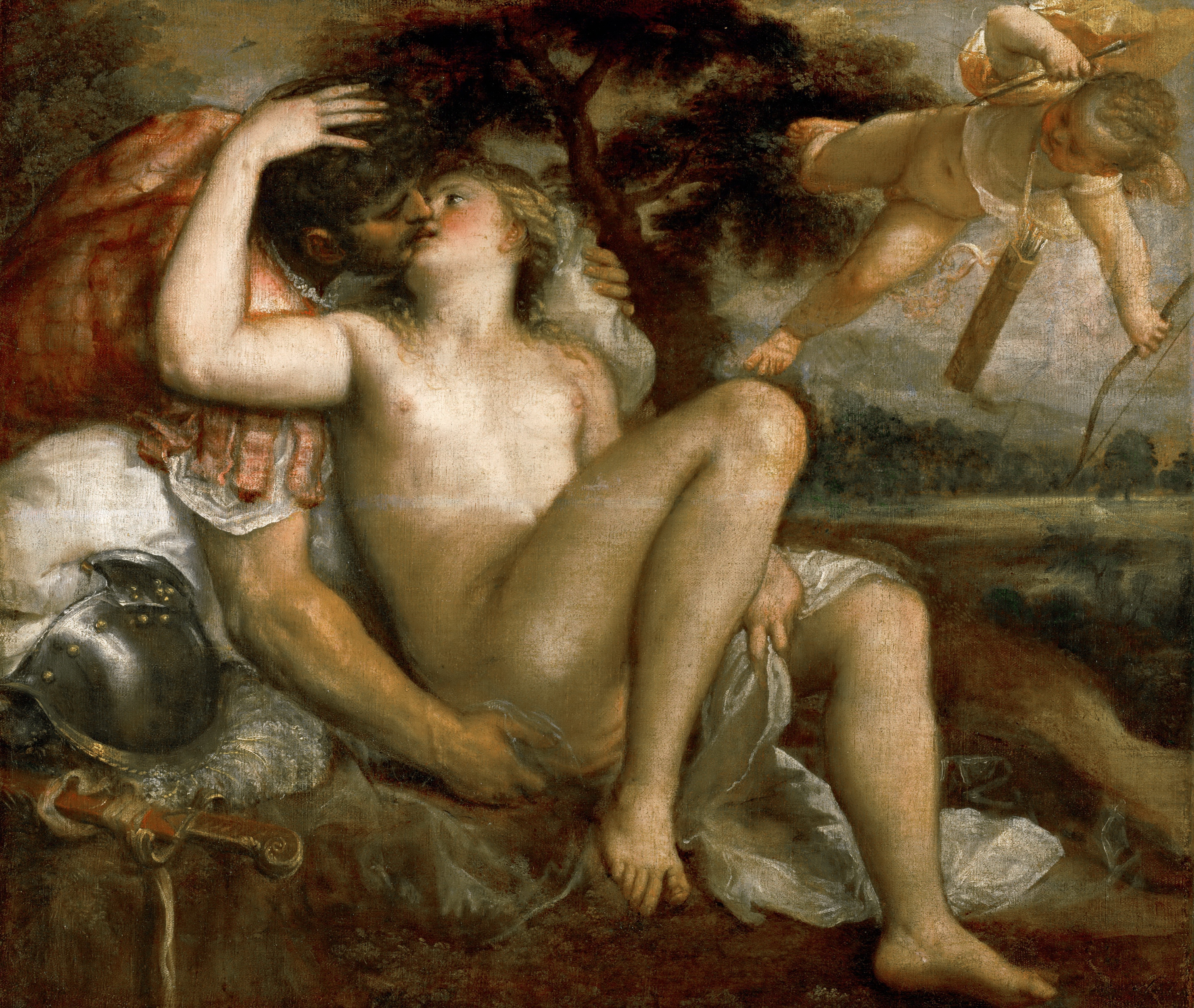
Mars et Vénus 1530, Vienne
Jupiter et Antiope (La Vénus du Pardo) 1535-1540,Louvre

- Portrait du cardinal Hippolyte de Médicis en costume hongrois, 1533, huile sur toile, 139 × 107 cm, Galerie Palatine, palais Pitti, Florence[45]
- La Vierge, l'Enfant, sainte Agnès et saint Jean-Baptiste, 1535, huile sur toile, 128 × 161 cm, musée des Beaux-Arts de Dijon, Dijon.
- Présentation de la Vierge au Temple, 1534-38, toile, 345 × 775 cm, Gallerie dell'Accademia de Venise. Se trouvait dans l'Albergo de la Scuola Grande della Carita.
- Portrait de femme (La Bella), 1536, huile sur toile, 89 × 75,5 cm, Galerie Palatine, palais Pitti, Florence[45]
- Portrait de François-Marie della Rovere, duc d'Urbin, 1536, huile sur toile, 114 × 103 cm, Galerie des Offices, Florence[45]
- La Vénus d'Urbin, 1538, huile sur toile, 119 × 165 cm, musée des Offices, Florence
- François Ier (1494-1547), roi de France, 1538, toile, 201 × 134 cm, musée du Louvre, Paris
- Saint Jean-Baptiste au désert, 1540, toile, 201 × 134 cm, Gallerie dell'Accademia de Venise
- St Hieroniumus (St Jerome), gravure, 12 x 8 cm, Gray, musée Baron-Martin
- Portrait de Benedetto Varchi, 1540, huile sur toile, 117 × 91 cm, musée d'histoire de l'art de Vienne
- Portrait du Cardinal Pietro Bembo, v. 1540, huile sur toile, National Gallery of Art, Washington
- Allocution d’Alphonse d’Avalos, 1540-1541, huile sur toile, 223 × 165 cm, musée du Prado, Madrid.
- Portrait de Clarissa Strozzi, 1542, huile sur toile, 115 × 98 cm, Gemäldegalerie
- Le Couronnement d'épines, 1540-1542, bois, 303 × 180 cm, musée du Louvre, Paris. Commandé par la confrérie de la Sainte Couronne pour leur chapelle milanaise de Santa Maria delle Grazie[56]

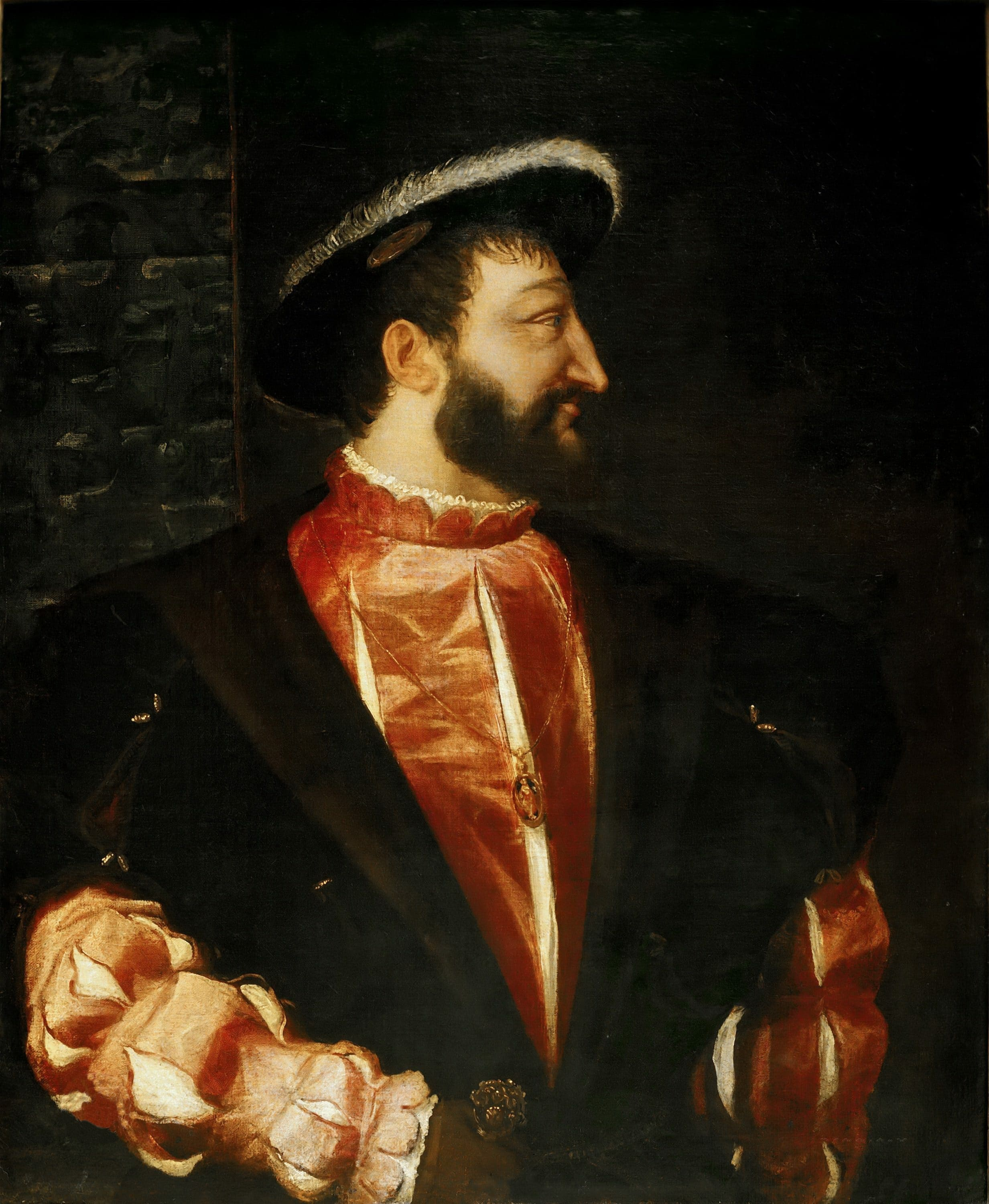
François Ier 1538, Louvre
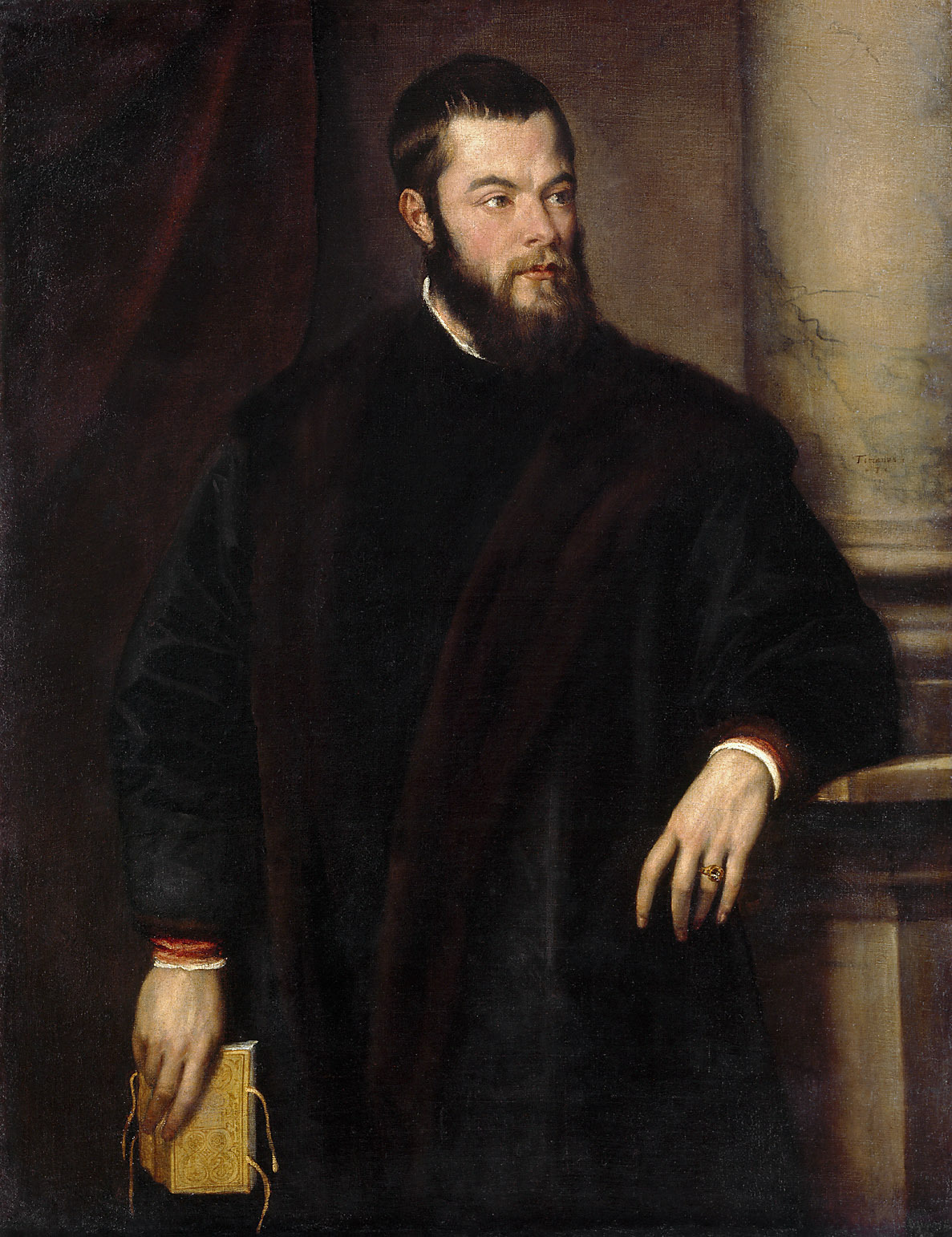
Benedetto Varchi 1540, Vienne
Pietro Bembo v. 1540, Washington
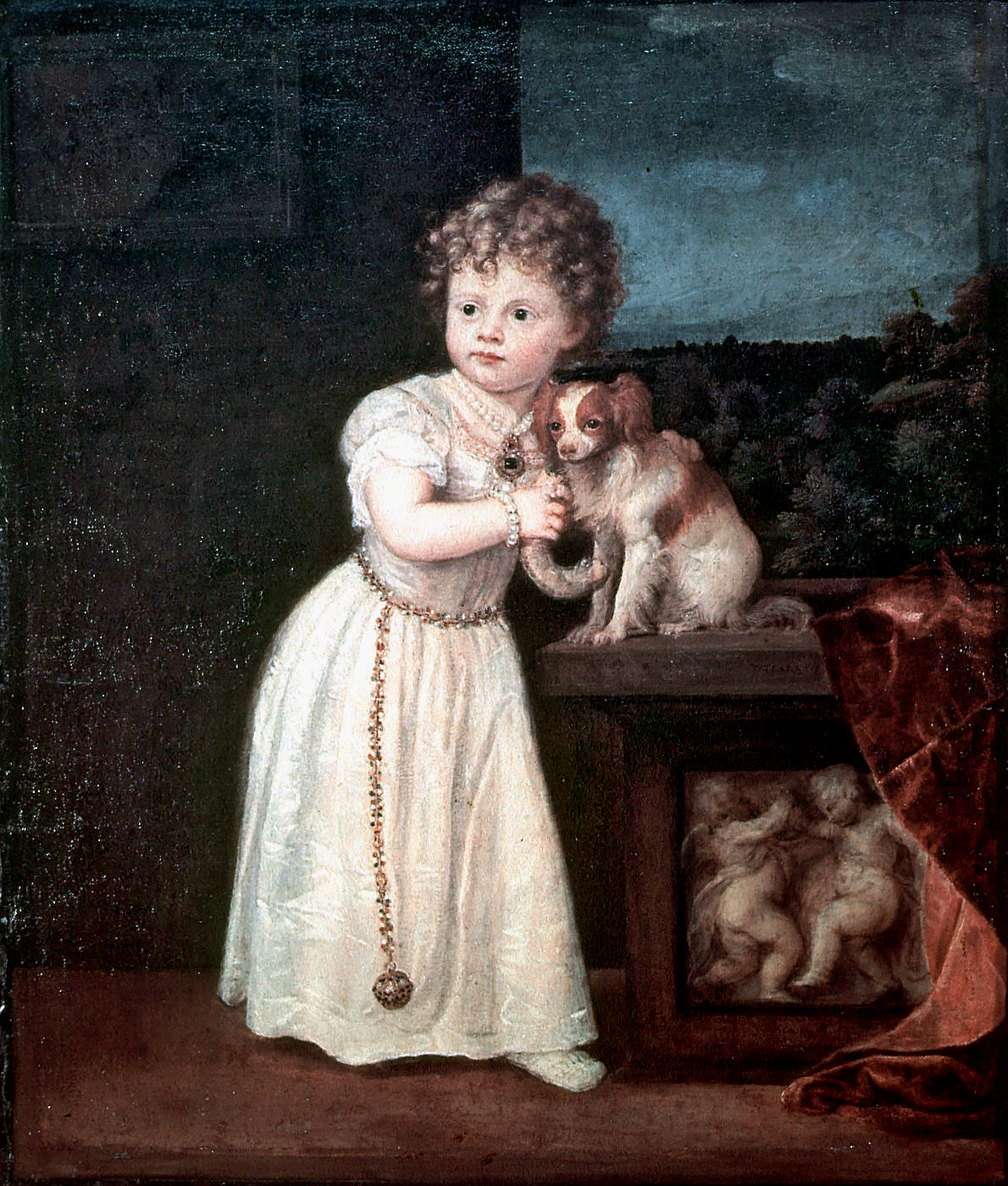
Clarissa Strozzi 1542, Berlin
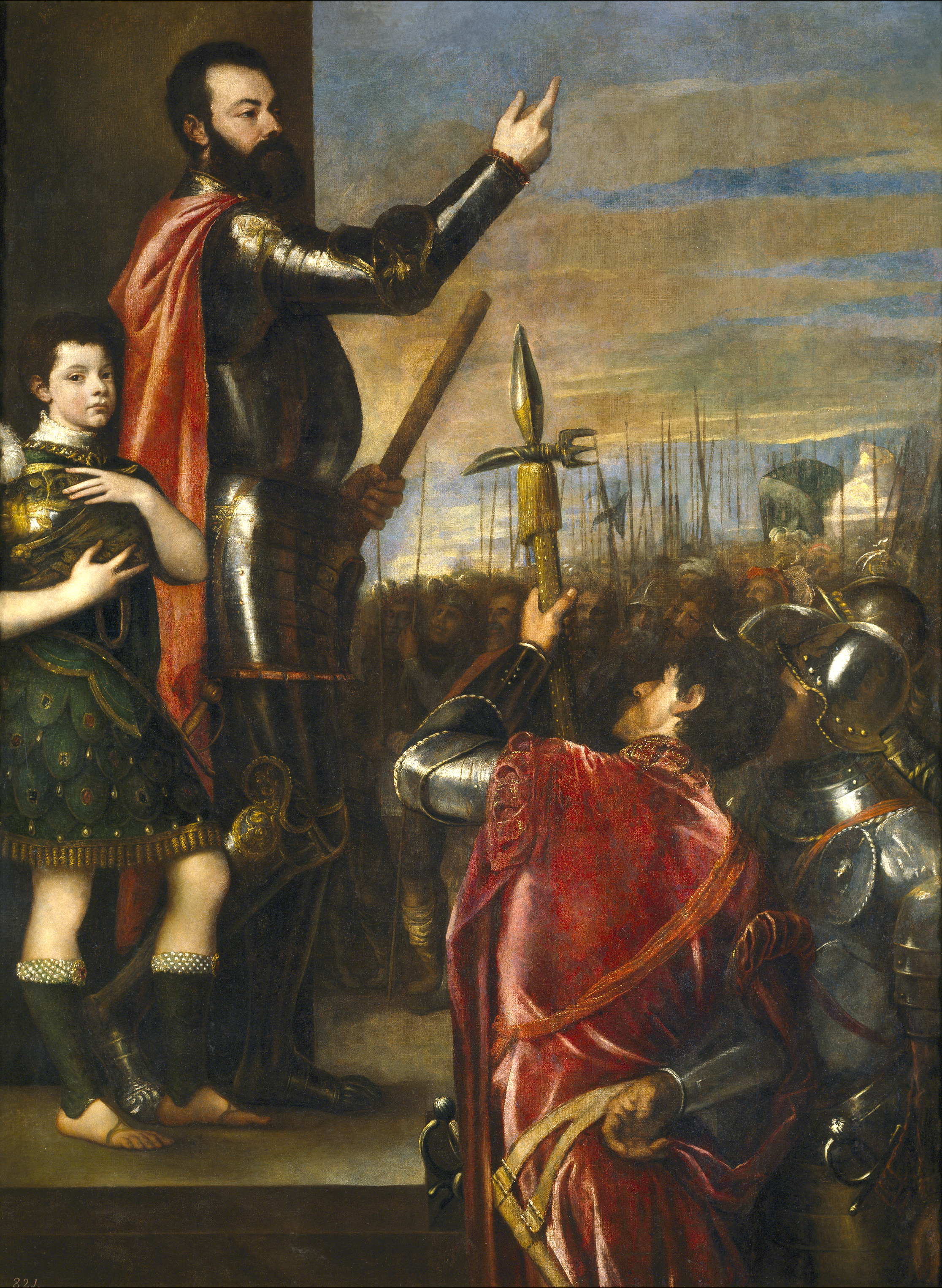
Allocution d’Alphonse d’Avalos 1540-1541 musée du Prado, Madrid
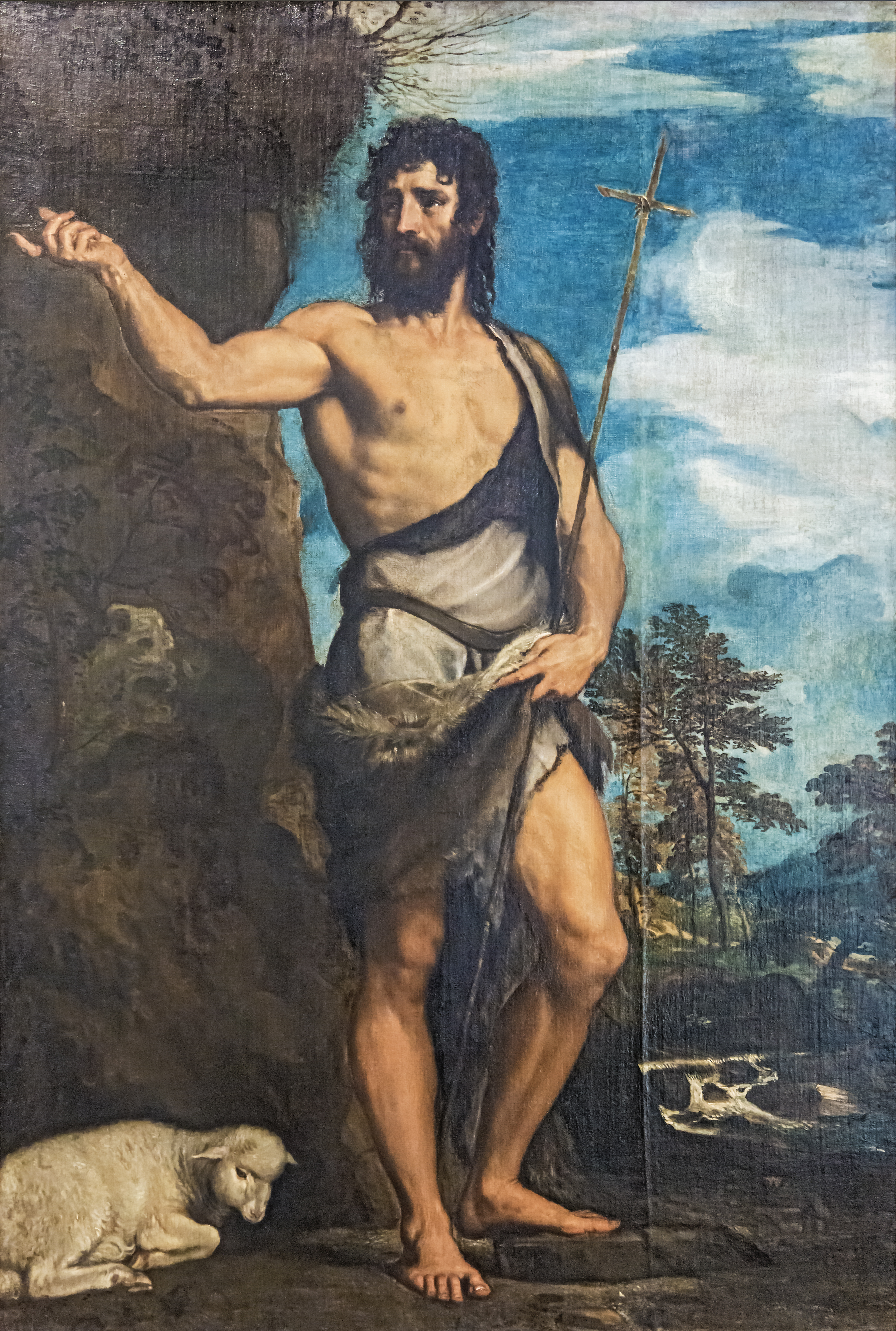
Saint Jean Baptiste 1540, Venise
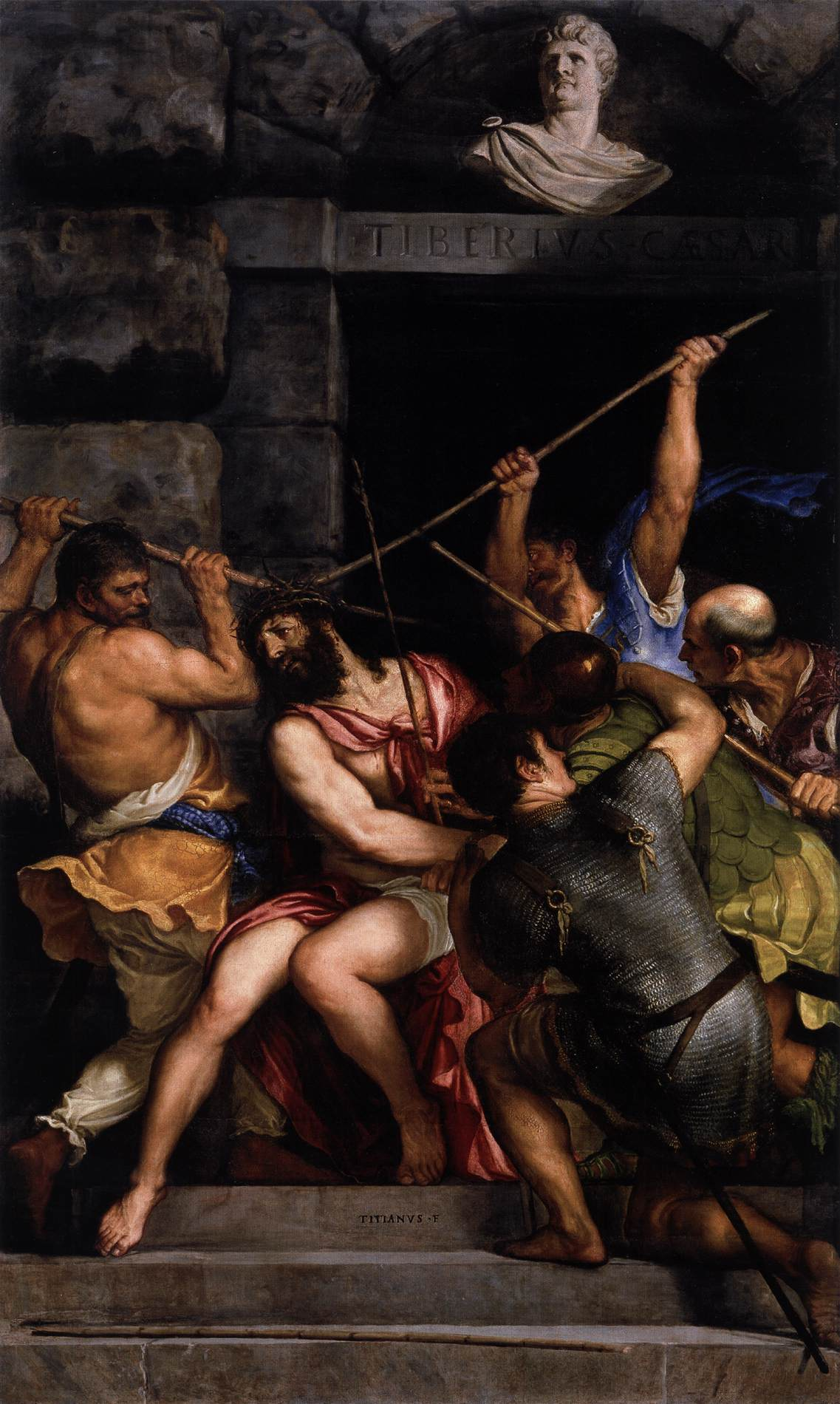
Couronnement d'épines 1540-1542, Louvre

- Vierge à l'Enfant au buisson ardent, non datée, Gallerie dell'Accademia de Venise[57]
- Le Doge Nicolo Marcello, 1542, musées du Vatican, Rome
- Caterina Cornaro en Sainte Catherine d'Alexandrie, 1542, peinture, 102,5 × 72 cm, musée des Offices, Florence
- Ranuccio Farnese, 1542, huile sur toile, 90 × 74 cm, National Gallery of Art, Washington
- Portrait du Cardinal Pietro Bembo, v. 1542, huile sur toile, 119 × 100 cm, musée Capodimonte
- Basilique Santa Maria della Salute, plafond de la grande sacristie, Venise, 1542-1544. À l'origine sur le plafond de l'église de Santo Spirito in Isola[58] :
  - Caïn et Abel, toile, 298 × 282 cm
  - David et Goliath, toile, 300 × 285 cm
  - Le Sacrifice d'Isaac, toile, 328 × 284 cm
- Portrait de Paul III, tête nue, 1543, huile sur toile, 114 × 89 cm, musée Capodimonte, Naples
- Portrait de Paul III avec ses petits-fils, 200 × 173 cm et Paul III avec un "camauro, 126 × 103 cm, v. 1545, huile sur toile, musée Capodimonte, Naples[59]
- Portrait de Sperone Speroni, 1544, Musée civique Luigi Bailo (it), Trévise[60]
- Portrait du Cardinal Pietro Bembo (1470-1547), 1545, huile sur toile, 114 × 97 cm, musée Capodimonte, Naples
- Daniele Barbaro, 	v. 1545, huile sur toile, 81 × 69 cm, musée du Prado, Madrid
- Portrait du Doge Andrea Gritti, v. 1545, huile sur toile, 133 × 103 cm, National Gallery of Art, Washington DC

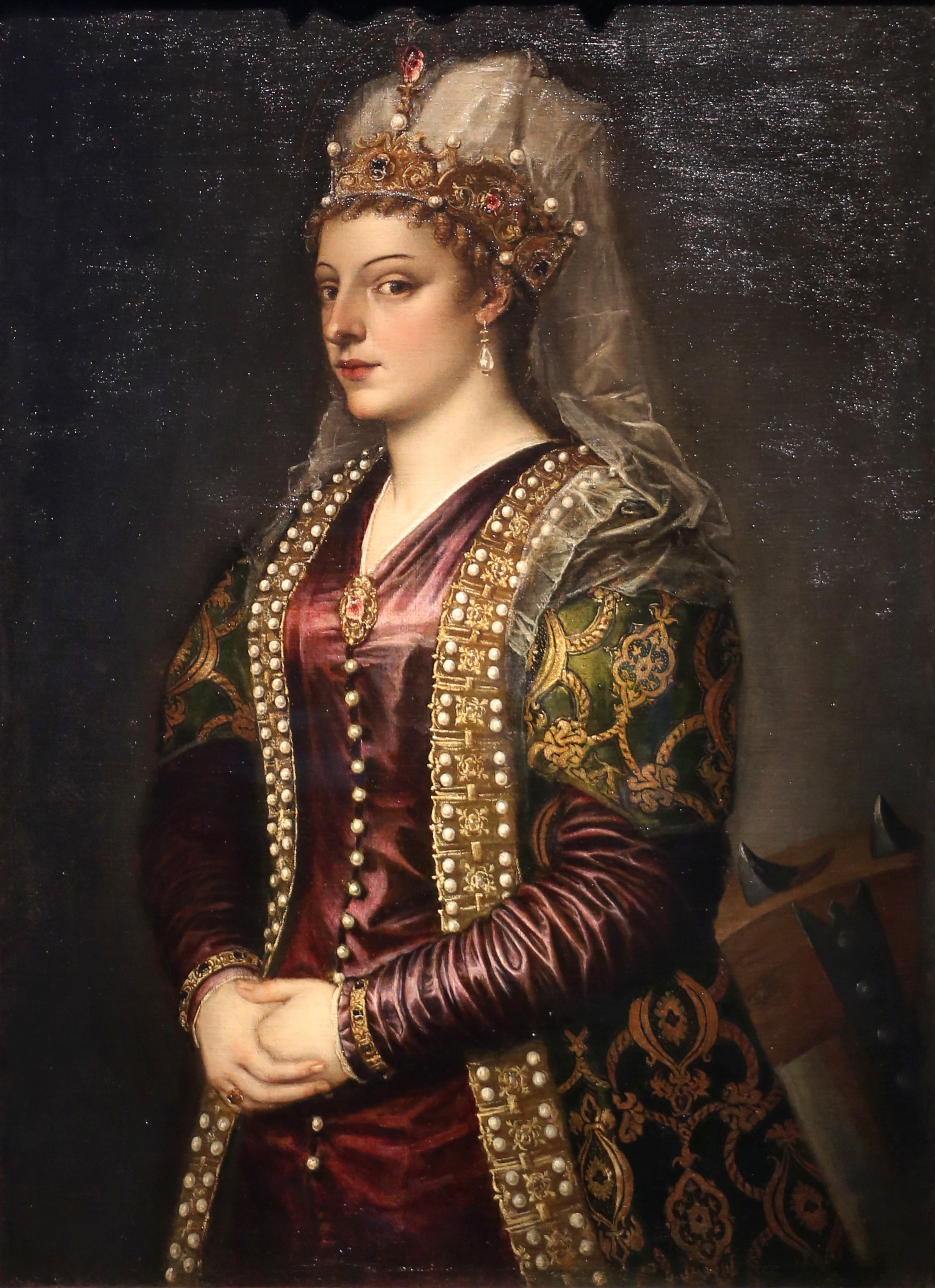
Ste Catherine 1542, Florence
Ranuccio Farnèse 1542, Washington
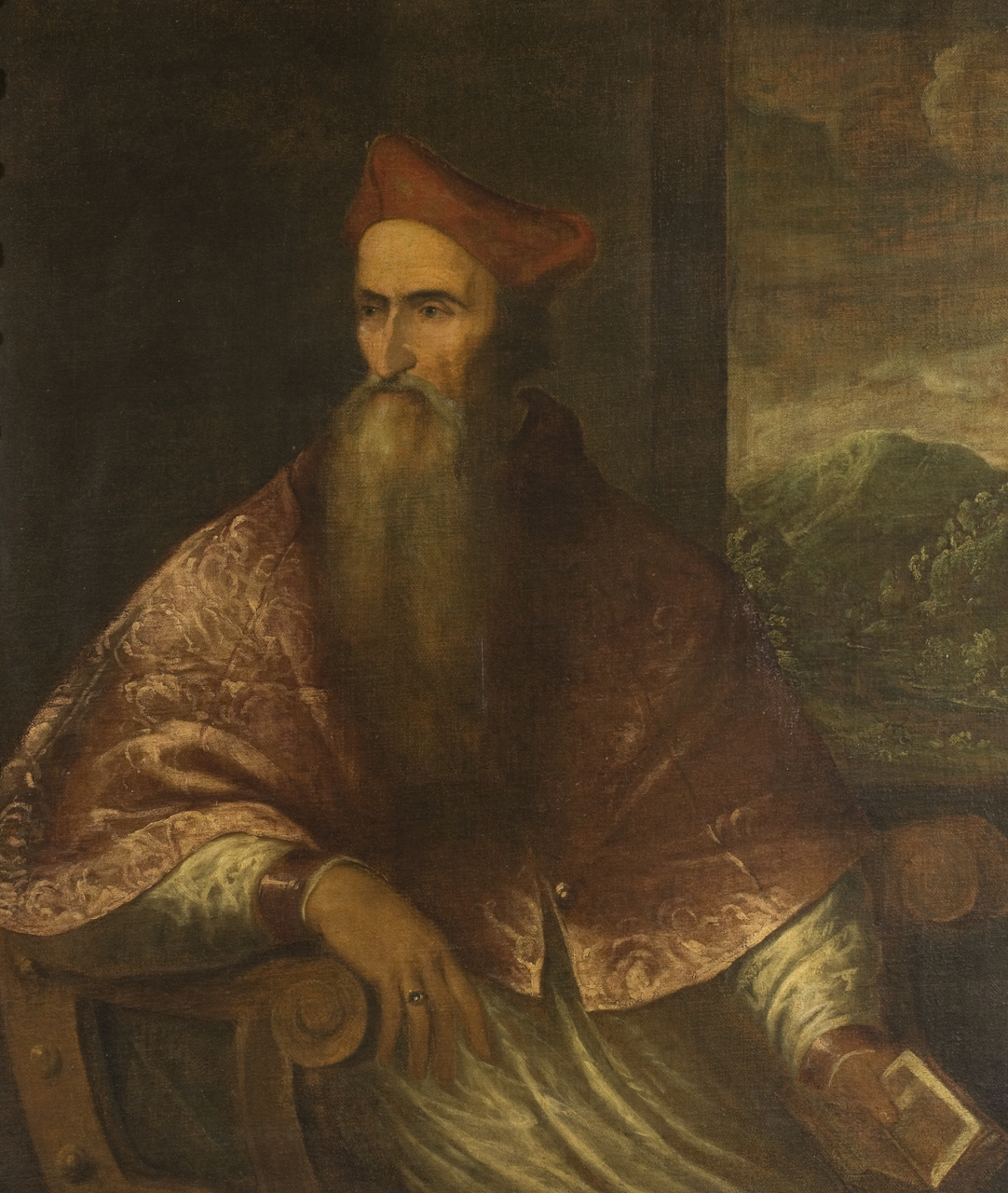
Le cardinal Pietro Bembo v. 1542, Naples
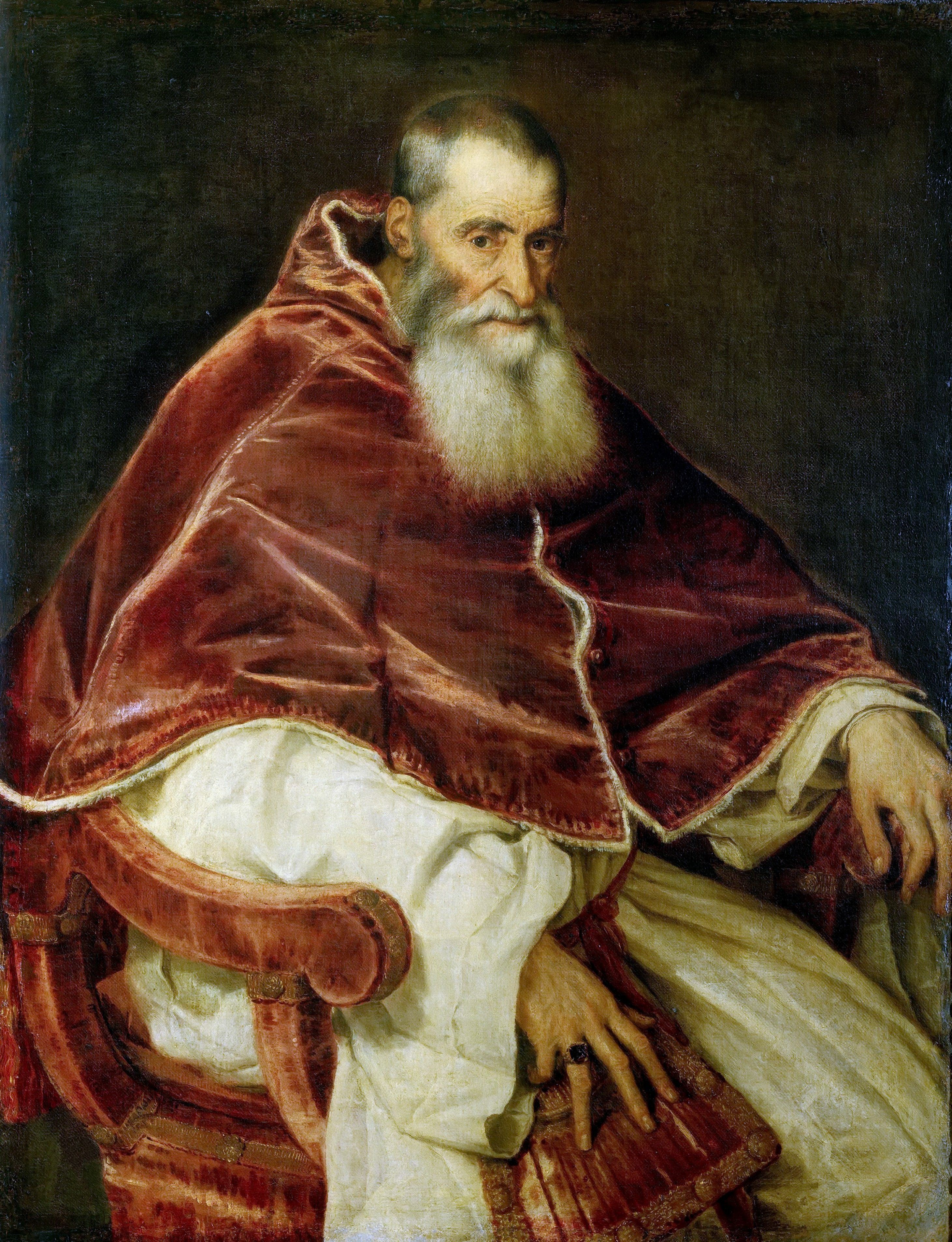
Paul III tête nue 1543, Naples
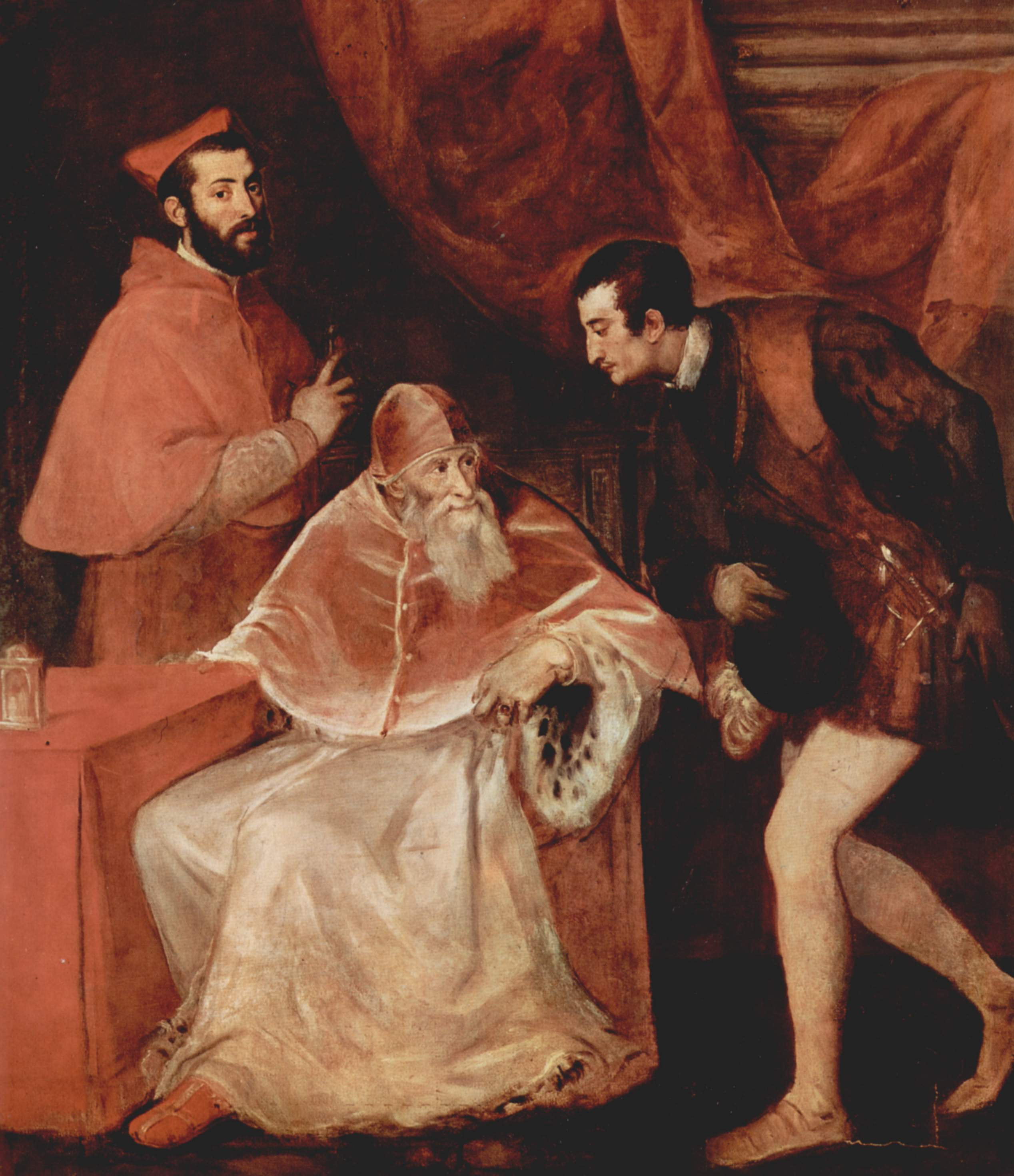
Paul III et neveux v. 1545, Naples
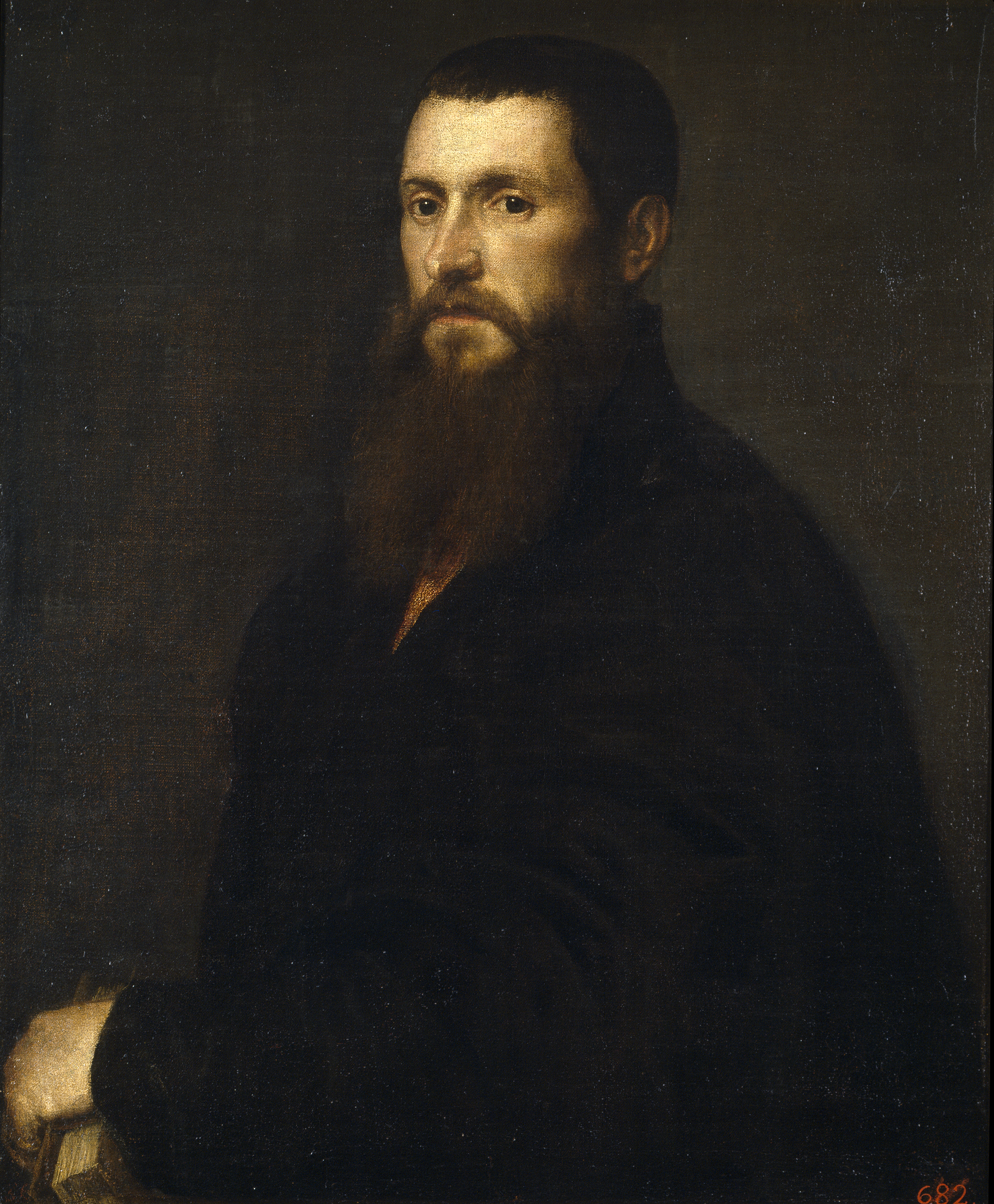
Daniele Barbaro v. 1545, musée du Prado, Madrid
Doge Andrea Gritti v. 1545, Washington

- Ecce Homo, 1543, toile, 242 × 361 cm, musée d'histoire de l'art de Vienne[61]. Commande du marchand flamand Giovanni d'Anna (Van Haanen) établi à Venise[62]
- La Famille Vendramin, 1543-1547, huile sur toile, 206 × 301 cm, National Gallery, Londres[63]
- Portrait de jeune fille, v. 1545, huile sur toile, 85 × 75 cm, musée Capodimonte, Naples[64]
- Danaé, vers 1545, musée Capodimonte, Naples
- Danaé, 1546-1553, huile sur toile, 120 × 187 cm, musée de l'Ermitage, Saint-Pétersbourg[55]. La troisième version a été réalisée dans la dernière période du Titien en 1564.
- Danaé, 1553, huile sur toile, 129 × 181 cm, musée du Prado, Madrid
- Vénus avec l'organiste et Cupidon, 1548, musée du Prado, Madrid
- Vénus avec l'organiste et un petit chien, v. 1550, huile sur toile, 138 × 222 cm, musée du Prado, Madrid

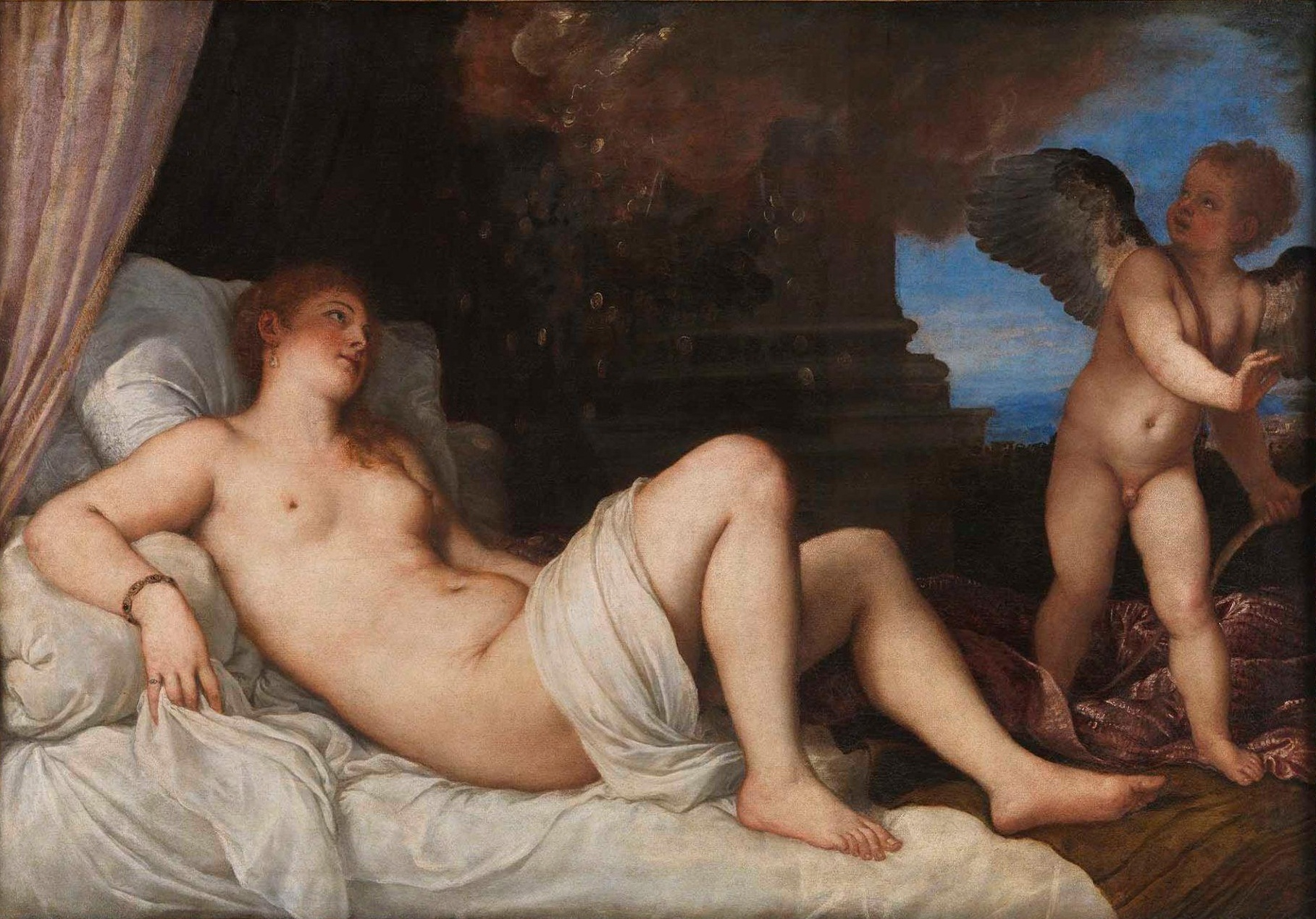
Danaé v. 1545, Naples
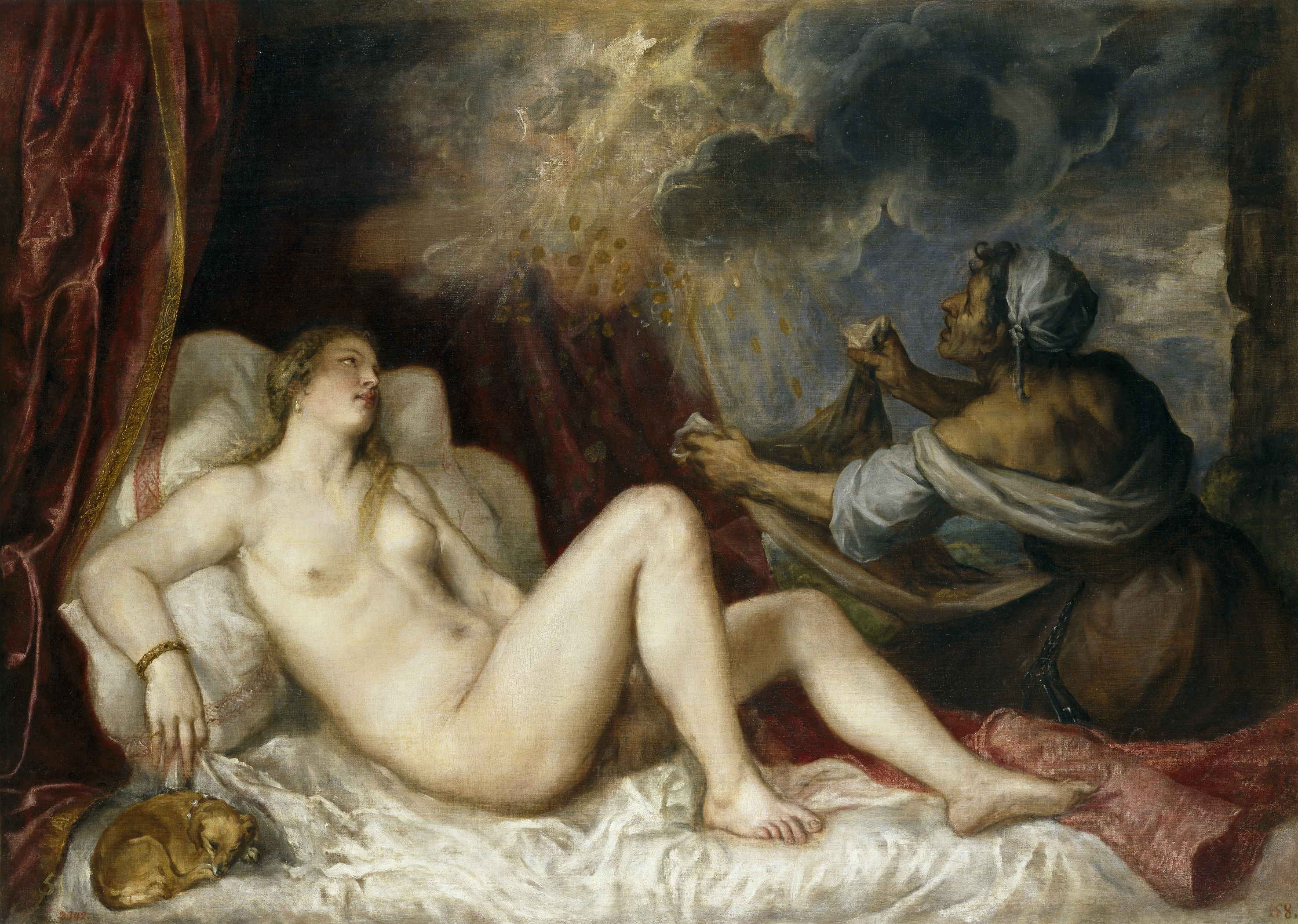
Danaé 1553, musée du Prado, Madrid
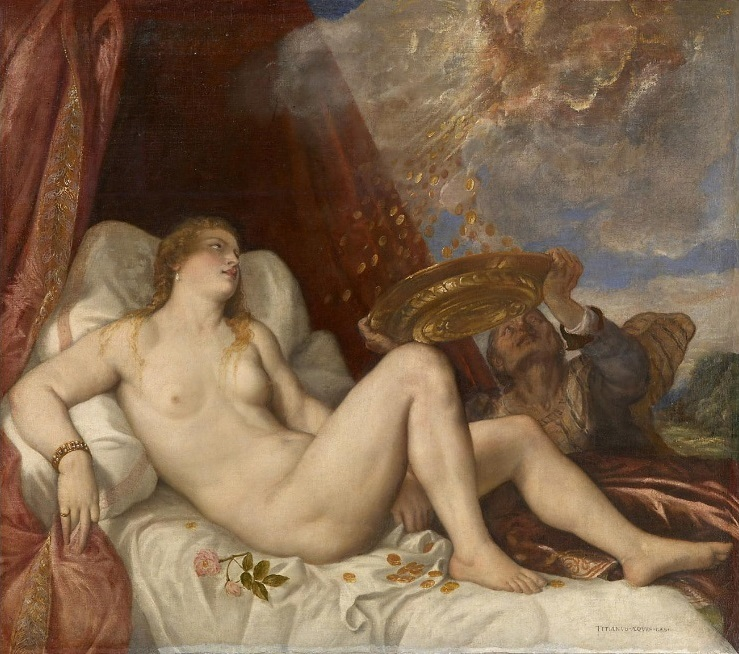
Danaé 1564, Vienne
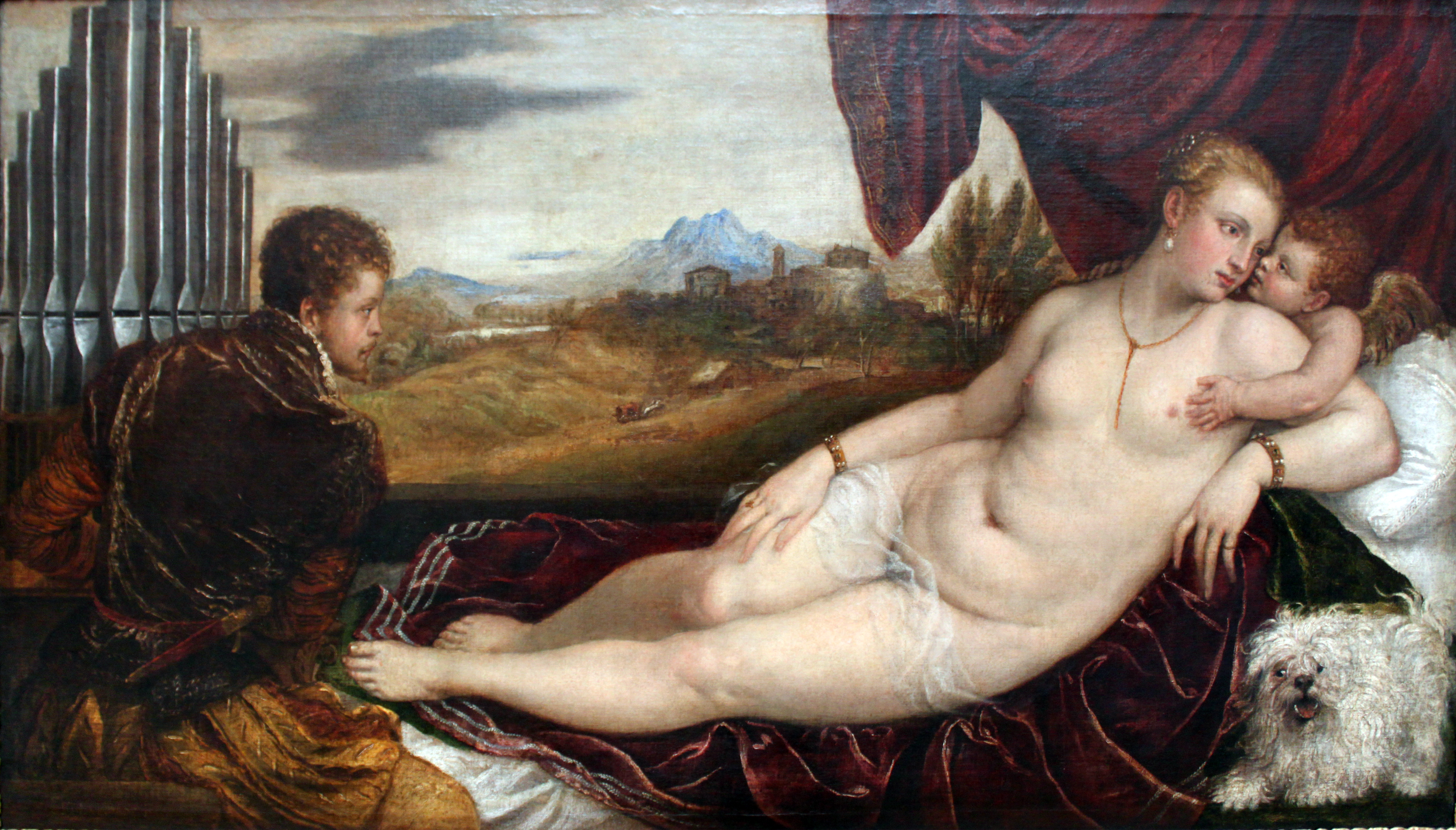
Vénus avec l'organiste et Cupidon 1548,musée du Prado, Madrid
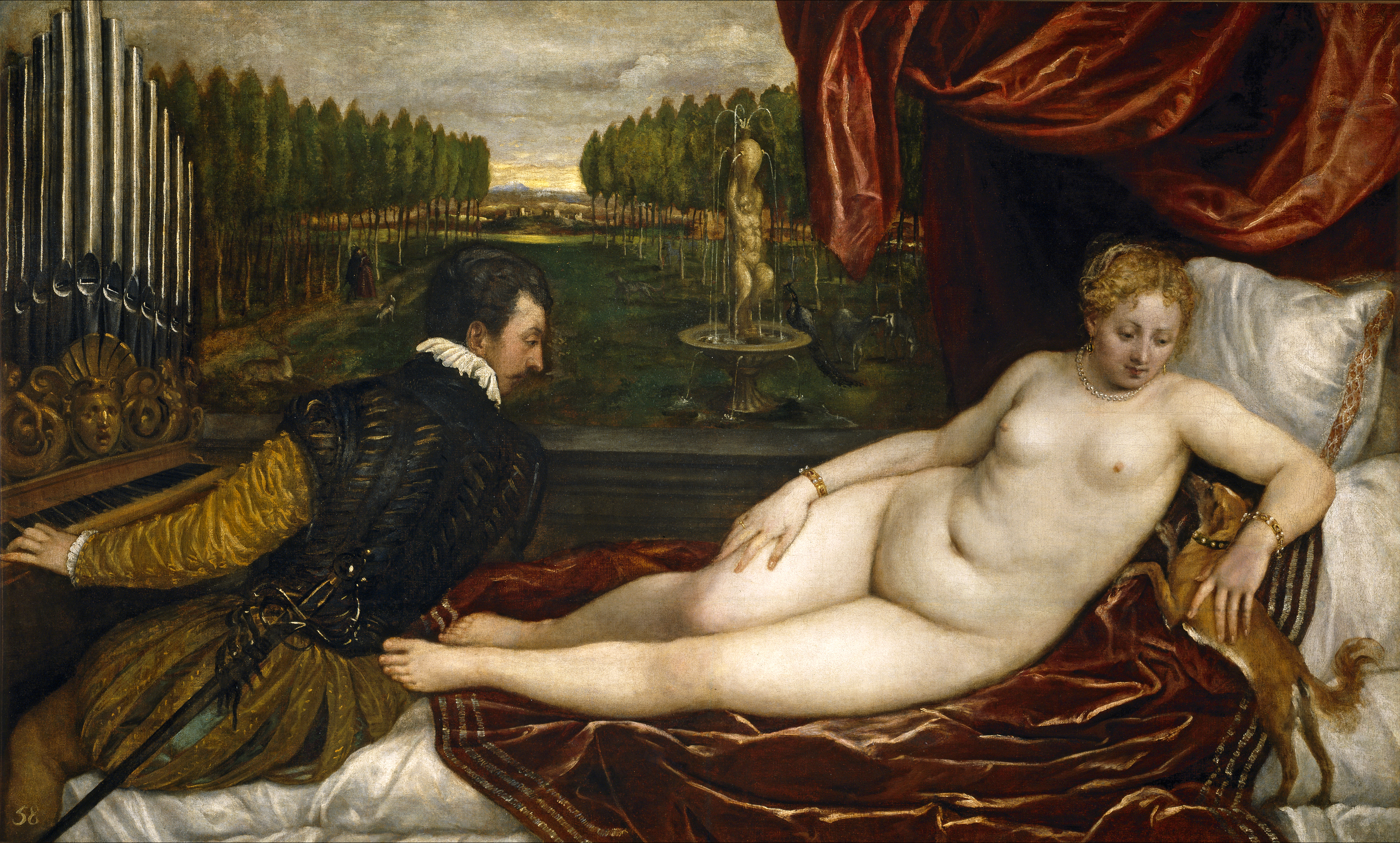
Vénus avec l'organiste et un petit chien v. 1550, musée du Prado, Madrid

- Ecce homo, 1548, musée du Prado, Madrid
- Portrait du cardinal Alexandre Farnèse, 1545-46, huile sur toile, 96 × 43 cm, musée Capodimonte, Naples
- Giulia da Varano, duchesse d'Urbin, 1545-1547, huile sur panneau, 113 × 87 cm, Palais Pitti, Florence[65]
- Portrait d'un gentilhomme dit Le gentilhomme anglais, 1545, huile sur toile, 111 × 96 cm, Galerie Palatine, palais Pitti, Florence
- Portrait de Pier Luigi Farnese, Duc de Parme en Armure, v. 1546, huile sur toile, 111 × 87 cm, musée Capodimonte, Naples[66]
- Portrait d'Isabelle de Portugal, 1548, musée du Prado, Madrid
- Le Châtiment de Sisyphe, 1548-1549, huile sur toile, 237 × 216 cm, musée du Prado, Madrid
- Le Châtiment de Tityus, 1548-1549, huile sur toile, 253 × 217 cm, musée du Prado, Madrid
- Portrait de l'Arétin, 1545, huile sur toile, 97 × 78 cm, Galerie Palatine, palais Pitti, Florence[67]
- Pietro Aretino, 1548-1551, huile sur toile, 102 × 86 cm, Frick Collection, New York. un des trois fait par Titien de son ami l'Arétin
- Charles Quint à la bataille de Muehlberg (allégorie), 1549, musée du Prado, Madrid
- L'Aumône de saint Jean, 1549-1550, toile, 229 × 156 cm, église Saint-Jean-l'Aumônier, Venise[58]
- Philippe II d'Espagne, 1545-1556, 93 × 107 cm, musée d'art de Cincinnati[68]
- Philippe II d'Espagne, 1549-1550, huile sur toile, 103 × 82 cm, musée du Prado, Madrid
- Portrait d'une femme et sa fille, v. 1550, Collection privée, vente Londres 2005
- Adam et Ève, v. 1550, huile sur toile, 240 × 186 cm, musée du Prado, Madrid
- Portrait de Philippe II d'Espagne, v. 1550, Galerie Palatine, Palais Pitti, Florence[69]
- Portrait du grand électeur Jean-Frédéric de Saxe, v. 1550, huile sur toile, 103 × 83 cm, musée d'histoire de l'art de Vienne[70]
- Salomé avec la tête de saint Jean Baptiste, v. 1550, huile sur toile, 87 × 80 cm, musée du Prado, Madrid
- Un moine avec un livre, v. 1550, huile sur toile, 84 × 74 cm, National Gallery of Victoria, Melbourne
- Un chevalier de Malte avec une horloge, v. 1550, huile sur toile, 122 × 101 cm, musée du Prado, Madrid[71]

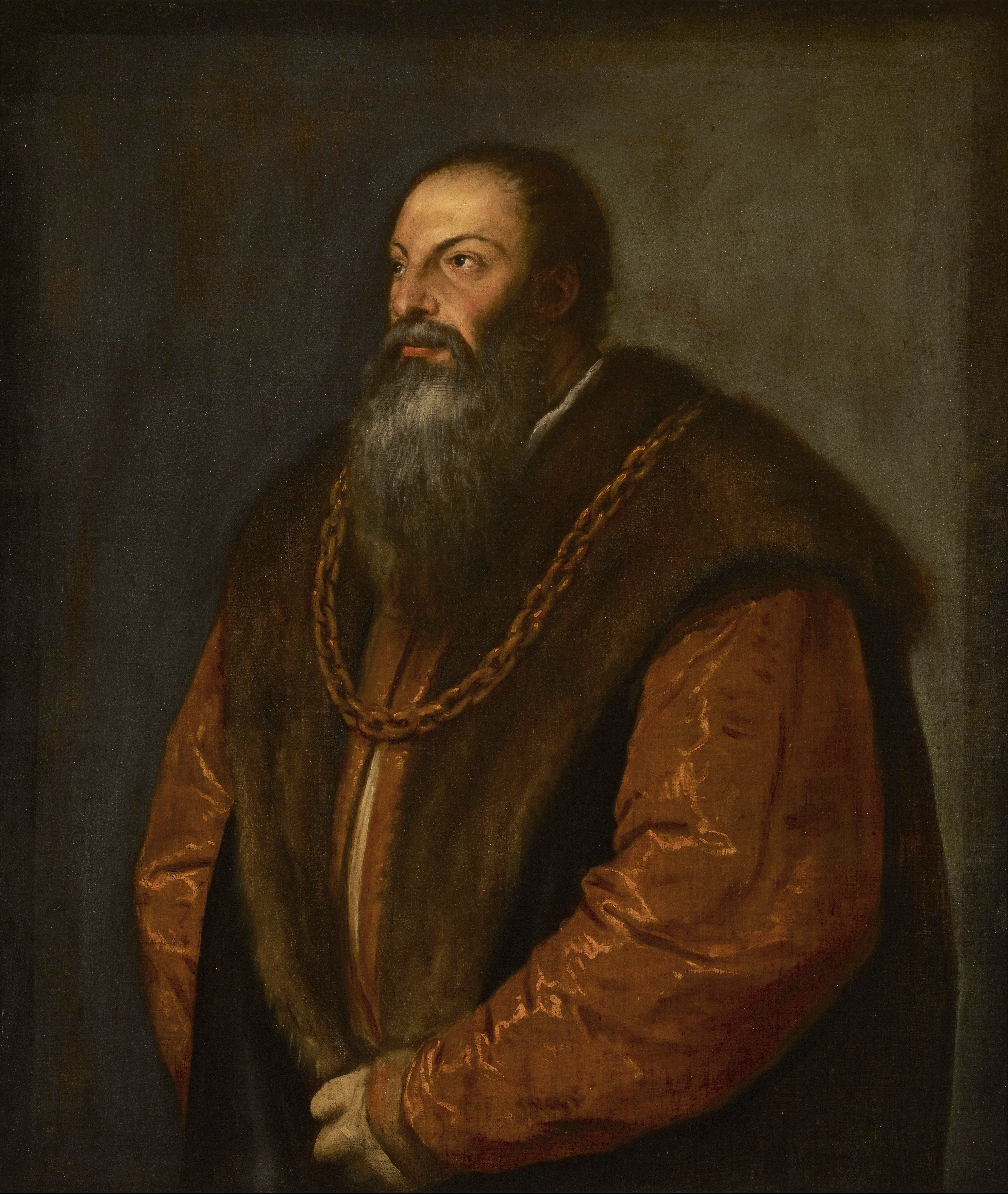
L'Aretin, 1548-1551 Frick collection
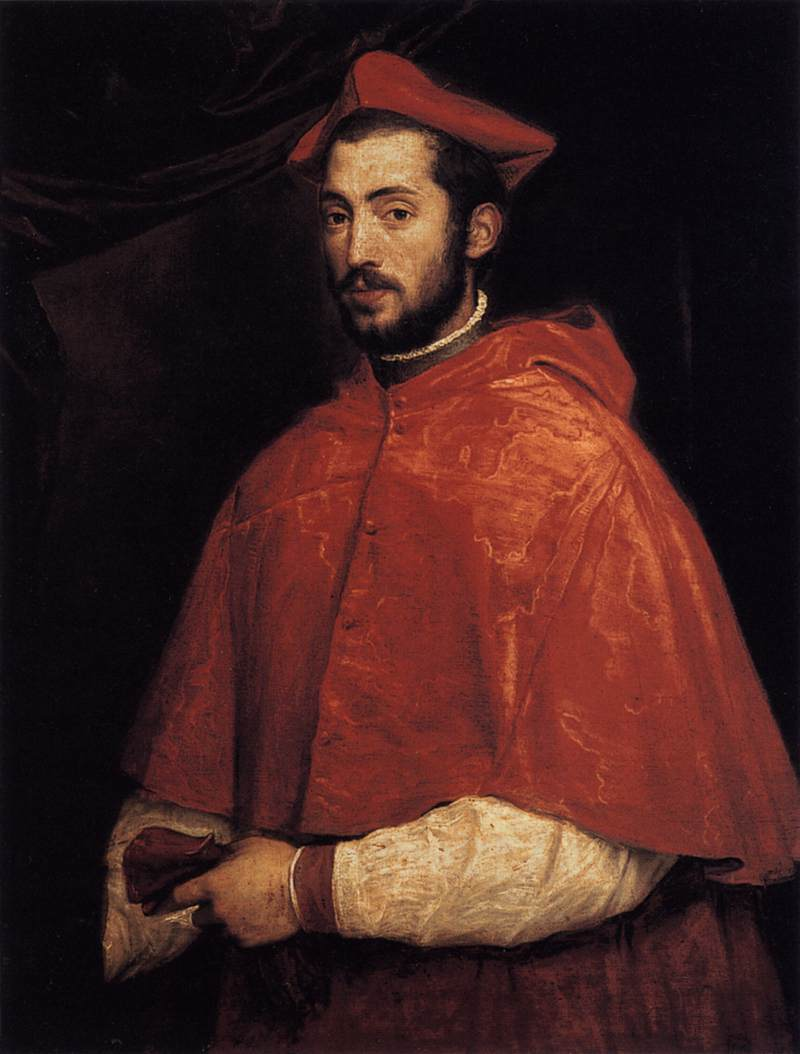
Cardinal Farnese 1545-1546, Naples
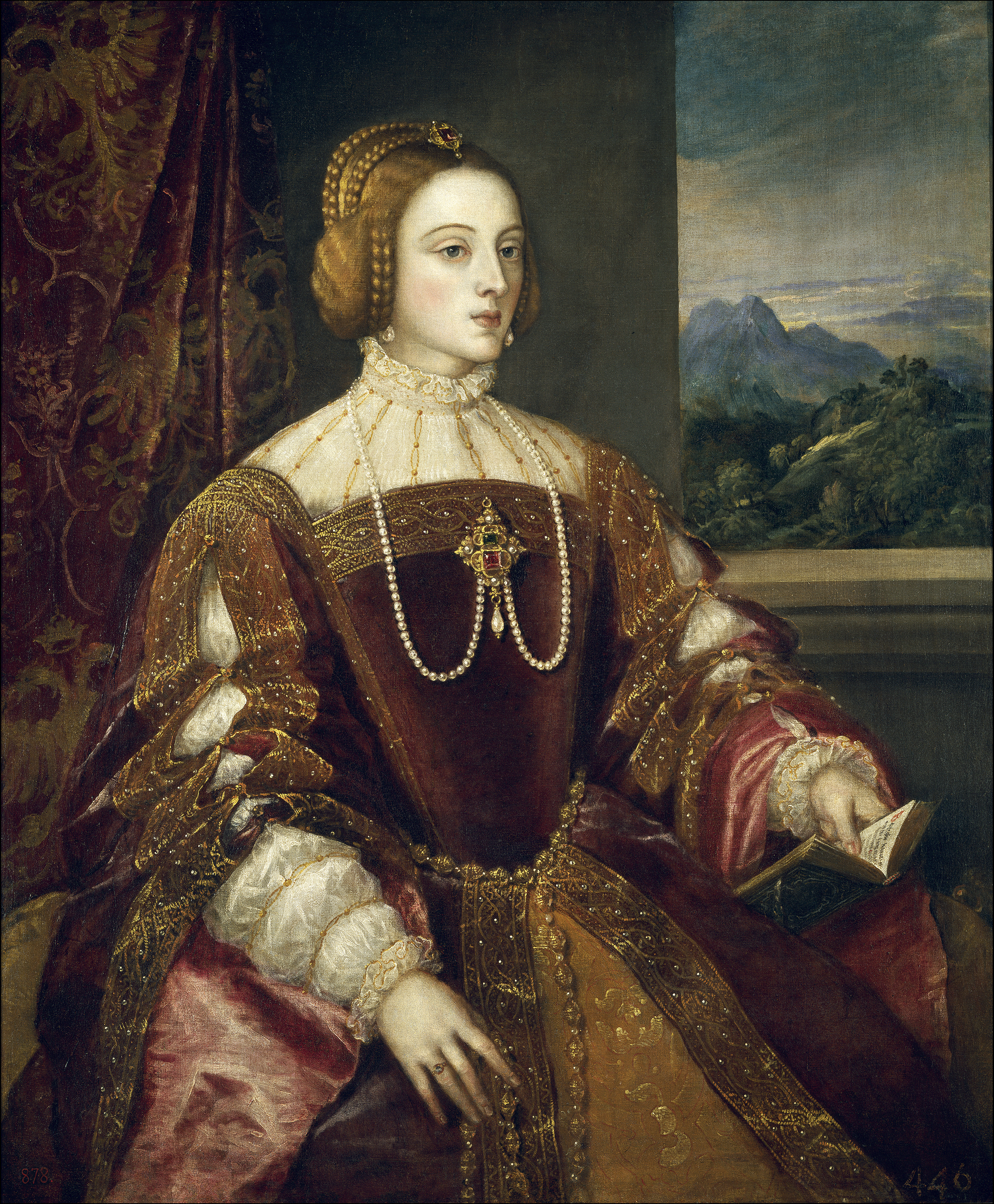
Isabelle de Portugal 1548, musée du Prado, Madrid
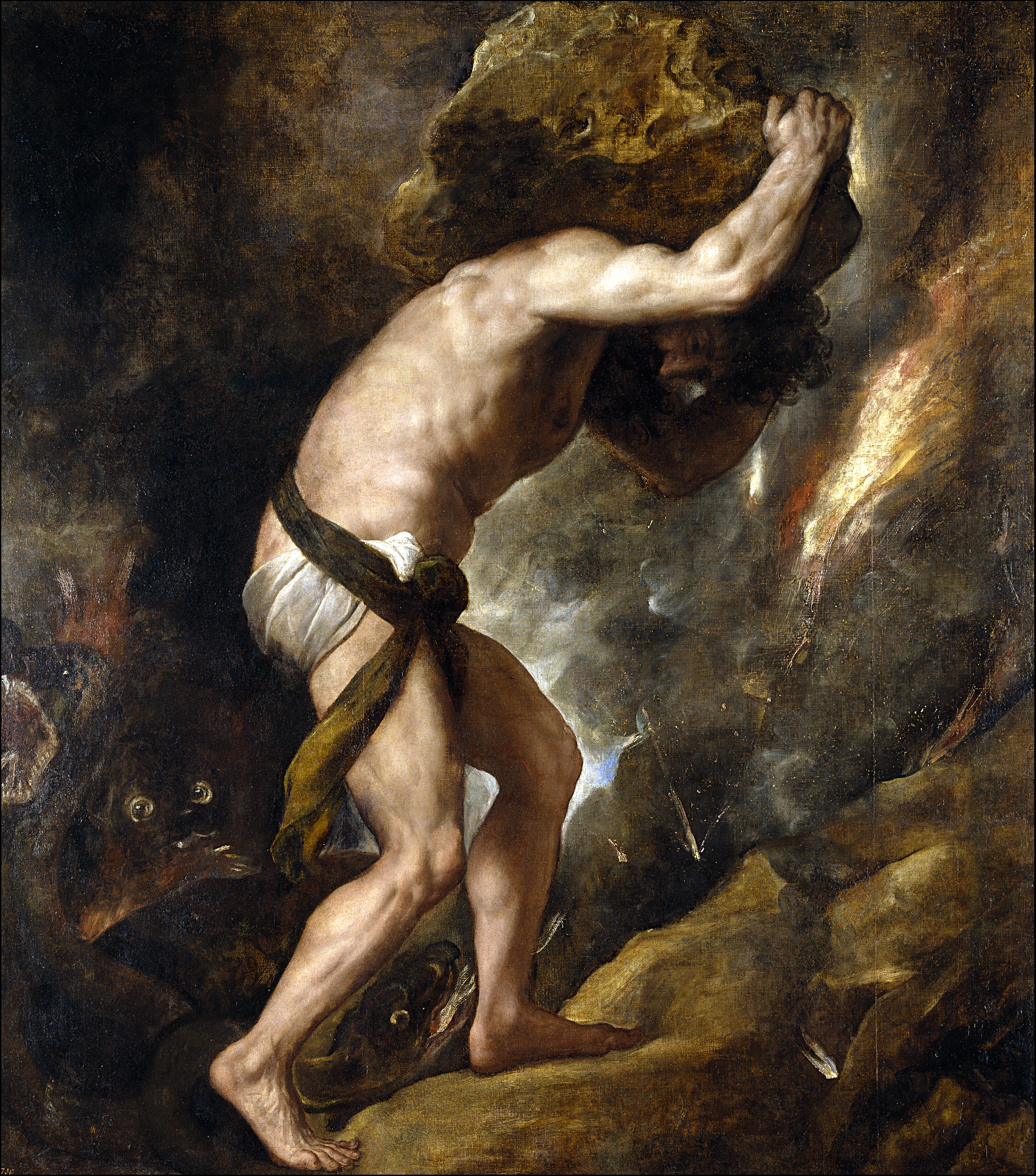
Sisyphe 1548-1549, musée du Prado, Madrid
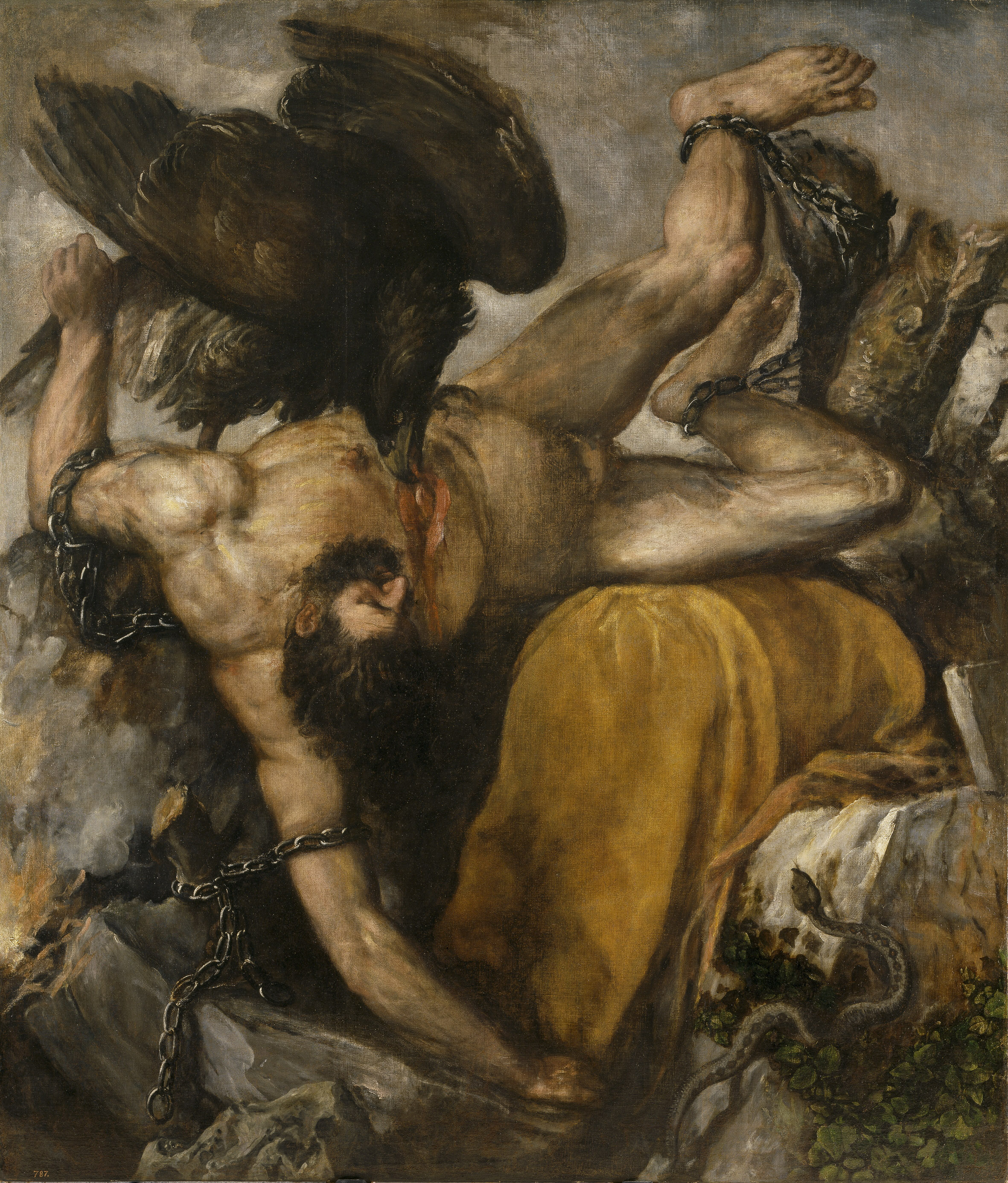
Tityus 1548-1549, musée du Prado, Madrid
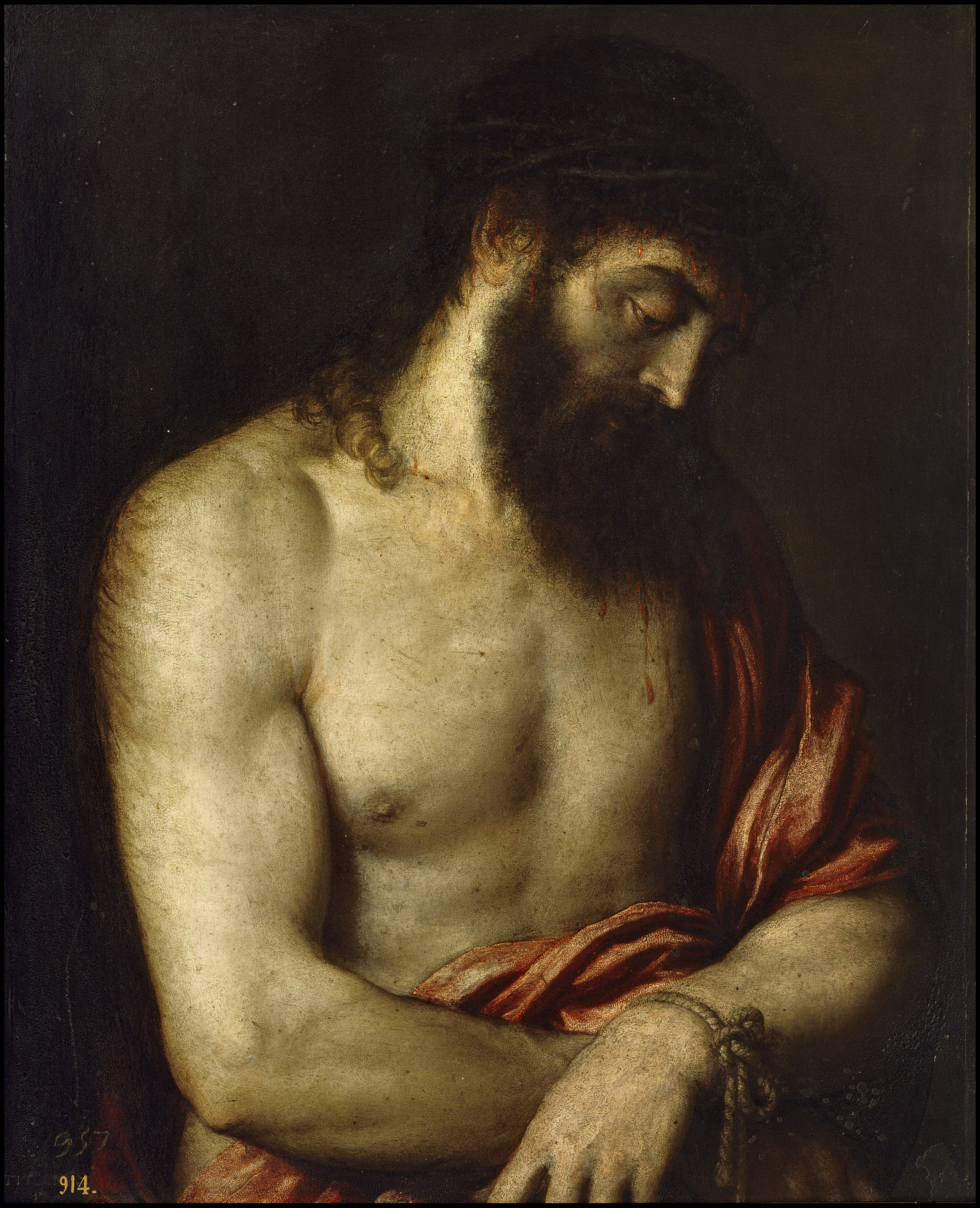
Ecce Homo 1548, musée du Prado, Madrid
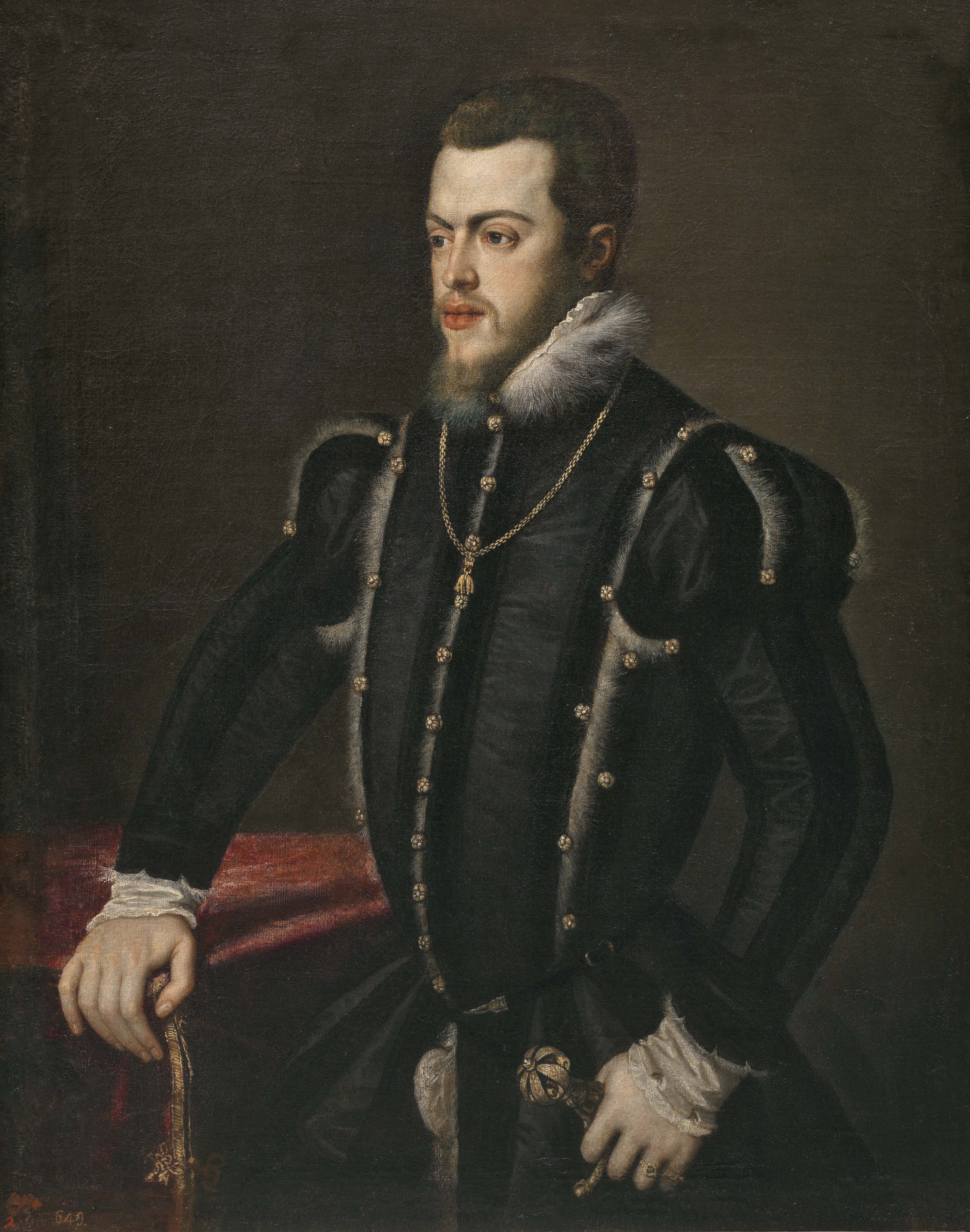
Philippe II d'Espagne 1549-1550, musée du Prado, Madrid
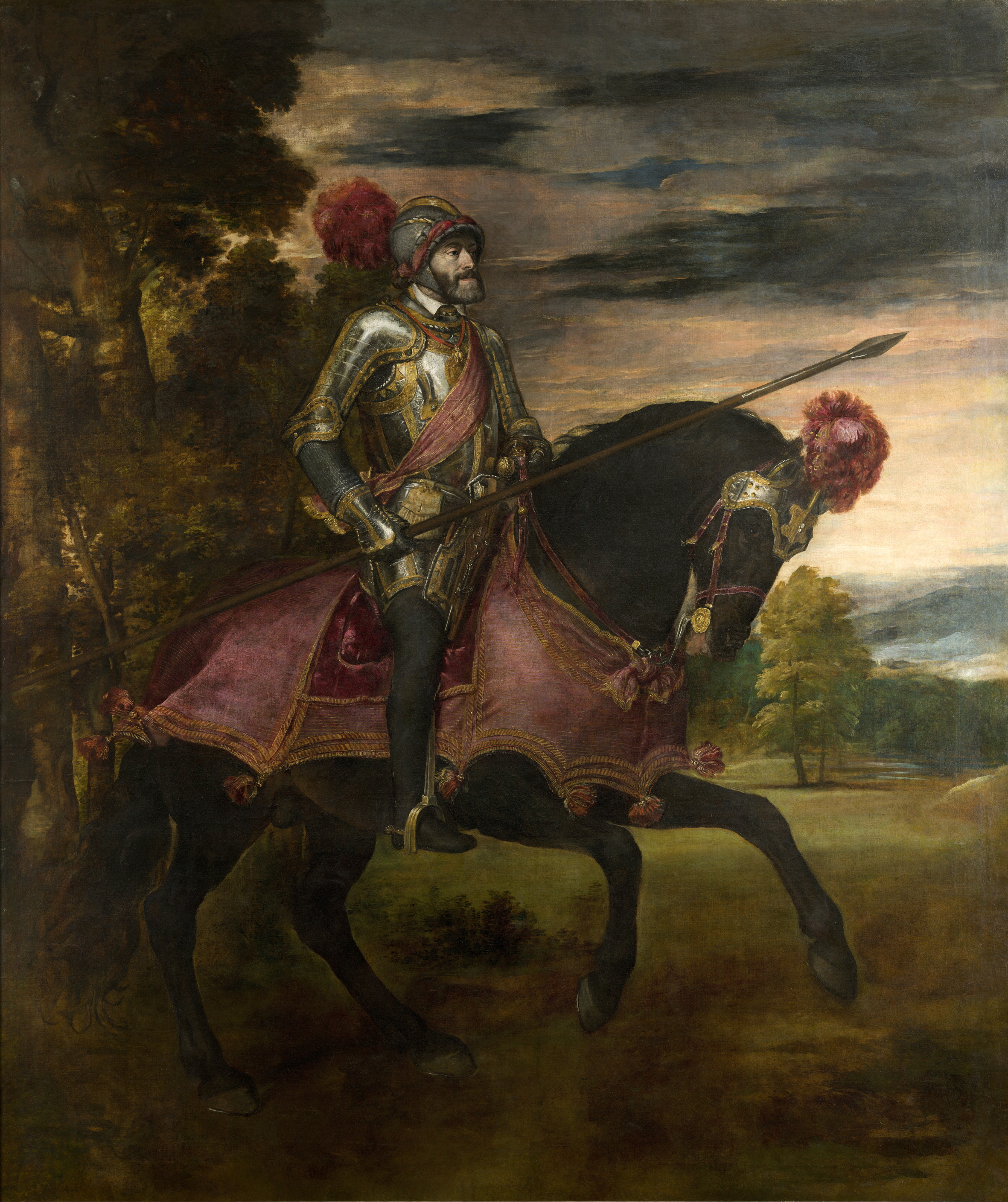
Charles V à Muelhberg 1549, musée du Prado, Madrid
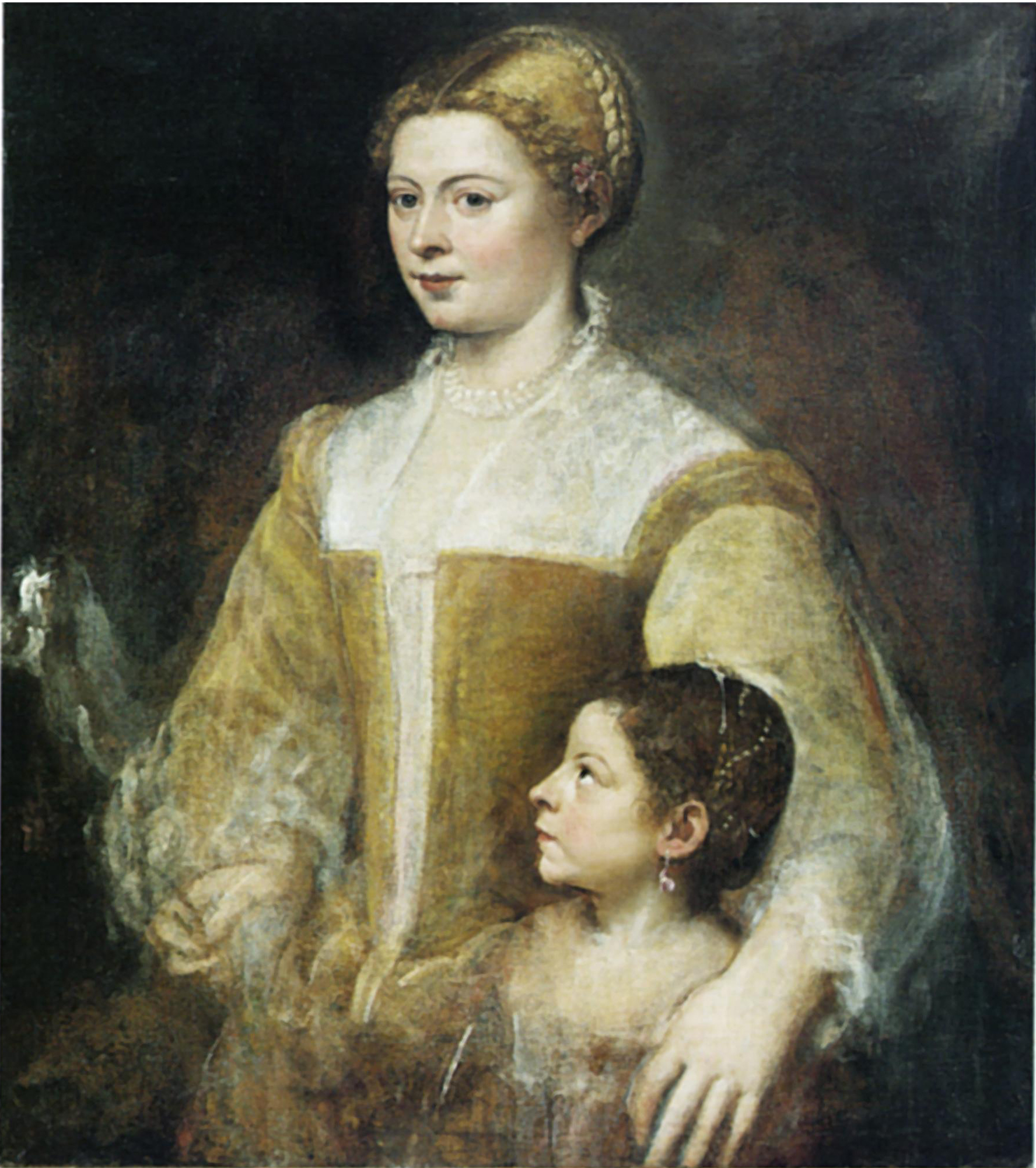
Dame et sa fille v. 1550, vente 2005
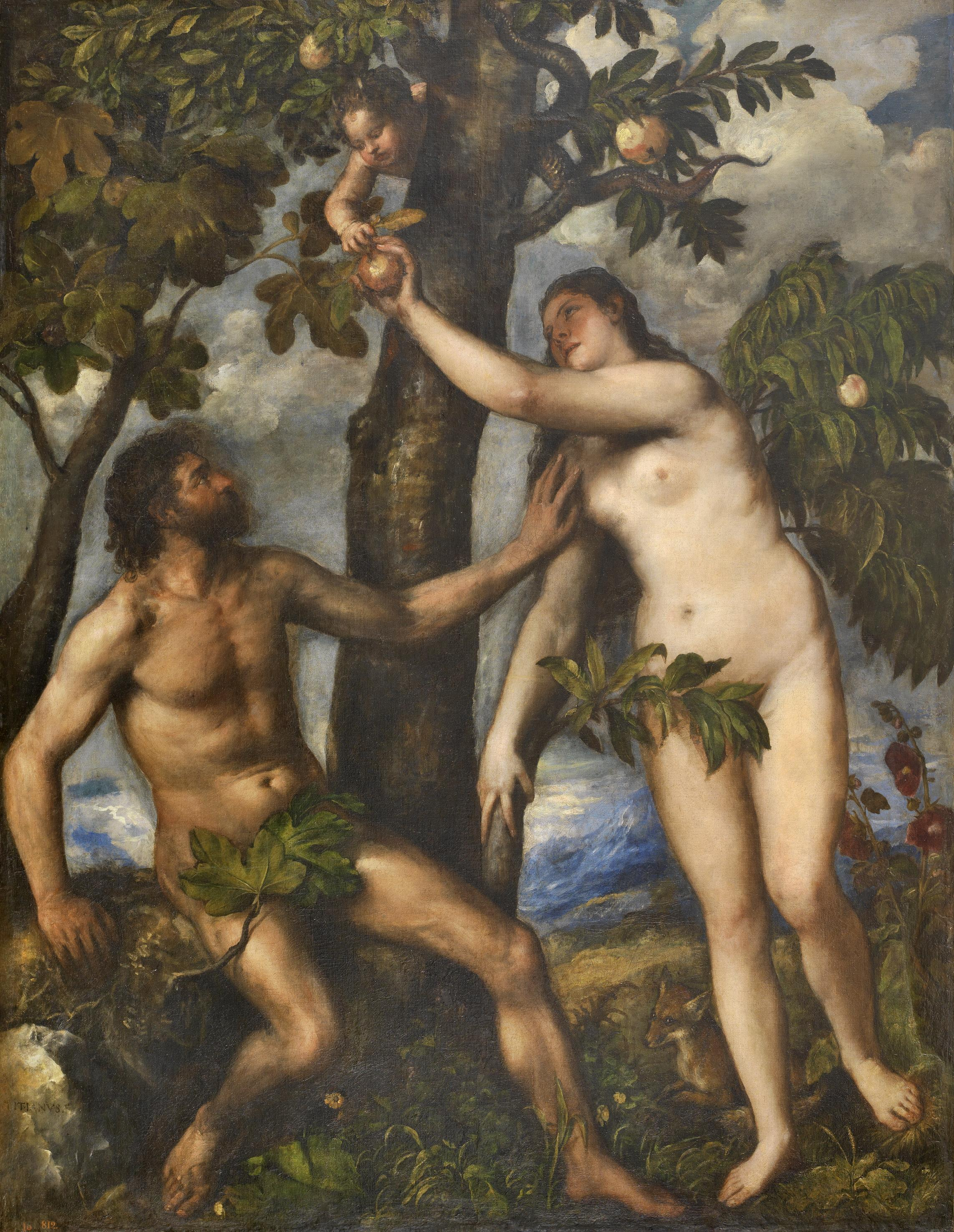
Adam et Eve v. 1550, musée du Prado, Madrid
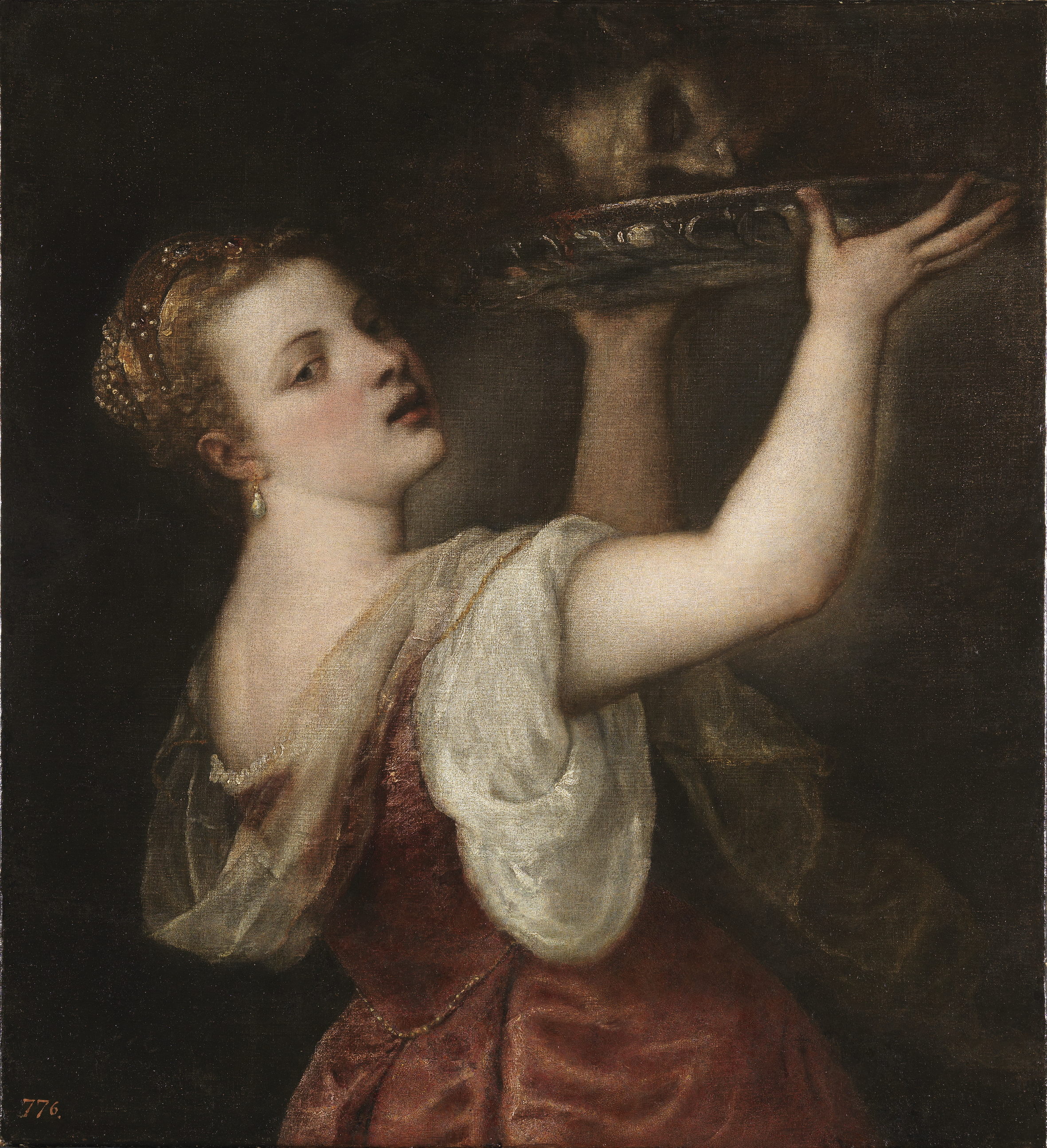
Salomé v. 1550, musée du Prado, Madrid
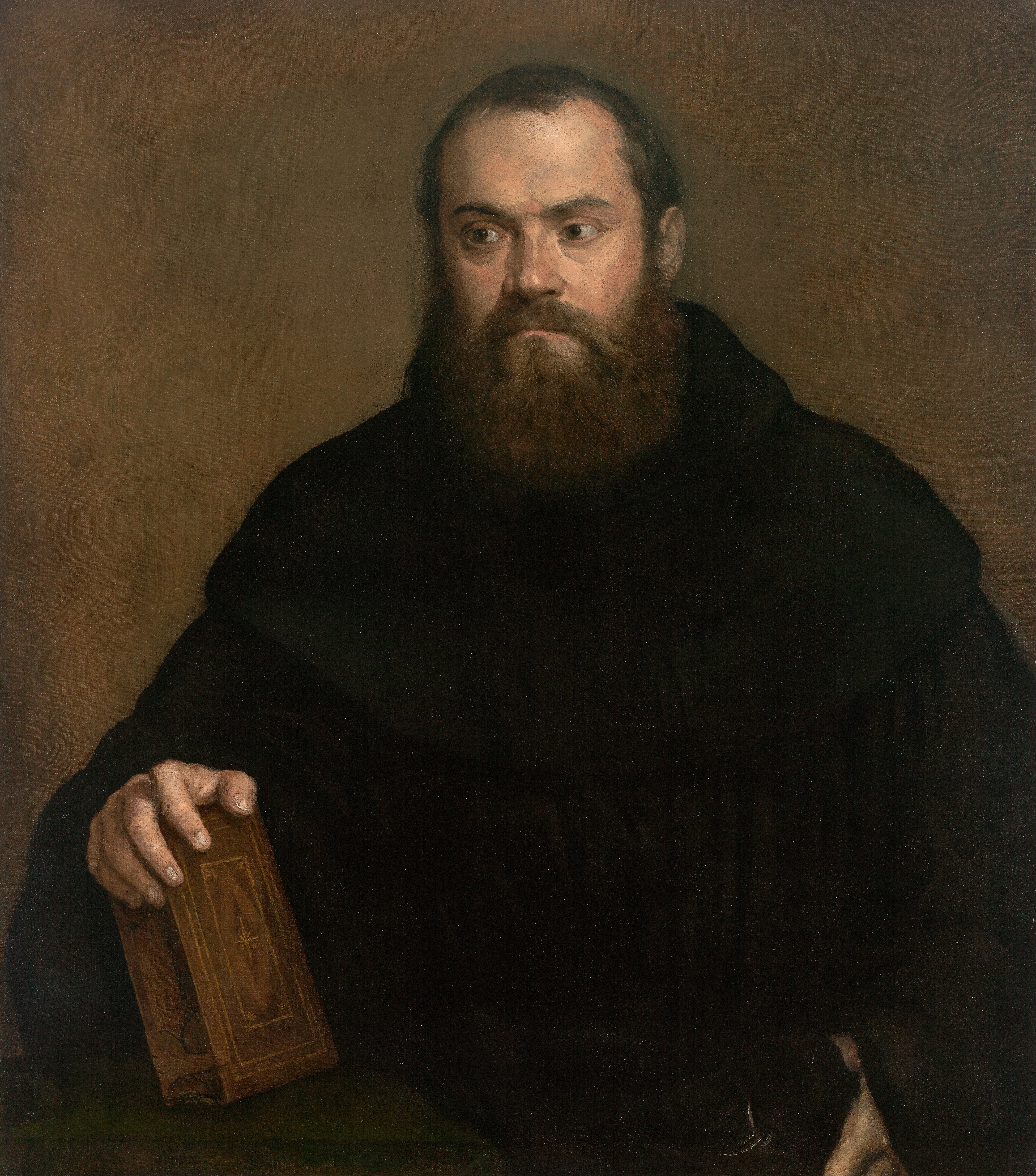
Moine v. 1550, Melbourne

### La Dernière période
- Marie Madeleine, 1550-1560, huile sur toile, 128 × 103 cm, musée Capodimonte, Naples
- Madeleine pénitente, 1555-1565, huile sur toile, 107 × 93 cm, J. Paul Getty Museum, Los Angeles
- Portrait d'un commandant en chef, 1550-1555, huile sur toile, 229 × 155 cm, Château Wilhelmshöhe, Cassel[72]
- Portrait de Philipe II d'Espagne (1527-1598), 1551, huile sur toile, 193 × 111 cm, musée du Prado, Madrid[73]
- Portrait du Cardinal Cristoforo Madruzzo, 1552, huile sur toile, 210 × 109 cm, musée d'Art de São Paulo
- L'Adoration de la Sainte Trinité, 1552-1554, peinture sur toile, 346 × 240 cm, musée du Prado, Madrid
- Danaé recevant la pluie d'or, 1553, huile sur toile, 130 × 181 cm, musée du Prado, Madrid
- Le Christ, un jardinier, 1553, huile sur toile, 68 × 62 cm, musée du Prado, Madrid
- Mater Dolorosa , 1554, huile sur toile, 68 × 61 cm, musée du Prado, Madrid
- Vénus au miroir, 1554-1555, National Gallery, Washington
- Portrait du doge Francesco Venier, 1554-1556, huile sur toile, 113 × 99 cm, musée Thyssen-Bornemisza, Madrid[74]
- Mater dolorosa mains ouvertes, 1555, huile sur toile, 68 × 53 cm, musée du Prado

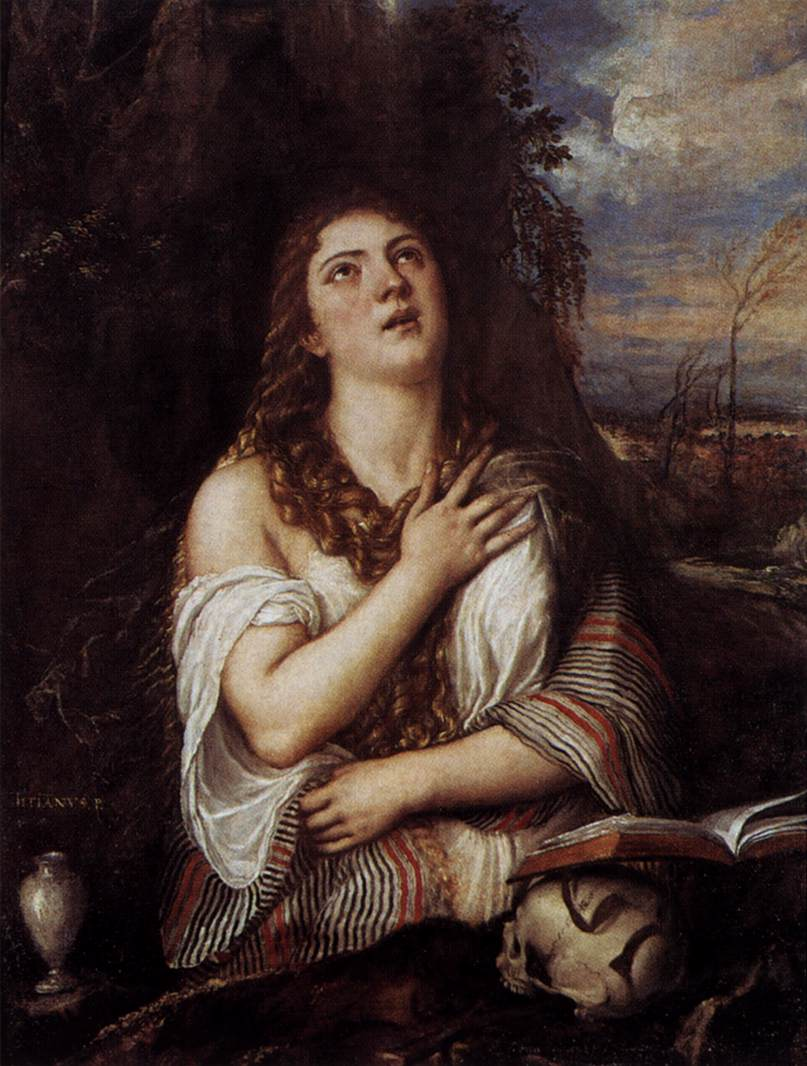
Marie-Madeleine 1550-1560, Naples
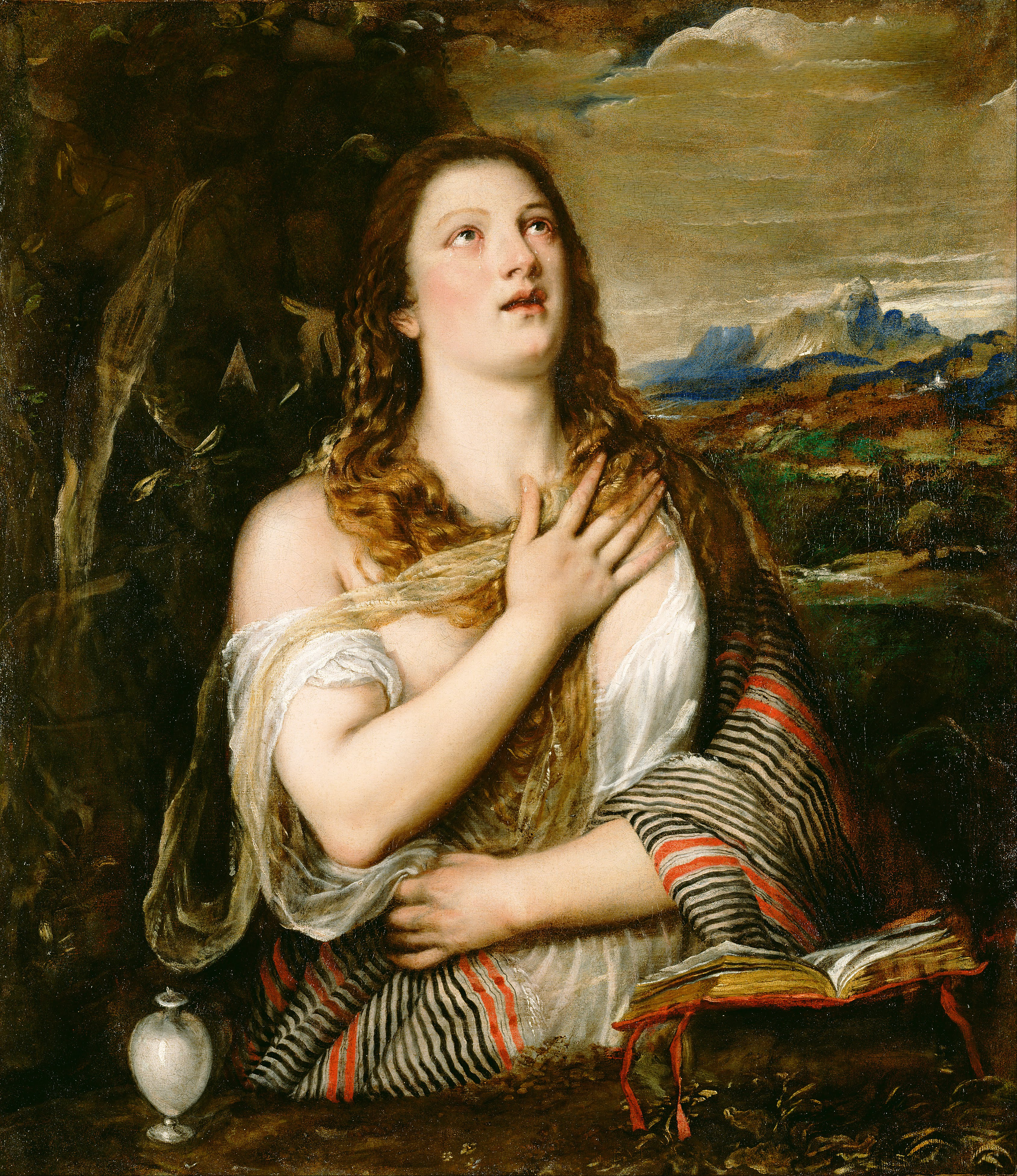
Madeleine pénitente 1555-1565, Getty
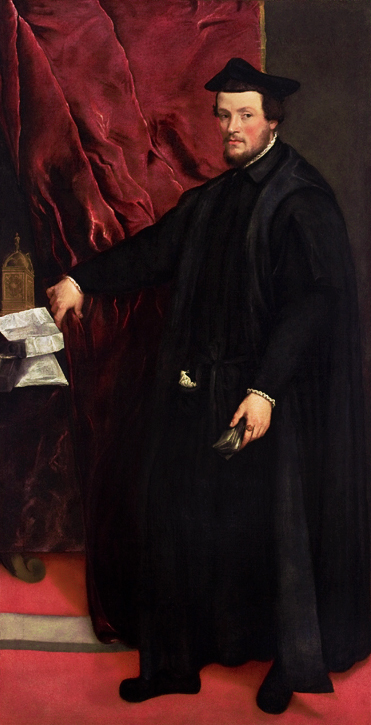
Cristoforo Madruzzo 1552, Sao Paulo
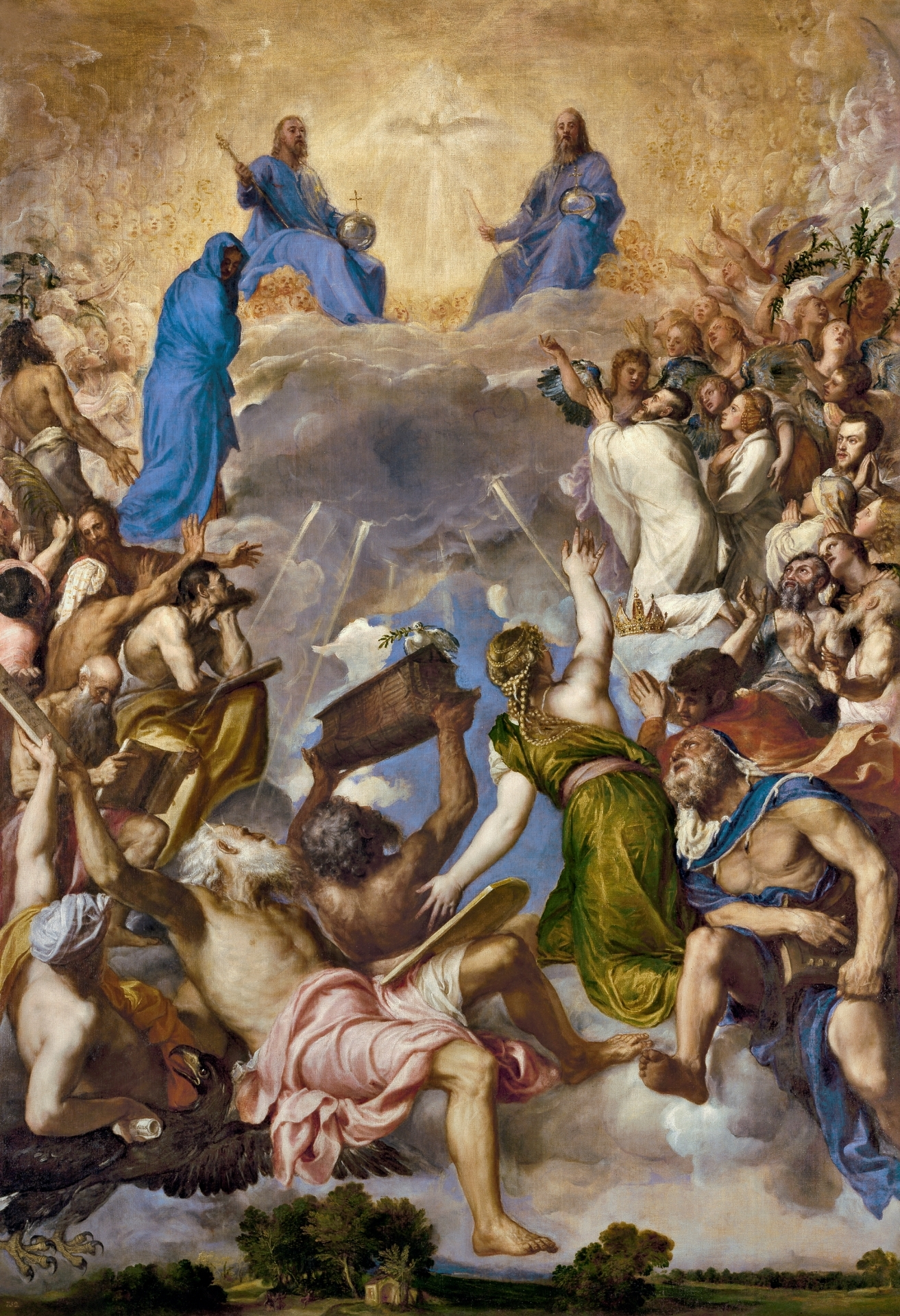
La Trinité 1552-1554, musée du Prado, Madrid
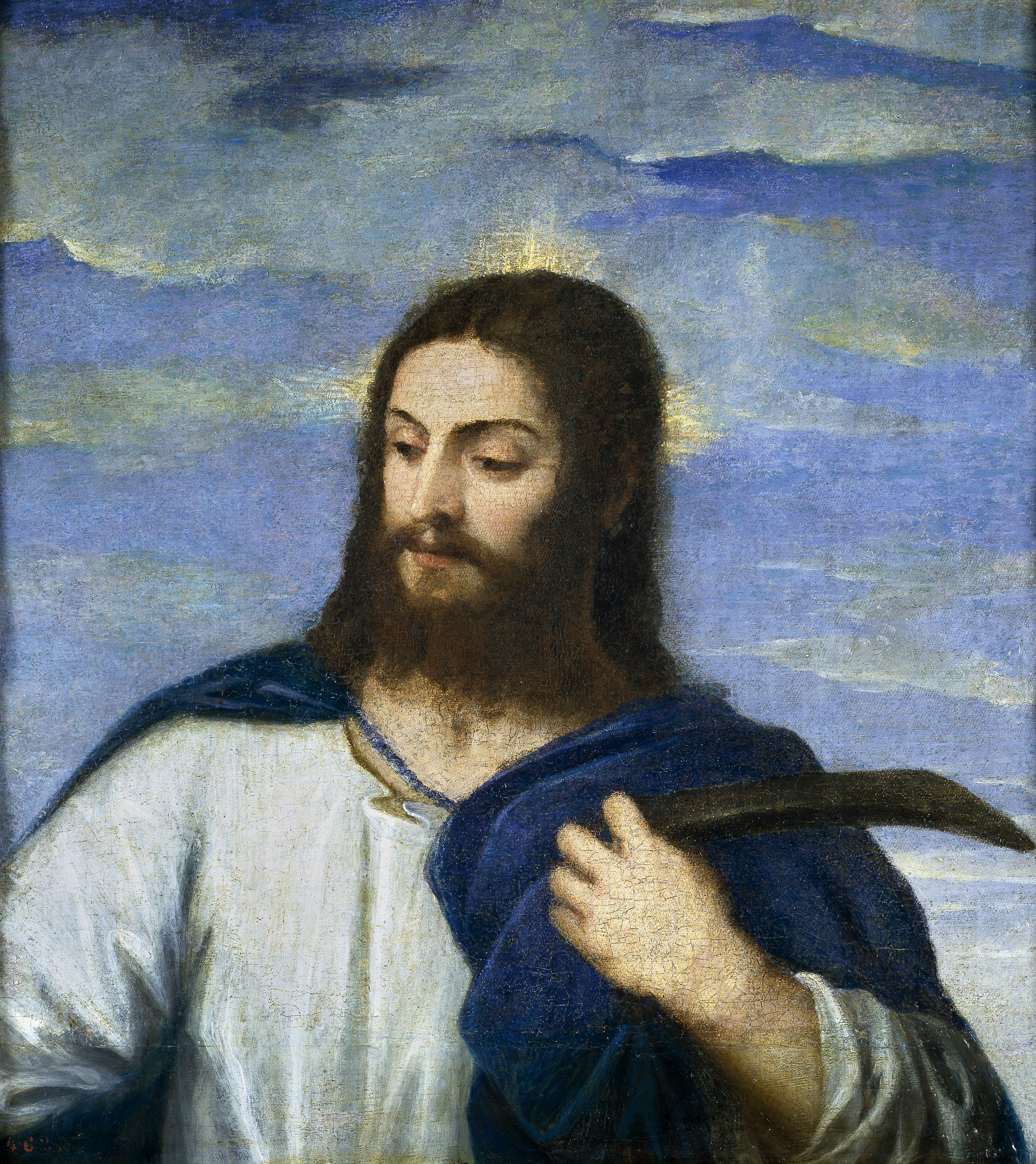
Le Christ et un jardinier 1553, musée du Prado, Madrid
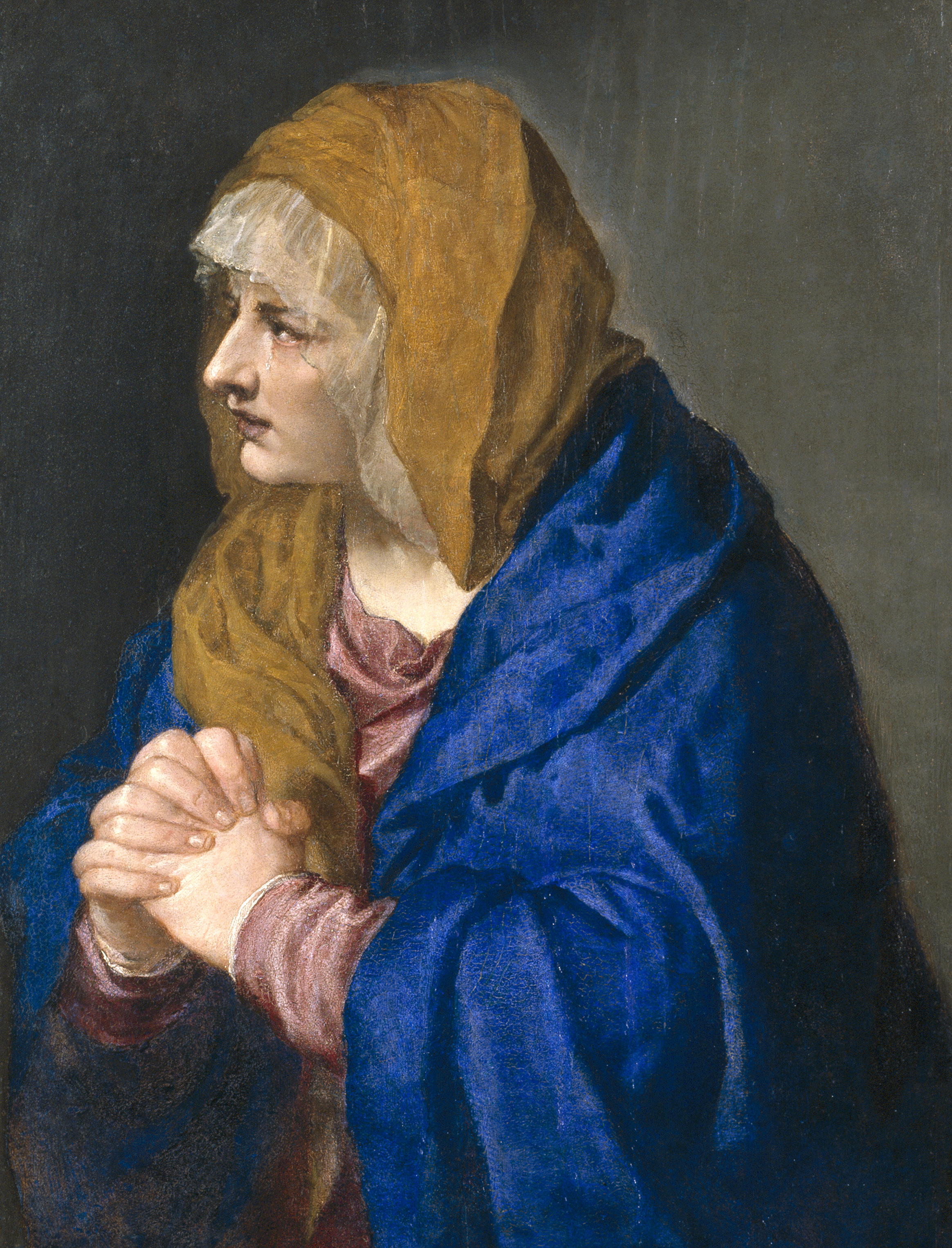
Mater Dolorosa 1554, musée du Prado, Madrid
Mater dolorosa aux mains ouvertes 1555, musée du Prado, Madrid

- Portrait d'une dame, v. 1555, huile sur toile, National Gallery of Art, Washington
- Portrait de dame, v. 1555, huile sur toile, 102 × 86 cm, Gemäldegalerie Alte Meister, Dresde
- Autoportrait, 1555-1562, huile sur toile, Gemäldegalerie, Berlin
- Annonciation, v. 1557, huile sur toile, 280 × 193 cm, musée Capodimonte, Naples
- Le Martyre de saint Laurent, 1557-1559, toile, 493 × 277 cm, église dei Gesuiti, Venise. Provient de l'église détruite dei Crociferi[58]
- Portrait de Fabrizio Salvaresio, 1558, huile sur toile, 112 × 88 cm, musée d'histoire de l'art de Vienne[75]
- Portrait du Cardinal Filippo Archinto, 1558, huile sur toile, 115 × 88 cm, musée d'art de Philadelphie
- L'argent du Tribut, 1560-1568 peut-être commencé en 1540, huile sur toile, 112 × 103 cm, National Gallery, Londres
- La Sagesse, v. 1560, huile sur toile, 177 × 177 cm, Libreria Marciana, Venise
- L'Homme à l'hermine, v. 1560, toile, 116 × 89 cm, musée d'histoire de l'art de Vienne

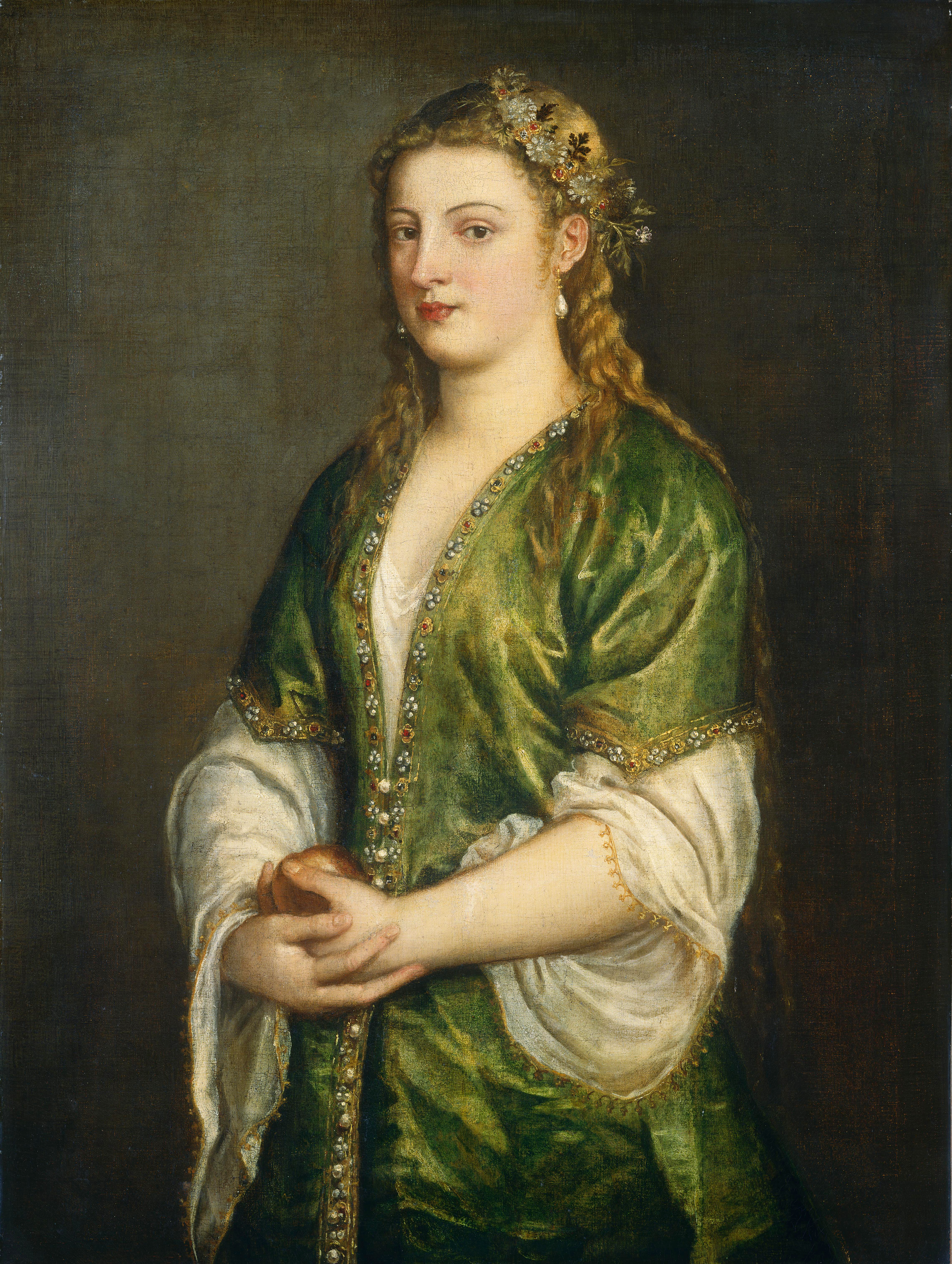
Portrait d'une dame, v. 1555 Washington
Portrait de dame v. 1555, Dresde
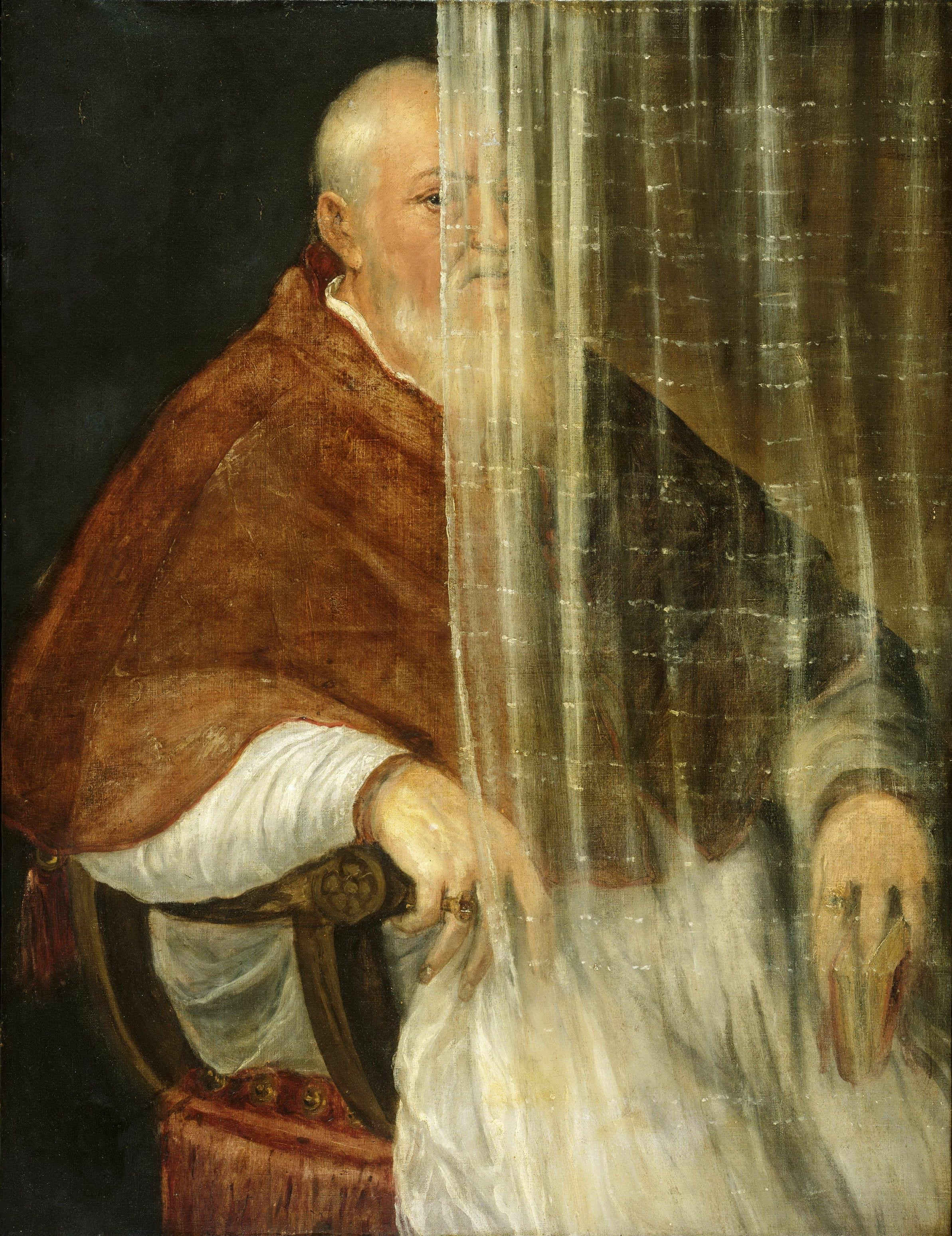
Filippo Archinto 1558, Philadelphie
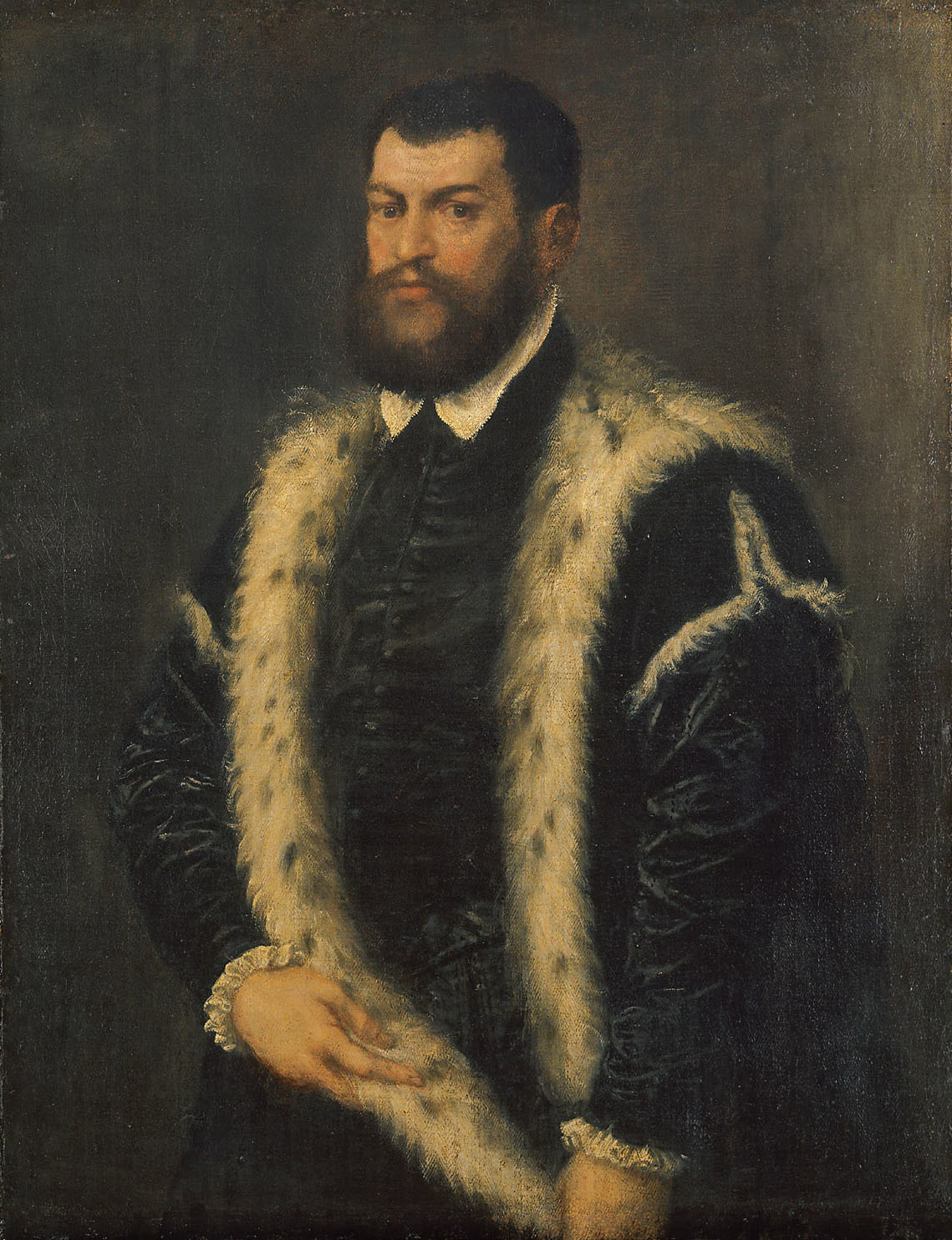
L'Homme à l'hermine v. 1560, Vienne
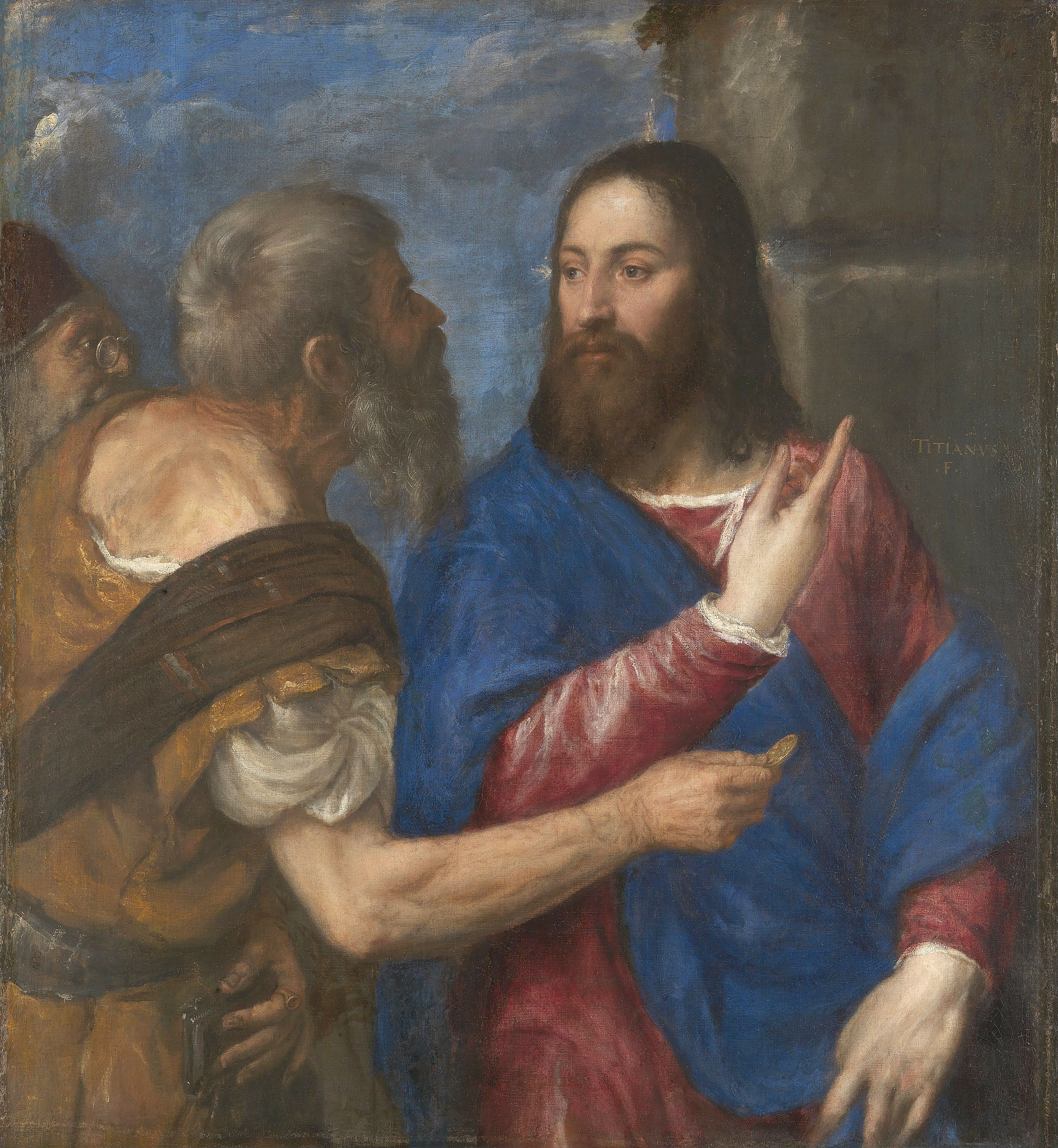
L'argent du Tribut 1560-1568, Londres
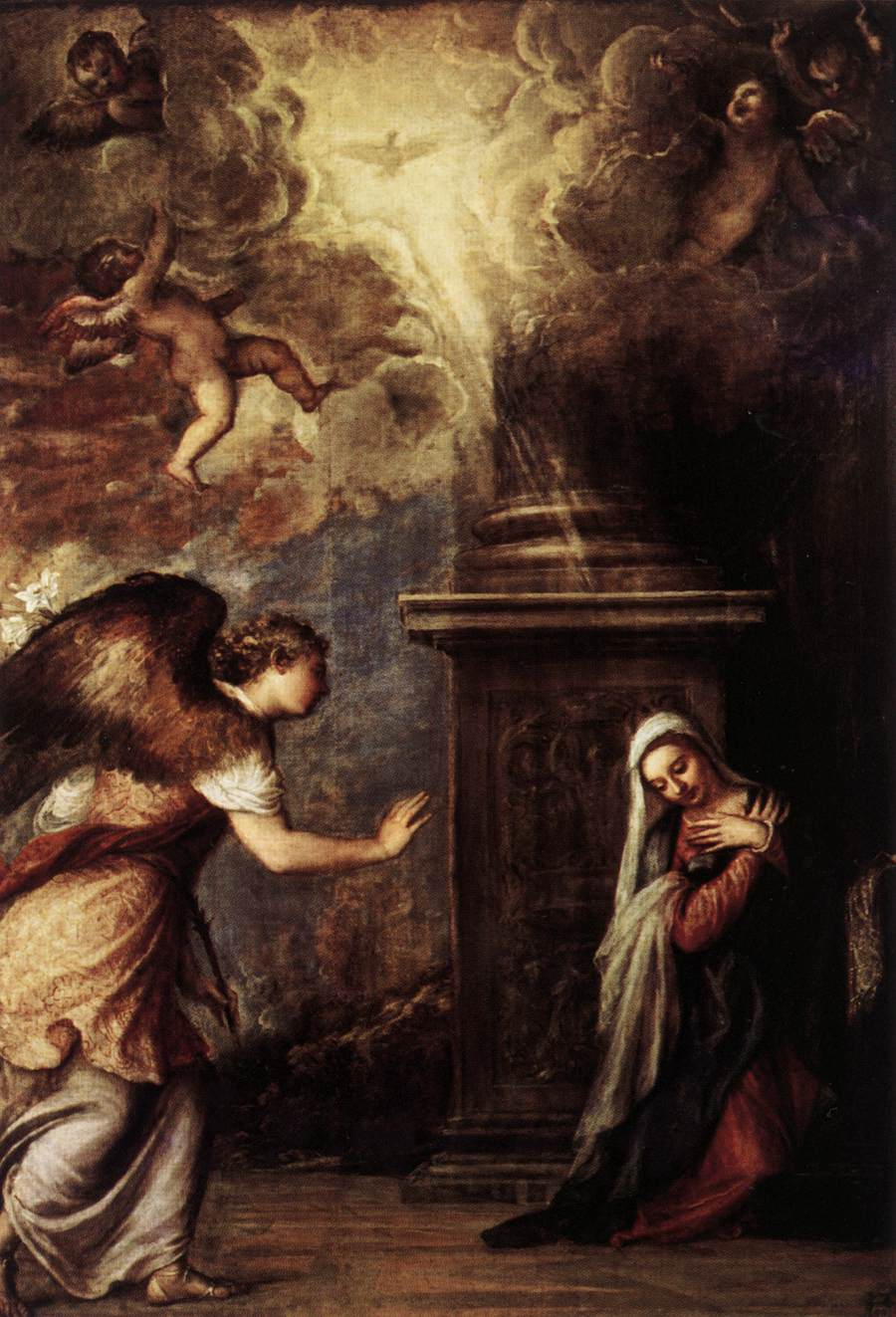
Annonciation v. 1557, Naples
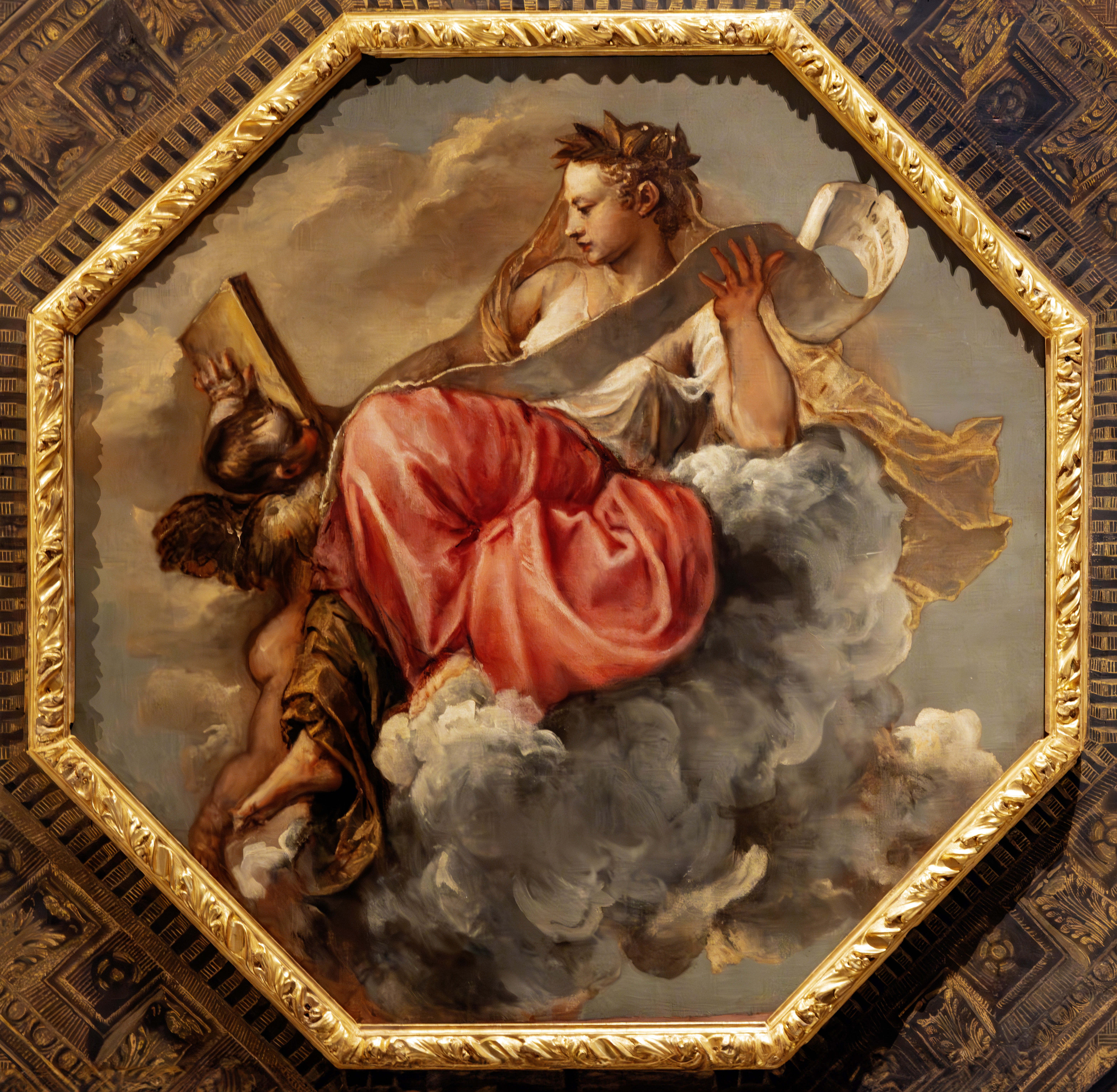
La Sagesse, v. 1560 Biblioteca Marciana

- Persée et Andromède, 1556, Wallace Collection, Londres.
- La Mort d'Actéon, 1555-1575, huile sur toile, 179 × 198 cm, National Gallery, Londres
- Diane et Actéon, 1559, anciennement dans la collection privée du duc de Sutherland, exposé depuis 2009 par rotation de cinq ans à la Galerie nationale d'Écosse et à la National Gallery de Londres, à la suite d'une acquisition publique[76].
- Vénus, l'Amour avec un joueur de luth, v; 1560, huile sur toile, 150 × 197 cm, Fitzwilliam Museum, Cambridge[72]
- Vénus et Adonis, date ?, huile sur toile, 183 × 189 cm, Dulwich Picture Gallery[77]
- Vénus et Adonis, v. 1560, huile sur toile, 160 × 196 cm, J. Paul Getty Museum, Los Angeles
- L'Enlèvement d'Europe, date ? huile sur toile, 47 × 51 cm, Dulwich Picture Gallery[78]
- L'Enlèvement d'Europe, 1560-62, 178 × 205 cm, musée Isabella Stewart Gardner, Boston
- Diane et Callisto, 1566, couleur sur toile, 183 × 200 cm, Kunsthistorisches Museum
- Diane et Callisto, 1559, collection privée du duc de Sutherland, exposé à la Galerie nationale d'Écosse.

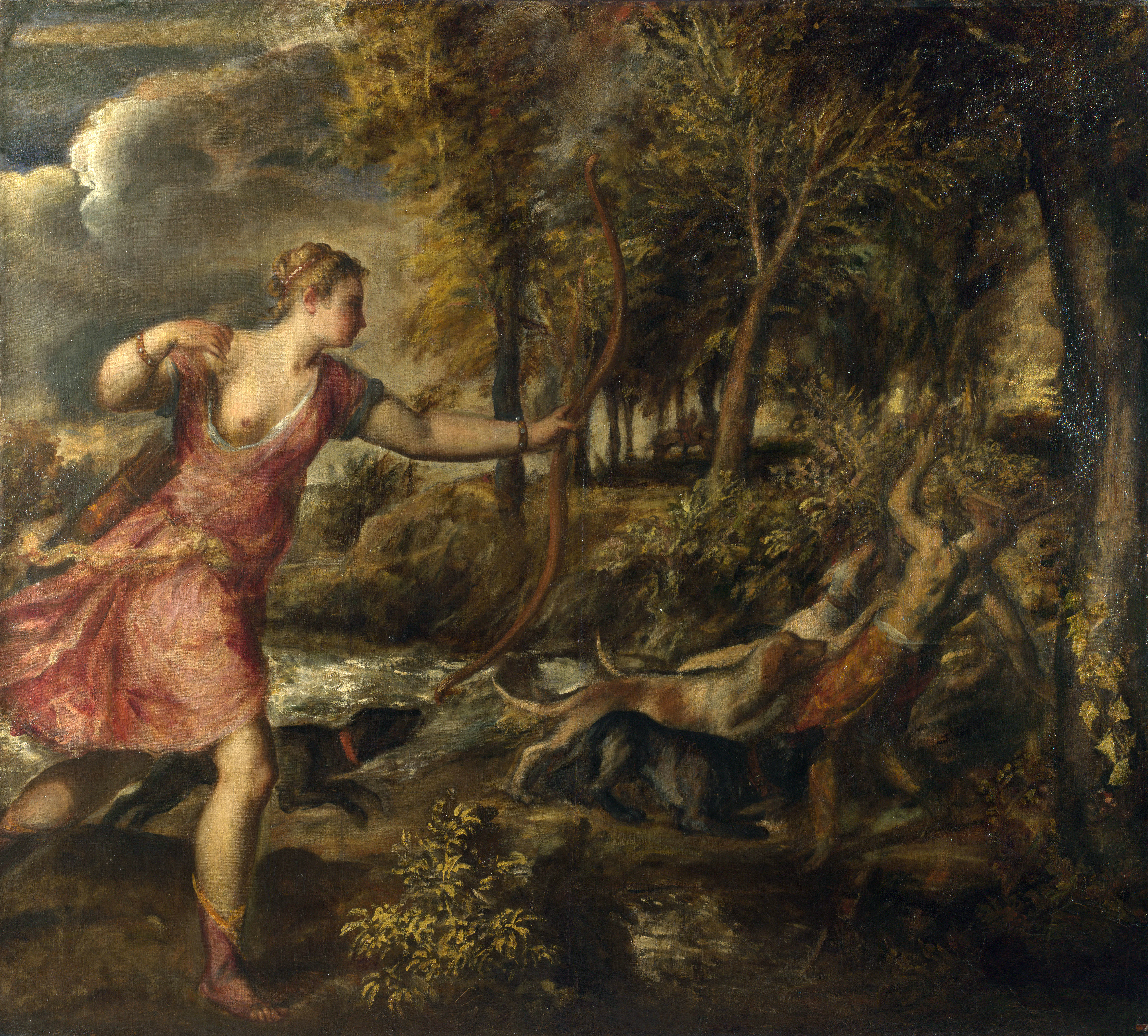
La Mort d'Actéon 1555-1575, Londres
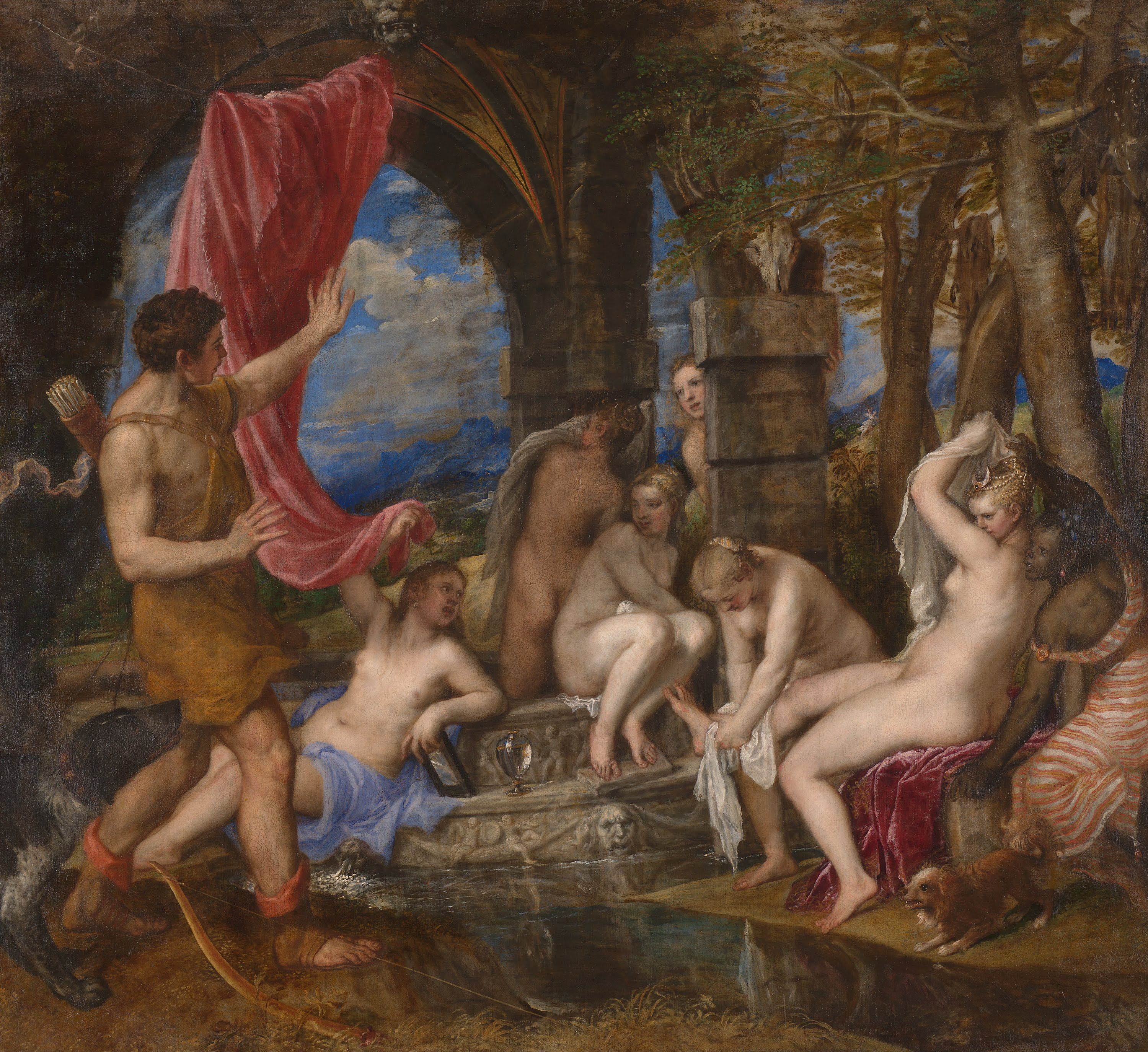
Diane et Actéon, 1559 Edimbourg/Londres
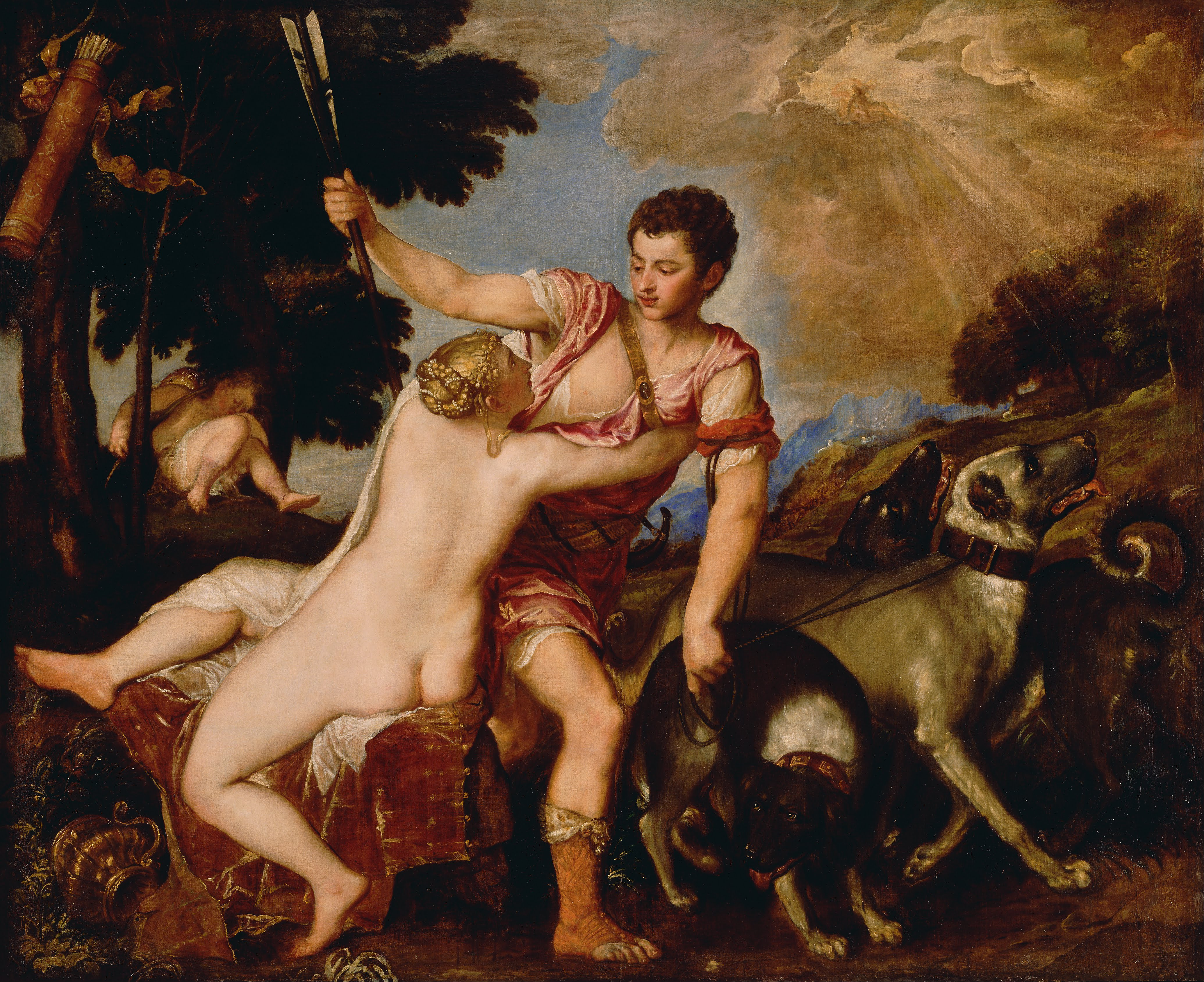
Vénus et Adonis v. 1560,musée du Prado, Madrid
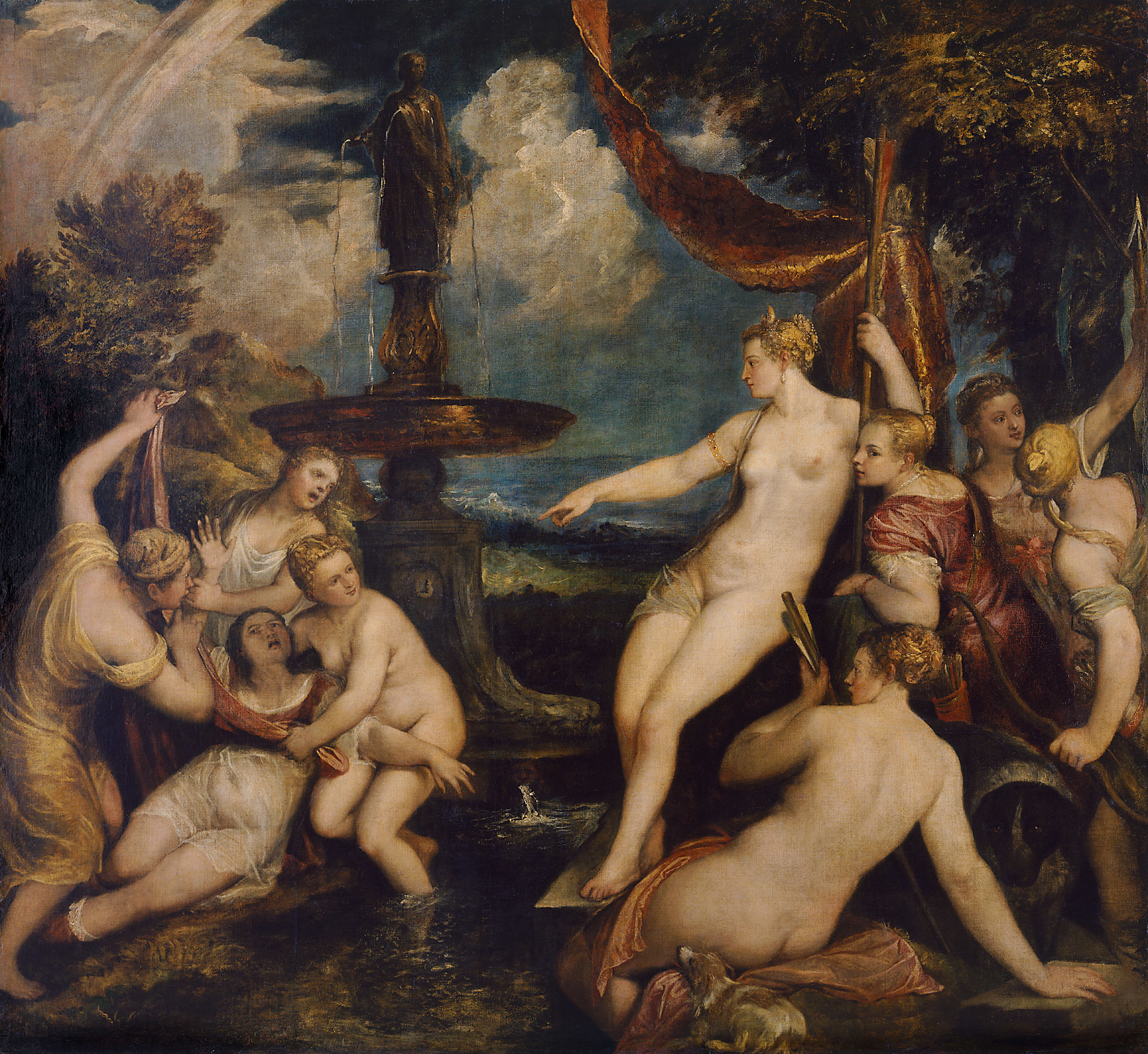
Diane et Callisto 1566, Vienne
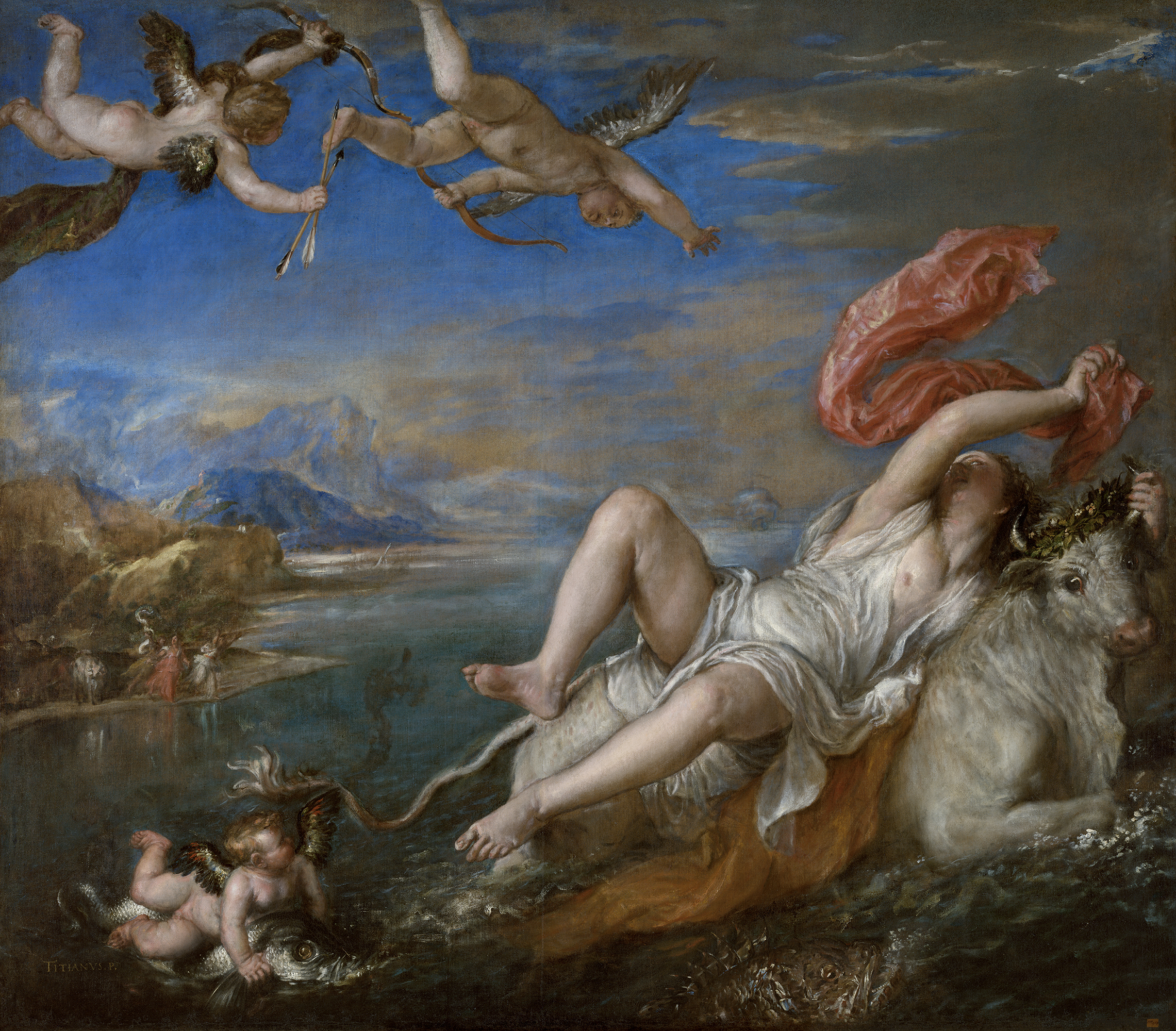
L'enlèvement d'Europe, 1560-62 Gardner Museum, Boston

- Madeleine pénitente, années 1560, huile sur toile, 118 × 97 cm, musée de l'Ermitage, Saint-Pétersbourg[55]
- Portrait de Lavinia Vecellio (sa fille ?), 1560-1565, huile sur toile, Gemäldegalerie Alte Meister, Dresde
- L'Annonciation, 1560-1565, toile, 403 × 235 cm, Église San Salvador, Venise[58]
- Portrait d'un homme avec une palme, 1561, huile sur toile, 138 × 116 cm, Gemäldegalerie Alte Meister, Dresde[79]
- Agonie dans le jardin des oliviers, 1562, huile sur toile, 76 × 136 cm, musée du Prado, Madrid[80]
- Danaé, 1564, Huile sur toile, 135 × 152 cm, musée d'histoire de l'art de Vienne
- Autoportrait, 1565-1570, huile sur toile, 86 × 69 cm, musée du Prado
- La Vierge allaitant l'Enfant, 1565-1575, huile sur toile, 76 × 63 cm, National Gallery, Londres
- Allégorie de la Prudence, 1566, National Gallery, Londres
- Enfant avec des chiens dans un paysage, huile sur toile, 99 × 117 cm, musée Boijmans Van Beuningen, Rotterdam[81]
- Portrait de Jacopo Strada, 1567-1568, toile, 125 × 95 cm, musée d'histoire de l'art de Vienne
- La Flagellation du Christ, 1568, huile sur toile, 87 × 62,5 cm, Galerie Borghèse
- Philippe II offre la victoire de Lépante au prince Ferdinand au ciel, 1572-1575, huile sur toile, 335 × 274 cm, musée du Prado, Madrid
- Le Supplice de Marsyas, 1570-1576 [1576 ?], huile sur toile, 212 × 207 cm, Musée d'art d'Olomouc (cs), Kroměříž
- Jeune Femme à la fourrure, Date ?, huile sur toile, 91 × 66 cm, Dulwich Picture Gallery, près de Londres[82]
- Jeune Femme à la fourrure, 1576, toile, 95 × 63 cm, musée d'histoire de l'art de Vienne

Portrait de Lavinia 1560-1565, Dresde
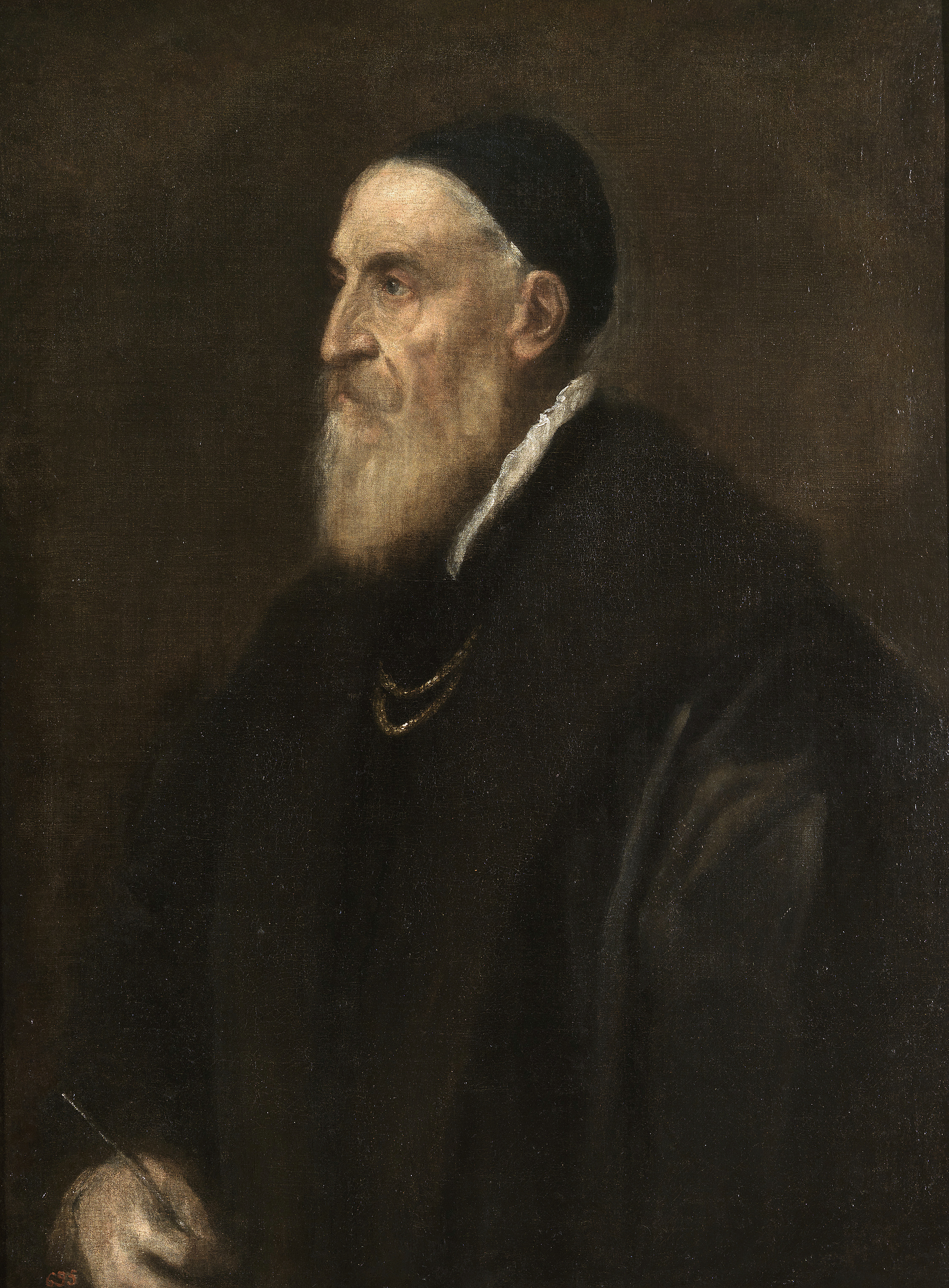
Autoportrait 1565-1570, musée du Prado, Madrid
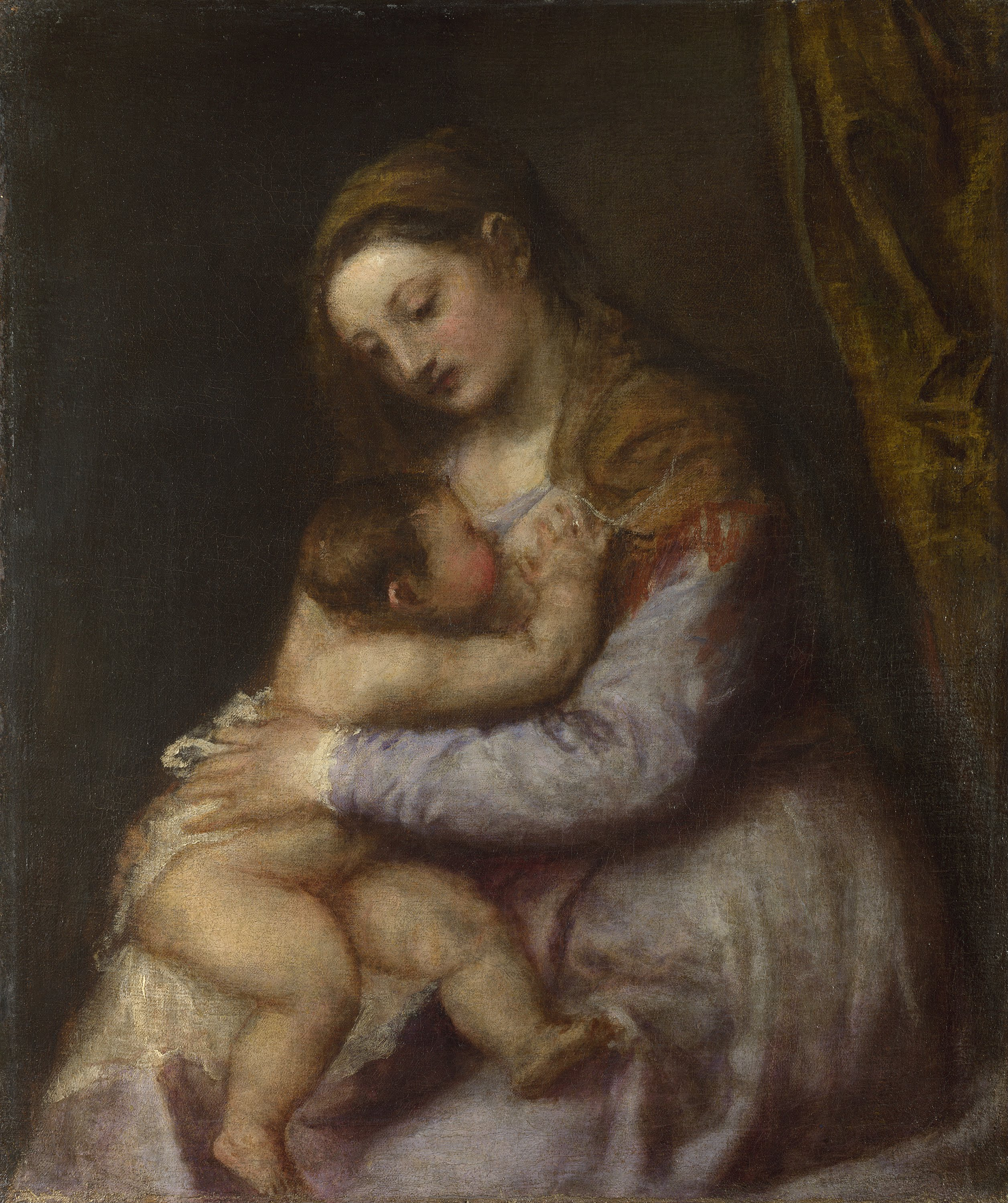
La Vierge allaitant 1565-1575 Londres
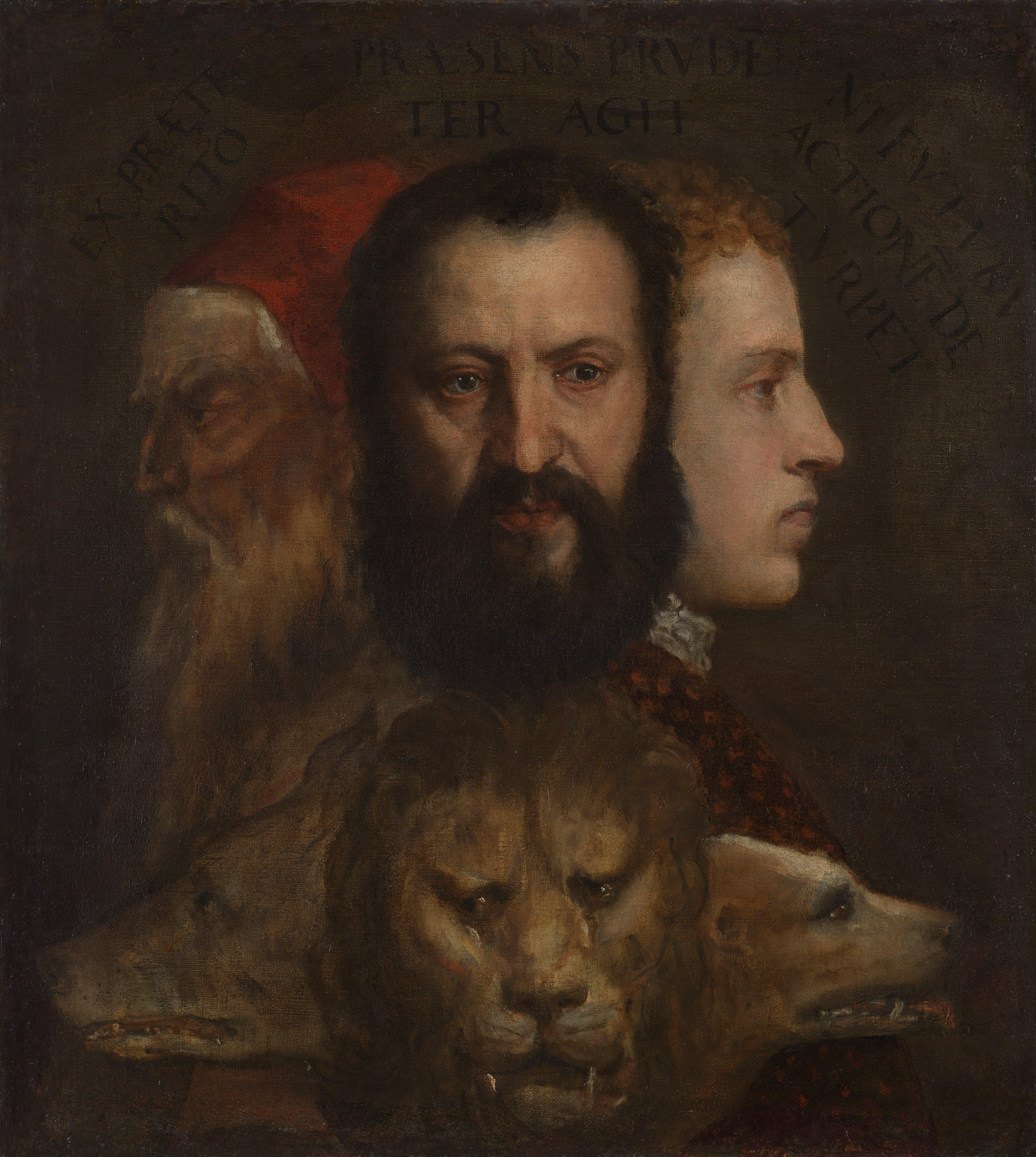
Allégorie Prudence 1566, Londres
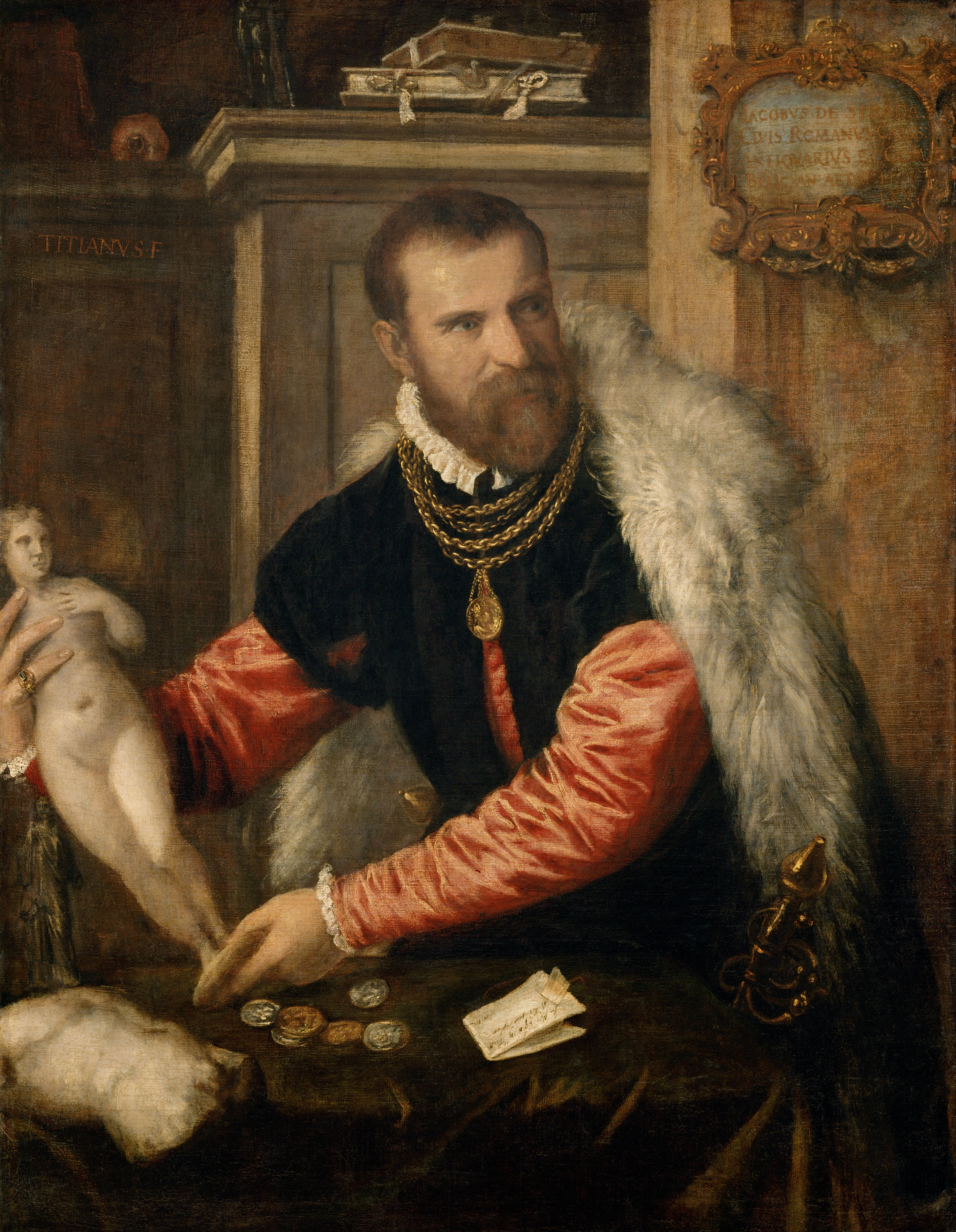
Jacopo de' Strada 1567-1568, Vienne
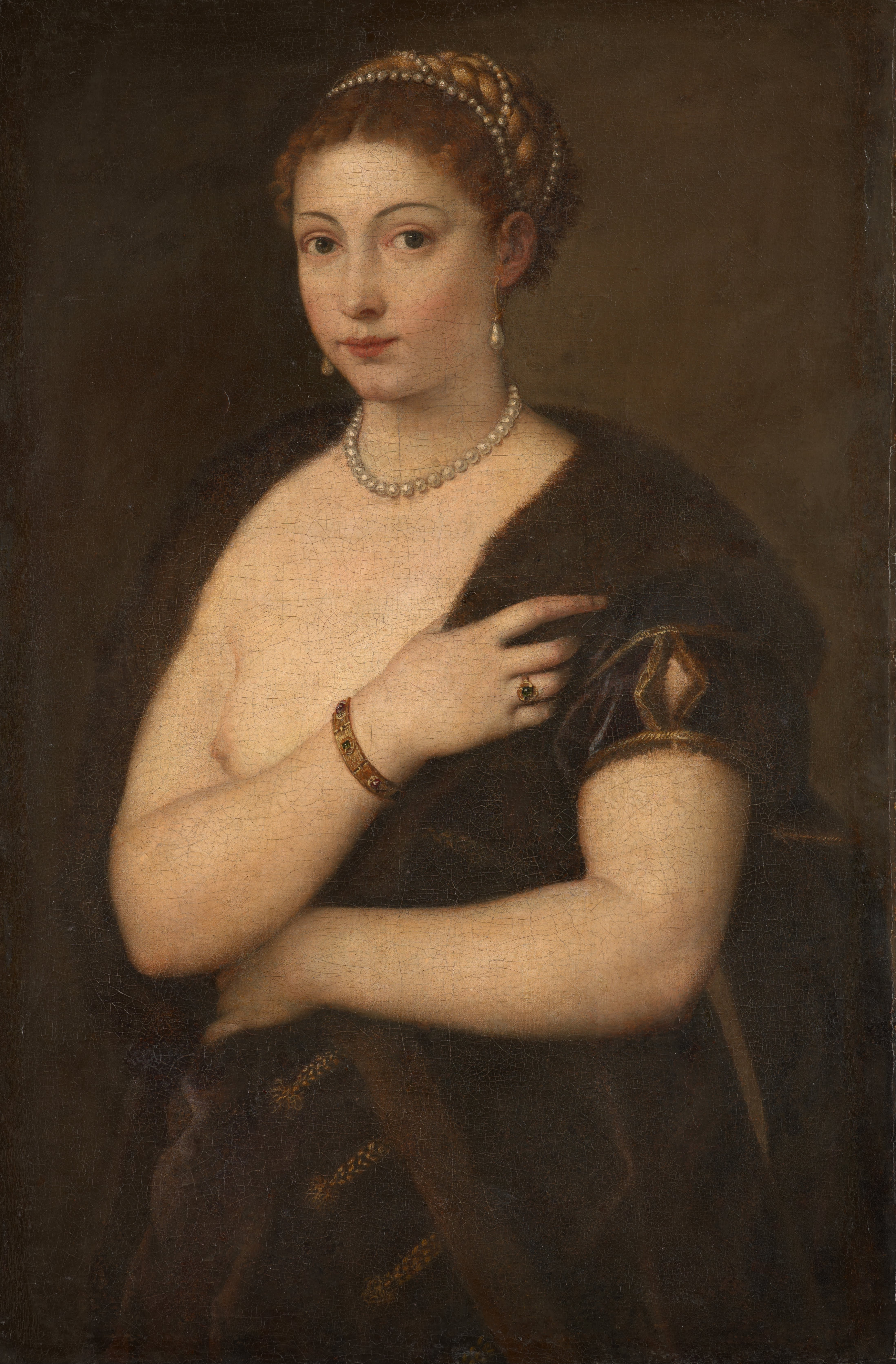
Femme à la fourrure 1576, Vienne
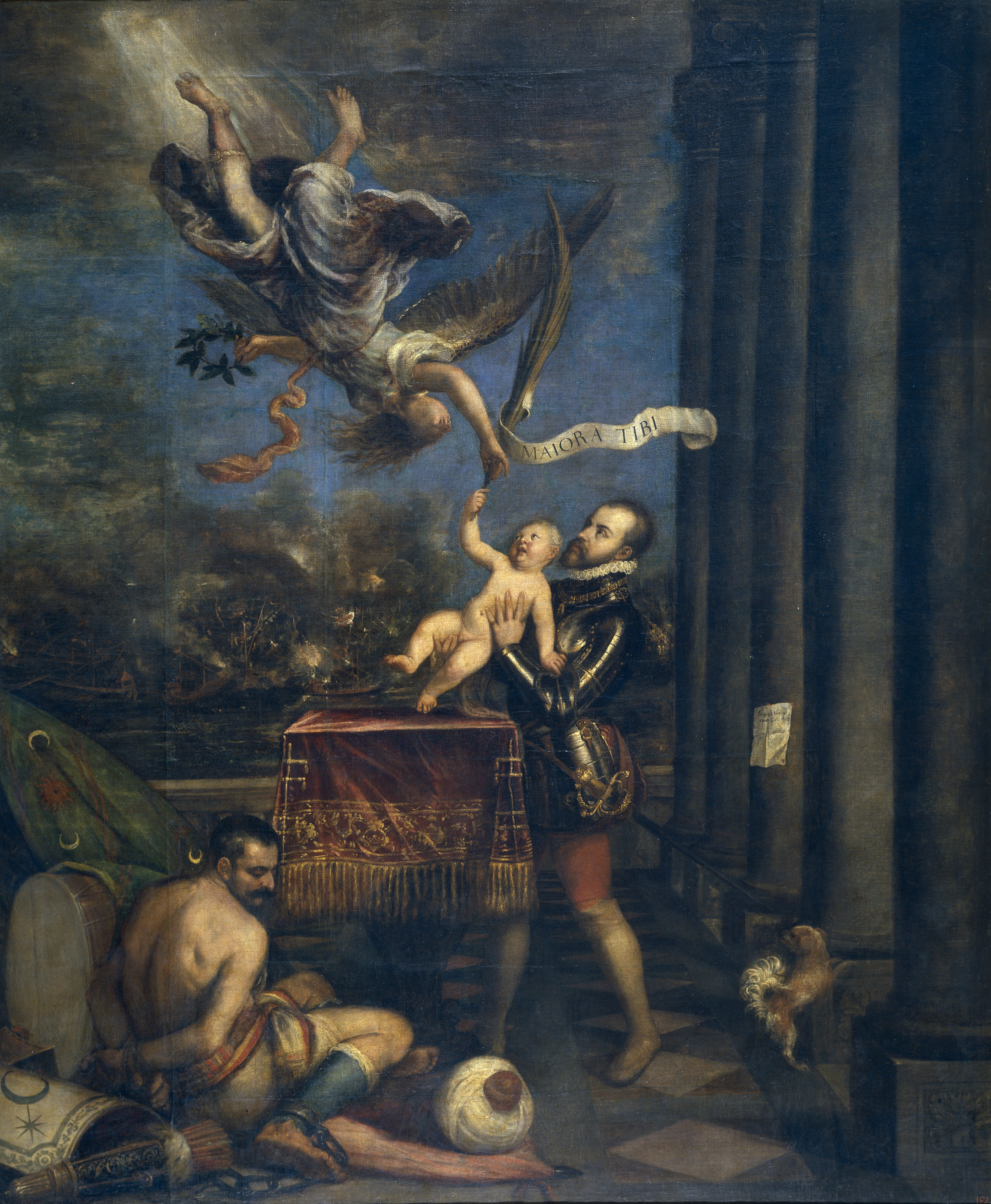
Philippe II offre la Victoire 1572-1575, musée du Prado, Madrid

- Mise au tombeau, 1559, huile sur toile, 136 × 174 cm, musée du Prado
- Le Portement de croix, v. 1565, huile sur toile, 67 × 77 cm, musée du Prado[83]
- Portrait d'homme (L'Homme malade), 1568, huile sur toile, 81 × 60 cm, Galerie des Offices, Florence[45]
- Tarquin et Lucrèce, années 1570, musée des beaux-arts, Bordeaux.
- Le Viol de Lucrèce, 1571, huile sur toile, Fitzwilliam Museum, Cambridge[37]
- L'Annonciation, vers 1570, huile sur toile, San Salvador, Venise.
- L'Espagne au secours de la religion, 1572-1575, huile sur toile, 168 × 168 cm, musée du Prado
- Nymphe et Berger, v. 1570-75, huile sur toile, 150 × 187 cm, Kunsthistorisches Museum, Vienne
- Pietà, 1570-1576, toile, 378 × 347 cm, Gallerie dell'Accademia de Venise. Titien destinait cette œuvre à son propre tombeau mais elle n'y arriva jamais[58]

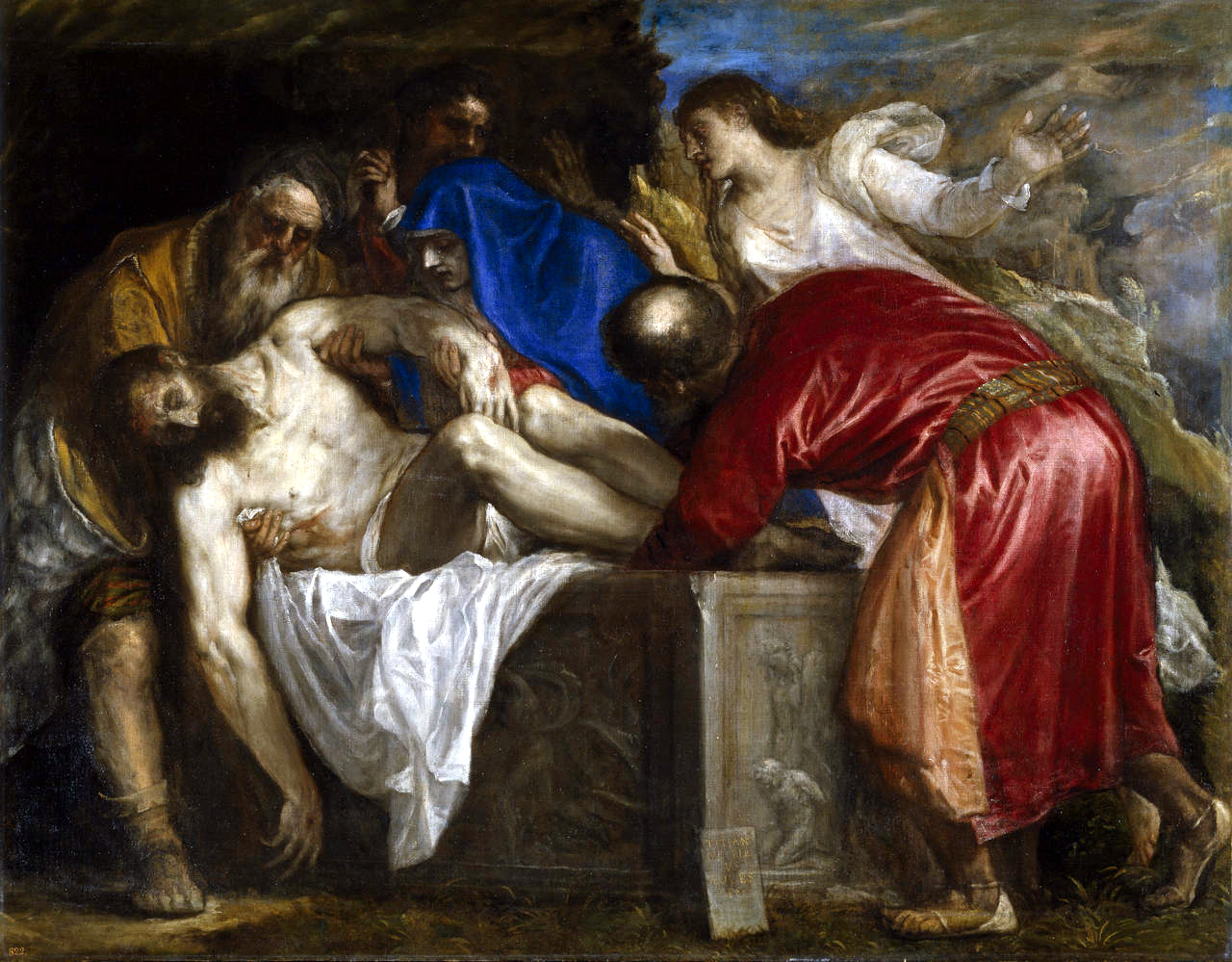
Mise au tombeau 1559, musée du Prado, Madrid
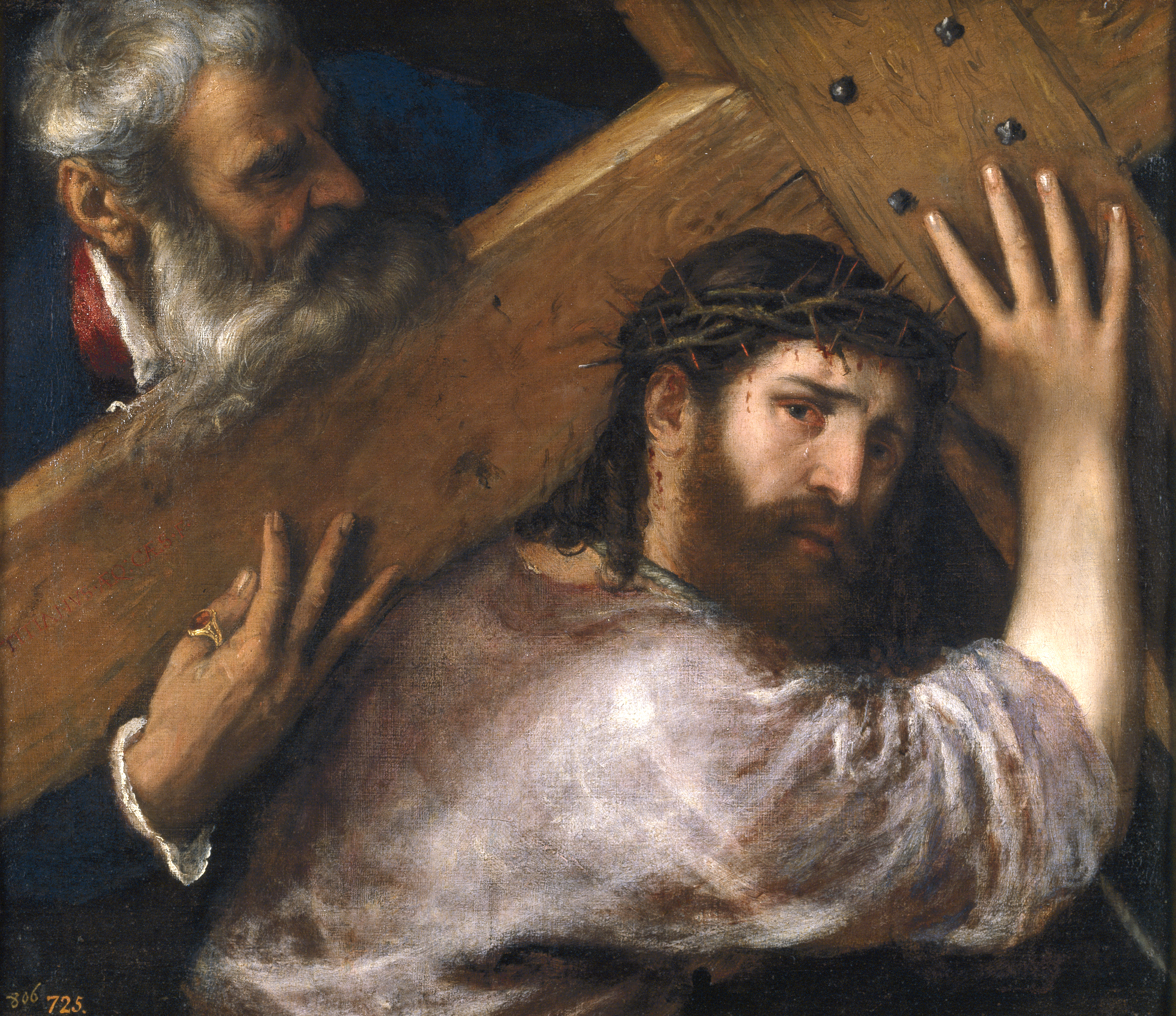
Le Portement de Croix v. 1565,musée du Prado, Madrid
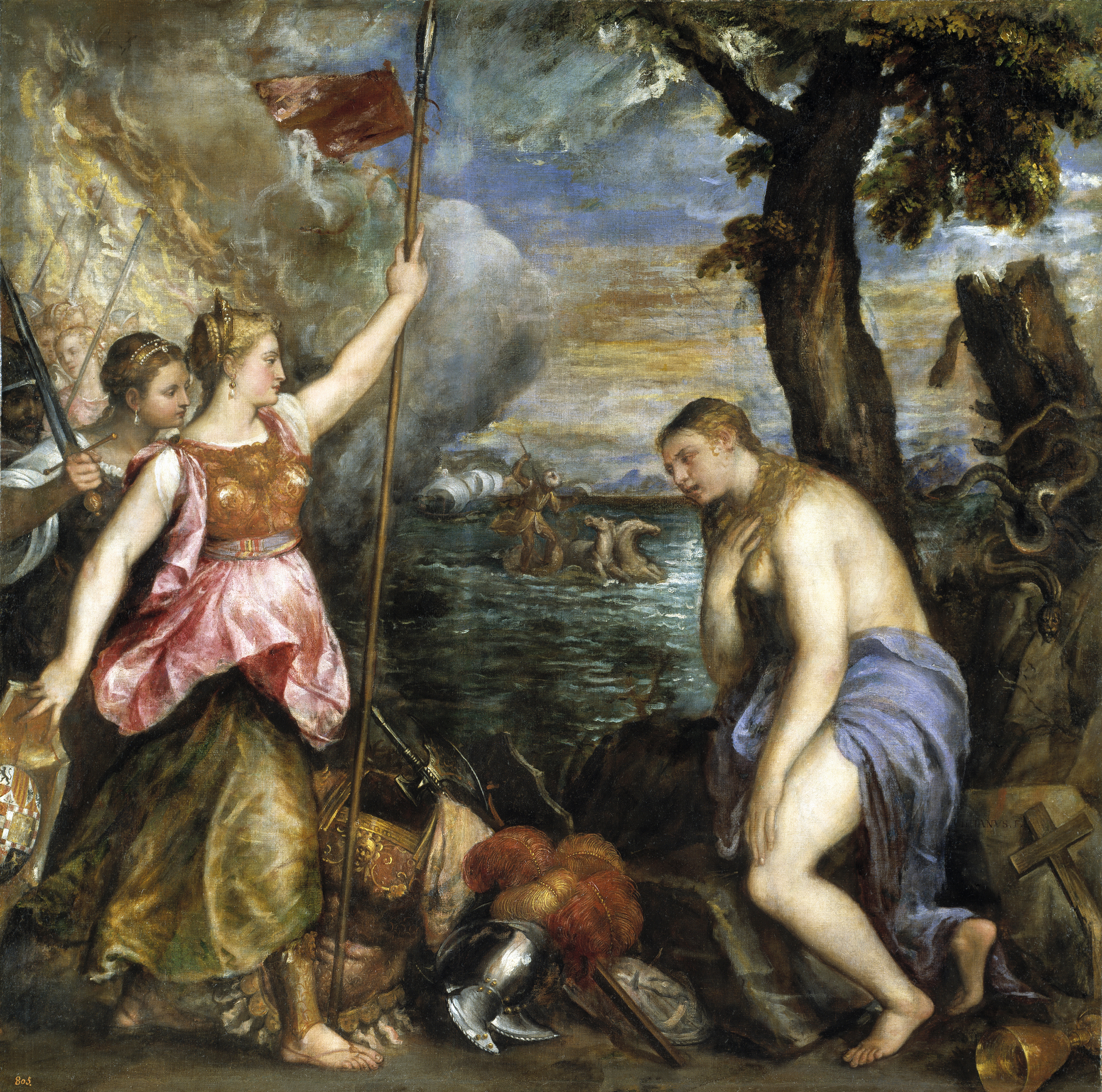
L'Espagne au secours de la Religion 1572-1575, musée du Prado, Madrid
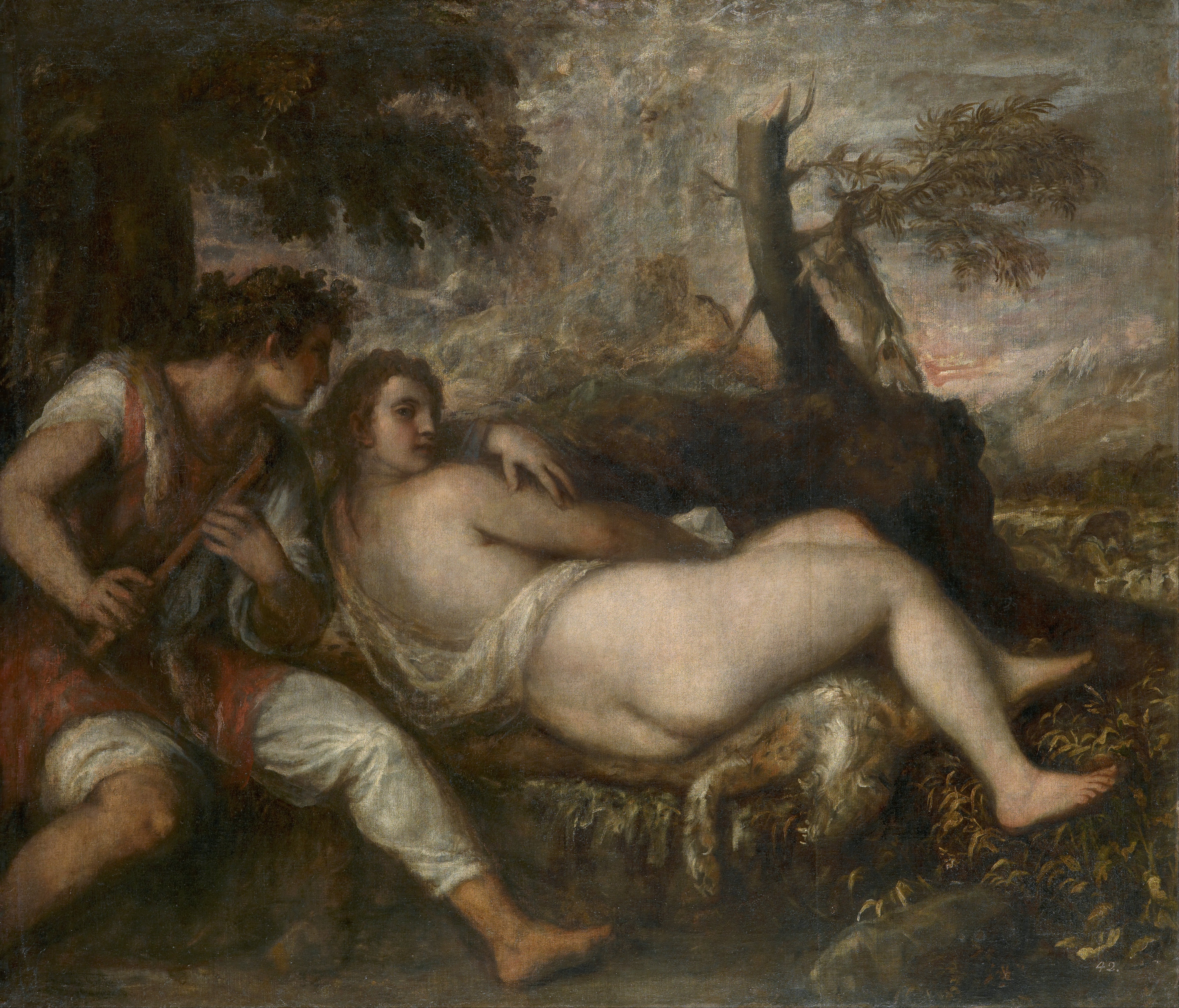
Nymphe et Berger, 1570-75. Musée d'histoire de l'art de Vienne
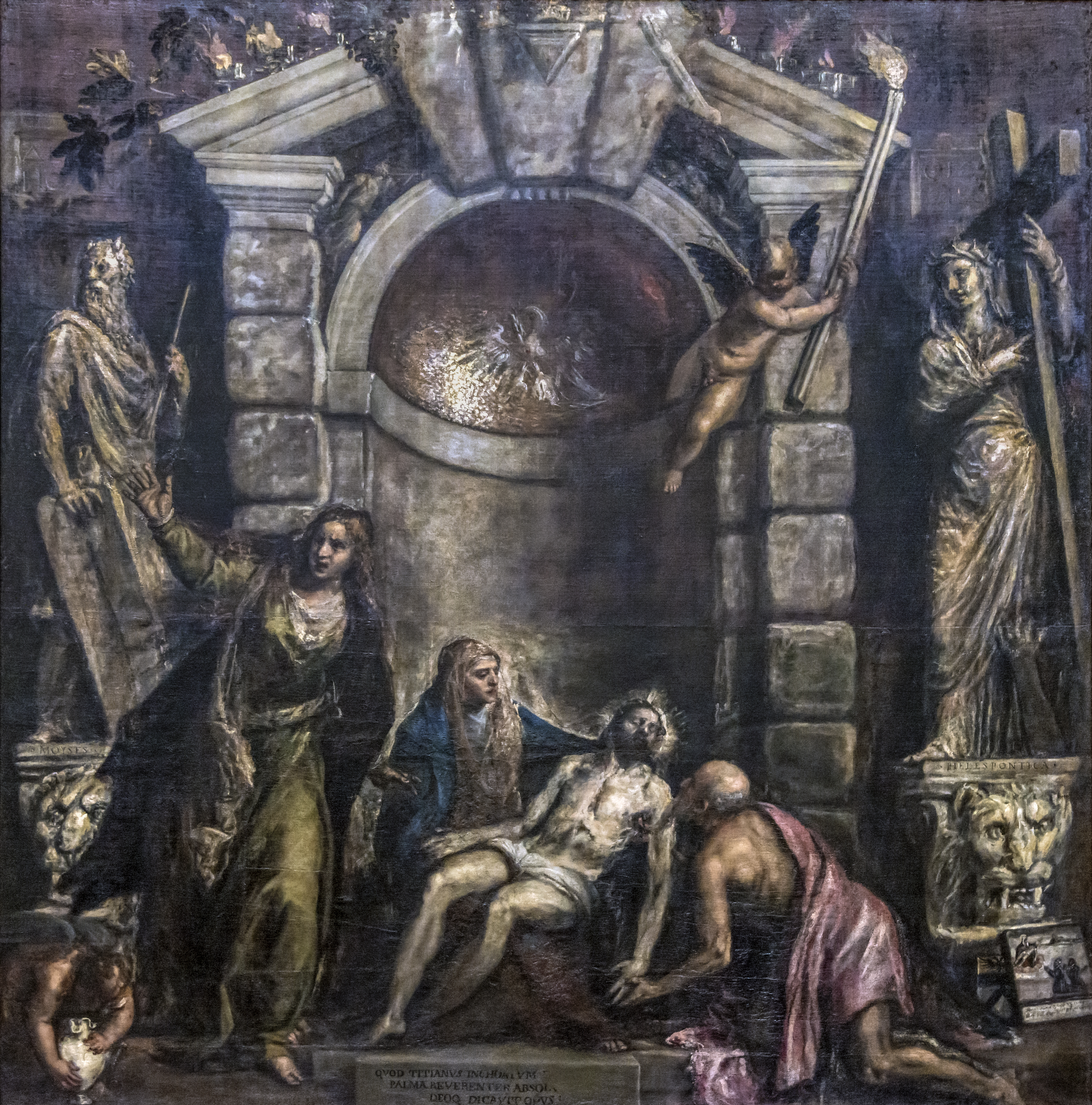
Pietà, 1570-1576 Gallerie dell'Accademia de Venise

#### Bases de données et dictionnaires
- Ressources relatives aux beaux-arts :   - AGORHA
  - Art UK
  - Artists of the World Online
  - Auckland Art Gallery
  - Bénézit
  - British Museum
  - Collection de peintures de l'État de Bavière
  - ECARTICO
  - Grove Art Online
  - J. Paul Getty Museum
  - Kunstindeks Danmark
  - Musée d'art Nelson-Atkins
  - Musée des beaux-arts du Canada
  - Musée du Prado
  - Musée national du Victoria
  - Musée Städel
  - Musée Thyssen-Bornemisza
  - National Gallery of Art
  - National Portrait Gallery
  - Nationalmuseum
  - Österreichische Galerie Belvedere
  - RKDartists
  - Royal Academy of Arts
  - Sandrart.net
  - Smithsonian American Art Museum
  - Te Papa Tongarewa
  - Union List of Artist Names
- Ressources relatives à la recherche :   - Isidore
  - Persée
- Ressource relative à la littérature :   - Internet Speculative Fiction Database
- Ressource relative à la musique :   - MusicBrainz
- Notices dans des dictionnaires ou encyclopédies généralistes :   - Britannica
  - Den Store Danske Encyklopædi
  - Deutsche Biographie
  - Enciclopedia italiana
  - Enciclopedia De Agostini
  - Gran Enciclopèdia Catalana
  - Internetowa encyklopedia PWN
  - Larousse
  - Nationalencyklopedin
  - Store norske leksikon
  - Treccani
  - Universalis
- Notices d'autorité :   - VIAF
  - ISNI
  - BnF (données)
  - IdRef
  - LCCN
  - GND
  - Italie
  - Japon
  - CiNii
  - Espagne
  - Pays-Bas
  - Pologne
  - Israël
  - NUKAT
  - Catalogne
  - Suède
  - Vatican
  - Australie
  - WorldCat